# الحرب العالمية الأولى
اَلْحَرْبُ ٱلْعَالَمِيَّةُ ٱلْأُوّلَىٰ عُرِفَتْ حينئذٍ بالْحَرِبِ ٱلْعُظْمَىٰ هي حرب عالمية نشبت بدايةً في أوروبا من 28 يوليو 1914 وانتهت في 11 نوفمبر 1918. وُصِفتْ وقت حدوثها بـ«الحرب التي ستنهي كل الحروب». جُمِعَ لها أكثر من سبعين مليون فرد عسكري، 60 مليون منهم أوربِّيين، للمشاركة في واحدة من أكبر الحروب في التاريخ. لقي أكثر من تسعة ملايين مقاتل وسبعة ملايين مدني مصرعهم نتيجة الحرب، وتعتبر أيضًا عاملاً مساهماً في عدد من جرائم الإبادة الجماعية والإنفلونزا الإسبانية عام 1918، والتي تسببت في ما بين 50 و100 مليون حالة وفاة في جميع أنحاء العالم. تفاقم معدل الخسائر العسكرية بسبب التطور التقني والصناعي للمتحاربين، والركود التكتيكي الناجم عن حرب الخنادق القاسية. تعدُّ هذه الحرب أحد أعنف الصراعات في التاريخ، وتسببت في التمهيد لتغييرات سياسية كبيرة تضمنت ثورات 1917–1923 في العديد من الدول المشتركة. ساهمت الصراعات غير المحلولة في نهاية النزاع في بداية الحرب العالمية الثانية بعد عشرين سنة.
جمعت الحرب جميع القوى العظمى الاقتصادية في تحالفين متعارضين: قوات الحلفاء (الوفاق الثلاثي وهم المملكة المتحدة لبريطانيا العظمى وأيرلندا والجمهورية الفرنسية الثالثة والإمبراطورية الروسية) ضد دول المركز (الإمبراطورية الألمانية والإمبراطورية النمساوية المجرية والدولة العثمانية ومملكة بلغاريا). مع أنَّ إيطاليا كانت من ضمن الحلف الثلاثي مع الإمبراطورية الألمانية والإمبراطورية النمساوية المجرية إلا أنَّها لم تنضم معهما في حلف دول المركز بسبب خرق الإمبراطورية النمساوية المجرية لشروط الحلف الثلاثي. أُعِيد تنظيم هذه التحالفات وتوسيعها مع دخول المزيد من الدول إلى الحرب: إيطاليا واليابان والولايات المتحدة انضموا إلى الحلفاء بينما انضمت الدولة العثمانية ومملكة بلغاريا لدول المركز.
بين عامي 1908 و1914، كانت منطقة البلقان قد زُعزِع استقرارها بسبب مزيج من الدولة العثمانية الضعيفة وحروب البلقان 1912-1913 والأهداف الروسية والنمساوية المجرية المتنافسة. وفي يوم 28 يونيو 1914، قام القومي الصرب البوسني اليوغوسلافي غافريلو برينسيب باغتيال ولي عهد النمسا الأرشيدوق فرانتس فرديناند مع زوجته في سراييفو، ما أدى إلى نشوب أزمة يوليو. وفي 23 يوليو، أصدرت النمسا-المجر إنذارا نهائياً إلى صربيا. وسرعان ما استقطبت التحالفات المتشابكة جميع القوى الأوروبية الرئيسية مع الإمبراطوريات الاستعمارية الخاصة بها، وانتشر الصراع بسرعة في جميع أنحاء العالم.
أصدرت الحكومة الروسية في 25 يوليو أوامر «لفترة التحضير للحرب». وبعد قصف النمسا-المجر للعاصمة الصربية بلغراد يوم 28، تمَّت الموافقة على التعبئة الجزئية من المناطق العسكرية الأقرب إلى النمسا، بما في ذلك كييف وكازان وأوديسا وموسكو. تمَّ الإعلان عن تعبئة روسية عامة مساء 30 يوليو. وفي 31، فعلت النمسا-المجر وألمانيا الشيء نفسه، في حين طلبت ألمانيا من روسيا تسريح في غضون 12 ساعة. عندما فشلت روسيا في الامتثال، أعلنت ألمانيا الحرب في 1 أغسطس، وتبعتها النمسا-المجر في يوم 6. أمرت فرنسا بالتعبئة الكاملة لدعم روسيا في 2 أغسطس. الدخول الفرنسي في الحرب جاء رغبةً في استعادة مقاطعتي الألزاس واللورين التي تنازلت عنها بعد الحرب الفرنسية-البروسية 1870-1871، والقلق من قوة ألمانيا المتزايدة والالتزامات العسكرية المتفق عليها مع روسيا.
كانت الاستراتيجية الألمانية للحرب على جبهتين ضد فرنسا وروسيا هي تركيز الجزء الأكبر من جيشها في الغرب على هزيمة فرنسا في غضون أربعة أسابيع، ثمَّ تحويل القوات إلى الشرق قبل أن تتمكن روسيا من التعبئة بالكامل؛ هذه ستعرف لاحقاً بخطة شليفن. في 2 أغسطس، طالبت ألمانيا بالمرور الحر عبر بلجيكا، وهو عنصر أساسي في تحقيق انتصار سريع على فرنسا. عندما تمَّ رفض ذلك، دخلت القوات الألمانية بلجيكا في وقت مبكر من صباح 3 أغسطس وأعلنت الحرب على فرنسا في نفس اليوم. استخدمت الحكومة البلجيكية معاهدة لندن (1839) وامتثالاً لالتزاماتها بموجب المعاهدة، أعلنت بريطانيا الحرب على ألمانيا في 4 أغسطس. وفي 12 أغسطس، أعلنت بريطانيا وفرنسا الحرب على النمسا-المجر. وفي 23، انضمت الإمبراطورية اليابانية إلى قوات الحلفاء، واغتنمت الفرصة لتوسيع دائرة نفوذها من خلال الاستيلاء على الممتلكات الألمانية في الصين ومنطقة المحيط الهادئ. في 24 أغسطس، حققت صربيا انتصار كبير على النمسا-المجر في معركة سير.
توقَّف التقدم الألماني إلى فرنسا في معركة مارن وبحلول نهاية عام 1914، استقرت الجبهة الغربية على معركة استنزاف تميزت بسلسلة طويلة من خطوط الخنادق التي تغيَّرت قليلاً حتى عام 1917. على الجبهة الشرقية، دخل جيشان روسيان شرق بروسيا في 17 أغسطس، امتثالاً لاتفاقهما مع فرنسا عام 1912 لمهاجمة ألمانيا خلال 15 يومًا من التعبئة. أجبر الألمان على تحويل قوات من الغرب، لكنهم نجحوا في صدِّ هذا الغزو بانتصارات في تانينبرغ وبحيرات ماسوريان. ومع ذلك احتل الروس مقاطعة غاليسيا الشرقية في النمسا والمجر.
في نوفمبر 1914، انضمت الدولة العثمانية إلى دول المركز، وفتحت جبهات في القوقاز وبلاد الرافدين وشبه جزيرة سيناء. في عام 1915، انضمت إيطاليا إلى دول الحلفاء وانضمت بلغاريا إلى دول المركز. انضمت رومانيا إلى قوات الحلفاء في عام 1916. وبعد غرق سبع سفن تجارية أمريكية بواسطة غواصات ألمانية، والكشف عن أنَّ الألمان كانوا يحاولون تحريض المكسيك على شنِّ حرب على الولايات المتحدة، أعلنت الولايات المتحدة الحرب على ألمانيا في 6 أبريل 1917. انهارت المقاومة العسكرية الروسية، ممَّا سمح بنقل أعداد كبيرة من القوات الألمانية إلى الجبهة الغربية. وفي أبريل 1918 وقعت روسيا على معاهدة برست ليتوفسك مع القوى المركزية لتخرج من الحرب.
أنهت ثورة فبراير 1917 في روسيا الحكم الاستبدادي القيصري وجاءت بالحكومة المؤقتة، لكن استمرار السخط الشعبي على ثمن الحرب أدى إلى ثورة أكتوبر وإنشاء الجمهورية السوفياتية الاشتراكية. كان الهجوم الألماني في مارس 1918 ناجحًا في البداية ولكن الحلفاء احتشدوا ودفعوهم مرة أخرى إلى التراجع في هجوم المائة يوم؛ في 28 سبتمبر، طلب قادة الجيش الألماني الهدنة. في 4 نوفمبر 1918 وافقت الإمبراطورية النمساوية المجرية على هدنة فيلا غوستي. ومع حدوث ثورة في الداخل وعدم رغبة الجيش في الاستمرار بالقتال، تخلى القيصر فيلهلم عن العرش الألماني في 9 نوفمبر، كما وقعت ألمانيا أيضًا هدنة في 11 نوفمبر 1918، والتي عرفت فيما بعد بهدنة كومبين الأولى.
نتيجة للحرب استبدلت الإمبراطوريات الروسية والألمانية والنمساوية المجرية والعثمانية بدول جديدة قائمة على القوميات. فرضت القوى الأربع بريطانيا وفرنسا والولايات المتحدة وإيطاليا شروطها في سلسلة من المعاهدات المتفق عليها في مؤتمر باريس للسلام عام 1919. كان الهدف من تشكيل عصبة الأمم هو منع حرب عالمية أخرى، ولكن لأسباب مختلفة فشلت في القيام بذلك. الشروط القاسية التي فرضتها معاهدة فرساي على ألمانيا ساهمت في صعود الحزب النازي ونشوب الحرب العالمية الثانية. غيرت الحرب العظمى أجزاء كبيرة من أوروبا والشرق الأوسط بطرق لها تبعات باقية إلى اليوم.

## أصل التسمية

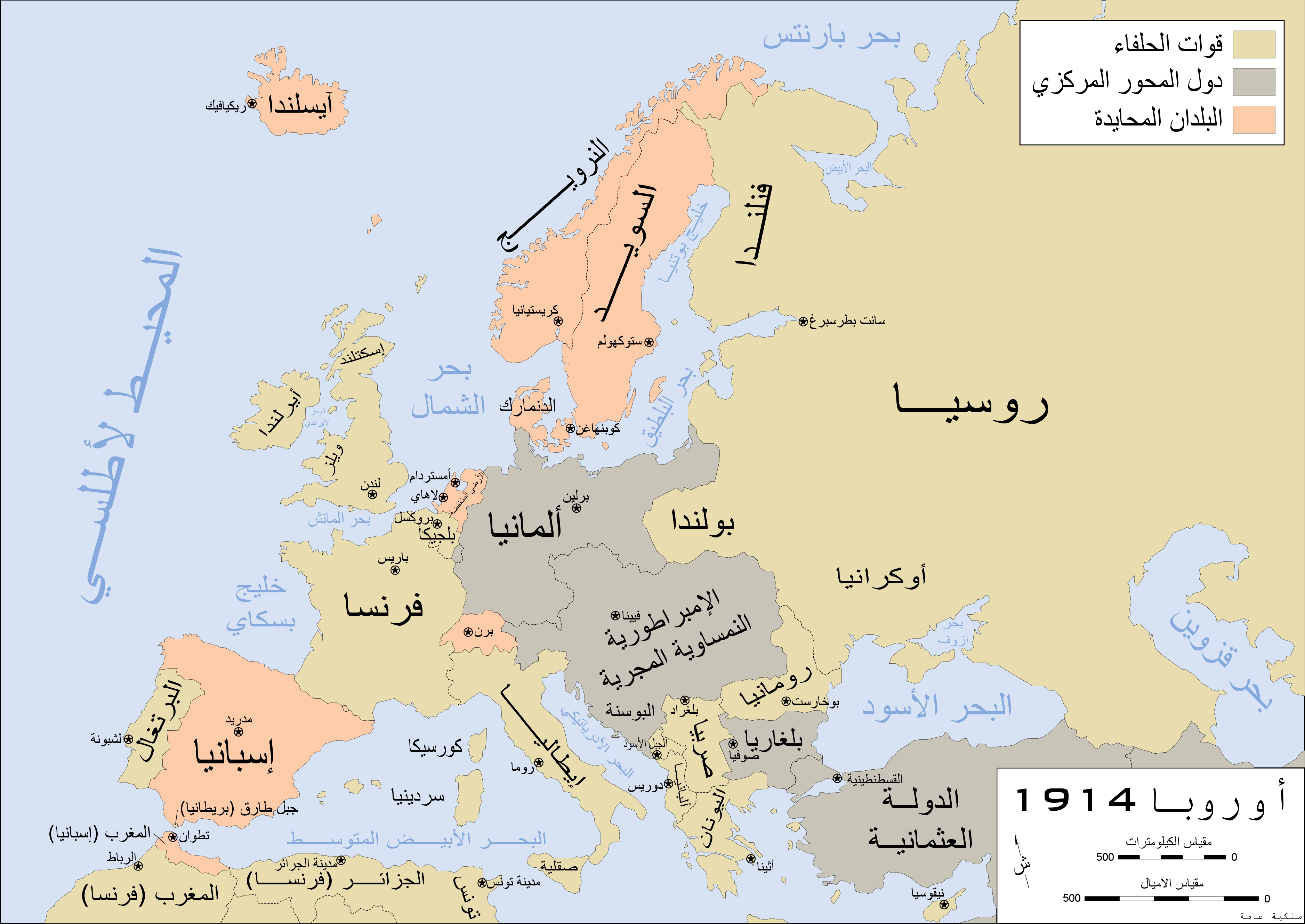
أوروبا عام 1914

في أكتوبر عام 1914 كتبت مجلة ماكلين الكندية (Maclean's Magazine) «بعض الحروب تُسمِّي نفسها، هذه هي الحرب العُظمى». وهناك اسم آخر نُشر في نيويورك أوائل شهور الحرب كان بعنوان الحرب العالمية.
استُخدم اسم الحرب العالمية الأولى لأول مرة في سبتمبر من عام 1914 من قبل الفيلسوف الألماني إرنست هيكل حيث قال: «أنه لا يوجد شك في أن خشية مسار وطابع الحرب الأوروبية سوف يكوِّن الحرب العالمية الأولى بالمعنى الكامل للكلمة». أيضًا ذُكر اسم الحرب العالمية الأولى في عام 1920 من قبل المؤرخ والصحفي الإنجليزي تشارلز ريبنغتون.
أسماء الحرب العالمية الأولى في الدول التي امتدت بها الحرب:
- بالألمانية: Erster Weltkrieg (نقحرة: إياستا ڤيلتكغيگ)
- بالفرنسية: Première Guerre mondiale (نقحرة: پغيميه گيه مونديال)
- بالروسية: Первая мировая война (نقحرة: Pervaya mirovaya voyna؛ پيرڤي ميراڤاي ڤاينا)
- باليونانية: Α΄ Παγκόσμιος Πόλεμος (نقحرة: A΄ Pankósmios Pólemos؛ پروتس پانكوزميوس پولَميوس)
- بالصربية: Први светски рат (نقحرة: Prvi svetski rat؛ پرڤي سڤيتيكي رات)
- بالبلغارية: Първа световна война (نقحرة: Pŭrva svetovna voĭna؛ پورڤه سڤيتوڤنه ڤوينا)
- بالإيطالية: Prima guerra mondiale (نقحرة: پريما گويره موندياله)
- بالتركية العثمانية: حرب عمومی (نقحرة: حرب عمومي)
- بالرومانية: Primul Război Mondial (نقحرة: پريمول رازبوي مونديال)
- بالصينية: 第一次世界大战 (نقحرة: Dì yī cì shìjiè dàzhàn؛ دي ييّْ سو شيتي داجان)

## الدوافع

### التحالفات السياسية والعسكرية
في القرن 19 قامت الدول الأوروبية الكبرى بجهد كبير للحفاظ على توازن القوى في جميع أنحاء أوروبا مما أدى إلى وجود شبكة معقدة من التحالفات السياسية والعسكرية في جميع أنحاء القارة بحلول عام 1900. بدأ كل ذلك في عام 1815 تحت مسمى التحالف المقدس بين بروسيا وروسيا والنمسا. في أكتوبر من عام 1873 قام المستشار الألماني أوتو فون بسمارك بالتفاوض مع الأباطرة الثلاثة ملك الإمبراطورية النمساوية المجرية، ملك الإمبراطورية الألمانية وملك الإمبراطورية الروسية ولكن هذا الاتفاق قد فشل بسبب أن الإمبراطورية النمساوية المجرية والإمبراطورية الروسية لم تتفقا على سياسة البلقان، مما أدى إلى تحالف الإمبراطورية النمساوية المجرية والألمانية عام 1879 في تحالف سُمي التحالف المزدوج واعتبر ذلك وسيلة لمواجهة النفوذ الروسي في البلقان حيث واصلت الدولة العثمانية بالضعف.

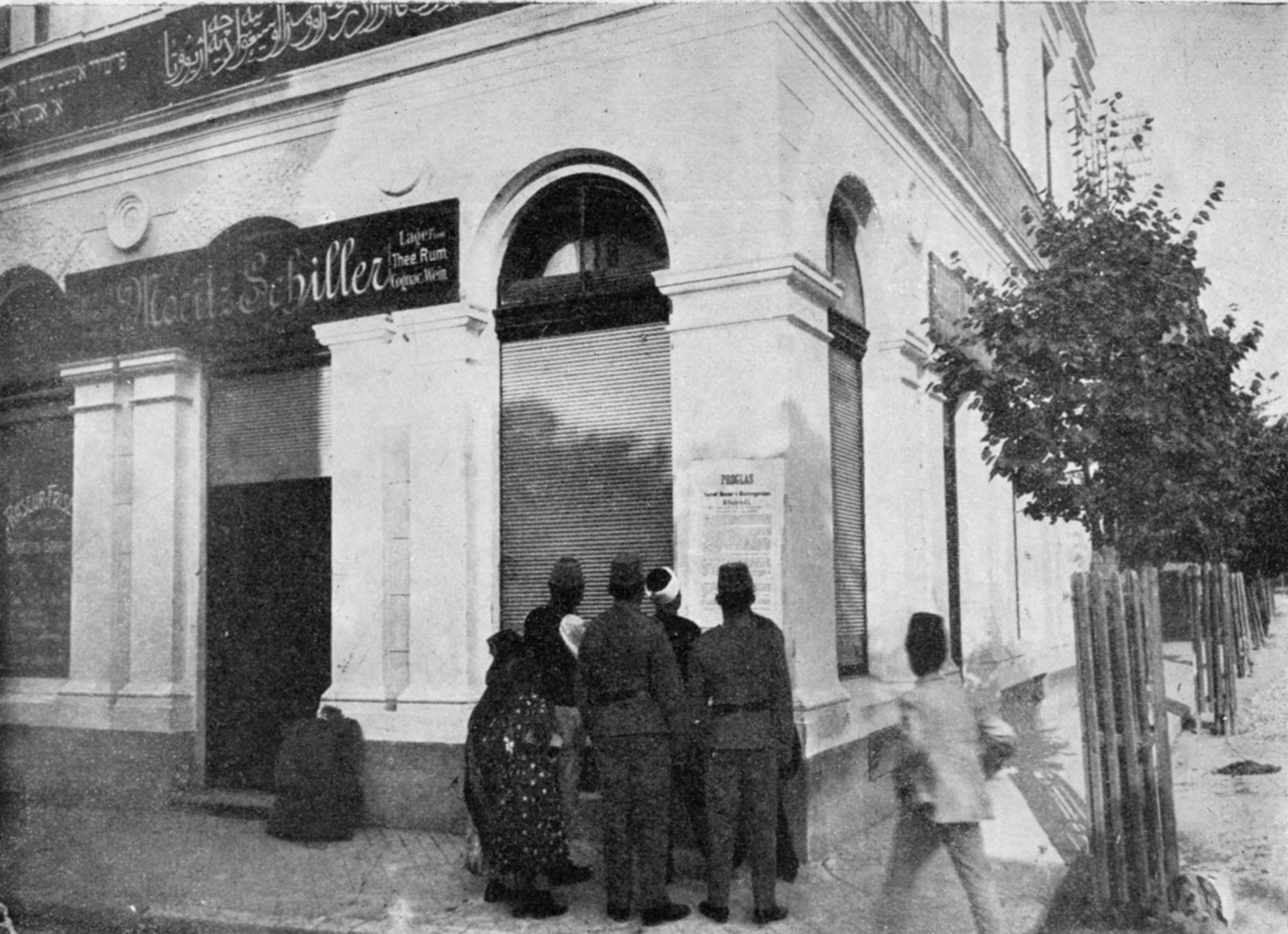
مواطنو سراييفو يقرؤون ملصق إعلان ضم الإمبراطورية النمساوية المجرية البوسنة لإمبراطوريتها في عام 1908.

في سنة 1882 توسع هذا التحالف بعدما انضمت إيطاليا إليه وأصبح بذلك تحالفًا ثلاثيًا. كان بسمارك يحاول جعل روسيا مع ألمانيا حتى يمنع حصول قتال في الجبهتين الفرنسية والروسية. حينما تُوِّج فيلهلم الثاني قيصرًا لألمانيا اضطر بسمارك للتقاعد ونظام التحالفات الذي عمل لأجله قد أُلغي تدريجيًا. فعلى سبيل المثال لم يُجدد القيصر معاهدة إعادة التأمين مع روسيا في عام 1890. بعد سنتين وُقِّع التحالف الفرنسي الروسي لمواجهة قوة التحالف الثلاثي. في عام 1904 وقعت بريطانيا عدة اتفاقيات من بينها الحلف الودي مع فرنسا وفي عام 1907 وقَّعت بريطانيا وروسيا الحلف الأنجلو الروسي في حين أن هذه الاتفاقيات لم تحالف بريطانيا رسميَّا مع فرنسا وروسيا، ولكنها جعلت دخول بريطانيا للأراضي الفرنسية أو الروسية في المستقبل ممكنًا وأصبح يُعرف بالوفاق الثلاثي.

### سباق التسلح
نمت القوة الاقتصادية والصناعة في ألمانيا كثيرًا بعد حركة توحيد ألمانيا في عام 1871 تبعتها الحرب الفرنسية البروسية. منذ منتصف عقد 1890 استعملت حكومة فيلهلم الثاني هذا الأساس لتكريس موارد اقتصادية كبيرة لبناء البحرية الإمبراطورية الألمانية التي تأسست على يد الأدميرال ألفريد فون تيربيتز في منافسة مع البحرية الملكية البريطانية للتفوق في البحرية من بين دول العالم. ونتيجة لذلك سعت كل دولة إلى بناء السفن الرئيسية. مع إطلاق بارجة HMS Dreadnought في عام 1906 توسَّعت الإمبراطورية البريطانية بسبب تميزها على منافستها الألمانية. في نهاية المطاف توسع سباق التسلح بين بريطانيا وألمانيا إلى جميع أنحاء أوروبا، فمع وجود كل القوى الكبرى تم تكريس قاعدة صناعية لإنتاج المعدات والأسلحة اللازمة لصراع عموم أوروبا. بين أعوام 1908 و 1913 زاد الإنفاق العسكري من القوى الأوروبية بنسبة 50٪.
ويظهر الجدول التالي نفقات القوى العظمى على الجيش والبحرية بالمارك الألماني عام 1913.
| الدولة                         | السكان (مليون نسمة) | نفقات الجيش (مليون مارك) | نفقات سلاح البحرية (مليون مارك) | المجموع (مليون مارك) |
| ------------------------------ | ------------------- | ------------------------ | ------------------------------- | -------------------- |
| الإمبراطورية الألمانية         | 67,5                | 1009                     | 467                             | 1476                 |
| الإمبراطورية النمساوية المجرية | 52,7                | 496                      | 155                             | 651                  |
| مملكة إيطاليا                  | 35,1                | 332                      | 205                             | 537                  |
| الإمبراطورية الروسية           | 157,8               | 1254                     | 498                             | 1752                 |
| فرنسا                          | 39,7                | 766                      | 412                             | 1178                 |
| المملكة المتحدة                | 46                  | 576                      | 945                             | 1521                 |
| الولايات المتحدة الأمريكية     | 96,8                | 422                      | 595                             | 1017                 |
| الإمبراطورية اليابانية         | 54,3                | 207                      | 203                             | 410                  |

### الصراعات في البلقان

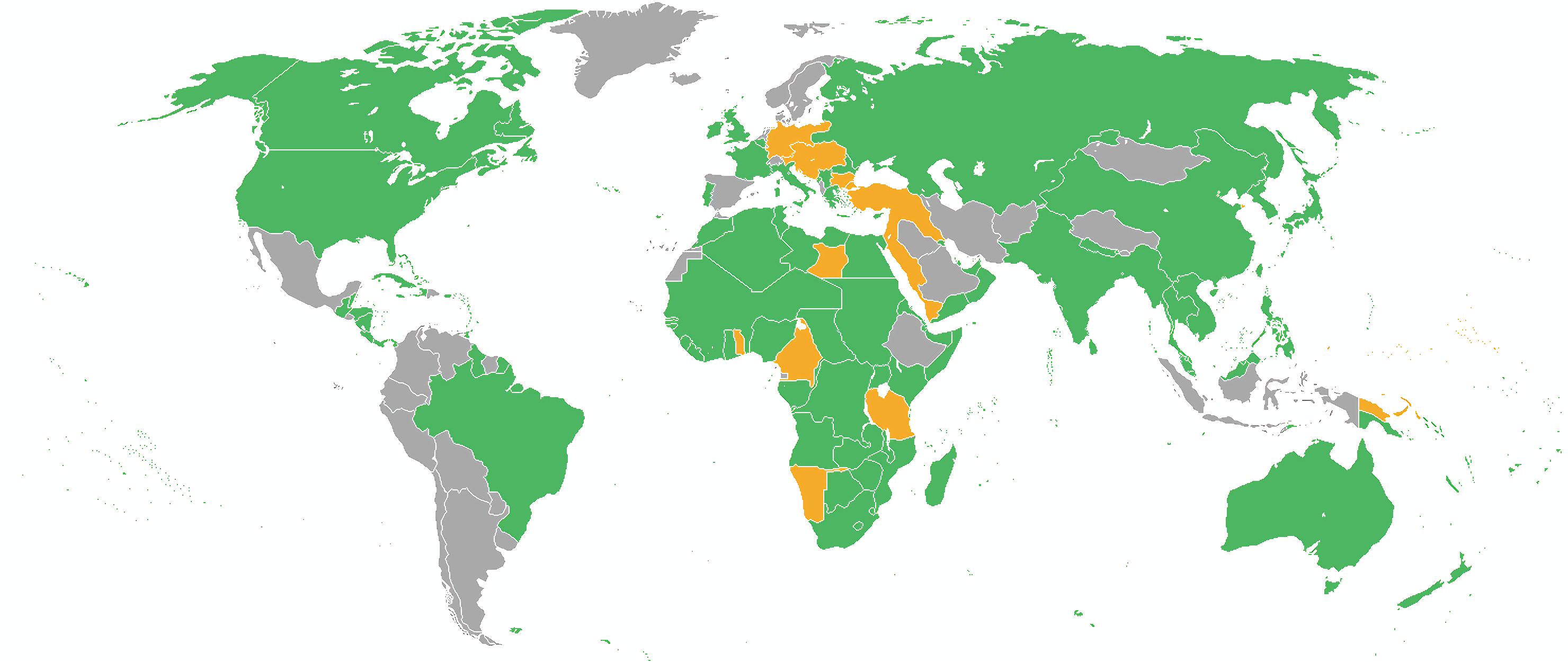
خريطة العالم تظهر المشاركين في الحرب العالمية الأولى. الذين يقاتلون مع جانب الحلف الثلاثي (الوفاق الثلاثي) يظهرون باللون الأخضر، ودول المركز باللون البرتقالي، والبلدان المحايدة باللون الرمادي.

أعلنت الإمبراطورية النمساوية المجرية الضم العسكري للبوسنة والهرسك فيما عُرف بالأزمة البوسنية (1908–1909) عن طريق ضم الأراضي العثمانية السابقة البوسنة والهرسك التي احتلتها منذ عام 1878 وقد أغضب هذا مملكة صربيا ورعاتها؛ القومية السلافية والأرثودكسية الشرقية في الإمبراطورية الروسية. زعزعت المناورات السياسية الروسية في المنطقة استقرار اتفاقيات السلام، وقد نُقضت بالفعل وقد سمي هذا الوضع «ببرميل بارود أوروبا». في عام 1912 و1913 وقعت حرب البلقان الأولى بين اتحاد البلقان والدولة العثمانية الضعيفة وكنتيجة لإنهاء هذه الحرب ظهرت معاهدة لندن للسلام وإنهاء الحرب، وقد تسببت هذه المعاهدة في تقليص الدولة العثمانية وإنشاء الدولة الألبانية المستقلة في حين توسعت حيازات أراضي بلغاريا، صربيا، الجبل الأسود واليونان. عندما هاجمت بلغاريا كل من صربيا واليونان يوم 16 يونيو 1913 فقدت معظم مقدونيا إلى صربيا واليونان وجنوب دوبروجا لرومانيا في حرب البلقان الثانية التي استمرت 33 يومًا وقد أدَّى ذلك لزعزعة المزيد من استقرار المنطقة.
إن التحول الحقيقي في نشوب الحرب العالمية الأولى هو بسبب تحول ميزان القوى بعد حرب البلقان، فقد زاد التقارب بين دول الوفاق الثلاثي إنجلترا وفرنسا وروسيا، استطاعت الإمبراطورية الروسية أن تتحكم في الصرب وإزداد نفوذها في رومانيا، ومن أخطر نتائج حرب البلقان هو نمو صربيا أرضًا وسكانًا كذلك اشتداد الحركة الصربية داخل الصرب وبين الأقليات الصربية الموجودة تحت حكم النمسا. بسبب الجفاء بينها وبين بلغاريا إضافًة إلى أن الدولة العثمانية لم تعد قوية كما كانت كل ذلك سمح لروسيا بأن تفكر في الاستيلاء على أراضيها ومضائقها البحرية ولكن هذا كله لن يحصل إلا بحرب أوروبية، لذا عليها أن تخلق مشكلة سياسية إذا أرادت احتلال المضائق في الوقت الذي كانت فيه زيادة التسلح في أوروبا سائرة بوتيرة سريعة.

## مقدمة

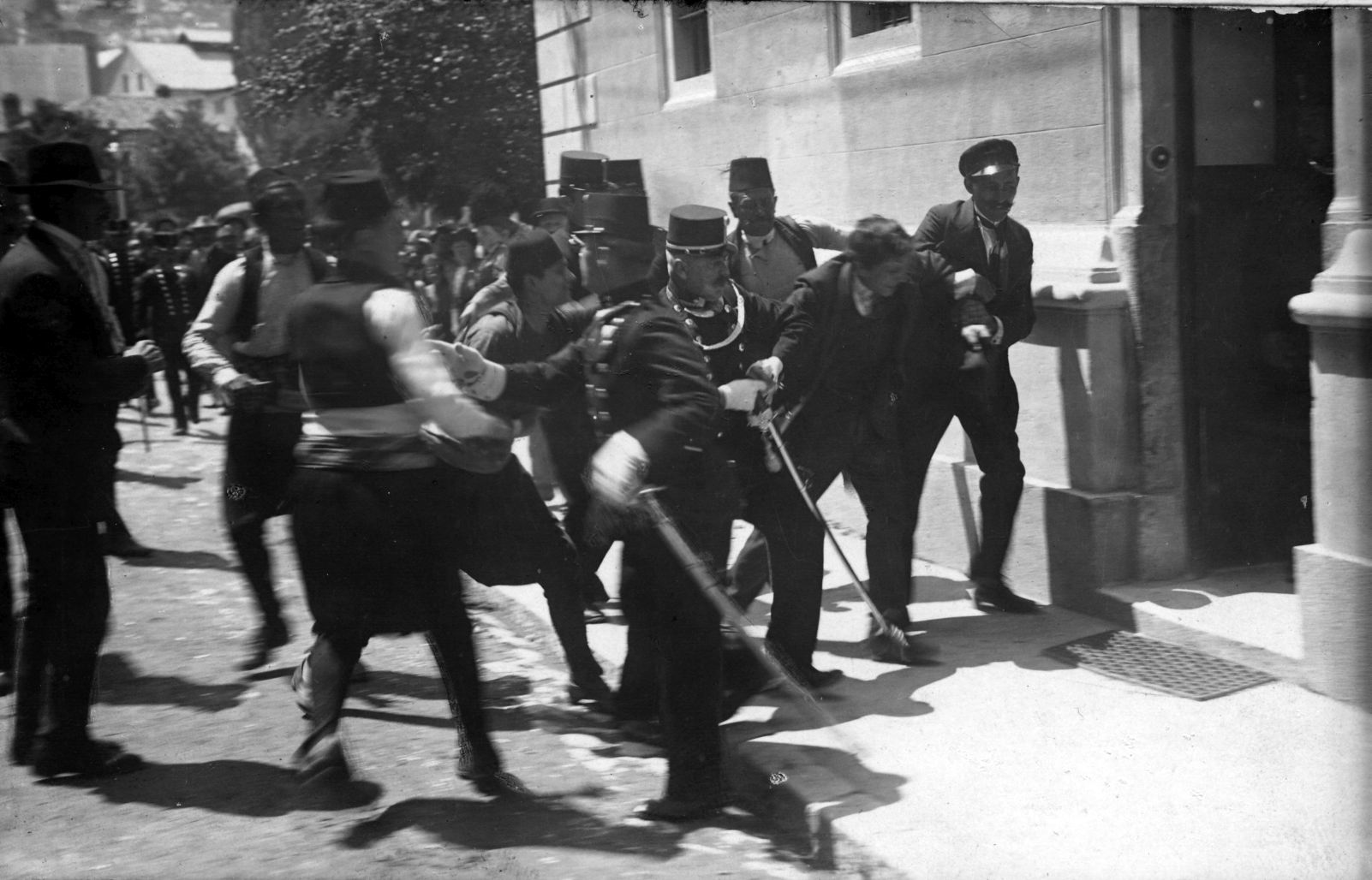
القبض على غافريلو برينسيب عام (1914)م عقب اغتياله الأرشيدوق فرانتس فرديناند.

### حادثة سراييفو

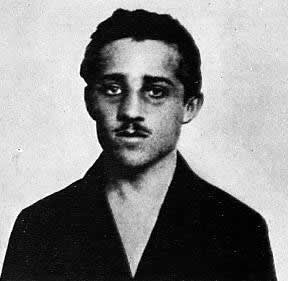
غافريلو برينسيب، قاتل فرانتس فيرديناند

في 28 يونيو 1914 في أثناء زيارة وريث العرش النمساوي الأرشيدوق فرانتس فرديناند وزوجته بسراييفو عاصمة البوسنة والهرسك، تجمعت مجموعة من ستة قتلة في الشارع الذي سيمر به الموكب، والقتلة هم: نيديليكو كابرينوفيك، سيفيتكو بوبوفيتش، محمد باسيك، غافريلو برينسيب، تريفكو غاربيز وفاسو كبريلوفيك من حركة البوسنة الشابة المجهزة من قبل تنظيم اليد السوداء السرية.
في الساعة 10:10 صباحًا  اقتربت سيارة ولي العهد من الشارع الذي سيمر فيه، فألقى نيديليكو كابرينوفيك قنبلة على سيارة الأرشيدوق المكشوفة  وتسبب ذلك في إصابة ضابط الحراسة وعدد من الناس قدِّروا بحوالي 16-20 مصاب. بعد ذلك حاول القتلة الآخرون في اغتياله ولكن سيارة ولي العهد مرت بسرعة من بينهم بعد حادثة القنبلة الأولى. بعد ساعة من هذا الحادث وبعد عودة ولي العهد من مستشفى سراييفو في زيارة لضابط الحراسة المصاب اتخذت قافلة المسير منعطفًا خاطئًا لأحد الشوارع، ومن باب الصدف المقدرة أن غافريلو برينسيب كان واقفًا هناك. أطلق برينسيب طلقتين من مسدسه على ولي العهد فرانتس فرديناند على الوريد الوداجي للأرشيدوق أما الطلقة الثانية فأصابت زوجته صوفي لتكوِّن جرحًا في بطنها.
كان رد فعل الشعب النمساوي معتدلًا أو بالكاد كان هناك اختلاف حتى ظُن أن هذه الحادثة لن يكون لها تأثير واضح، وقد كتب المؤرخ البريطاني زبينيك زيمان في وقت لاحق، «كاد هذا الحدث أن يفشل في خلق رد فعل، ففي يومي الأحد والإثنين [28 و29 يونيو] استمعت الحشود في فيينا للموسيقى وشربت الخمر وكأن شيئًا لم يحدث».

### تصاعد العنف في البوسنة والهرسك
في سراييفو نفسها شجعت السلطات النمساوية  العنف ضد السكان الصرب وظهرت أعمال شغب مناهضة للصرب في سراييفو، وأدَّى هذا إلى قيام الكرواتيين والبوسنيين المسلمين في قتل صربيين اثنين وتضرر العديد من المباني المملوكة من قبل الصرب. وصفت هذه الأحداث بأنها من خصائص البوغروم، وقد أشار الكاتب إيفو أندريتش لهذا العنف بأنه «جنون كراهية سراييفو» "Sarajevo frenzy of hate.". لم تنظم أعمال العنف ضد الصرب في سراييفو فقط بل في العديد من المدن الأخرى للإمبراطورية النمساوية المجرية الكبيرة (في الزمن الحالي هي كرواتيا والبوسنة والهرسك). قامت السلطات النمساوية المجرية في البوسنة والهرسك بسجن وترحيل ما يقرب 5,500 من الصرب البارزين و700 إلى 2,200 منهم مات في السجن، وحكم على 460 من الصرب بالموت وأغلبهم كانوا مسلمين. تأسست ميلشيا خاصة عُرفت باسم (Schutzkorps) قامت بتنفيذ الاضطهاد ضد الصرب.

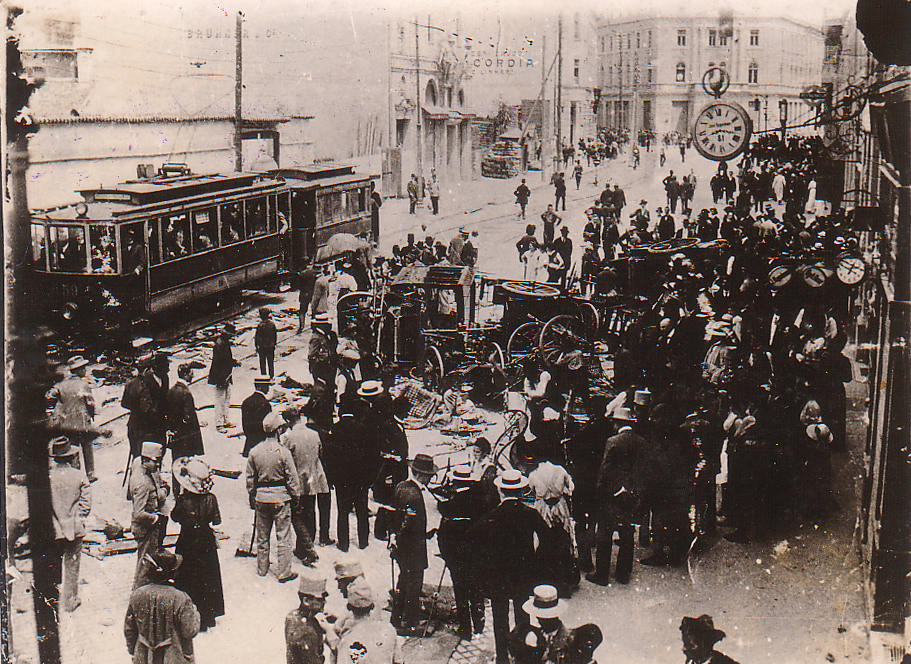
حشد متجمع حول أكوام من الممتلكات الصربية التي دُمِّرت في سراييفو في 29 يونيو 1914

### أزمة يوليو
أدى هذا الاغتيال لشهر من المناورات الدبلوماسية بين الإمبراطورية النمساوية المجرية وألمانيا وروسيا وفرنسا وبريطانيا وسميت هذه الأزمة بأزمة يوليو. والاعتقاد الصحيح هو أن المسؤولين الصربين (خاصًة المسؤولين في تنظيم اليد السوداء) كانوا مشاركين في هذه المؤامرة، بسبب رغبتهم في إنهاء التدخل الصربي في البوسنة، فقد سلمت الإمبراطورية النمساوية المجرية إلى مملكة صربيا سلسلة من عشرة مطالب قد رُفضت من أجل إثارة الحرب مع صربيا. وعندما وافقت صربيا على ثمانية فقط من المطالب العشرة أعلنت الإمبراطورية النمساوية المجرية الحرب في 28 يوليو 1914.
لم تكن الإمبراطورية الروسية راغبة في السماح للإمبراطورية النمساوية المجرية أن تقضي على نفوذها في البلقان ودعمًا لمحميتها الصربية منذ فترة طويلة أعطت الأوامر بالتعبئة الجزئية لقواتها بعد يوم واحد في 29 يوليو. وعبَّأت ألمانيا قواتها بعدها بيوم في 30 يوليو، وردت روسيا بإعلان التعبئة الكاملة لقواتها في نفس اليوم أيضًا. فرضت ألمانيا إنذارًا على روسيا عن طريق سفيرها في برلين طالبةً منها تسريح قواتها التي قامت بتعبئتها في غضون 12 ساعة أو مواجهة الحرب. ردت روسيا عليها من خلال تقديم تفاوض على شروط التسريح ولكن ألمانيا رفضت هذا التفاوض معلنة الحرب ضد روسيا في 1 أغسطس.
كانت الخطة الحربية لألمانيا؛ خطة شليفن تعتمد على هجوم واسع النطاق على فرنسا للقضاء على التهديد في الغرب، قبل أن يتحول للشرق ضد روسيا. بالتزامن مع التعبئة العسكرية ضد روسيا أصدرت الحكومة الألمانية مطالب بأن تبقى فرنسا محايدة. قاومت الحكومة الفرنسية الضغط العسكري لتبدأ التعبئة العسكرية الفورية وأمرت قواتها على الانسحاب مسافة 10 كم (6 ميل) من الحدود لتجنب أي حادث. 2 أغسطس هاجمت ألمانيا لوكسمبورغ وبعدها بيوم في 3 أغسطس أعلنت الحرب على فرنسا. في 4 أغسطس رفضت بلجيكا السماح للقوات الألمانية أن تعبر حدودها لتصل إلى فرنسا وقد أدَّى هذا الرفض إلى إعلان ألمانيا الحرب على بلجيكا أيضًا. في نفس اليوم 4 أغسطس من عام 1914 أعلنت بريطانيا الحرب على ألمانيا بعد «الرد غير المرضي» للإنذار البريطاني الموجه لألمانيا في أن تبقى بلجيكا محايدة.

## التقدم المحرز في الحرب

### الارتباك بين القوى المركزية
عانت إستراتيجية القوى المركزية من سوء الفهم. كانت ألمانيا قد وعدت بدعم غزو الإمبراطورية النمساوية المجرية لصربيا، ولكن اختلفت التفسيرات عما يعنيه ذلك. فقد استُبدلت خطط نشر الجنود التي تم اختبارها مسبقًا في وقت مبكر في عام 1914. ولكن خطط النشر البديلة لم يسبق أن اختُبرت في مناورات عسكرية. لقد اعتقد قادة الإمبراطورية النمساوية المجرية أن ألمانيا قادرة على تغطية جناحها الشمالي ضد روسيا.
كانت سبتمبر بروغرام (Septemberprogramm) خطة ممكنة ومحكمة، بسبب أنها كانت تحتوي على تفصيلٍ لأهداف ألمانيا في الحرب والشروط التي سعت ألمانيا لفرضها على دول الحلفاء. أُوجزت هذه الخطة من قبل مستشار الاتحاد الألماني تيوبالت فون بتمان هولفيغ في الأسابيع الأولى من الحرب حينما ظنت برلين أنها ستهزم فرنسا في غضون أيام، وفي 9 سبتمبر 1914 صاغها له سكرتيره الخاص كورت رايزلير ولكن بسبب سيطرة الدفاعات الفرنسية لم يتم اعتمادها مطلقًا. ولم تُكْتَشَفُ هذه الخطة إلا بعد انتهاء الحرب بوقت طويل من قبل المؤرخ الألماني فريتز فيشر الذي خلَّص إلى أن دوافع ألمانيا لخوض الحرب في المقام الأول كانت بسبب أهداف توسعية.

### حملة صربيا

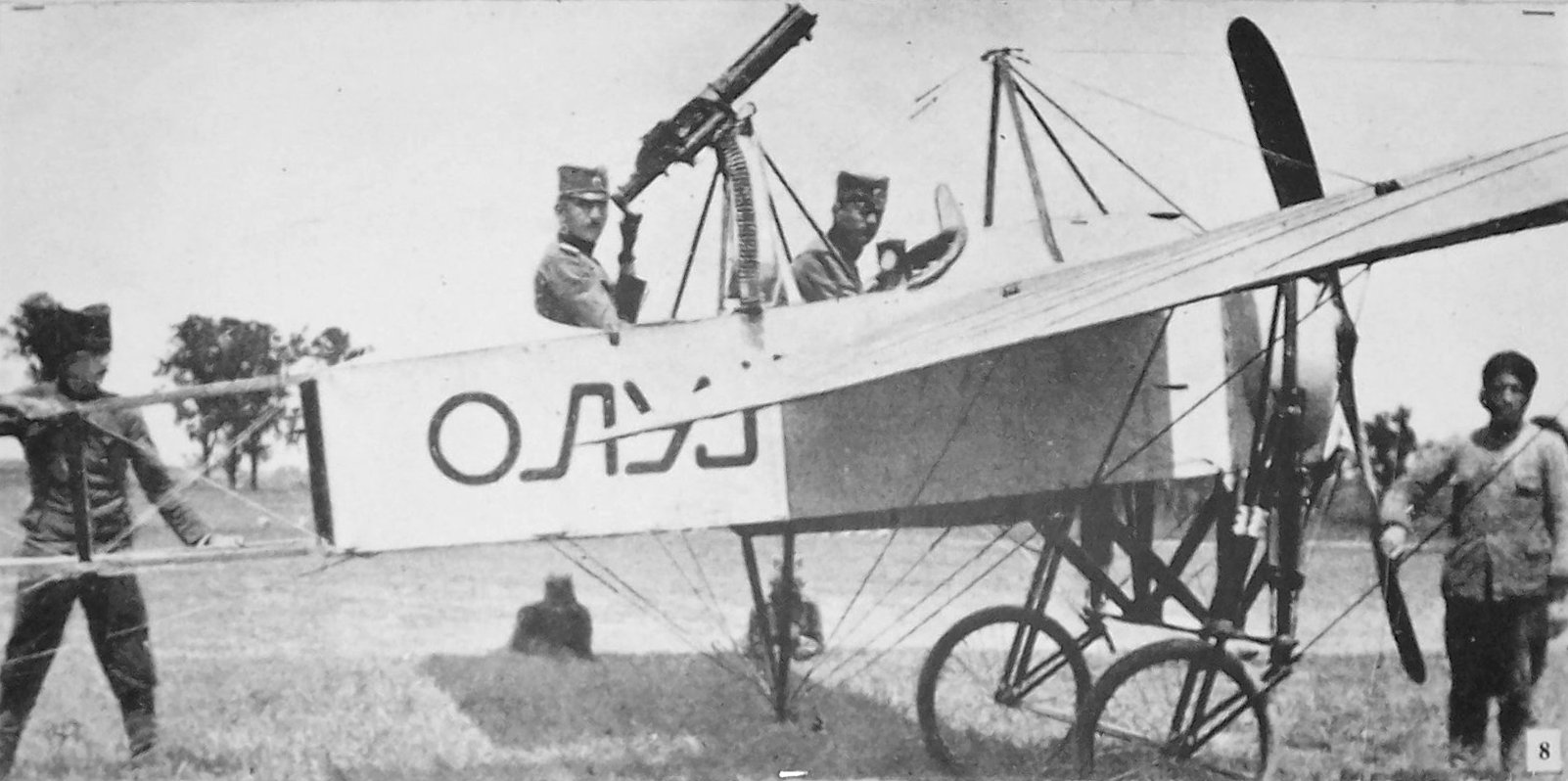
جنود صرب مع طائرة بلايريو XI في عام 1915.

في 12 أغسطس غزت النمسا أراضي صربيا وخاضت قتالًا مع الجيش الصربي في معركة سير ومعركة كولومبارا، وبعد أسبوعين تلقت القوات النمساوية خسائر فادحة في القتال وشهد أول انتصارات الحلفاء الرئيسيين في هذه الحرب وقطعت آمال القوات النمساوية المجرية من تحقيق نصر سريع، ونتيجة لذلك كان على النمسا أن تُبقي قواتها الكبيرة على الجبهة الصربية مضعفةً جهودها ضد روسيا. بعد هزيمتها في غزو صربيا شنت القوات النمساوية المجرية هجومًا آخر على صربيا عبر نهر درينا يوم 7 سبتمبر، ومنها وقعت معركة درينا.
هزيمة القوات النمساوية المجرية من قبل القوات الصربية بعد محاولتها الغزو يعد من الانتصارات الكبرى المفاجئة في القرن الماضي.
كان في هذه الحملة الصربية أصغر جندي مشارك في الحرب العالمية الأولى ويدعى مومسيلو غافريك الذي وُلد في تربوسنيكا، فقد انضم لشعبة المدفعية رقم 6 من الجيش الصربي عندما كان عمره 8 سنوات بعد أن قتلت القوات النمساوية المجرية والديه، جدته وإخوته السبعة في أغسطس 1914. وعندما أصبح عمره 10 سنوات تم ترقيته إلى رتبة عريف، وفي عمر 11 سنة رُقِّي إلى رتبة رقيب لانس (Lance Sergeant).

### القوات الألمانية في بلجيكا وفرنسا

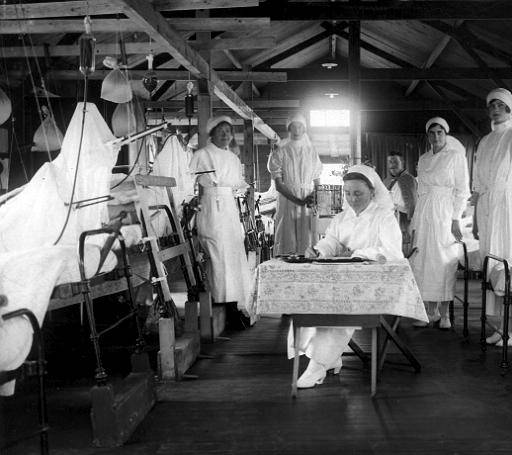
المستشفى البريطاني في الجبهة الغربية، الصورة بين عام 1914 و 1918

عند اندلاع الحرب العالمية الأولى، كان الجيش الألماني (يتألف من سبعة جيوش ميدانية) وقد وُضعت نسخة معدلة من خطة شليفن. وسارت هذه الجيوش الألمانية من خلال الدخول لأراضي بلجيكا المحايدة وصولًا للأراضي الفرنسية، قبل التحول جنوبًا لتطويق الجيش الفرنسي على الحدود الألمانية. فمنذ أن أعلنت فرنسا أنها قد تتصرف بحرية كاملة في حال وقوع حرب بين ألمانيا وروسيا، فإنه كان على ألمانيا أن تتوقع إمكانية وقوع هجوم عليها من قبل فرنسا على جبهة واحدة وروسيا من الجهة الأخرى. ولتلبية مثل هذا السيناريو فقد ذكر في خطة شليفن أنه يجب على ألمانيا هزيمة فرنسا بسرعة (كما حصل في الحرب الفرنسية البروسية (1870–1871)) واقترح هذا لتكرار انتصار سريع في الغرب وأنه على ألمانيا أن لا تهاجم من خلال التضاريس الصعبة لإقليم الألزاس واللورين (التي كان لها حدود غربية مباشرة من نهر الراين)، بدلًا من ذلك فقد كانت الفكرة هي محاولة قطع الطرق المؤدية لباريس من بحر المانش أو أي مساعدة بريطانية للإستيلاء على باريس وبالتالي كسب الحرب، وبعد ذلك تُنقل الجيوش خلال الشرق لمواجهة روسيا. كان يُعتقد أن روسيا كانت في حاجة إلى فترة طويلة لتعبئة قواتها قبل أن تصبح مهددة من قبل السلطات المركزية.

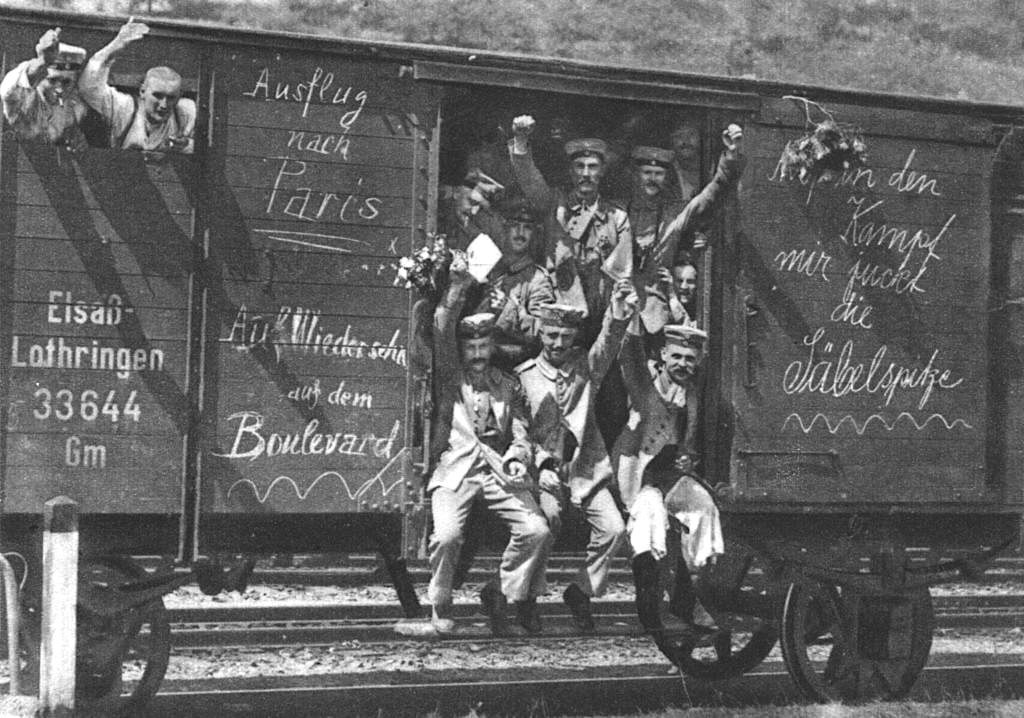
جنود ألمان داخل عربة البضائع للسكك الحديدية في طريقهم للجبهة في عام 1914. في بداية الحرب اعتقد كلا الجانبين أن الصراع سيكون لمدة قصيرة

كانت الخطة الألمانية الوحيدة الموجودة في حال شنها أي حرب هو أن يسير الجيش الألماني عبر بلجيكا. لقد أرادت ألمانيا أن تكون بلجيكا مرافقة لها (وقد عُرض هذا على القيصر فيلهلم الثاني ولكن القيصر رفضها) حتى يستطيع الجيش الألماني غزو فرنسا. ولكن بلجيكا المحايدة رفضت هذا العرض لذا وبدلًا من أن يتم غزو فرنسا أصبح لابد للألمان غزو بلجيكا لكي يستمروا في خطتهم. أرادت فرنسا هي الأخرى وضع قواتها داخل الأراضي البلجيكية ولكن بلجيكا رفضت هذا العرض أيضًا منعًا من أن يكون هناك أي اقتتال في الأراضي البلجيكية. في النهاية وبعد أن غزت ألمانيا بلجيكا ووقعت أولى معارك الحرب العالمية الأولى وهي معركة لييج (4-16 أغسطس 1914)، حاولت الأخيرة الانضمام إلى القوات الفرنسية ولكن الجزء الكبير من القوات البلجيكية في أنتويرب أُجبرت على الإستسلام في ظل انعدام وجود أمل لأي مساعدة في 9 أكتوبر.
دعت الخطة الألمانية أن يتقدم الجيش للجانب الأيمن حتى يتجنب الجيوش الفرنسية (والتي تركزت على الحدود الفرنسية الألمانية، وترك الحدود البلجيكية دون أي اهتمام للقوات الفرنسية) ومن ثم التقدم نحو باريس. نجح الألمان في البداية ولاسيما في معركة الحدود (14–24 أغسطس). في 12 سبتمبر كانت فرنسا قد أوقفت التقدم الألماني بمساعدة من قوات المشاة البريطانية في معركة المارن الأولى (5–12 سبتمبر) شرق باريس، مما دفع الجيش الألماني للانسحاب إلى الخلف مسافة 50 كم (31 ميل). دلَّت الأيام الأخيرة لهذه المعركة على نهاية المناورات الحربية في الناحية الغربية. هاجم الفرنسيون جنوب ألزاس وفي 20 أغسطس وقعت معركة ميلوز ولكن الانتصار فيها كان انتصارًا محدودًا.
بينما كانت ألمانيا منشغلة مع فرنسا انتهز الروس هذه الفرصة وأرسلوا جيشين في الشرق ودخلوا عمق الأراضي الألمانية في شرق بروسيا لتطويق القوات الألمانية وهذا قد فاجأ القادة الألمان الذين لم يتوقعوا أن يتقدم الروس بهذه السرعة. نُقل الجيش الميداني رقم 8 عن طريق السكك الحديدية في جميع أنحاء الإمبراطورية الألمانية بسرعة من دوره السابق لغزو فرنسا إلى شرق بروسيا. كان قائد هذا الجيش باول فون هيندنبورغ قد هزم الروس في عدد من المعارك من ضمن المعارك التي انتصر فيها معركة تاننبرغ (17 أغسطس – 2 سبتمبر) بعدما حاصر الألمان الروس فيها وانتصروا. إن فشل الغزو الروسي تسبب في جعل القوات الألمانية الجديدة تذهب نحو الشرق وهذا سمح لانتصار الحلفاء في معركة تكتيكية هي معركة المارن الأولى. لم يستطع دول المركز تحقيق انتصار سريع في فرنسا لذا أُجبروا على خوض حرب في الجبهتين. حارب الجيش الألماني بطريقة دفاعية داخل فرنسا ولكنه أصيب بعجز دائم أكثر بـ 230,000 مرة مما خسرته القوات الفرنسية والبريطانية. وتسببت مشاكل الاتصالات والقرارات المشكوك في نجاحها التي صُدرت من القيادة الألمانية فرصة الفوز المبكر في هذه الحرب.

### مسرح آسيا والهادئ

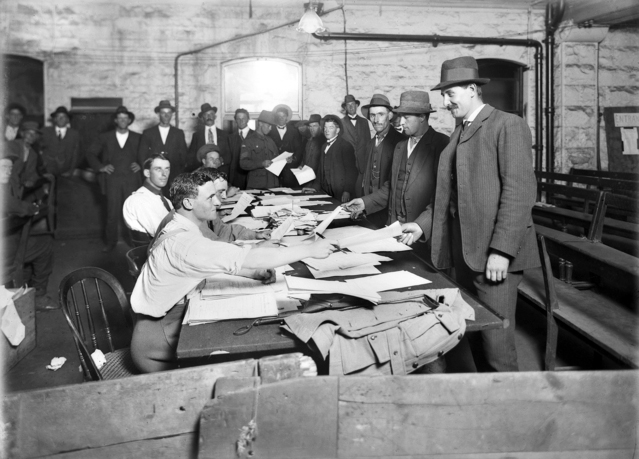
التجنيد العسكري في ملبورن 1914.

في 30 أغسطس 1914 احتلت نيوزيلندا ساموا الألمانية (حاليًا ساموا الغربية). في 11 سبتمبر نزلت البحرية الأسترالية وقوة المشاة العسكرية في جزيرة نيو بوميرن (حاليًا تسمى جزيرة نيو بريتين) التي كانت تشكل جزءًا من غينيا الجديدة الألمانية والتي كانت مستعمرة من قبل الألمان. في 28 أكتوبر أغرقت البارجة الألمانية SMS Emden الطرَّاد جيمشوغ الروسي (الروسية: Zhemchug) -أي اللؤلؤة في اللغة العربية- في معركة بينانق. استولت اليابان على إحدى مستعمرات الألمان وهي ميكرونيسيا بعد حصار تسينغتاو. تزود الألمان بما يحتاجونه من الفحم في ميناء تشينغداو الواقع في شبه جزيرة شاندونغ. بينما رفضت فيينا سحب الطراد النمساوي المجري SMS Kaiserin Elisabeth من تشينغداو وأعلنت الإمبراطورية اليابانية الحرب ليس فقط على ألمانيا وحسب بل أيضًا على الإمبراطورية النمساوية المجرية. شاركت هذه السفينة في الدفاع عن تشينغداو إلى أن غرقت في نوفمبر 1914. على مدى أشهر كانت قوات الحلفاء قد استولت على جميع الأراضي الألمانية في المحيط الهادئ عدا عدد قليل من المعاقل الألمانية في غينيا الجديدة قد بقيت تحت سلطة الألمان.

### الحملات الأفريقية
إحدى أول الاشتباكات في أفريقيا كانت بمشاركة القوات البريطانية والفرنسية والألمانية. في 6–7 أغسطس غزت القوات الفرنسية والبريطانية المحميتان الألمانيتان توغولاند والكاميرون الألمانية. في 10 أغسطس هاجمت القوات الموجودة في جنوب غرب أفريقيا الألماني جنوب أفريقيا، وقد استمر هذا القتال الشرس والمتقطع في عدد من الأوقات إلى نهاية الحرب. قوات الإستعمار الألمانية في شرق أفريقيا الألماني بقيادة الكولونيل بول فون ليتو فوربيك حاربت حرب العصابات خلال الحرب العالمية الأولى ولم تستسلم هذه القوات إلا بعد أسبوعين بسبب الهدنة التي تم الاتفاق عليها في أوروبا.

### الدعم الهندي للحلفاء
خلافًا للمخاوف البريطانية من قيام ثورة في الهند فقد كان لاندلاع الحرب العالمية تأثير غير مسبوق من ولاء وحسن النية تجاه بريطانيا من قبل الهندوس. فقد حرص القادة السياسيون وعدد من رؤساء حزب المؤتمر الوطني الهندي على دعم بريطانيا في حربها. لأنهم اعتقدوا أن الدعم القوي لجهود الحرب من شأنه أن يخدم القضية الهندية. وفي الحقيقة أن جيش الهند البريطاني قد فاق الجيش البريطاني في العدد؛ كان عددهم 1,3 مليون جندي هندي وعمال خدموا في أوروبا، أفريقيا والشرق الأوسط، في حين أرسلت كلًا من الحكومة المركزية والولاية الهندية كميات كبيرة من الطعام والمال والذخيرة. عمومًا خدم 140,000 من الجنود على الجبهة الغربية وحوالي 700,000 في الشرق الأوسط. بلغ مجموع الخسائر من الجنود الهنود الذين قتلوا خلال الحرب العالمية الأولى 47,746 أما الجرحى فقد بلغ عددهم 65,126. بسبب المعاناة الناجمة عن الحرب إضافًة إلى فشل الحكومة البريطانية في منح الحكم الذاتي للهند بعد انتهاء القتال قد ولَّد خيبة أمل للهنود ودفعهم ذلك إلى القيام بحركة استقلال الهند تحت قيادة المهاتما غاندي وآخرون.

### بداية حرب الخنادق

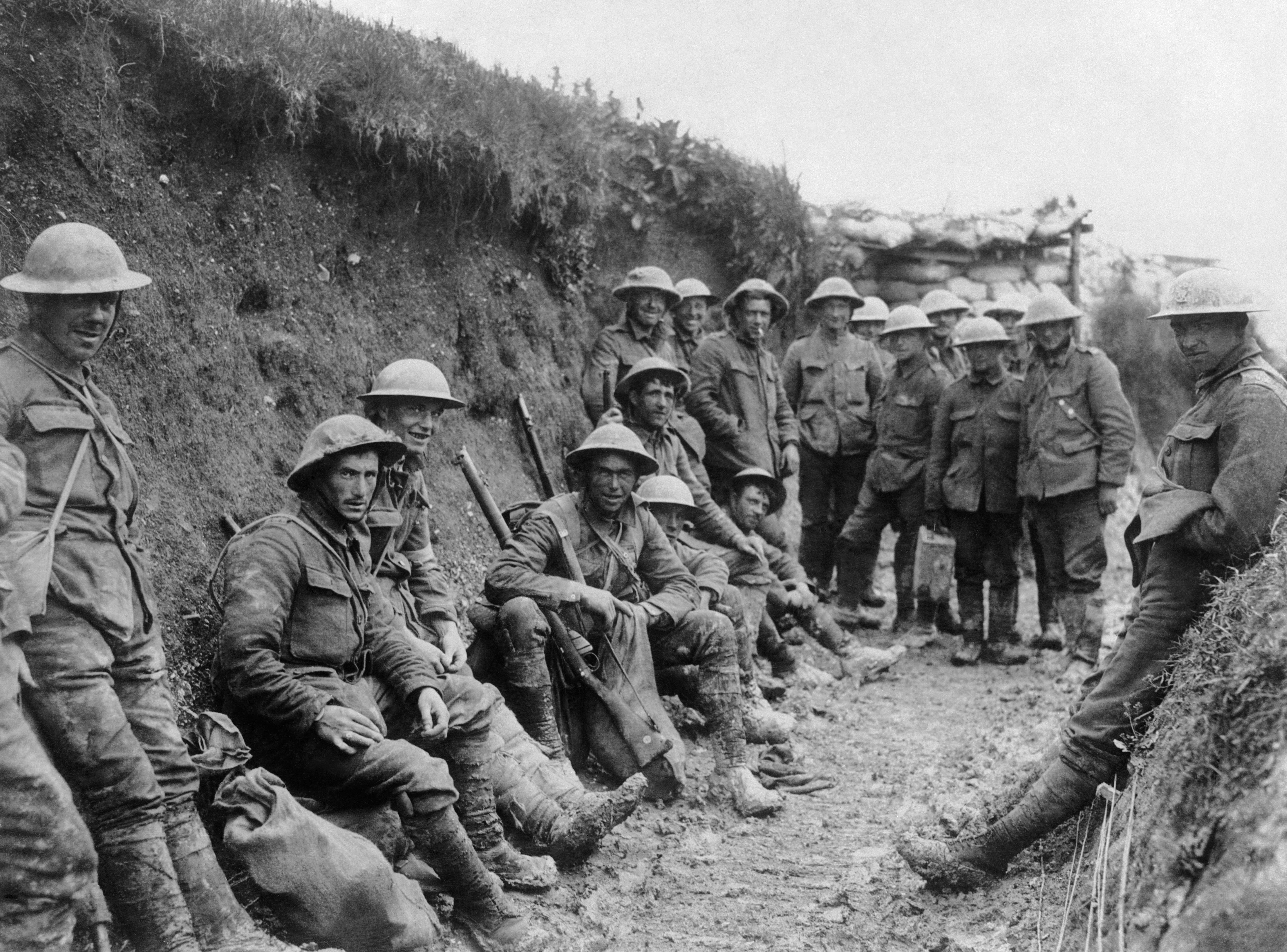
فرقة مشاة ألستر الملكية في خندق الاتصالات، أول أيام معركة السوم من عام 1916.

شهدت الحرب مرحلتين عرفت الأولى بحرب الحركة والثانية بحرب الخنادق، وفي حرب الحركة امتازت التحركات العسكرية في خلال هذه الفترة بسرعة الحركة على كل الجبهات، وخلال حرب الخنادق اتَّخذت الحرب على الجبهتين الغربية والروسية خاصة طابع الثبات في المواقع وقامت الجيوش المتقابلة على الجبهات بحفر الخنادق وتحصينها وتجهيزها مستخدمة في مواجهاتها أسلحة جديدة مثل الدبابات والطائرات.
كانت التكتيكات العسكرية قد فشلت قبل الحرب العالمية الأولى في مواكبة التقدم والتطور التكنلوجي ولكن بعد اندلاع الحرب أصبح لتطور أنظمة الدفاع تأثير قوي، وكانت الأسلاك الشائكة تمثل عقبة كبيرة في تقدم الجنود المشاة وأصبحت المدفعية أكثر فتكًا مما كانت عليه في عقد 1870 إضافًة إلى اقترانها بالرشاشات الذي جعل من عبور الأراضي المفتوحة في غاية الصعوبة. فشل قادة كلا الجانبين في تطوير تكتيكات حربية في حرب الخنادق دون أن تكون هناك خسائر فادحة. ومع ذلك فقد بدأت التكنولوجيا اللازمة لإنتاج أسلحة هجومية جديدة منها الغازات السامة والدبابات.

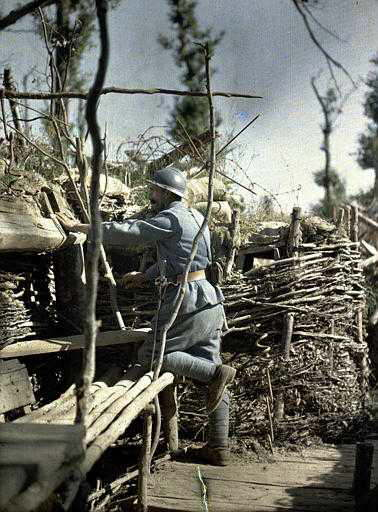
جندي فرنسي يقوم بالاستطلاع في أحد الخنادق على إقليم الراين، 16 يونيو 1917

بعد معركة المارن الأولى (5–12 سبتمبر 1914) سعت قوات الوفاق الثلاثي والقوات الألمانية بتطويق الآخر من خلال المناورات الحربية في الشمال وسُمِّيت هذه العمليات الحربية بالسباق نحو البحر. سرعان ما فشلت جهود الالتفاف عندما وجدتا بريطانيا وفرنسا نفسيهما تواجهان خندق من القوات الألمانية الراسخة من دوقية لورين إلى الساحل البلجيكي. سعت بريطانيا وفرنسا للهجوم في حين اتخذت ألمانيا موقف الدفاع عن الأراضي المحتلة. وبناءً على ذلك فقد كانت الخنادق الألمانية المشيدة أفضل بكثير من خنادق أعدائها؛ فقد كانت خنادق الأنجلو الفرنسية مشيهَدة بشكل مؤقت قبل أن تتحطم من قبل قوات الدفاع الألمانية. فالجيش الألماني قد استفاد من دراسة حرب البوير (1899-1902) والحرب الروسية اليابانية (1904-1905) حول وجود أهمية التحصينات الميدانية، لذا أنشأ الألمان خنادقهم في منتصف سبتمبر من عام 1914 حماية لجيوشهم في مدينة ريمس شمال فرنسا.
وقعت معركة إيبر الأولى (19 أكتوبر – 22 نوفمبر 1914) بين القوات الألمانية وقوات الحلفاء في إيبر ببلجيكا وانتهت هذه المعركة بانتصار قوات الحلفاء، وقد تم الكشف عن انسحاب القوات الألمانية في 20 نوفمبر.
منذ الشهور الأولى لبداية الحرب أدَّت الاتفاقيات الغير رسمية والغير معلنة بين الوحدات المتقابلة لوضع قيود على سفك الدماء. واعتمدت مثل هذه الاتفاقيات على عوامل متعددة، فلا تكون أي وحدة تدخل إلى أرض المعركة متيقنة من أنها ستطبق مثل هذا القيد. فقد كانت مواجهة وحدة خاصة من وحدات العدو أو أي وحدة تحت إمرة قائد عدواني أو وحدة خاضعة لمراقبة مشددة من سلطة عليا كفيلة بمنع هذه الهدن الجزئية من الحدوث. ومع ذلك وجد الجنود على كلا الجانبين من الأرض المُحايدة السبب والفرصة لعقد مثل هذا الحلف الهادئ مع العدو. فكل جندي كان يُدرك أن قصف خنادق الاتصالات التابعة للعدو وشبكة الطرق المجاورة، خصوصًا في المساء من الممكن أن يُعرقل وصول الغذاء لوحداته. وكان من المؤكد أن هذا الأمر يُثير ردود فعل انتقامية لعرقلة إمدادات الجانب الآخر. كما كان إطلاق النار على مواقع العدو في ساعات ما بعد الفجر يُعرِّض الجنود الذين يذهبون للمراحيض للخطر وبالتالي تجنب منع العدو من تلبية احتياجاته يُجبر أن يُظهر له الاعتبار نفسه.
في بعض الأوقات فرضت ظروف المناخ القاسية والتضاريس الجغرافية أن يُغضَّ أحد الأطراف النظر عن العدو الغير محصَّن. فعندما تنهار بعض الخنادق تحت وطأة الأمطار والطين، كان الجنود على طرفي الأرض المحايدة يخرجون منها، ربما للجلوس في العراء فحسب، وربما لإصلاح الضرر تحت مرأى العدو.

### الإمبراطورية اليابانية

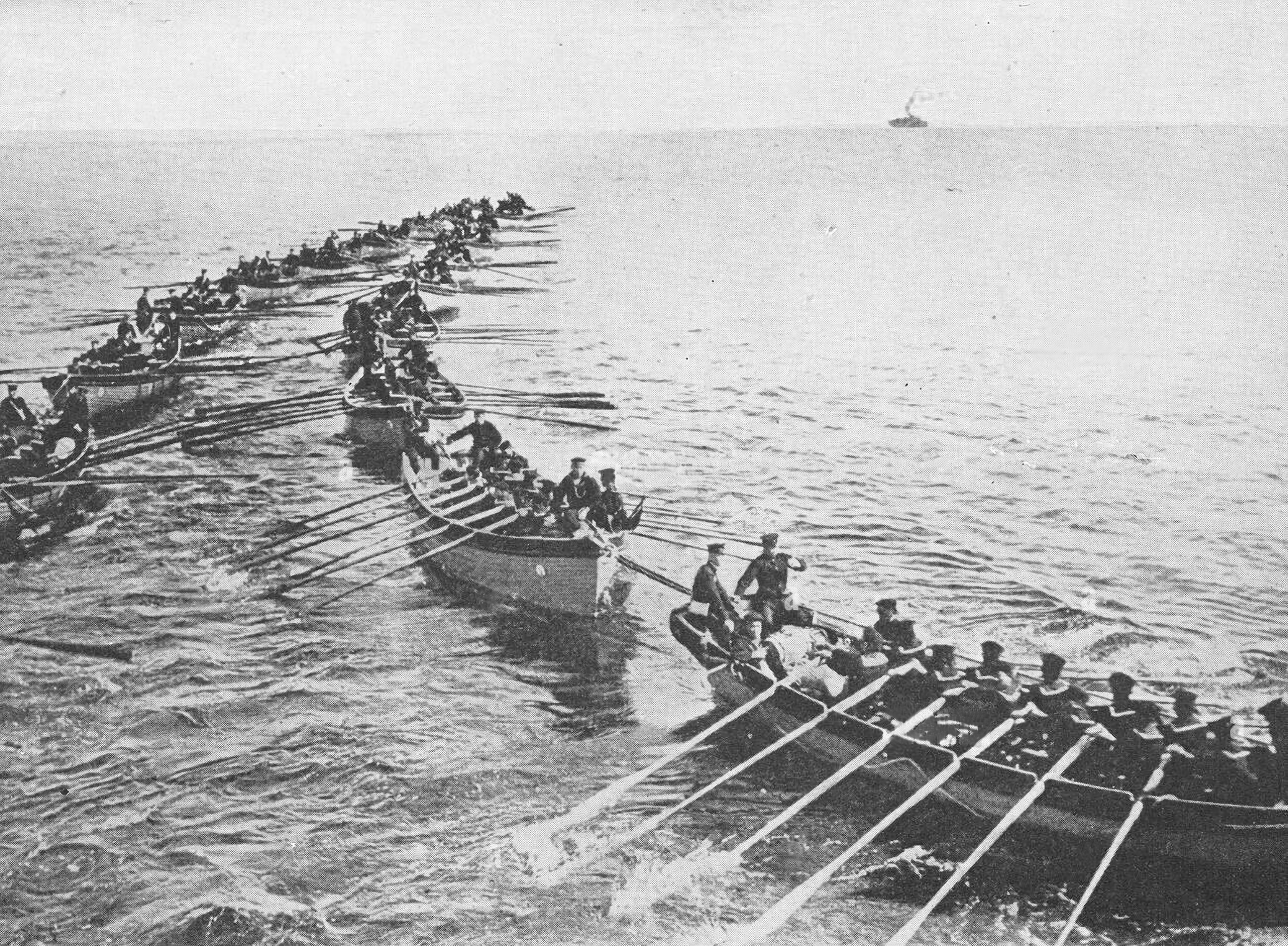
القوات اليابانية وهي تصل بالقرب من تسينغتاو

كانت اليابان الدولة الآسيوية الكبيرة التي شاركت في هذه الحرب. هناك دولة أخرى شاركت فيها هي سيام (تايلند) ولكنها لم تلعب إلا دورًا صغيرًا. وكانت اليابان تسعى إلى وراثة الدول الأوروبية في الشرق الأقصى، وحيث أن تحقيق هذا الهدف دفعة واحدة يعتبر من المستحيلات، سعت إلى انتهاز فرصة الأزمات الأوروبية للحصول على مكاسب في الشرق الأقصى. في الأسبوع الأول من بدء الحرب وبسبب الحلف البريطاني الياباني الذي كان بينهما قالت اليابان أنها قد تدخل الحرب إذا حصلت على الجزر الواقعة تحت حكم ألمانيا في المحيط الهادئ. في 4 أغسطس أصدرت بريطانيا أوامرها الرسمية لليابان بتدمير البحرية الإمبراطورية الألمانية في البحر المحيط بالصين. 14 أغسطس 1914 أرسلت اليابان بلاغ نهائي إلى حكومة الصين ولكن لم يحصلوا على رد منهم، بعد ذلك أعلنت اليابان الحرب على ألمانيا في 23 أغسطس.

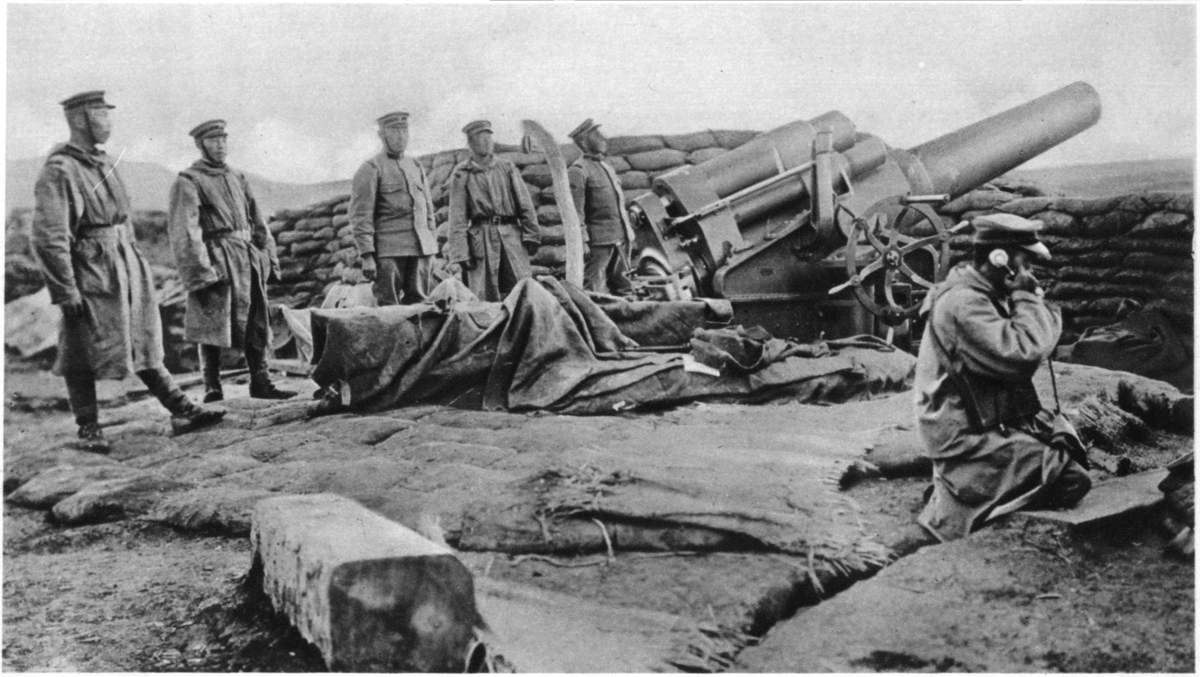
جندي ياباني يتلقى الأوامر عن طريق الهاتف لإطلاق النار على تسينغتاو، 30 ديسمبر 1914

كانت السوق الصينية الكثيفة بالسكان محط أطماع اليابان، فضلًا عن تطلعها إلى استغلال مناجم الفحم والحديد التي عجز الصينيون عن استغلالها لهذا رأت الحكومة اليابانية أن استمرار الحلف البريطاني مع اليابان يفتح الطريق أمام استيلائها على المناطق التي كانت تسيطر عليها الإمبراطورية الألمانية في الصين في خليج كياوتشاو وشانتونغ بالذات. ولهذه الأسباب أعلنت اليابان الحرب على دولتي الوسط في 23 أغسطس 1914. بعد أن وضعت اليابان يدها على ما كان لألمانيا من مناطق نفوذ في الصين تطلعت إلى التحكم في مقدرات الصين نفسها مستخدمًة في ذلك التهديد باستخدام القوة -وكانت اليابان متفوقة ودول أوروبا مشغولة عنها - والتهديد بإطلاق السياسيين اللاجئين إلى اليابان، وكان باستطاعة هؤلاء أن يثيروا القلاقل في الصين ضد حكم (يوان تشي كاي) الديكتاتوري. وقدمت اليابان في يناير 1915 مذكرة مطولة تفصيلية إلى حكومة الصين تطالب فيها بامتيازات سياسية واقتصادية وعسكرية تجعل الصين - بعد وقت ليس بالطويل - مجرد محمية يابانية. ووقفت حكومة الصين مُهيضة الجناح أمام اليابان رغم مذكرة الاحتجاج البريطاني على مغالاة اليابان في مطالبها تلك، ورغم مطالبة حكومة الولايات المتحدة الأمريكية من اليابان تجنب تنفيذ المطالب التي تمس استقلال الصين مباشرة. ولهذا كانت الاتفاقيات التي توصلت إليها حكومتا اليابان والصين في 24 مايو 1915 يحفظ ماء وجه الصين من جهة ويعطي لليابان فرصًا واسعة لاستغلال الصين، واضطرت دول الوفاق إلى الموافقة على تلك الاتفاقيات اليابانية الصينية لانشغالها بميادين الحرب في أوروبا وفي الشرق الأوسط؛ بل لقد وعدت بريطانيا اليابان بأن تحصل الأخيرة على الجزر الواقعة تحت يد ألمانيا في المحيط الهادئ.

### الحرب عام 1915

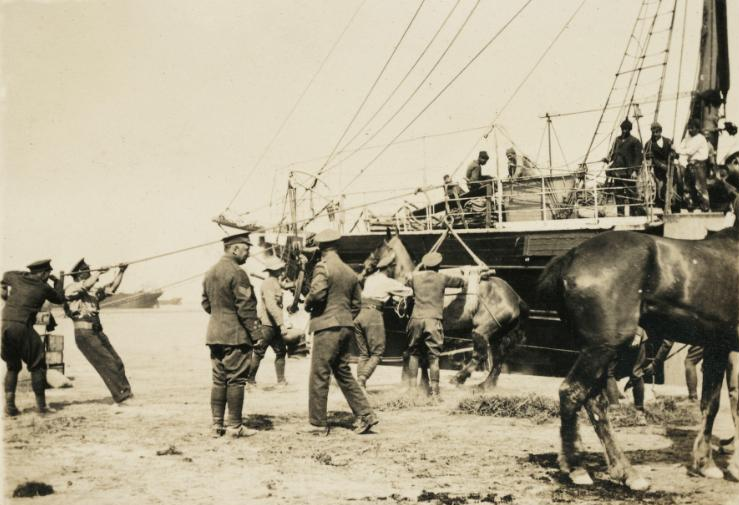
إنزال الخيول من على ظهر سفينة في جاليبولي عام 1915.

في 22 أبريل 1915 وقعت معركة إيبر الثانية، كان الألمان قد انتهكوا اتفاقيتيْ لاهاي 1899 و1907 واستعملوا غاز الكلور للمرة الأولى في الجبهة الغربية. بعد ذلك أصبحت عدة أنواع من الغازات تستخدم من كلا الطرفين وأصبح الغاز هو السلاح المنتصر حتى غدا من أكثر الأسلحة الكيماوية رعبًا في الحرب العالمية الأولى. في 15 سبتمبر 1916 استخدمت الدبابات لأول مرة في القتال من قبل البريطانيين في معركة فليرز كورسيليت هي جزء من هجوم معركة السوم الكبرى) وكان نتيجة ذلك الفوز الجزئي في المعركة وقد نمت فعّالية هذه الدبابات مع تقدم الحرب.
استطاع الألمان عام 1915 تحقيق مزيد من الانتصارات على الحلفاء، فألحقوا الهزيمة بالروس في معركة غورليس تارنو (2-10 مايو 1915)، كانت هذه المعركة هي الحاسمة على الجبهة الشرقية، لأن الألمان استطاعوا احتلال بولندا ومعظم مدن لتوانيا، وحاولوا قطع خطوط الاتصال بين الجيوش الروسية وقواعدها للقضاء عليها، إلا أن الروس حققوا بعض الانتصارات الجزئية على الألمان ولكن انتصارهم الجزئي كلفهم 325000 أسير، الأمر الذي لم يتمكن بعده الجيش الروسي من استرداد قواه، وأدَّى النجاح الألماني على الروس إلى إخضاع البلقان، وعبرت القوات النمساوية والألمانية نهر الدانوب لقتال الصرب وألحقوا بهم هزيمة قاسية، واستطاع الألمان في ذلك العام أن يحققوا انتصارات رائعة على بعض الجبهات، في حين وقفت الجبهة الألمانية ثابتة أمام هجمات الجيشين الفرنسي والبريطاني رغم ظهور الانزعاج في الرأي العام الإنجليزي من نقص ذخائر الجيش البريطاني ومطالبته بتكوين وزارة ائتلافية وحدوث تغييرات في القيادة العسكرية الروسية.
وفي 23 مايو 1915 أعلنت إيطاليا الحرب على الإمبراطورية النمساوية المجرية تنفيذًا لبنود اتفاقية لندن التي وعد من خلالها الحلفاء إيطاليا بالحصول على مكاسب حدودية في حال حققوا الانتصار على دول المحور.

### الحرب عام 1916 واستمرار حرب الخنادق

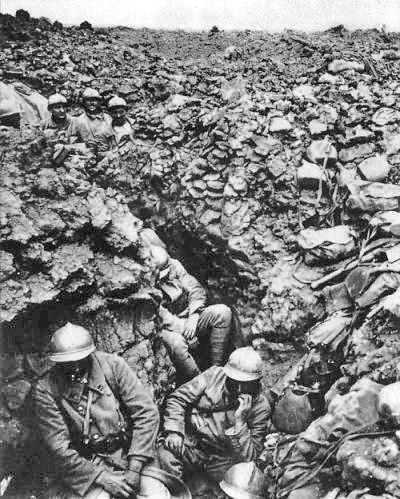
جنود فرنسيون من الفوج السابع والثمانين، الفصيلة السادسة، في شمال فيردان، 1916.

لم يستطع كلا الجانبين توجيه ضربه حاسمة طوال سنتين، فخلال أعوام 1914-1916 عانت الإمبراطورية البريطانية وفرنسا في فقدان العديد من الضحايا بسبب حربها مع ألمانيا والمواقف الإستراتيجية والتكتيكية التي اختارها كلا الجانبين. استراتيجيًا شنت القوات الألمانية هجومًا كبيرًا واحدًا في حين أن الحلفاء كانت لديهم عدة محاولات لاختراق الخطوط الألمانية. في فبراير 1916 هاجم الألمان المواقع الدفاعية الفرنسية في معركة فردان التي استمرت إلى شهر ديسمبر من نفس العام، وشهدت المعركة المكاسب الأولى لألمانيا قبل أن تتغير أحداث المعركة بسبب الهجوم المضاد من القوات الفرنسية. كانت خسائر الفرنسيين والألمان قد قدِّرت من 700,000  إلى 975,000  من عدد الضحايا للجانبين. وأصبحت فردان رمزًا للعزم الفرنسي والتضحية بالنفس.

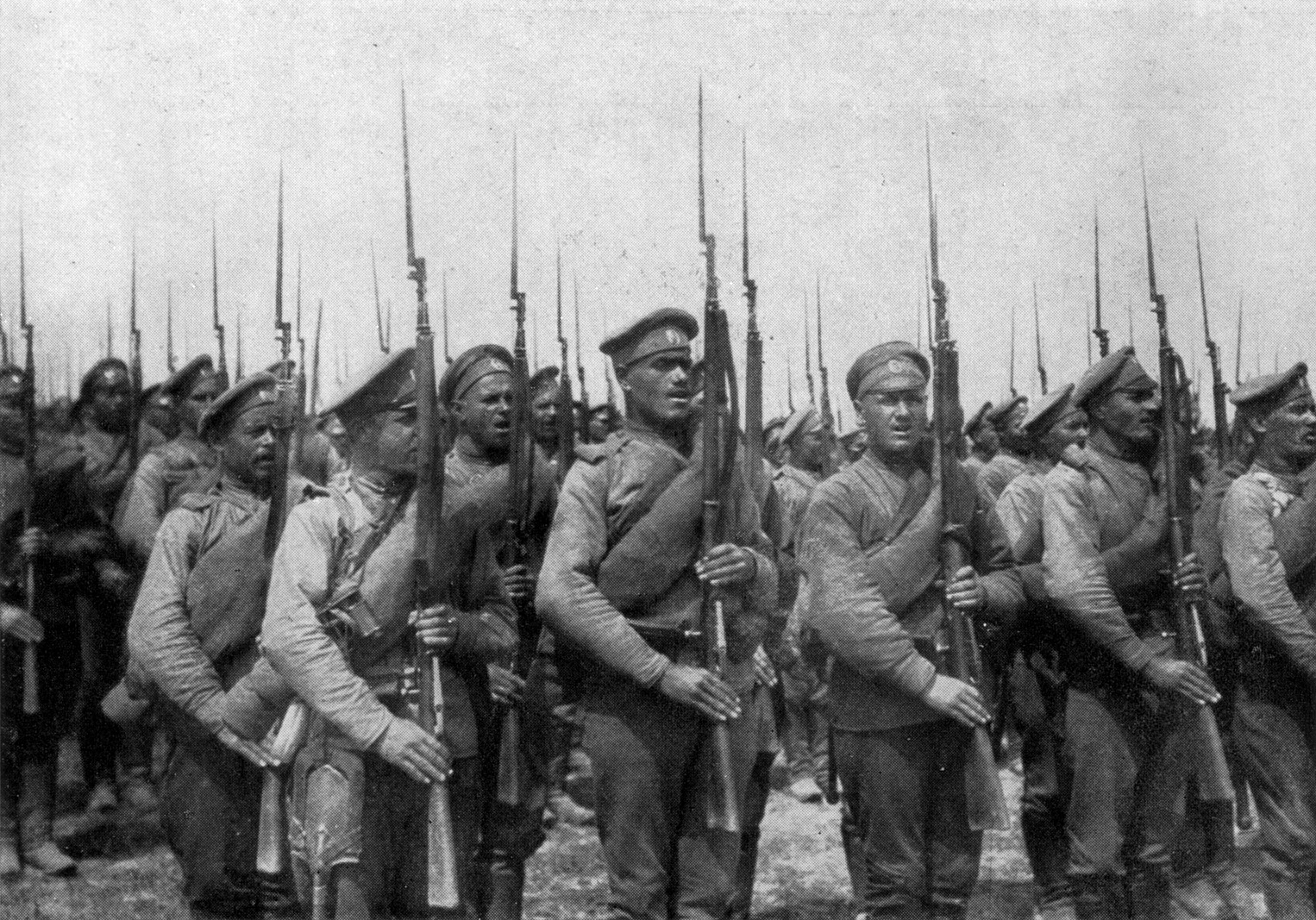
قوات مشاة الجيش الروسي

تميز ذلك العام بمعركتين كبيرتين نشبتا على أرض فرنسا وهما معركتي فردان والسوم، تكبد فيهما الألمان خسائر كبيرة. كانت معركة السوم (1 يوليو – 18 نوفمبر 1916)  رد فعل هجومي من قبل القوات البريطانية الفرنسية وقد شهد افتتاح هذا الهجوم الجيش البريطاني، وتعتبر هذه المعركة من أكثر معارك الأيام دموية في تاريخ الحرب العالمية الأولى، لأنه في اليوم الأول من معركة السوم قدِّر عدد الضحايا 57,470 ضحية من بينهم 19,240 قتيل. لقد كلَّف الهجوم الجيش البريطاني بأن يخسر عددًا كبيرًا من جنوده قِّدر عددهم 420,000 قتيل بينما بلغ قدِّر عدد خسائر الجيش الفرنسي 200,000 قتيل وبلغت خسائر الألمان بالعدد الأكبر من القتلى في صفوفها وهو 500,000 قتيل.
استمرت معركة فردان طوال 1916، جنبًا إلى جنب مع معركة السوم، وكثر إراقة دماء عدد كبير من الضحايا مما أوصل الجيش الفرنسي إلى حافة الانهيار بسبب استنفاذ قواته من الجنود. وجاءت محاولات عقيمة في شن هجوم مباشر بسعر مرتفع لكل من البريطانيين والفرنسيين، نتيجة لذلك انتشر التمرد في الجيوش الفرنسية بعد الهزيمة في معركة نيفل (16أبريل – 9 مايو 1917).

### الحرب عام 1917
حدثت معركة أراس المتزامنة مع هجوم نيفيل (9 أبريل – 16 مايو 1917) بين قوات الحلفاء وقوات الإمبراطورية الألمانية بالقرب من مدينة أراس الفرنسية. وفي تلك المعركة استولى الفيلق الكندي على فيمي ريدج وهذا كان له أثر كبير في كندا.
كان الهجوم الكبير في تلك الفترة أتى من قبل القوات البريطانية وبمساعدة القوات الفرنسية في معركة باشنديل (31 يوليو – 10 نوفمبر 1917) وكان لهذا الهجوم أن يرفع آمال قوات الحلفاء بالنصر لولا أن الأمطار التي سقطت في شهر يوليو قد حولت أرض المعركة إلى مستنقع وفي أكتوبر عادت الأمطار بكثافة وتسببت بالمزيد من الوحل والطين الذي أنهك الجنود في التقدم. كان الألمان متحصنين داخل خنادق خرسانية احتوت على مدافع رشاشة وهذه التحصينات أصبحت بمثابة قاعدة لقتل المهاجمين، كانت تشبه القلاع الصغيرة التي تحمي الجنود من المطر. لقد وصف أحد الضباط البريطانيين تفصيلًا لهجمات القصف المدفعي الآتي من الخنادق الألمانية؛ «لم تكن هناك فرصة لعبور قوات المشاة وشاهدتهم تدريجيًا يحاولون شق طريقهم قُدمًا، ويكافحون ألسنة اللهب خلال هذا المستنقع المخيف للوصول إلى الألمان» وكانوا غارقين بالطين حتى رُكبهم (في بعض الأحيان حتى أكتافهم ولم يتم انقاذهم سوى بعد خمسة أيام) وعند وصولهم لمنتصف الطريق نحو خطوط القوات الألمانية «فكان من شبه المستحيل لهم التحرك للأمام أو الخلف» لأن الرشاشات الألمانية كانت لهم بالمرصاد فحصدت أرواح العديد من جنود المشاة المحاصرين بسهولة.

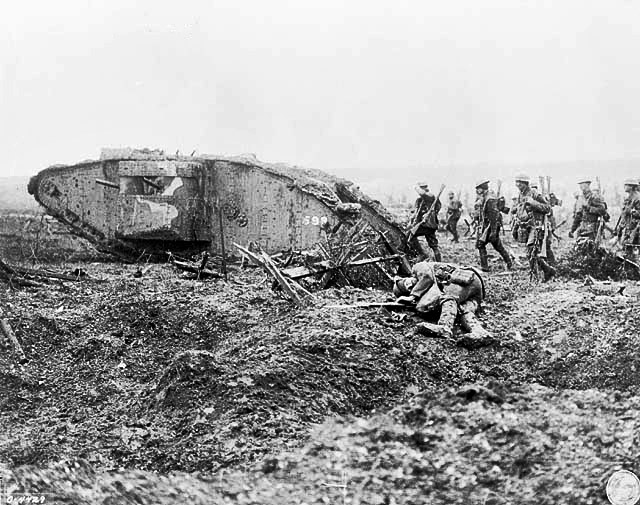
تقدم القوات الكندية مع دبابة مارك-1 البريطانية في معركة فيمي ريدج شمال فرنسا 26 سبتمبر 1916

### الحرب البحرية

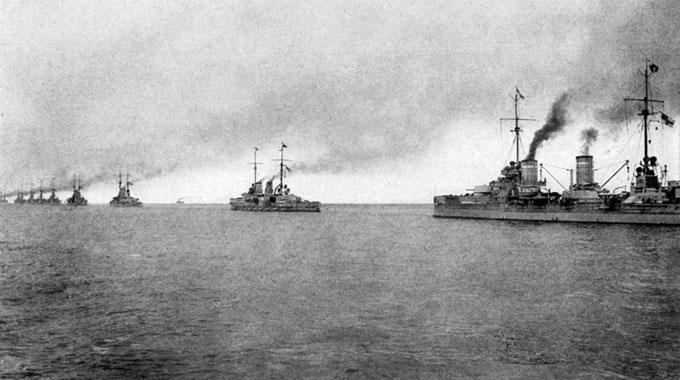
مدرعات أسطول أعالي البحار، 1917.

خدم مُعظم البحارة على متن السفينة الحربية السطحية خلال الجزء الأول من الحرب. وخطط قادة البحرية فور بدء الحرب لمعركة مُحيطية كُبرى بين الأسطول الإنجليزي الضخم وأسطول أعالي البحار الألماني. شعر الأميرالات الإنجليز بالقلق من أسلحة جديدة كالألغام والغواصات من الممكن أن تُعيق حركة أساطيلهم في حال تحركت بعدوانية شديدة، ولم يكن الأميرالات الألمان بمجموعتهم الأصغر من السفن الحربية الرئيسية كالبوارج والطرَّأدت بأقل حذر، إذ ترددوا في تحدي القوات البريطانية المتفوقة. وقد ناورت وحدات الأسطول البحري بما فيها السُفن الرئيسية الكبرى وفي بعض الأحيان ناوشت في بحر الشمال. غير أن التجربة الأكثر شيوعًا بالنسبة إلى البحَّار العادي كانت تتسم بالملل والضجر. وفي بعض الأحيان أقحم البحارة أنفسهم في شجارات في الشوارع مع المدنيين حينما كانوا يوبخونهم ساخرين بسبب عجزهم عن جرِّ الألمان للقتال.
لقد كسرت المواجهات العرضية هذا الضجر، إن الشعور بالحذر من قبل قادة الأسطولين جعل قيام أحد البوارج بإطلاق النار على السفن الأخرى مشهدًا نادر الحدوث. وقد تقابلت مرارًا سفن حربية ذات أحجام وقوى غير متكافئة في معارك مع سفن أصغر حجمًا وقوتها المدفعية أقلُّ مميتة.
قبل العام 1914 لم يكن قادة البحرية متأكدين من مدى فعالية السلاح الجديد وذلك لأن الغواصات لم تكن قد استُعملت في القتال من قبل. واعتقدت الغالبية العُظمى أن مثل هذه المراكب المعدة للاستخدام تحت الماء يمكن أن تخدم في أفضل حالاتها كقوارب استطلاع لدعم السفن الكبرى الرئيسية. ومع ذلك فقد بدأت الغواصات بمهاجمة سُفن الملاحة التجارية منذ الأيام الأولى للحرب. كانت الغواصة النموذجية خلال الحرب العالمية الأولى يبلغ طولها زهاء مائتي قدم، وتحمل من خمسة إلى عشرة طوربيدات، وطاقمًا مكونًا من ثلاثين جندي، وكانت تُدفع إلى السطح بواسطة محركي ديزل يعيدان شحن المحركين الإلكترونيين اللذين يشغلان الغواصة تحت الماء. ولأن المحركات الإلكترونية تعمل لفترات قصيرة، لم يكن بمقدور الغواصات البقاء طويلًا تحت الماء. فكانت القوارب تجوب فوق سطح الماء وغالبًا ما تنفِّذ هجماتها هناك. وعندما تصعد الغواصة إلى السطح تُطلق النار من واحد أو اثنين من المدافع المثبتة على سطحها، مما يمكنها من إغراق السفن الأخرى دون أن تستنفذ مخزونها من الطوربيدات.
في بداية الحرب، كان للإمبراطورية الألمانية طرادات منتشرة في جميع أنحاء العالم واستخدمت بعضها لمهاجمة السفن التجارية للحلفاء. تعقبت البحرية الملكية البريطانية السفن الألمانية. فعلى سبيل المثال فقد كان الطراد الألماني SMS Emden جزءًا من الأسطول البحري المتمركز بشرق آسيا في تشينغداو قد دمَّر وأوقف 15 من السفن التجارية التابعة للحلفاء، كذلك إغراقه للطراد الروسي والمدمرة الفرنسية. تألف أسطول شرق آسيا الألماني من طرادات مدرعة منها SMS Scharnhorst، SMS Gneisenau، طرَّاد صغير SMS Nürnberg وSMS Leipzig، إضافًة إلى سفينتي نقل لم يكن لديها الأوامر للمهاجمة.
غرق الأسطول الألماني الصغير مع اثنتان من الطرادات المدرعة في معركة كورونل. في 1 ديسمبر 1914 كاد بقية الأسطول الألماني أن يدمر في معركة جزر فوكلاند مع بقاء دريسدن وعدد من السفن الاحتياطية فقط، ولكن في معركة ماس تييرا دمرت تمامًا أو تم القبض عليها. في تلك المعركة قُتل ثمانية جنود وأصيب 29 جندي وتمكن معظم طاقم السفن الهرب.
بعد فترة وجيزة من اندلاع الأعمال العدائية فرض البريطانيون حصاراً بحريًا على ألمانيا فور انطلاق الحرب العالمية الأولى، حيث قامت البحرية الملكية بإغلاق مداخل كل من بحر الشمال وبحر المانش، بالإضافة إلى وضع الألغام في بحر الشمال، مما منع البحرية الإمبراطورية الألمانية من الوصول إلى المحيط الأطلسي، كما منع السفن التجارية المحايدة من التوجه إلى أو من ألمانيا. استمر هذا الحصار ثمانية أشهر بعد انتهاء الحرب بهدف إجبار ألمانيا على توقيع معاهدة فرساي. يذكر أن ذلك الحصار انتهك القانون الدولي للعديد من الاتفاقيات الدولية التي تم الاتفاق عليها في القرنين الماضيين.
بما أن الاستجابة لتكتيك الألغام كانت قليلة توقع الألمان نفس الاستجابة في حرب الغواصات التي بدأها. كانت الهجمات التي شنتها الغواصات الألمانية على السفن التجارية أكثر التهديدات التي واجهتها البحرية الملكية خطورةً. في بداية الحرب، كانت هذه الحملات الألمانية مقيدةً بقواعد الحرب البحرية التي تمنع ضرب السفن التجارية قبل تحذيرها وإخلائها، لكن الألمان تخلوا عن تلك القيود عام 1915 وبدؤوا بإغراق السفن التجارية عشوائياً، قبل أن يعودوا مرةً أخرى للالتزام بقواعد الاشتباك بهدف استرضاء الرأي المحايد. أثار استئناف حرب الغواصات المفتوحة عام 1917 بهدف تجويع بريطانيا وحلفائها احتمالية حملهم على الخضوع، خصوصاً من أن رد فعل البحرية لهذا الأسلوب الجديد في الحرب لم يكن كافياً بعد رفضها لتبنّي «نظام القوافل» وترافقها المدمرة طوال رحلة السفر البحرية، مع أن هذا النظام أثبت فاعليته في حماية السفن. دخل هذا النظام حيّز التطبيق بعد ذلك وساهم بالحد من الخسائر كثيرًا حتى أصبح تهديد الغواصات الألمانية تحت السيطرة.

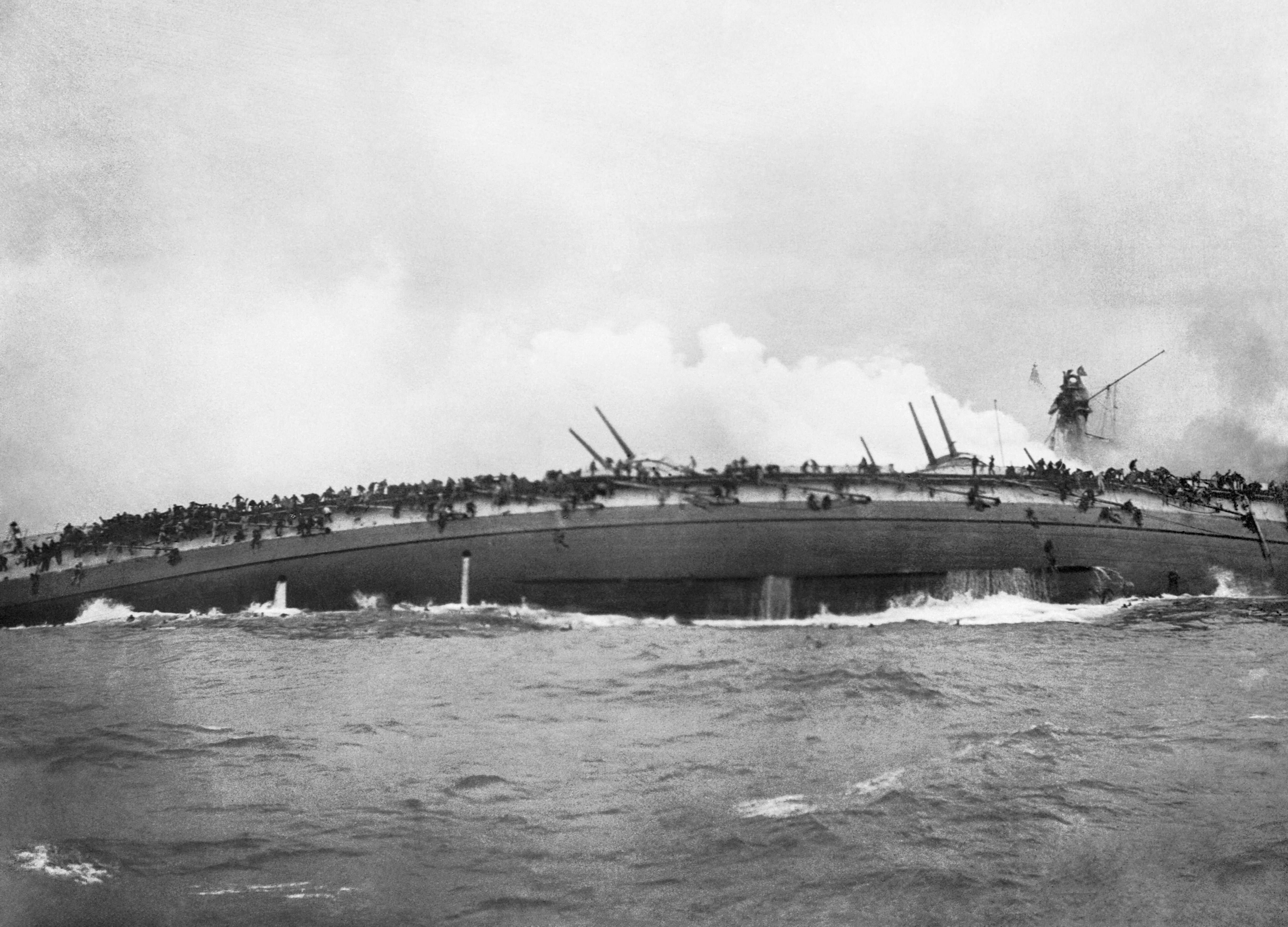
غرق السفينة الألمانية MS Blücher في معركة دوغر البحرية، 25 يناير 1915

في 24 يناير من عام 1915 وقعت معركة دوغر بين الأسطول الألماني والأسطول البريطاني في بحر الشمال، كانت نتيجتها غرق السفينة الألمانية SMS Blücher، وبينما كانت تغرق توجهت السفينة الحربية البريطانية نحوها في محاولة لإنقاذ الناجين من الماء، ولكن المنطاد الألماني زبلين قد ظن أن السفينة الغارقة هي إحدى السُفن البريطانية لذا قام بإطلاق القذائف على المدمرة الغارقة. اختلفت أعداد الإصابات؛ فقيل أن 747 من الجنود القتلى انتُشلوا من الماء. بينما قالت المصادر الألمانية الرسمية أن 792 رجلًا قد مات عندما غرقت السفينة الحربية. وذكرت الوثائق البريطانية الرسمية أن 234 رجلًا على الأقل قد نجا من أصل طاقم مكون من 1,200 رجل.
في أبريل 1915 كتب البحَّار الألماني ريتشارد سميث الذي خدم على متن بارجة حربية في أسطول أعالي البحار في يومياته قائلًا: «لم أعد أهتم إذا ما شرعنا في القتال أم لا... الواحد منَّا بإمكانه التعود على أي شيء لكن من الشاق جدًا أن تبقى مُنتظرًا طوال الوقت مُدركًا أن قوتنا الهائلة تُهدر».
كانت معركة جوتلاند (31 مايو 1916) من أكبر المعارك البحرية في الحرب العالمية الأولى، وقعت في بحر الشمال بين الأسطول الألماني والإنجليزي. لقد غرقت ثلاثة طرادات مدرعة من الأسطول الإنجليزي بعد تلقيها ضربة مباشرة بالقذائف المدفعية في مخازن ذخيرتها في السفن وتسببت في نسف السفن وطاقمها. كانت معركة جوتلاند هي الالتحام الكبير الذي طال انتظاره بين الأساطيل العظيمة، حتى تلك اللحظة لم يكن أي من البحَّارة قد واجه النوع الممتد من القصف الذي وجهه البريطانيون نجو الجنود الألمان في الأسابيع القليلة الأخيرة التي سبقت معركة السوم.

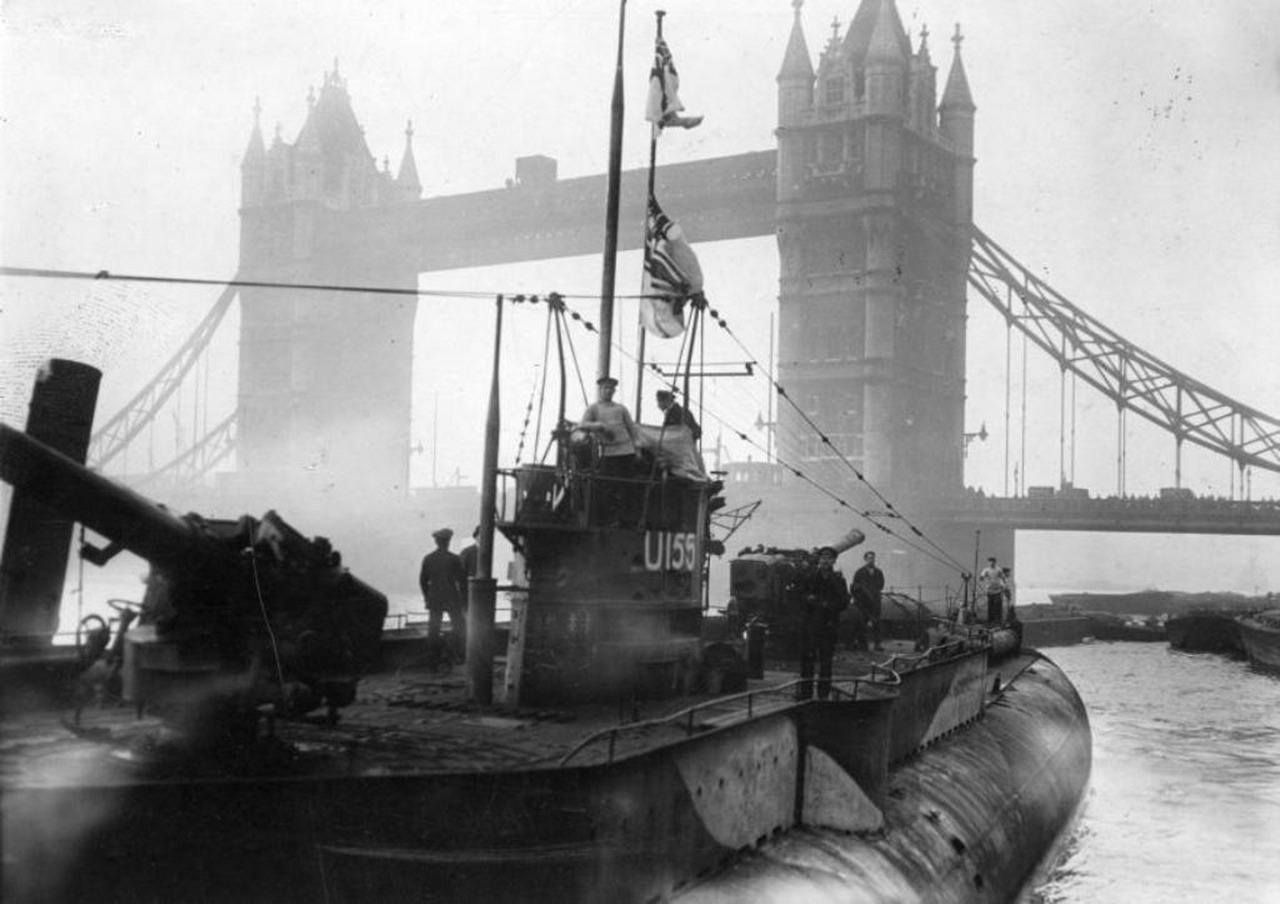
الغواصة الألمانية U-155 بالقرب من جسر البرج بلندن بعد هدنة 1918.

حاولت غواصات U-boat الألمانية قطع خطوط الإمداد بين أمريكا الشمالية وبريطانيا. كانت طبيعة حرب الغواصات أن تهجم دون سابق إنذار وهذا يعطي للقوات الأخرى أي أمل في النجاة حال الهجوم المفاجئ. شنت الولايات المتحدة احتجاجًا على ألمانيا بسبب الأزمة التي كانت لديها مع المكسيك وإغراق عدد من السفن الأمريكية الأمر الذي دفع بالولايات المتحدة إلى الدخول في الحرب إلى جانب دول الوفاق. بعد غرق سفينة ركاب لوسيتانيا وعدت ألمانيا أن لاتقوم باستهداف سفن الركاب، وقامت بريطانيا بتسليح سفنها التجارية. في بداية عام 1917 تبنت ألمانيا سياسة حرب الغواصات المفتوحة بعد أن أدركوا دخول الولايات المتحدة للحرب. سعت ألمانيا لخنق الممرات البحرية للحلفاء قبل أن تقوم الولايات المتحدة بنقل جيشها الكبير للخارج من أجل الحرب.
أبطأت القوافل تدفق الإمدادات بسبب اضطرار السفن الانتظار للتجمع معًا قبل المسير على نظام القوافل وكان الحل لهذا البطء في وضع برنامج مكثف لبناء سفن شحن جديدة. كانت ناقلات الجنود أسرع من الغواصات ولم تحتج للسفر على شكل قوافل في الشمال الأطلسي.
أغرقت غواصات U-boat أكثر من 5,000 سفينة من سفن الحلفاء وكانت هذه الخسائر هي مايقابل خسارة 199 غواصة. بدأ استخدام حاملات الطائرات لأول مرة في الحرب العالمية الأولى. في يوليو من عام 1918 كانت HMS Furious حاملة لطائرات Sopwith Camels في الغارة الناجحة ضد قاعدة مناطيد زبلين في تونديرن وكذلك أُغير على منطاد المراقبة الذي كان يستخدم ككاشف للغواصات المضادة.
من ناحية أخرى أدى هذا الحصار البحري بجعل ألمانيا تلجأ لبديل عن المواد التي كانت تحتاج استيرادها من الخارج، فاستخدموا المطاط الصناعي والمواد الكيميائية والبترول التركيبي والحرير الصناعي. أدَّت كل ذلك إلى خدمة اقتصاد ألمانيا خلال الحرب وبعد الحرب وهذا ما أعان ألمانيا على التخفيف عليها بعد هزيمتها.

### الإصابات في المعارك البحرية

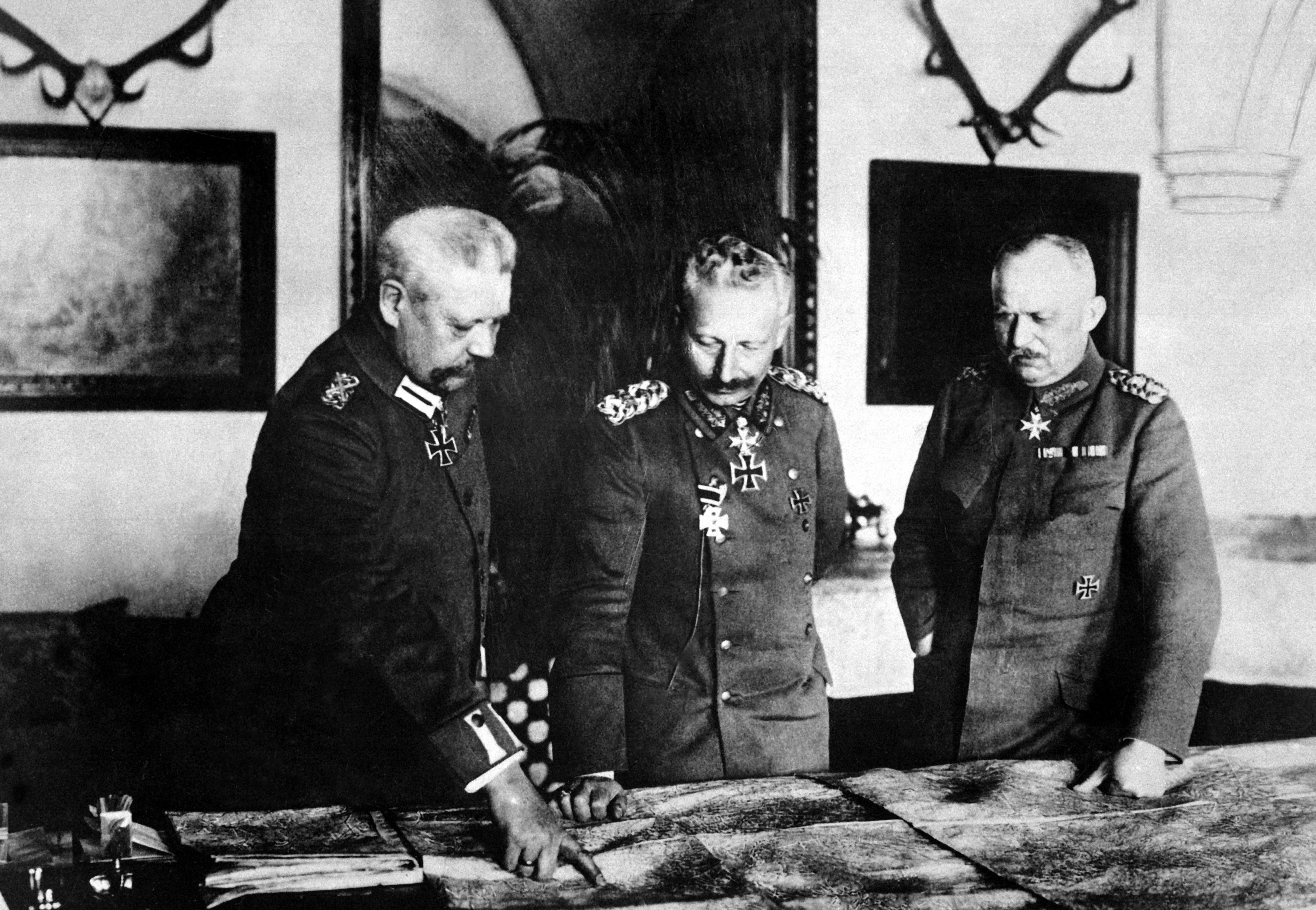
هيندينبورغ، الإمبراطور فيلهلم الثاني ولوندورف، 1917

إذا ما غرقت سفينة خصوصًا في الليل أو في خضم معركة حامية الوطيس، فإن مُعظم الطاقم كان يُحكم عليهم بالهلاك وكانت فرصة إنقاذه من قِبل سفينة شقيقة أو مُعادية ضئيلة. لقد كان الخطر عظيمًا فالسفينة التي لم تُصب بأذى كان لها مهمات أُخرى لتقوم بها. وهكذا قضى البحَّارة في عرض البحر، فإما أن تمتصهم مراوح السفن العابرة أو يُقتلوا بالقذائف المرتطمة بالمياه في الجوار، في حين اختنق آخرون حتى الموت جراء النفط المتسرب في البحر، أو تجمدوا في المياه الباردة بشكل دائم أو ببساطة غرقوا. وربما يتلقى البحَّار المُصاب رعاية طبيَّة كافية، ولكنه ليس كمثل جندي يتم إخلاؤه إلى المؤخرة، كان يبقى في دائرة الخطر مادامت سفينته تتعرض للهجوم.

كان للموت والإصابة في معركة بحرية مظاهر مروعة غير اعتيادية، فقد كان البحَّارة يُحجزون في مساحة صغيرة لذا فإن آثار القنبلة المنفجرة يمكن أن تكون مروعة. ترك ضابط ألماني كان تحت القصف في بحر الشمال في يناير 1915 سجلًا عن المذبحة قال فيها: 
| الحرب العالمية الأولى | تحوَّلت كل التجهيزات المفكوكة أو غير المربوطة بإحكام إلى أدوات متحركة للتدمير، تدفق الدم في كل مكان، في حين برزت الأبواب للخارج مثل أطباق الصفيح، وخلال كل هذا دارت أجساد الجنود كوريقات الأشجار الميتة في ليلة شتوية عاصفة لتُسحق حتى الموت في الجدران الحديدية وكان الجنود يُكنسون على متن السفينة كما يُكنس الذباب عن مفرش المائدة. | الحرب العالمية الأولى |

كانت البوارج أكبر السفن في عرض البحر، وكانت مدَّرعة بصورة كافية لتحمّل حتى أنواع القصف، غير أن الجنود في الأقسام المختلفة من السفينة كأبراج الإطلاق مثلًا، كانوا عُرضة لنيران العدو. ففي معركة جوتلاند قصفت إحدى بطاريات مدفعية الميمنة في البارجة مالايا ثم تلا ذلك حريق حوَّل أجساد جنود المدفعية إلى رماد. كانت النتيجة كمات تذكرها أحد الضباط: 
| الحرب العالمية الأولى | الرائحة المنبعثة من الأجساد المتفحمة، والتي بقيت في السفينة لعدة أسابيع، متسببة للجميع بشعور الغثيان طوال الوقت. | الحرب العالمية الأولى |

واستطرد قائلًا: 
| الحرب العالمية الأولى | عرَّض الضرر الذي لحق بالطوابق السفلية غرفة عمال المحرِّك لمصير مروع، فقد شوى البخار المتسرِّب أجساد العمال؛ في حين واصلت الآلات المدمرة الدوران مشوِّهة أجساد أفراد الطاقم. | الحرب العالمية الأولى |

### الحرب في البلقان

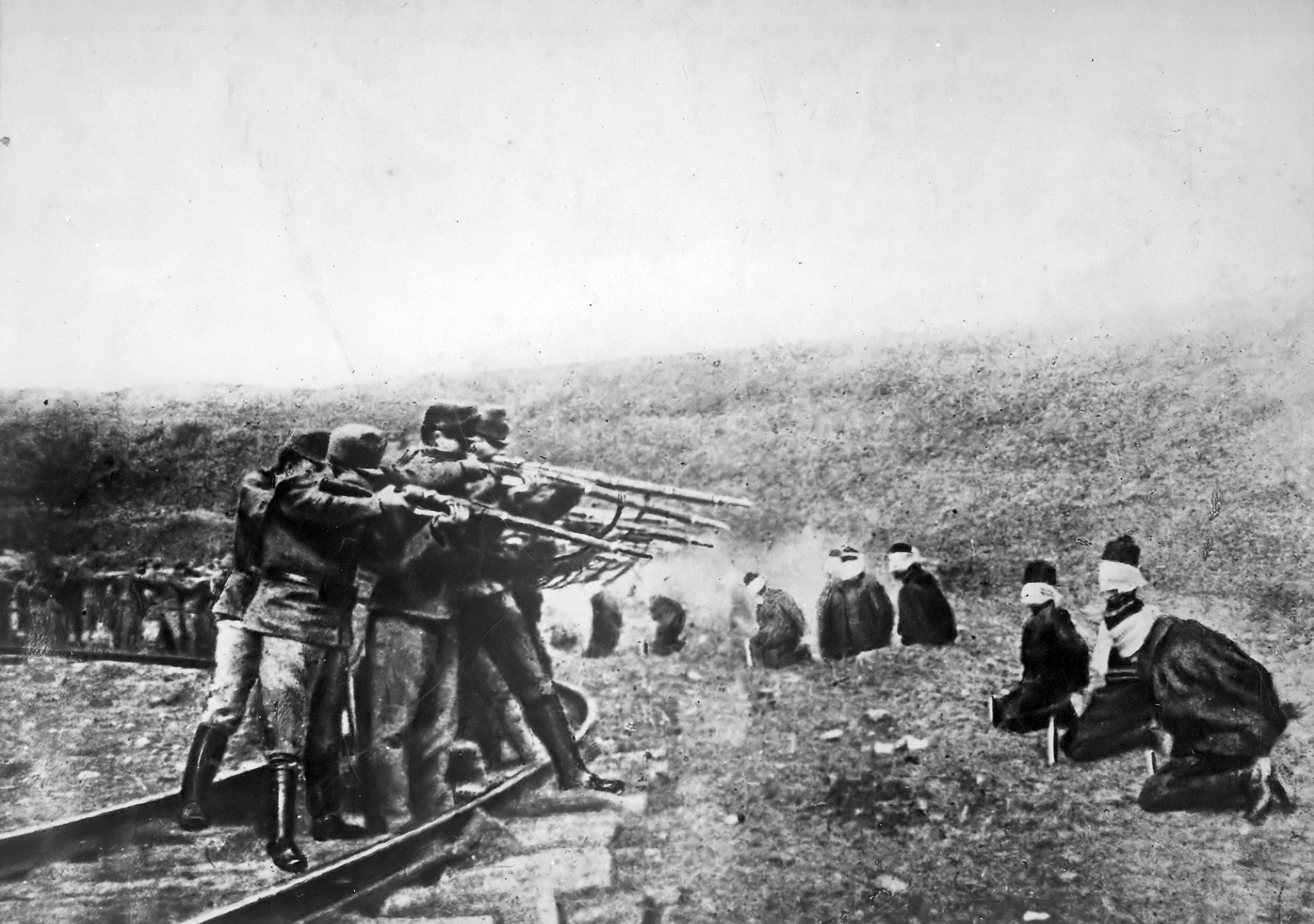
قوات نمساوية مجرية تعدم صربيين أُلقي القبض عليهم في عام 1917. خسرت صربيا مايقارب 850,000 شخص خلال الحرب، وهذا العدد هو ربع سكان مملكة صربيا.

بعد مواجهة روسيا لم تستطع القوات النمساوية سوى استخدام ثلثي قواتها للهجوم على صربيا. وقع هجوم مضاد صربي في معركة كولومبارا وانتصر فيها الصرب انتصارًا كبيرًا وتمكنوا من طرد العدو من بلادهم مع نهاية عام 1914. في الأشهر العشرة الأولى من عام 1915 استخدمت القوات النمساوية المجرية معظم قواتها الاحتياطية في قتالها مع إيطاليا. استطاع الدبلوماسيين الألمان والنمساويين المجرين من اقناع بلغاريا على القيام بانقلاب ضد صربيا. بعد ذلك بدأت محافظات النمسا-المجر مثل سلوفينيا، كرواتيا والبوسنة بتقديم قواتها لاجتياح صربيا وفي نفس الوقت قتالها مع روسيا وإيطاليا، بينما تحالف الجبل الأسود مع مملكة صربيا في تلك الحرب.

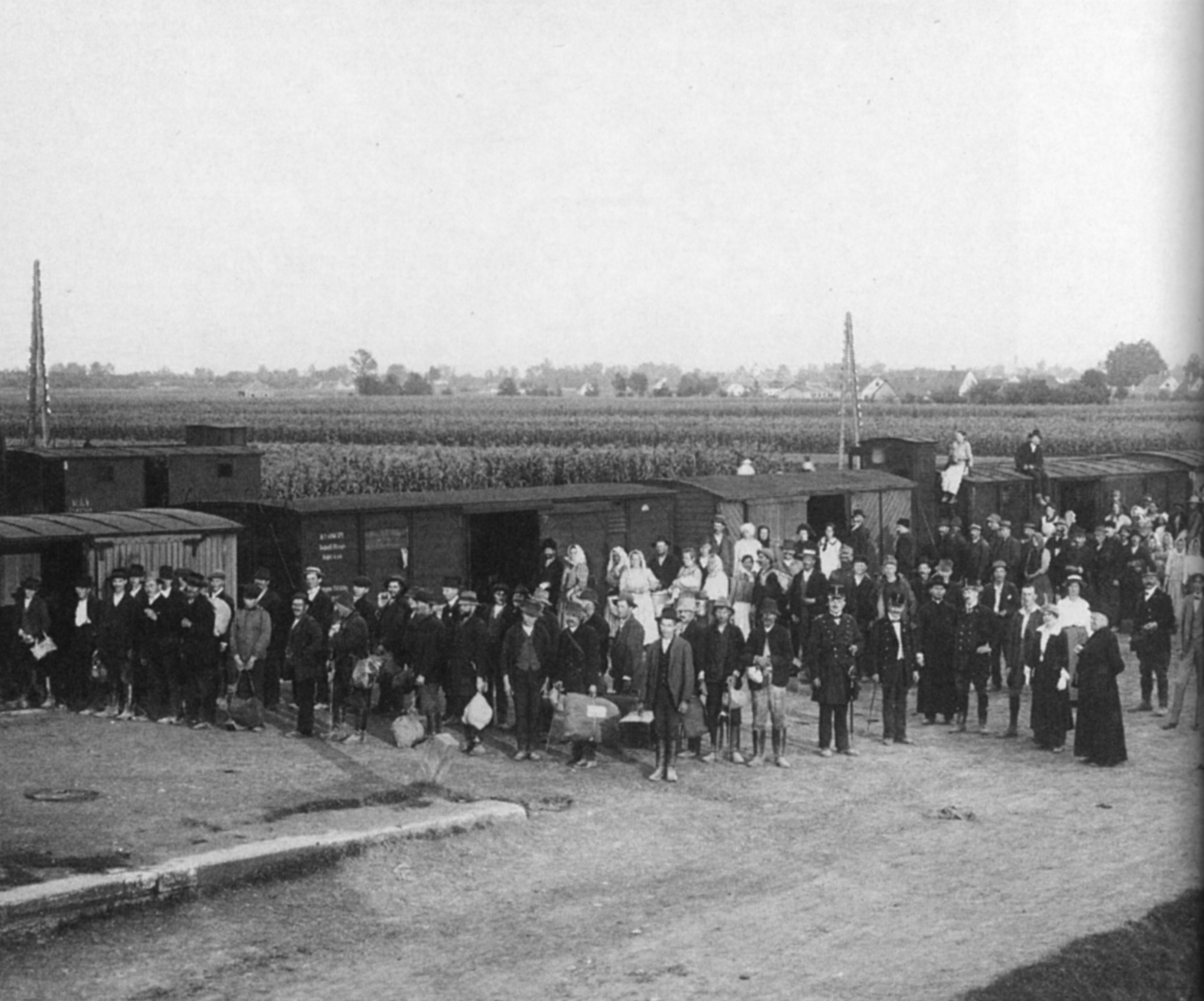
نقل اللاجئين من صربيا في لايبنيتز، شتايرمارك عام 1915/1914.

مضى أكثر من شهر بقليل منذ أن تم غزو صربيا وأصبحت قوة دول المركز أكثر من ذي قبل بعدما انضمت إليها بلغاريا وأرسلت 600,000 من جنودها. كان الجيش الصربي يقاتل في جبهتين مع احتمالية أن يُهزم فيها تراجع إلى شمال ألبانيا. عانى الصرب من الهزيمة في هجوم كوسوفو. في 6–7 يناير 1916 قاتل الصرب القوات النمساوية المجرية في معركة موجكوفاك وبعدما شعرت القوات الصربية بعدم جدوى القتال تراجعوا فقام جيش مملكة الجبل الأسود بالمساعدة وعمل كتغطية له وكانت النتيجة فوز قوات الجبل الأسود، إضافة للفوز فقد أعطى هذا الصرب المزيد من الوقت للتراجع دون أن يكون هناك المزيد من الخسائر. ولكن في النهاية غزا النمساويين الجبل الأسود وتم إجلاء الجنود الصرب الباقين على قيد الحياة عن طريق السفن إلى اليونان. بعد الاحتلال قُسمت مملكة صربيا بين الإمبراطورية النمساوية المجرية وبلغاريا.
في أواخر عام 1915 وصلت القوات الفرنسية البريطانية سلانيك في اليونان لتقديم المساعدة وللضغط على الحكومة لإعلان الحرب ضد دول المركز، ولكن ملك اليونان قسطنطين الأول رفض هذا المقترح المقدم من رئيس وزرائه إلفثيريوس فينيزيلوس قبل وصول قوة التدخل السريع من الحلفاء.
انضمت بلغاريا إلى دول المركز وغزوا صربيا، وهو الحدث الذي أدَّى إلى انهيار صربيا نهائيًا. ظلت اليونان محايدة، وأيّد فينيزيلوس التحالف مع الوفاق الثلاثي، وهو مؤمن بأنه الخيار الوحيد لليونان، نظرّا لسيطرة البحرية البريطانية والفرنسية على البحر المتوسط. وعلى النقيض، كان الملك قسطنطين يفضل دول المركز، ويريد أن تظل اليونان محايدة، متأثرًا باعتقاده في التفوق العسكري لألمانيا، ولأن زوجته الملكة صوفيا ألمانية، كما أن حاشيته موالية لألمانيا. لذا سعى لضمان الحياد، وبذلك يضمن رضا ألمانيا والنمسا.
كانت جبهة مقدونيا راكدة مما دعى القوات الصربية والفرنسية القيام بالتحرك واستعادة مناطق محدودة من مقدونيا عن طريق الإستيلاء على بيتولا في 19 نوفمبر 1916 متبعًا بعدها هجوم موناستير وهذا الاستيلاء قد جلب الاستقرار للجبهة.

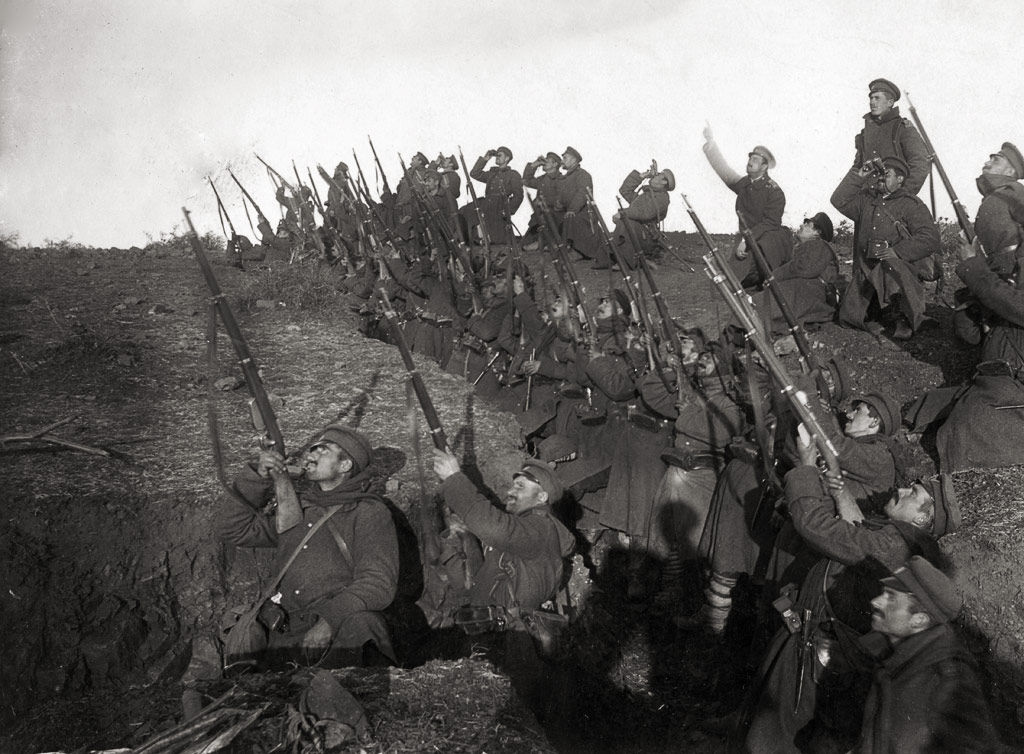
جنود بلغاريون في أحد الخنادق يستعدون لإطلاق النار ضد طائرة قادمة، 1914-1918

انفصلت القوات الصربية والفرنسية في سبتمبر عام 1918 بعدما سحبت القوات النمساوية المجرية والألمانية معظم قواتها. عانى البلغاريون هزيمة واحدة في معركة دوبرو بول، استسلمت فيها بلغاريا بعد أسبوعين في 29 سبتمبر 1918. استجابت القيادة العليا الألمانية للقوات المرسلة للسيطرة على خطوط القتال ولكن تلك القوات كانت أضعف بكثير من أن تعيد تأسيس الجبهة إلى ما كانت عليه.
اختفاء الجبهة المقدونية يعني أن الطريق إلى بودابست وفيينا سيكون مفتوحًا لعبور قوات الحلفاء. وقد استنتج هيندينبيرغ وودندورف أن الاستراتيجية والعمليات المتوازنة قد تحولت مباشرة لتكون ضد دول المركز.

### الدولة العثمانية
انضمت الدولة العثمانية إلى دول المركز في هذه الحرب، وقبل أن تنضم كان هناك اتفاق سري بين الدولة العثمانية والإمبراطورية الألمانية عرف باسم الحلف العثماني الألماني. قامت بعد انضمامها بقصف أراضي القوقاز الروسية وشبكة الطرق البريطانية في الهند عن طريق استخدامها لقناة السويس.
الأرمن كانوا أرثوذكس وروسيا القيصريَّة هي حامية الأرثوذكس العُثمانيين لذا استطاعت أن تستخدم هذا لمصالحها. كان من الأمور الملحة التي واجهت الاتحاديين هو نقل سكان المناطق الأرمينية في ولايات الشرق وكيلكيا والأناضول الغربية إلى المناطق الداخلية في بلاد الشام وبلاد الرافدين، وذلك بهدف تأمين حياة السكان المدنيين وحماية القوات المسلحة من خيانة محتملة من جانب العناصر الموالية لروسيا، يُذكر أنه مع نشوب الحرب العالمية الأولى تطلعت العديد من الشعوب التي كانت خاضعة لسيطرة الدولة العثمانية عليها في نيل الاستقلال وتشكيل بلد قومي لها وكان الأرمن من ضمن هذه الشعوب التي كان لها تطلعات بإنشاء وطن قومي. في المناطق التي تعرضت للاحتلال الروسي، ولقد اشتركت العصابات الأرمنية مع القوات الروسية في اضطهاد السكان المسلمين وقتلهم بهدف إجبارهم على الهرب من الأناضول الشرقية وربط هذه الولايات بروسيا. وحصل في ولاية فان أن قتلت العصابات الأرمنية جميع سكانها المسلمين في 20 أبريل إذ بقتل خمسة آلاف من أهالي راوندوز وخانقين والمناطق المجاورة لهما. نتيجة لذلك تعرض المرحَّلون لعمليات تعذيب وقتل في الوقت الذي كانت تجري فيه حرب شوارع مع عصابات الأرمن المسلحة وتعقب فلولهم.

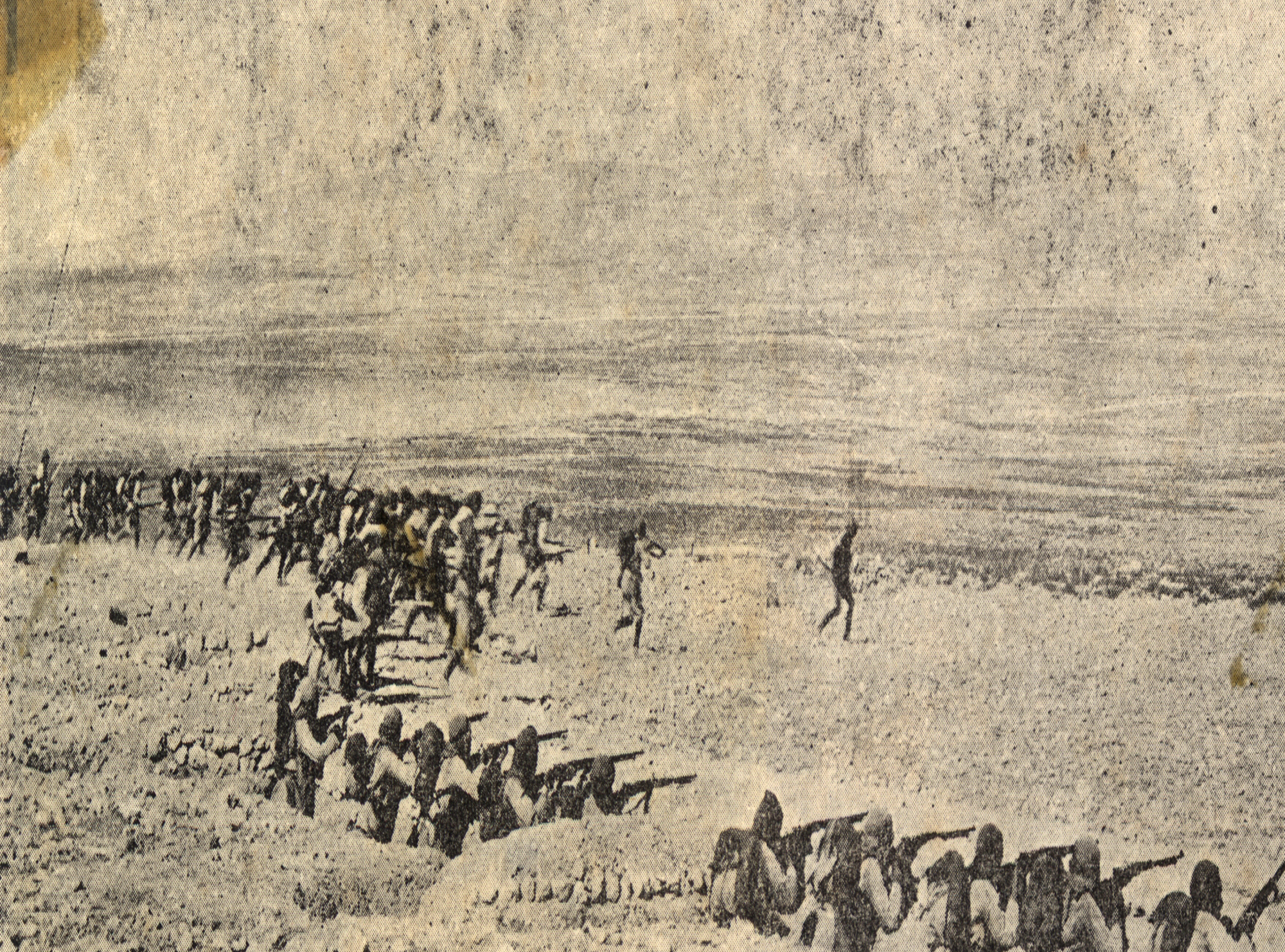
الخنادق العثمانية خلال حصار الكوت 1916

تعرض الأرمن في عهد الدولة العثمانية إلى عدة مجازر لعلَّ أهمها المجازر الحميدية ومجزرة أضنة ومذابح الأرمن خلال الحرب العالمية الأولى حيث راح ضحيتها ما بين 500 ألف وثلاثة ملايين أرمني.
يوم 24 نيسان عام 1915 تم اعتقال أكثر من 250 من أعيان الأرمن في إسطنبول. وبعد ذلك، طرد الجيش العثماني الأرمن من ديارهم، وأجبرهم على المسير لمئات الأميال إلى الصحراء من ما هو الآن سوريا، وتم حرمانهم من الغذاء والماء، المجازر كانت عشوائية وتم قتل العديد بغض النظر عن العمر أو الجنس، وتم اغتصاب والاعتداء الجنسي على العديد من النساء الأرمنيات. اليوم أغلبية مجتمعات الشتات الأرمني نتيجة الإبادة الجماعية. ومن المعترف به على نطاق واسع أن مذابح الأرمن تعتبر من جرائم الإبادة الجماعية الأولى في التاريخ الحديث.:177

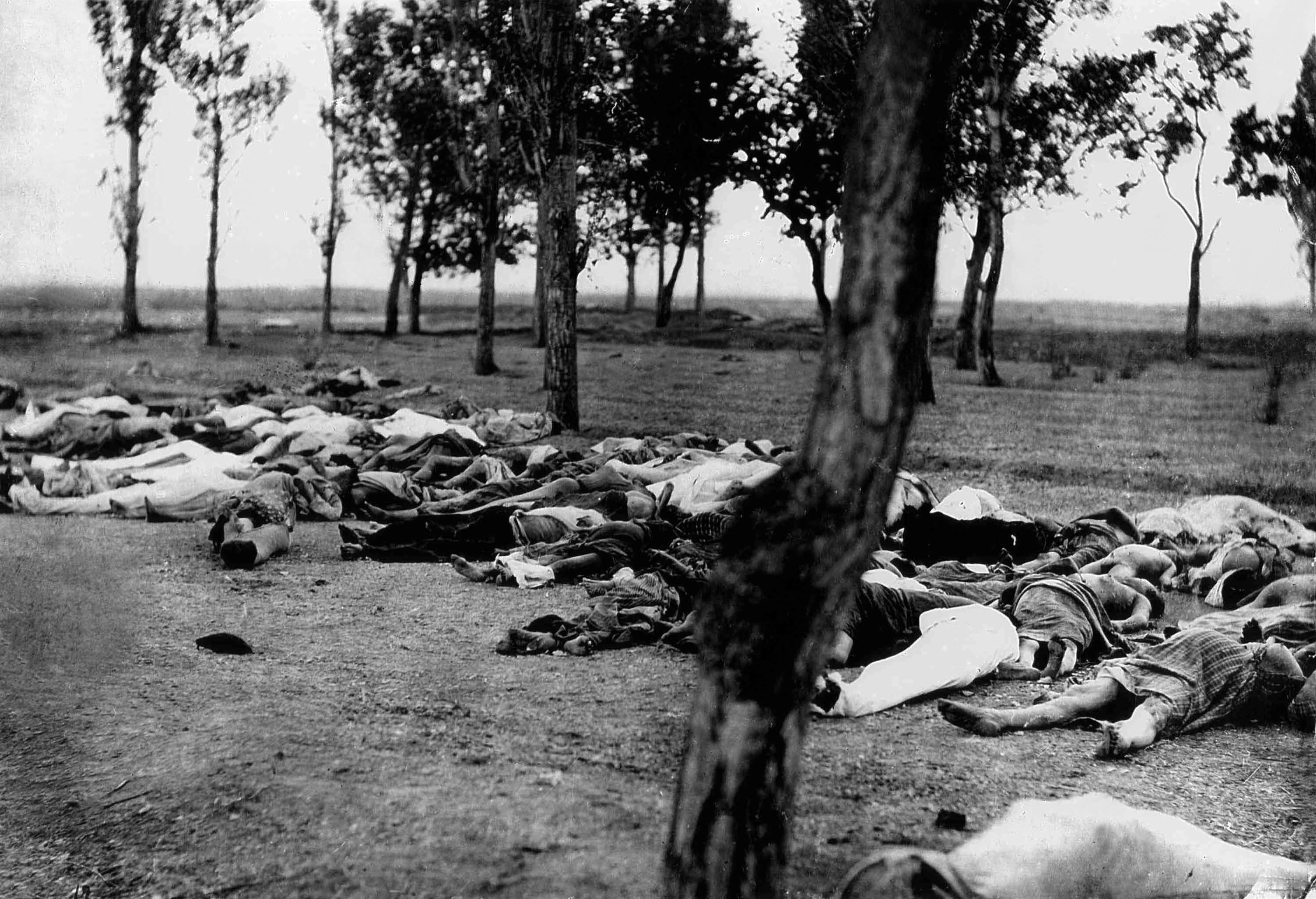
صورة تعود لأوائل القرن العشرين خلال مذابح الأرمن تظهر مجموعة من الأرمن القتلى

قامت الدولة العثمانية في قتل متعمد ومنهجي للسكان الأرمن خلال وبعد الحرب العالمية الأولى، وقد تم تنفيذ ذلك من خلال المجازر وعمليات الترحيل، والترحيل القسري والتي كانت عبارة عن مسيرات في ظل ظروف قاسية مصممة لتؤدي إلى وفاة المبعدين. يُقدّر الباحثين أن أعداد الضحايا الأرمن تتراوح ما بين مليون و1.5 مليون نسمة. وقد تعرضت مجموعات عرقيًة مسيحية أخرى تم مهاجمتها وقتلها من قبل قوات نظاميّة عثمانية خلال هذه الفترة كالسريان والكلدان والآشوريين واليونانيين وغيرهم، يرى عدد من الباحثين أن هذه الأحداث، تعتبر جزء من نفس سياسية الإبادة التي أنتهجتها الدولة العثمانية ضد الطوائف المسيحية. في حين أنّ تركيا الحديثة تنفي وجود مذابح ومجازر في حق الأرمن، تؤكد الأمم المتحدة؛ ومعظم علماء الإبادة الجماعية والمؤرخين بحصول الإبادة الجماعية بحق الأرمن.
فتحت القوات الفرنسية والبريطانية جبهاتها في ما وراء البحار في شبه جزيرة جاليبولي التركية ووقعت معركة جاليبولي (1915) إضافًة إلى حملة بلاد الرافدين. نجحت قوات الجيش العثماني في صد الجيوش البريطانية والفرنسية فيلق الجيش الأسترالي والنيوزيلندي في جاليبولي. في بلاد الرافدين وبعد كارثة حصار الكوت (1915–1916) استولت القوات البريطانية على بغداد في شهر مارس 1917. ساعد رجال القبائل العربية والآشورية المحلية الجيش البريطاني في بلاد الرافدين بينما استخدمت القوات العثمانية القبائل الكردية والتركمانية المحلية.

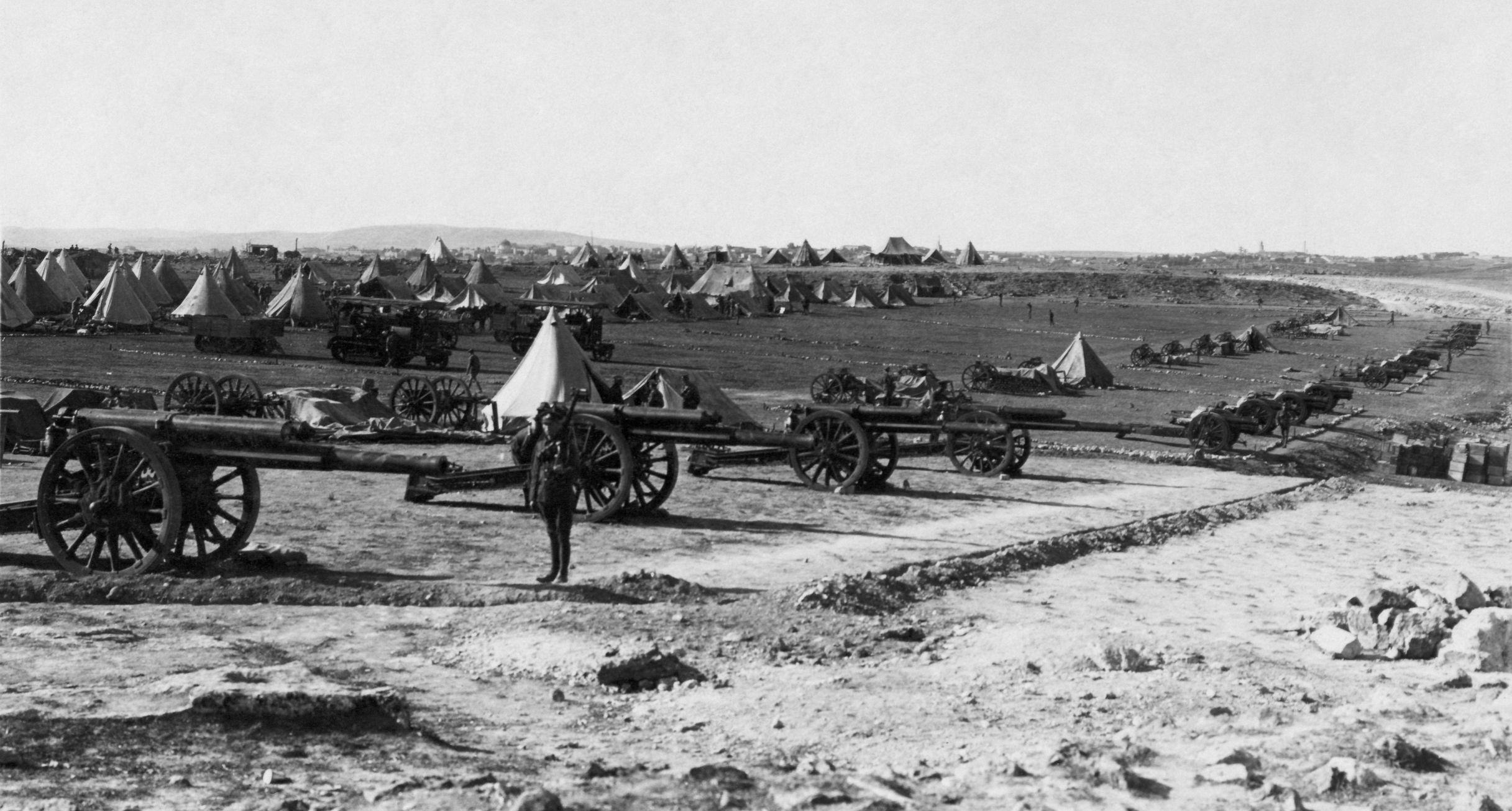
المدفعية البريطانية على جبل المشارف في معركة القدس، 1917.

وقعت حملة سيناء وفلسطين في الناحية الغربية. فشل العثمانيون في الهجوم على قناة السويس في عامي 1915 و1916؛ (كان يهدف العثمانيون لقطع طريق إمدادات الحلفاء المار عبر قناة السويس في مصر وشرعوا بغزو سيناء التابعة للمملكة المصرية التي كانت آنذاك محمية بريطانية ولها أهميتها الحيوية للبريطانيين التي كانت تقلل زمن الإبحار من الهند، نيوزيلندا وأستراليا إلى أوروبا)، لقد انهزمت القوات المجتمعة من الدولة العثمانية والإمبراطورية الألمانية في معركة رمانة (3-5 أغسطس 1916) وفوز كتيبة المشاة البريطانية رقم 52 وكتيبة فرسان الجيش الأسترالي والنيوزيلندي. بعد هذا الانتصار تقدمت قوة التجريدة المصرية للإمبراطورية البريطانية إلى سيناء دافعًة الجيش العثماني إلى معركة مغضبة (23 ديسمبر 1916) ومعركة رفح (9 يناير 1917) على الحدود بين سيناء المصرية وفلسطين العثمانية.
حصلت روسيا على أفضل الأراضي في القوقاز. كان أنور باشا القائد الأعلى للقوات المسلحة العثمانية طموحًا ويحلم بإعادة احتلال آسيا الوسطى والمناطق التي خسرتها الدولة العثمانية أمام روسيا ولكنه كان قائدًا فقيرًا أمام تحقيق هذا الحلم. في ديسمبر 1914 شنَّ أنور باشا بقيادة الجيش العثماني الثالث هجومًا ضد الروس في القوقاز وكان معه 118,660 جندي. وبسبب إصراره هجوم الجبهة الروسية الجبلية في فصل الشتاء خسر 85% من قواته في معركة ساريقاميش. فتقلصت أعداد الجيش الثالث إلى 20,000 جندي مع خسارته لجميع مدافعه ومعدَّاته الثقيلة.

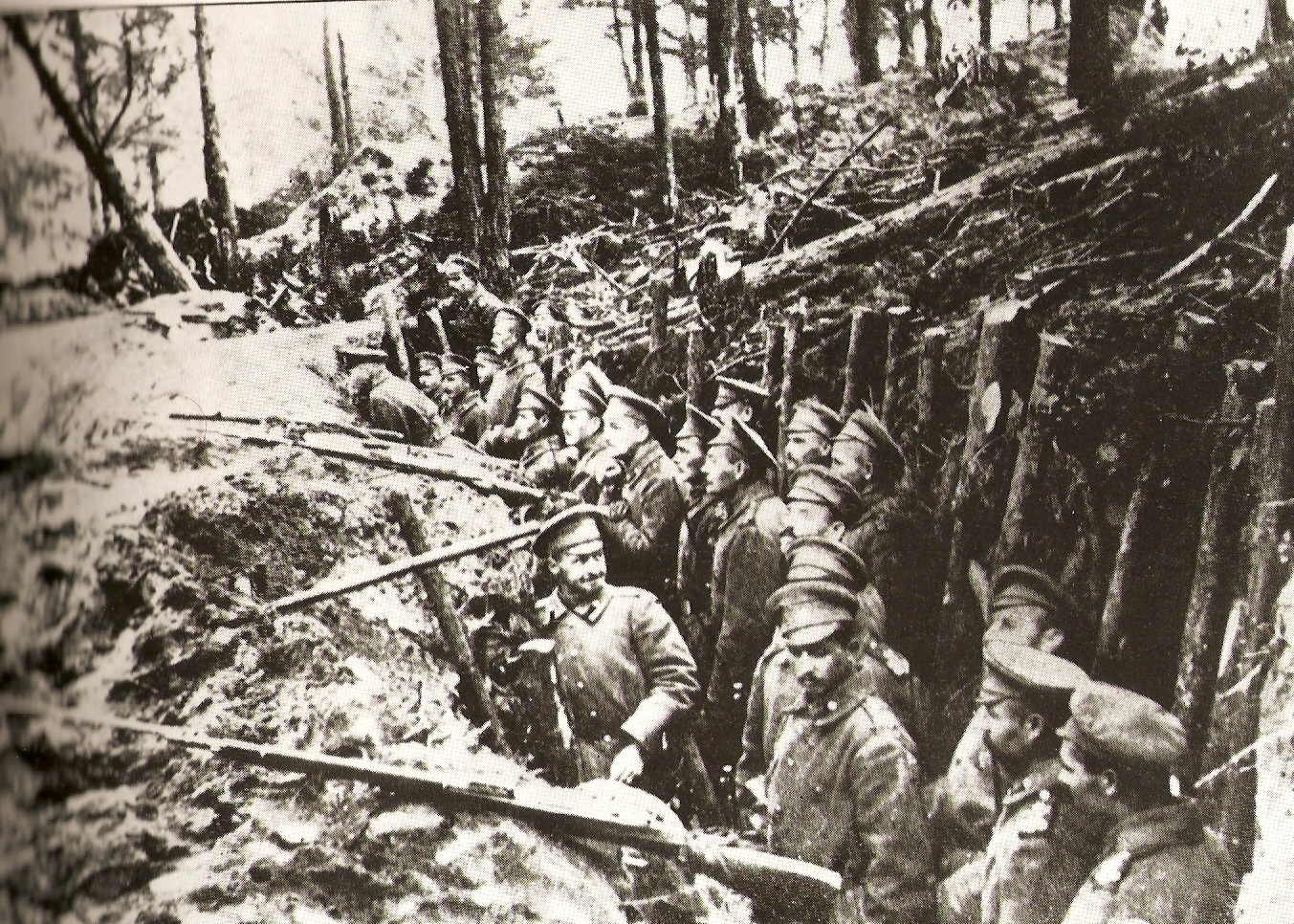
خندق القوات الروسية في معركة ساريقاميش بمحافظة كارس، الإمبراطورية الروسية بين عامي 1914–1915.

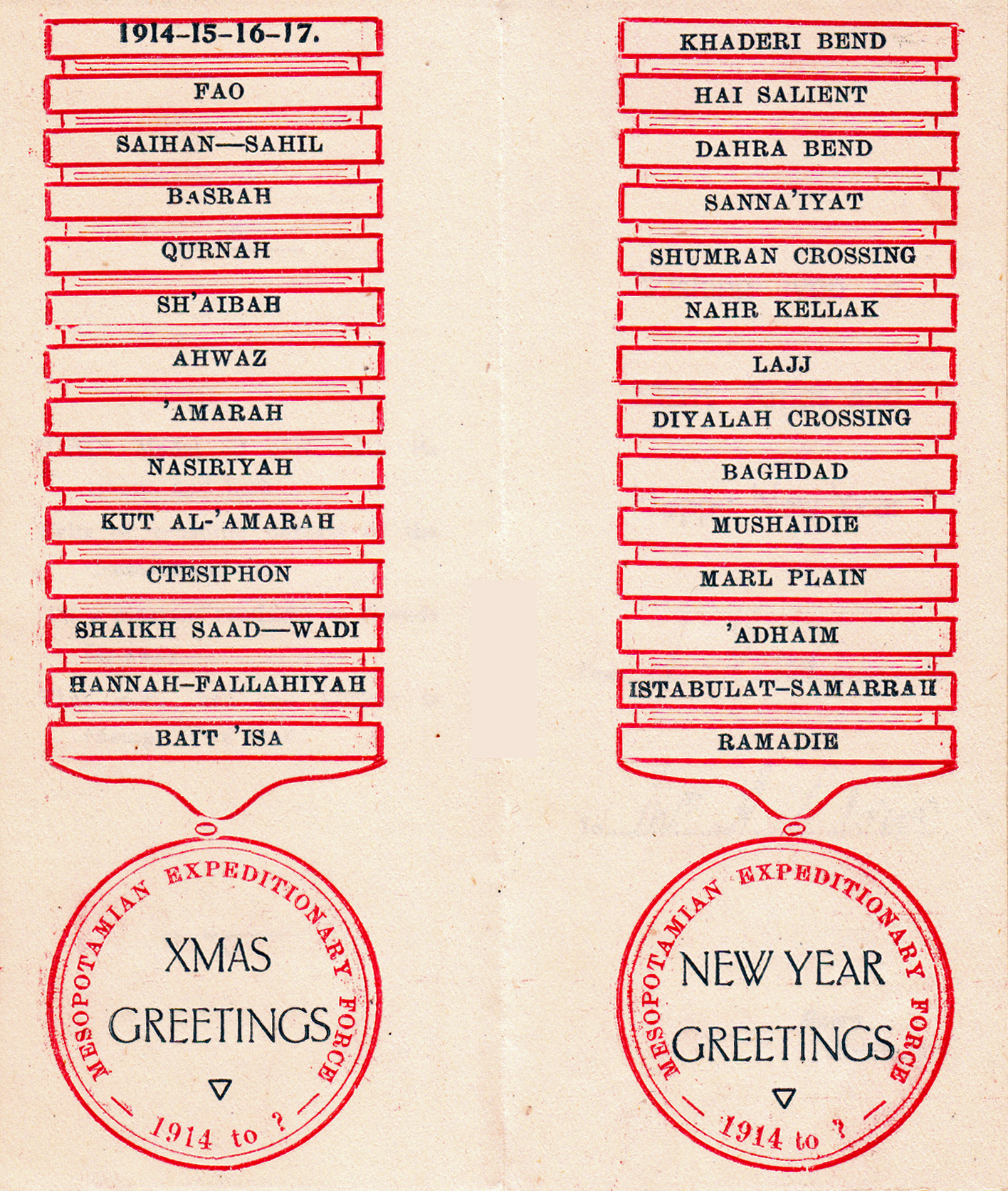
بطاقة عيد الميلاد من قوة مشاة بلاد الرافدين البريطانية مرسلة من البصرة، 1917

في ديسمبر 1914 وبدعم من الألمان غزت الدولة العثمانية بلاد فارس (إيران في الوقت الحاضر) حتى تقطع الطرق لدخول القوات البريطانية والروسية لخزانات النفط الموجودة بالقرب من بحر قزوين. كانت بلاد فارس محايدة ظاهريًا ولطالما كانت تحت النفوذ البريطاني والروسي. ساعدت قوات الأكراد والأذربيجانية العثمانيون والألمان جنبًا إلى جنب مع عدد كبير من القبائل الإيرانية الرئيسية مثل: قشقاي، لوري، الخاميسيون والتنغستانيون بينما دعم الآشوريون القوات البريطانية والروسية. دامت حملة فارس إلى 1918 انتهت بفشل العثمانيين وحلفائهم، انسحب الروس من الحرب في عام 1917 تاركين القتال للقوات الأرمينية والآشورية التي ألحقت سلسلة من الهزائم المحرجة على قوات العثمانيين وحلفائهم مع أنهم كانوا أكبر منهم في العدد إلا أنهم استطاعوا هزيمتهم وقطعوا خطوط الإمدادات الحربية وأجبروهم على القتال والفرار نحو أماكن القوات البريطانية في شمال بلاد ما بين النهرين.
استطاع الجنرال نيكولاي يودنيتش القائد الروسي من عام 1915 إلى 1916 إخراج العثمانيين من معظم جنوب القوقاز بعد سلسلة من الانتصارات. في عام 1917 كلف الدوق الروسي نيكولاي نيكولايفيتش ليكون قائدًا لجبهة القوقاز. خطط نيكولايفتش بعمل سكك حديدية من جورجيا الروسية لغزو الأراضي ومنها يستفيد من هذه السكك في جلب الإمدادات الحربية بسرعة أكبر في حال أي هجوم جديد سيقوم به في عام 1917. ومع ذلك ففي شهر مارس (فبراير/شباط في التقويم الروسي قبل الثورة) من نفس السنة تنازل القيصر الروسي عن العرش بسبب ثورة فبراير  عندها بدأ الجيش الروسي القوقازي بالتفكك بعد ذلك الحدث الكبير.

### الثورة العربية الكبرى (1916)

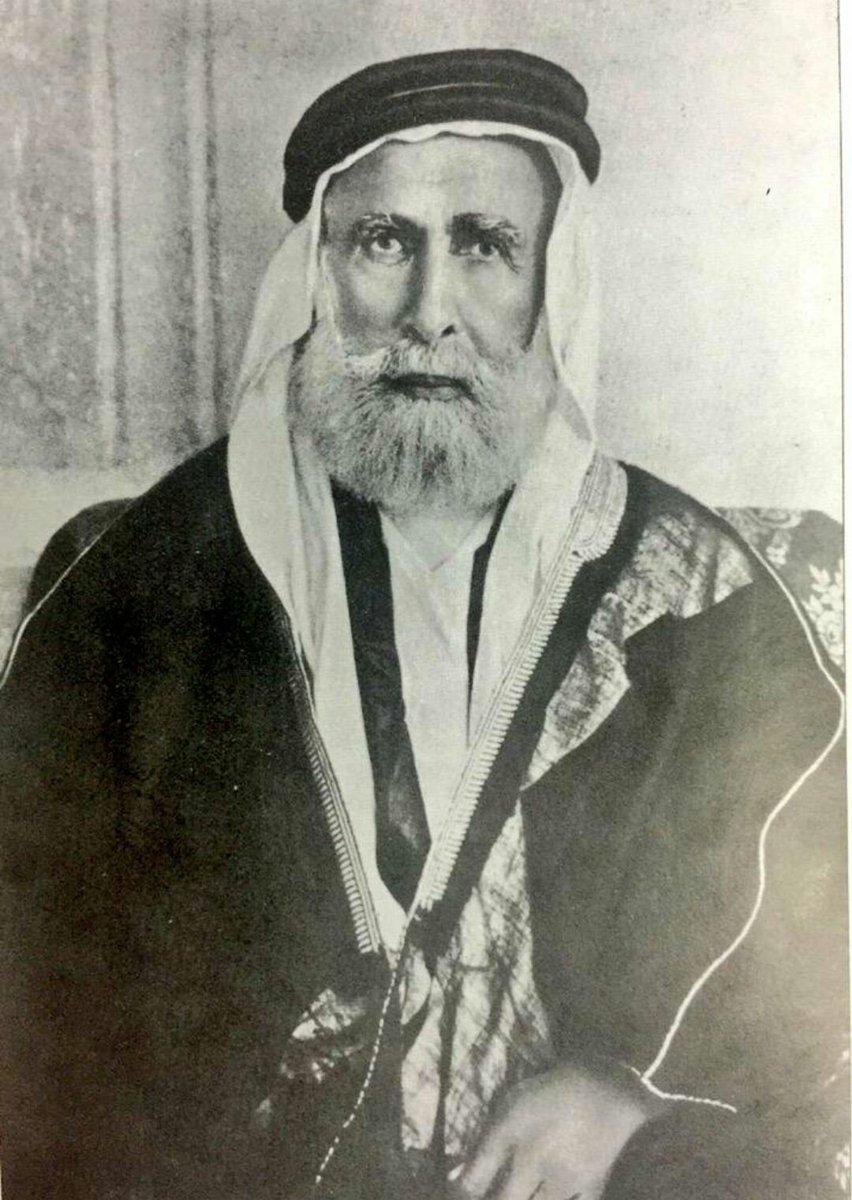
الشريف حسين بن علي

بتحريض من المكتب العربي في وزارة الخارجية البريطانية بدأت الثورة العربية الكبرى بمساعدة البريطانيين في 10 يونيو 1916  في مكة وانطلقت النيران على ثكنات الجيش العثماني بعد أن رفض العُثمانيون مطالب الشريف الخاصة بإعلان العفو عن المتهمين السياسيين من العرب، قبل أن يشنقهم جمال باشا (هو من زعماء جمعية الاتحاد والترقي). أعلن الشريف حسين بمناسبة إشعال الثورة منشور ًا جاء فيه:
| الحرب العالمية الأولى | إن الإتحاديين خرجوا على العهد الأخوي بين الشعبين، رغم المعونة الصادقة التي بذلها العرب في ظل الخلافة، وخرجوا عن الشريعة فبدَّلوا الأحكام، وشنقوا أحرار العرب جماعات وفُرادى، وشرَّدوا أُسرهم ونفوها من أرضها، وصادروا الأموال، ولقد نصحنا فلم ينفع النصح، وقد وفقنا الله لأخذ الإستقلال فضربنا على أيدي الإتحاديين، وإنفصلت بلادنا عن المملكة العثمانية إنفصالًا تامًا، وأعلنَّا إستقلالًا، لاتشوبه شائبة مداخلة أجنبية، ولا تحكم خارجي، جاعلين الغاية نصر دين الإسلام، وإعلاء شأن المسلمين، مستندين في كل أعمالنا على الأحكام وأصول القضاء. | الحرب العالمية الأولى |

ووقعت معركة مكة المكرمة بقيادة حسين بن علي الهاشمي شريف مكة المكرمة وانتهت باستسلام العثمانيين في دمشق. بينما قاوم حاكم المدينة المنورة فخري باشا مدة سنتين وسبعة أشهر في حصار المدينة المنورة خلال الحرب العالمية الأولى. تشير التقديرات إلى أن القوات العربية المشاركة في الثورة بلغ عددهم 5,000 جندي. ولكن هذا الرقم ربما ينطبق على القوات النظامية الذين قاتلوا خلال حملة سيناء وفلسطين مع قوة التجريدة المصرية بقيادة ألنبي، وليست القوات الغير نظامية تحت إشراف لورانس العرب وفيصل الأول.
على طول الحدود من ليبيا الإيطالية ومصر البريطانية تم تحريض وتسليح القبائل السنوسية على يد العثمانيين وشنوا حرب عصابات على نطاق ضيق ضد قوات الحلفاء مما اضطر بالبريطانيون أن يرسلوا 12,000 جندي للاعتراض على الحملة السنوسية، وقد سُحق تمردهم تمامًا في منتصف عام 1918.
بلغ إجمالي خسائر الحلفاء على الجبهات العثمانية 650,000 جندي، وبلغ إجمالي عدد ضحايا العثمانيين 725,000 (القتلى 325,000 والجرحى 400,000).

### المشاركة الإيطالية

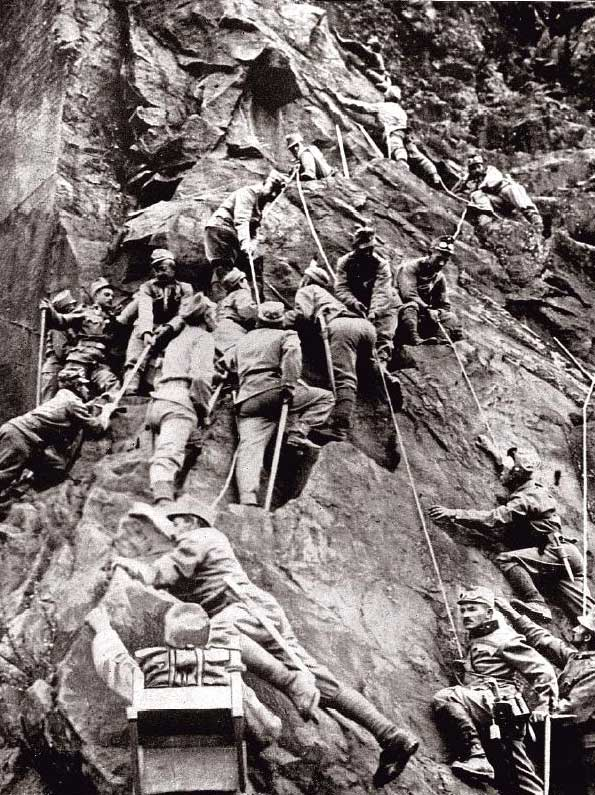
القوات النمساوية المجرية في تيرول، 1915.

كانت إيطاليا متحالفة مع الإمبراطوريتان الألمانية والنمساوية المجرية منذ عام 1882 كجزء من الحلف الثلاثي ومع ذلك فقد كان لها مخططات خاصة في الأراضي النمساوية المجرية في ترينتو، الساحل النمساوي، فيوم (رييكا) ودالماسيا. كان لدى روما اتفاق 1902 السري مع فرنسا وهذا نجح في إبطال تحالفهما. في بداية القتال، رفضت إيطاليا الدخول في الحرب طوال عام 1914 رغم أنها كانت عضوا في التحالف الثلاثي مع الإمبراطورية النمساوية المجرية والإمبراطورية الألمانية إلا أنها قالت أن التحالف الثلاثي هو للدفاع وأن الإمبراطورية النمساوية المجرية هي المعتدي هنا. بدأت الحكومة النمساوية المجرية المفاوضات لتأمين حياد الإيطالية وذلك بتقديم مستعمرة تونس الفرنسية كمقابل لهذا التأمين. قام الحلفاء بتقديم عرض مضاد من أجل أن تنضم إيطاليا إليهم، وهو تقديم ترينتينو ألتو أديجي، الساحل النمساوي وإقليم في ساحل دالماسيا في حال انتصارهم على القوات النمساوية المجرية. أصبح هذا العرض رسميًا بعد توقيع اتفاقية لندن السرية قبل أن تُكشف من قبل الروس البلشفيين خلال الثورة البلشفية في نوفمبر 1917 بصحيفة إزفيستيا. بعد غزو الحلفاء لتركيا في أبريل عام 1915 انضمت إيطاليا إلى الحلف الثلاثي وأعلنت الحرب على النمسا والمجر في 23 مايو وبعد خمسة عشر شهرًا أعلنت إيطاليا الحرب على ألمانيا.
تم تدبير دخول إيطاليا في الخفاء من قبل ثلاثة أفراد هم: رئيس الوزراء الإيطالي أنتونيو سالاندرا، وزير الخارجية سيدني سونينو وملك إيطاليا فيكتور عمانويل الثالث.
عسكريًا تميزت إيطاليا بالتفوق العددي بجيشها ومع ذلك فقد فقدت هذه الميزة بسبب التضاريس الصعبة في أرض المعركة والاستراتيجيات والتكتيكات الحربية المستخدمة. كان المشير لويجي كادورنا مؤيدًا قويًا للهجوم المباشر وحلم باقتحام هضبة سلوفينيا، الاستيلاء على ليوبليانا وتهديد فيينا. لم تُؤخذ خطته بعين الاعتبار بسبب الصعوبات التي تواجهها هذه الخطة مثل جبال الألب الجوليانية وهضبة كارست والتغييرات التكنلوجية التي تسببت في ظهور حرب الخنادق التي هي سلسلة من الهجمات الدامية المتوقفة والغير حاسمة.
في جبهة تورنتينو استغلت القوات النمساوية المجرية التضاريس الجبلية وفضلت وضع المدافع فيها. بعد تراجع الاستراتيجية الأولية بقيت الجبهة على حالها دون تغيير بينما تشارك القتال فوجين من أفواج الجيش النمساوي المجري مع القوات الإيطالية طوال فترة الصيف. في ربيع عام 1916 قامت قوات المجر بهجوم مضاد على مقاطعة أسياغو الإيطالية باتجاه بادوفا وفيرونا ووقعت معركة أسياغو ولكنهم لم يحرزوا سوى القليل من النجاح.
في بداية عام 1915 شن الإيطاليون بقيادة لويجي كادورنا إحدى عشرة هجمة في معركة إيسونزو بالقرب من نهر سوكا في الشمال الشرقي من مدينة ترييستي، وقد صدت جميع الهجمات من قبل القوات النمساوية المجرية. في صيف 1916 وبعد معركة دوبردو استولى الإيطاليون على مدينة غوريتسيا بعد هذا الفوز الصغير بقيت الجبهة ثابتة لأكثر من سنة، على الرغم من عدة هجمات إيطالية تركزت على هضبتي بانجسيك وكارست شرق غوريتسيا. في خريف 1917، بفضل تحسن الوضع على الجبهة الشرقية حصلت القوات النمساوية المجرية على تعزيزات؛ وهي قوات الصدمة الألمانية ونخبة من فيلق جبال الألب.
في 26 أكتوبر 1917 شنت قوى المركز هجومًا ساحقًا وقد كان في مقدمتهم القوات الألمانية. حققوا انتصارًا في معركة كابوريتو (في قرية كوباريد). انهزم الجيش الإيطالي وتراجع أكثر من 100 كيلومتر (62 ميل) لإعادة التنظيم واستقرار الجبهة في معركة نهر بيافي. ومنذ أن تكبد الجيش الإيطالي خسارة كبيرة في معركة كابوريتو قررت الحكومة الإيطالية بحمل سلاح مايمسمى بـ (بالإنجليزية: 99 Boys) (بالإيطالية: Ragazzi del 99)/ وهذا يعني حمل السلاح لأي ذكر عمره 18 أو أكثر. في 1916 فشلت القوات النمساوية المجرية في الاختراق عن طريق سلسلة من المعارك على نهر بيافي، وهُزمت أخيرًا في معركة فيتوريو فينيتو في شهر أكتوبر من تلك السنة. في 1 نوفمبر دمرت البحرية الإيطالية أسطول الجيش النمساوي المجري المتمركز في بولا، ومنعه من أن يُسلم إلى دولة السلوفينيين والكروات والصرب الجديدة. في 3 نوفمبر احتل الإيطاليون ترييستي عن طريق البحر، وفي نفس اليوم تم توقيع هدنة فيلا غوستي. في منتصف نوفمبر 1918 احتل الإيطاليون الساحل النمساوي بأكمله وسيطروا على جزء كبير من دالماسيا التي كانت مضمونة لإيطاليا في معاهدة لندن. بحلول نهاية الأعمال العدائية في نوفمبر 1918، عين إنريكو ميلو نفسه محافظ إيطاليا لدالماسيا. وقبل ذلك استسلمت القوات النمساوية المجرية في بداية نوفمبر 1918.

### المشاركة الرومانية

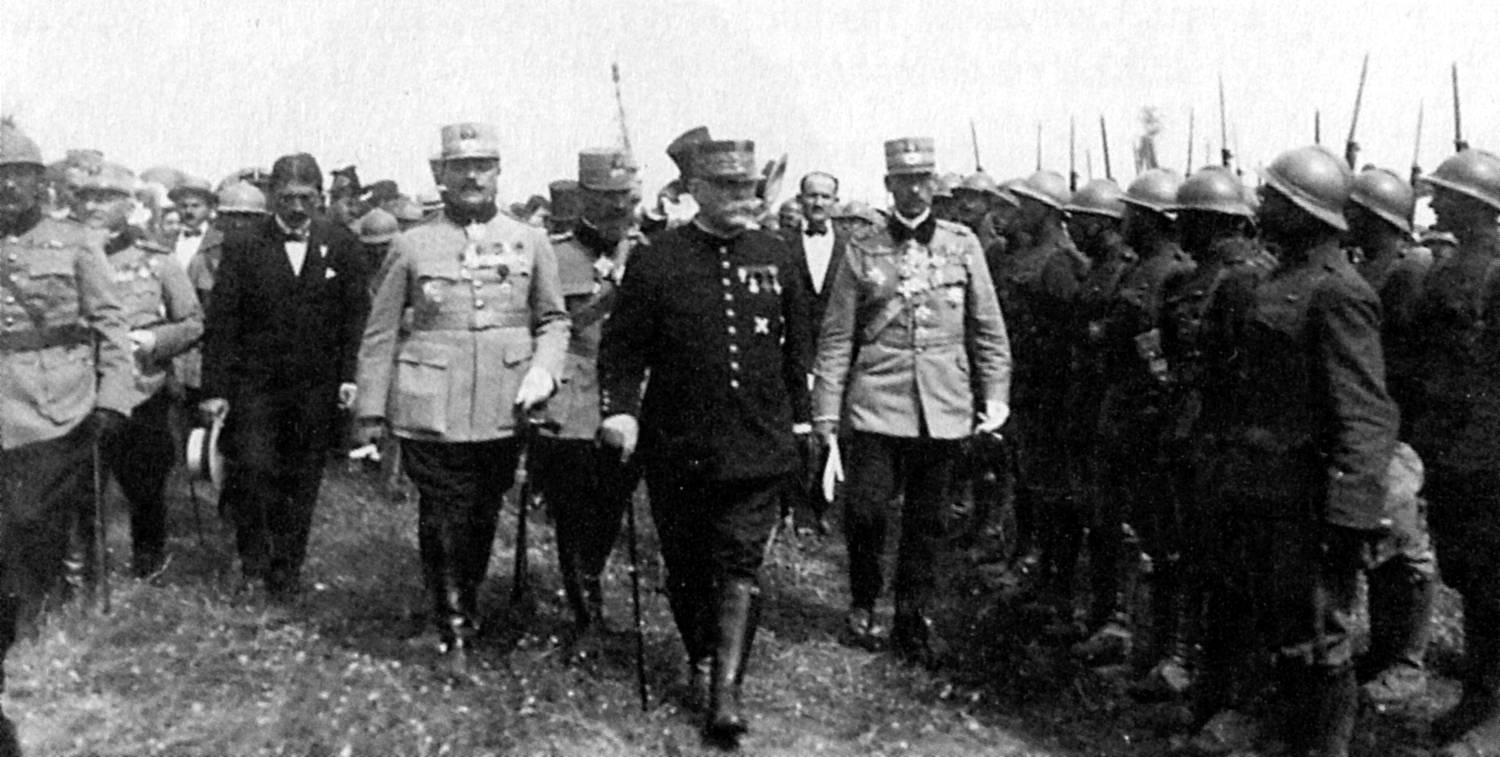
المارشال جوزيف جوفري يتفقد القوات الرومانية، 1916.

كانت رومانيا متحالفة مع دول المركز منذ عام 1882 ومع ذلك فقد أعلنت عن حيادها بحجة أن الإمبراطورية النمساوية المجرية هي من أعلنت الحرب على صربيا وبالتالي فإن رومانيا ليست تحت أي التزام رسمي بالمشاركة فيها. ولكن عندما وعدت دول الوفاق رومانيا في حال إعلان الحرب على دول المركز بأن تحصل على أراضٍ في شرق المجر (ترانسيلفانيا وبانات) اللتان كانتا تحتويان على عدد كبير من السكان الرومانيون، تخلت الحكومة الرومانية عن حيادها. في 27 أغسطس 1916 شن الجيش الروماني وبدعم محدود من الروس هجومًا ضد القوات النمساوية المجرية في معركة ترانسيلفانيا. كان الهجوم الروماني ناجحًا وتسبب في تراجع القوات النمساوية المجرية في تراسيلفانيا ولكن الهجوم المرتد من قوى المركز تسبب في تراجع القوات الرومانية الروسية للخلف. كنتيجة لذلك ففي معركة بوخارست احتلت قوى المركز مدينة بوخارست في 6 ديسمبر 1916. مع أن الحملة العسكرية الرومانية مُنيت بالفشل إلا أنه لم تستطع قوى المركز تحقيق هدفها المتمثل في إزالة رومانيا من الحرب لأنها واصلت الحرب مع الحلفاء. في عام 1917 استمر القتال في مولدوفا وهذا أدى إلى مأزق كبير له تكلفته العالية عند سلطة القوى المركزية. انسحب الروس من الحرب في أواخر عام 1917 كنتيجة للثورة البلشفية وهي أول الدول خروجُا من الحرب وذلك بسبب تدهور جيوشها معنويًا وإصابتها النكبات والمذابح بسبب جهل القيادة ونقص الذخيرة وانتشار المجاعة في الريف، وعجز الحكومة القيصرية ودولتي الوسط في إنقاذ هذا الوضع المتدهور. فبعد قيام الثورة رفض الجيش أن يقاوم الثوار وهذا تسبب في إرغام القيصر على التنازل عن حكمه للبلاد وبذلك انتهى حكم أسرة رومانوف. بعد ذلك أُجبرت رومانيا على توقيع هدنة مع دول المركز في 9 ديسمبر 1917.

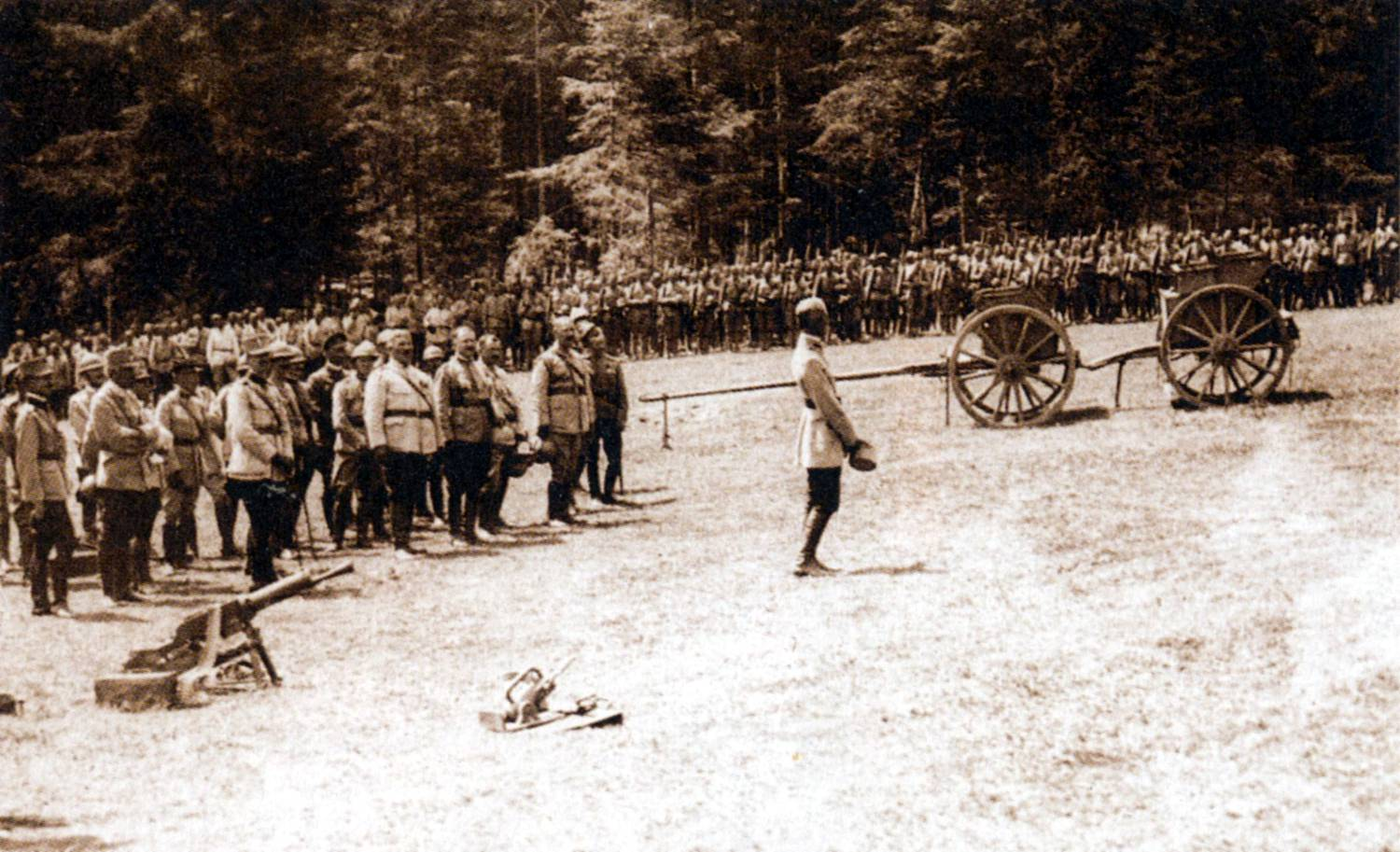
القوات الرومانية خلال معركة ميراسيستي، 1917.

في يناير 1918 سيطرت القوات الرومانية على محافظة بيسارابيا بعدما تخلت القوات الروسية عنها. مع أنه تم توقيع معاهدة بين الحكومة الرومانية والحكومة الروسية البلشفية بعد مفاوضات استمرت من 5–9 مارس 1918 على انسحاب القوات الرومانية من بيسارابيا في غضون شهرين. إلا وبسبب الثورة البلشفية تدخلت رومانيا ظاهريًا لتهدئة الوضع وبعد فترة وجيزة أعلن البرلمان استقلالها عن روسيا واتَّحدت بيسارابيا بعد ثلاثة أشهر مع مملكة رومانيا فأصبحت رومانيا ذات سيادة على بيسارابيا.
في 7 مايو 1918 وقَّعت رومانيا معاهدة سلام مع دول المركز عرفت باسم معاهدة بوخارست. في تلك المعاهدة أُلزمت رومانيا على إنهاء الحرب مع دول المركز وتقديم تنازلات إقليمية صغيرة إلى الإمبراطورية النمساوية المجرية وإعطاء الأخيرة حق السيطرة على جبال كاربات، وتأجير حقول النفط الرومانية لصالح ألمانيا لمدة 90 عامًا وإرجاع جنوب دوبروجا والتنازل عن شمال دوبروجا لبلغاريا أما الباقي من المحافظات فإنها ستكون تحت سيطرة دول المركز وبالمقابل لكل ذلك فسيتم الاعتراف رسميًا بسيادة رومانيا على بيسارابيا. في أكتوبر من نفس العام تخلَّى عن هذه المعاهدة حكومة ألكساندرو مارغيلومان بعدها دخلت رومانيا الحرب مرة أخرى في 10 نوفمبر 1918. في اليوم التالي أُلغيت هذه المعاهدة بسبب هدنة كومبيين. وصل مجموع عدد الوفيات الرومانية بين القوات العسكرية والمدنيين داخل الحدود من عام 1914 إلى 1918 إلى حوالي 748,000.

### الإجراءات الأولية

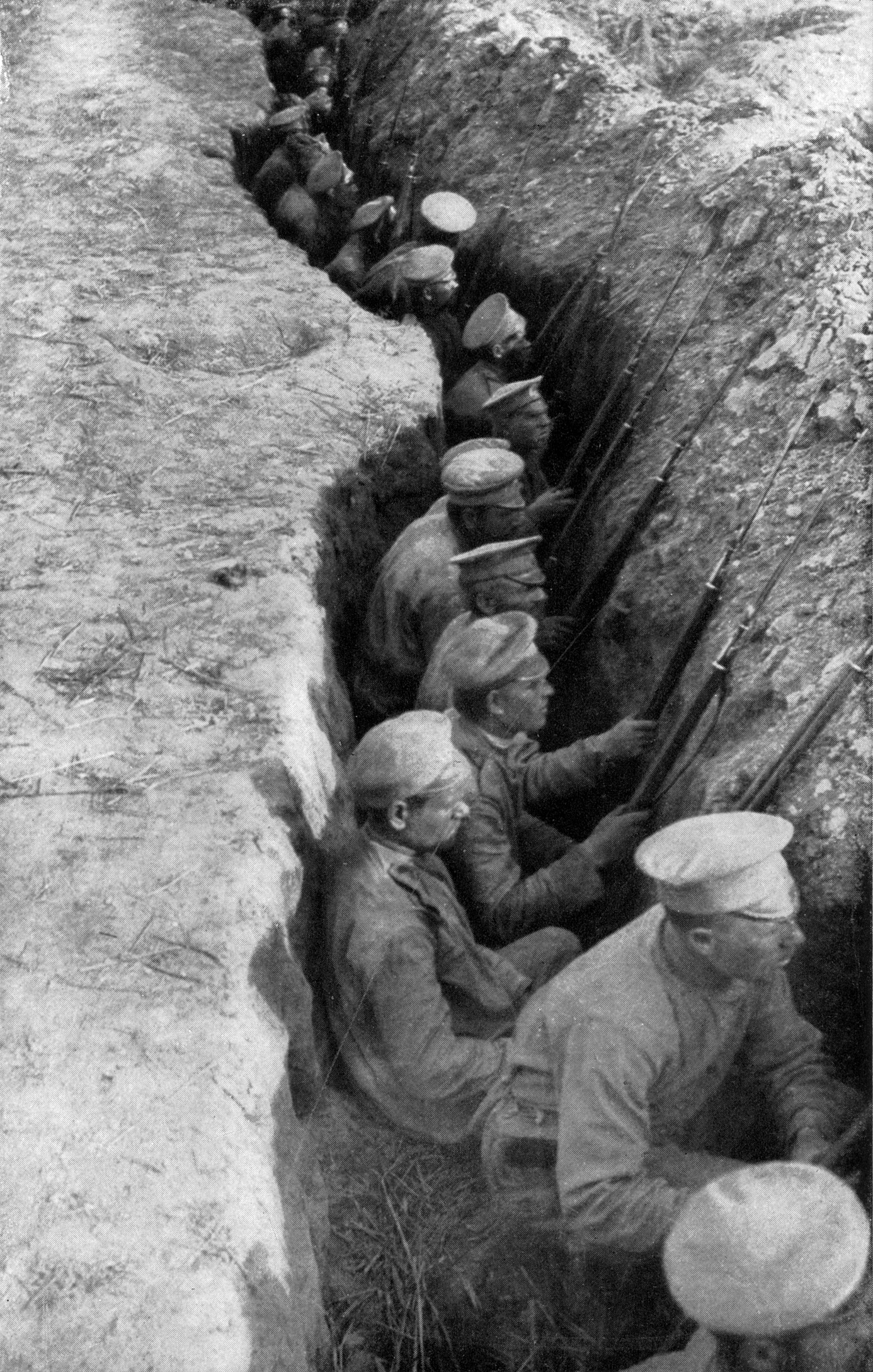
القوات الروسية بأحد الخنادق في انتظار الهجوم الألماني، 1917.

استمرت الحرب في شرق أوروبا بينما وصلت إلى طريق مسدود في الجبهة الغربية. كانت المخططات الروسية أن تغزو مملكة غاليسيا النمساوية وبروسيا الشرقية الألمانية في وقت واحد. مع أن التقدم الروسي في غاليسيا كان ناجحًا مبدئيًا إلى حد كبير إلا أنه تراجعوا للوراء بسبب انتصار الجيش الألماني بقيادة الجنرال الألماني باول فون هيندنبورغ والجنرال إريك لودندورف للجيش الألماني في بروسيا الشرقية في معركة تاننبرغ ومعركة بحيرات ماسوريان الأولى في أغسطس وسبتمبر من عام 1914. كانت الصناعة في روسيا الأقل نموًا اقتصاديًا والقيادة العسكرية غير الفعالة لها دور أساسي في الأحداث التي وقعت. مع ربيع عام 1915 تراجع الروس إلى غاليسيا وفي شهر مايو تمكنت دول المركز من اختراق حدود جنوب بولندا. في 5 أغسطس تمكن الألمان من احتلال وارسو وأجبروا الروس على التراجع والخروج من بولندا.

### الثورة الروسية
مع الرغم من نجاح هجوم بروسيلوف في شمال غاليسيا في يونيو 1916. كانت سياسة الحكومة الروسية قد تسبب في استمرار الحرب. انتعشت قوات التحالف والروس نشاطها مؤقتا فقط مع دخول رومانيا للحرب في 27 أغسطس. جاءت القوات الألمانية لمساعدة قوات الإمبراطورية النمساوية المجرية المحاصرة في ترانسيلفانيا بينما هاجمت القوات الألمانية البلغارية من ناحية الجنوب، وسقطت بوخارست في 6 ديسمبر على يد قوات دول المركز. في الوقت نفسه نمت الاضطرابات في روسيا بينما بقي القيصر نيقولا الثاني في الجبهة. جرِّدت الإمبراطورة ألكسندرا من أهليتها وزادت الاحتجاجات على نحو متزايد بعد مقتل الراهب غريغوري راسبوتين في نهاية 1916.
في مارس 1917 توجهت المظاهرات في سانت بطرسبرغ نحو القيصر نيقولا الثاني ليتنازل عن العرش وتعيين حكومة روسية مؤقتة ضعيفة ومشاركتها السلطة مع الاشتراكيين في سانت بطرسبرغ، أدى هذا إلى الارتباك والفوضى سواء كان في الجبهة أو المنزل، وأصبح الجيش الروسي غير نافع للقيصر ولا يقاوم هذه المظاهرات.

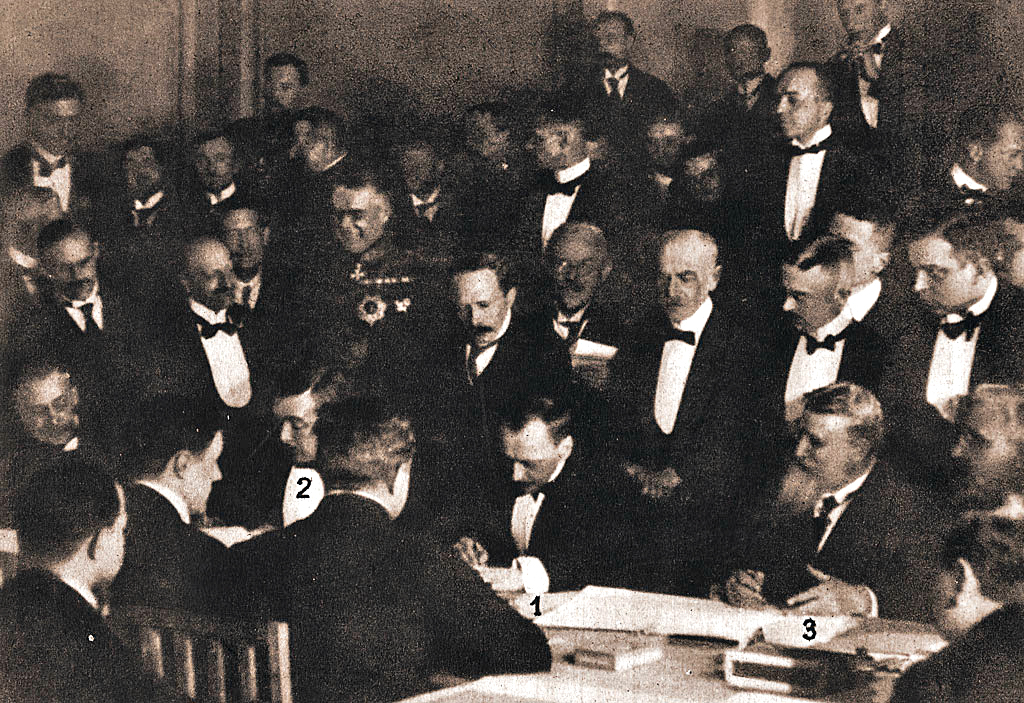
معاهدة برست ليتوفسك، 1918.
1. أوتوكار فون سيرنين
2. ريتشارد فون كوهلمان
3. فاسيل رادوسلافوف

أدى السخط والضعف في الحكومة المؤقتة إلى ارتفاع شعبية الحزب البلشفي بقيادة فلاديمير لينين الذي طالب بوضع حد فوري للحرب. مع نجاح الثورة البلشفية في نوفمبر بعدها بشهر في ديسمبر تم التوصل إلى هدنة ومفاوضات مع ألمانيا. رفض البلاشفة شروط الألمان في البداية، ولكن بعدما بدأت قوات ألمانيا تسير نحو أوكرانيا قبلت الحكومة الجديدة شروط معاهدة برست ليتوفسك في 3 مارس 1918. وقد نصت المعاهدة على:
1. التخلي عن أراضي شاسعة من بينها فنلندا وأجزاء من دول البلطيق وبولندا.
2. الجلاء عن أوكرانيا والاعتراف بمعاهدتها مع ألمانيا لدول المركز.
3. الامتناع عن نشر الدعاية.
4. التنازل لتركيا عن أرداهان وقارس وباطوم.[180][190]

مع النجاح الهائل لألمانيا فإن عدد القوات الألمانية المسلحة المطلوبة لاحتلال الأراضي الروسية السابقة قد ساهم في فشل هجوم الربيع إضافة إلى تأمين الغذاء القليل وغيره من العتاد العسكري.
مع اعتماد معاهدة بريست ليتوفسك لم يعد حلف الوفاق قائمًا. تدخل الحلفاء في الحرب الأهلية الروسية جزئيًا لوقف ألمانيا من استغلال الموارد الروسية وإلى حد أقل لدعم الجيش الأبيض ضد الجيش الأحمر في الحرب الأهلية الروسية. وصلت قوات الحلفاء إلى أرخانغلسك وفلاديفوستوك كجزء من حملة شمال روسيا.

### الفيلق التشيكوسلوفاكي

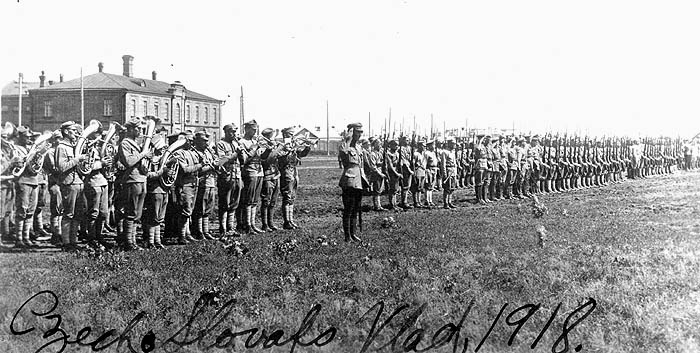
الفيلق التشيكوسلوفاكي في فلاديفوستوك، 1918.

حارب الفيلق التشيكوسلوفاكي جنبًا إلى جنب مع قوات الوفاق وقد كان هدفهم النصر حتى يكسبوا تأييدهم لاستقلال تشيكوسلوفاكيا. أُنشئ الفيلق في عام 1917 في روسيا وفي ديسمبر في فرنسا (من بين المتطوعين كان هناك أمريكيون) وفي أبريل 1918 أُنشئ في إيطاليا. تواجهت القوات التشيكوسلوفاكية مع قوات الجيش النمساوي المجري في إحدى قرى أوكرانيا زبوريف ووقعت معركة زبوريف (1-2 يوليو 1917). بعد هذا الانتصار ارتفع عدد الفيلق التشيكوسلوفاكي إضافًة إلى القوة العسكرية التشيكوسلوفاكية، ففي معركة باخماتش هزم الفيلق قوات الإمبراطورية الألمانية وأجبرهم على وضع هدنة.
في روسيا، انشغلت الحكومة في قتالها الحرب الأهلية الروسية التي كانت تحت قيادة البلاشفة والتحكم في سكة الحديد العابرة لسيبيريا إضافًة إلى قهر جميع المدن الرئيسية في سيبيريا. كان لوجود الفيلق التشيكوسلوفاكي بالقرب من ييكاتيرينبرغ واحدًا من القوى الدافعة للبلاشفة ليطلقوا النار على أسرة رومانوف في يوليو 1918. وصل الفيلق بعد أقل من أسبوع واستولى على المدينة.
لأن الموانئ الروسية الأوروبية لم تكن آمنة تمَّ إجلاء الفيلق بواسطة التفاف طويل عبر ميناء فلاديفوستوك، وكان آخر نقل لسفينة أمريكية قد تم في عام 1920.

### اقتراح قوى المركز بدء مفاوضات السلام

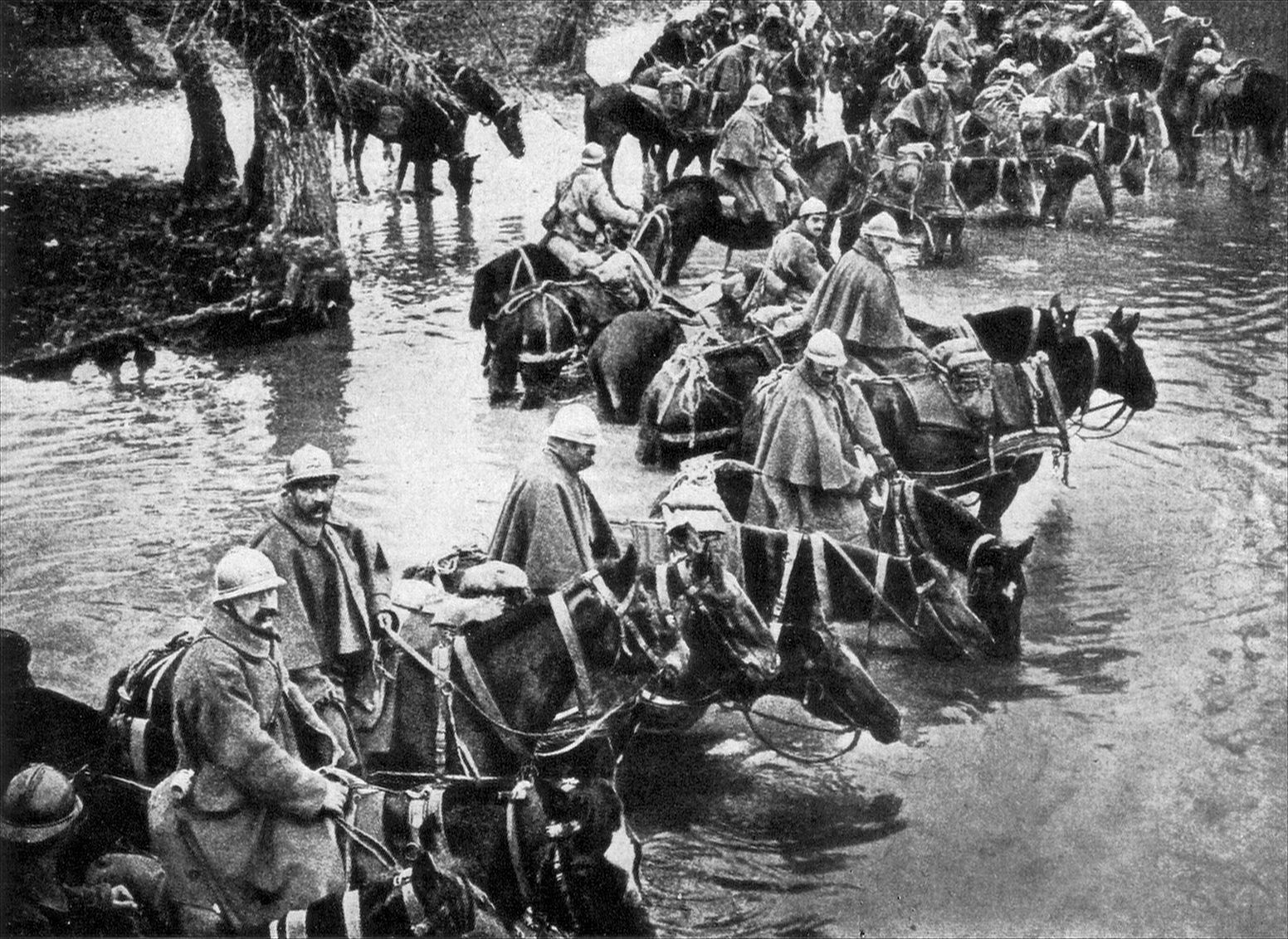
"لن يمروا" هو شعار ارتبط بالدفاع في معركة فردان.

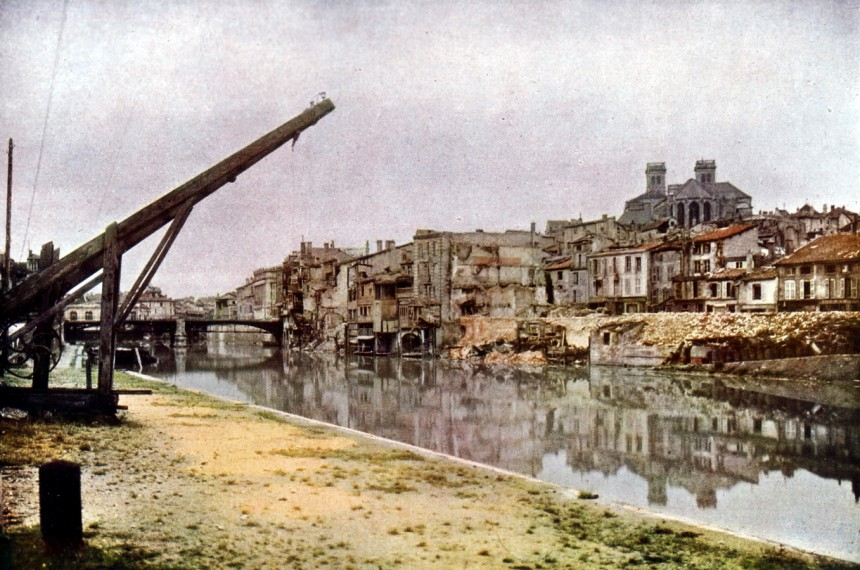
مدينة فردان بعد المعركة، 1916

في ديسمبر 1916 وبعد عشرة أشهر من القتال الدامي في معركة فردان ونجاح حملة رومانيا، حاول الألمان التفاوض على السلام مع الحلفاء، فقد أصبحت الهجمات الألمانية عاجزة عن القيام بضربة شاملة ولم يعد أمام الجيوش الألمانية سوى الدفاع والتراجع أمام القوى الهجومية المتزايدة من الحلفاء. إضافًة أن الجبهة الداخلية بدأت تتداعى والتذمر من رجال البحرية الذين أمضوا الوقت منذ معركة جوتلاند (1916) دون عمل، والمتنفذين اليهود حركوا قوى العصيان وانتشر التذمر في المدن بسبب النقص الشديد في المواد الغذائية. اتجهت القيادة العسكرية إلى طلب الهدنة بوساطة الرئيس الأمريكي وودرو ويلسون ليكون صانع السلام بين الطرفين، وطلب من كلا الطرفين أن يذكرا مطالبهما. في البداية رفض رئيس وزراء الحرب البريطاني ديفيد لويد جورج طلب الرئيس الأمريكي  واعتبر أن العرض الألماني هو حيلة لخلق انقسامات بين الحلفاء. فشلت المفاوضات ورفضت قوى الوفاق العرض الألماني، لأن ألمانيا لم تذكر أي مقترحات محددة. وذكرت سلطات دول الوفاق أنهم لن يبدأوا مفاوضات السلام حتى تقوم قوى دول المركز بإجلاء جميع الأراضي التي احتلها الحلفاء وعمل تعويضات لكل الأضرار والاعتراف بمبدأ القوميات. وبعد العديد من المداولات وافقت ألمانيا على هذه الشروط خاصة وأن الولايات المتحدة كانت على وشك دخول الحرب ضد ألمانيا بعد حادثة اعتداء الغواصة. وفيما يتعلق بمسألة الأمن، سعى الحلفاء على وضع الضمانات التي من شأنها أن تمنع أو تحد من الحروب في المستقبل، مع استكمال العقوبات كشرط لأي تسوية سلمية.
لقد اعتقدت القيادة العسكرية الألمانية أن الهدنة ستكون لصالحها مثل أن تحتفظ على الأقل بقواتها المسلحة وحكومتها، ولكن الرئيس الأمريكي وضع شروطًا قاسية إن أراد الألمان أن يقبلوا عقد الهدنة. ومن هذه الشروط أنه على الإمبراطور الألماني والقيادات العسكرية التي تولت أمر ألمانيا خلال الحرب أن تعتزل من مناصبها وتفسح الطريق أما حكومة ديموقراطية تتولى التفاهم على الصلح مع الديموقراطيات الغربية المنتصرة، وتنازل الإمبراطور وفرَّ من البلاد واستقالت القيادات العسكرية والسياسية وعقدت الهدنة في نوفمبر 1918.

### التطورات في عام 1917
أحداث عام 1917 أثبتت دورها الحاسم في إنهاء الحرب، ولم يُشعر بآثارها المباشرة حتى عام 1918. بدأ الحصار البحري البريطاني يصبح ذو تأثير خطير على ألمانيا. في شهر فبراير 1918 أقنع هيئة الأركان الألمانية المستشار الألماني تيوبالت فون بتمان هولفيغ لكي يعلن عن حرب غواصات بهدف تجويع بريطانيا عن طريق إغراق سفن بريطانيا وسفن الدول المحايدة المتعاملة معها بواسطة أعداد كبيرة من الغواصات التي بنتها على عجل ولكن الخطة قد فشلت بسبب استخدام الإنجليز نظام قوافل السفن التي تسير في حراسة الأسطول، ولأن عددًا كبيرًا من هذه الغواصات دمرتها قطع الأسطول الإنجليزي. وقد قدَّر المخططون الألمانيون أن حرب الغواصات الغير محدود سيكلف بريطانيا خسارة شحن شهرية تصل إلى 600,000 طن. اعترفت هيئة الأركان العامة أن استخدام هذه السياسة من المؤكد أنها ستجلب الولايات المتحدة إلى هذه الحرب ولكنهم في نفس الوقت قاموا بعمل حسابات أخرى وهي أنه في حال المضي بخطتهم فإن بريطانيا وبسبب أن خسارتها في الشحن البحري ستكون مرتفعة للغاية فإنه من الممكن أن تضطر لأن ترفع دعوى للسلام بعد 5 أو 6 أشهر وقبل أن يكون للتدخل الأمريكي تأثير في هذه الحرب. وفي الواقع ارتفع غرق حمولات الشحن إلى 500,000 طن من شهر فبراير إلى يوليو وبلغت ذروتها القصوى في أبريل بعدما غرق 860,000 طن. بعد يوليو أُعيد نظام القوافل مرة أخرى في هذه الحرب وهذا أثَّر على الحد من تهديد غواصات U-boat الألمانية. بعد العمل على هذا النظام أصبحت بريطانيا في مأمن من الجوع، بينما انخفض الإنتاج الصناعي الألماني وانضمت الولايات المتحدة للحرب في أعداد كبيرة في وقت أبكر مما توقعته ألمانيا. خلال تلك السنة استطاعت غواصات U-boat أن تجد السفن التي كانت تبحر بشكل مستقل وتُغرقها، ولكن نجاح هذه الغواصات بدأ بالانخفاض. في يناير 1918 أغرقت غواصات U-boat الألمانية حوالي 103,738 طن من حمولة السفن بينما أغرقت القوات النمساوية 20,020 طن. في أكتوبر وصلت خسائر الحلفاء عند نهاية هذه الحملة لتلك السنة 761,000 طن.

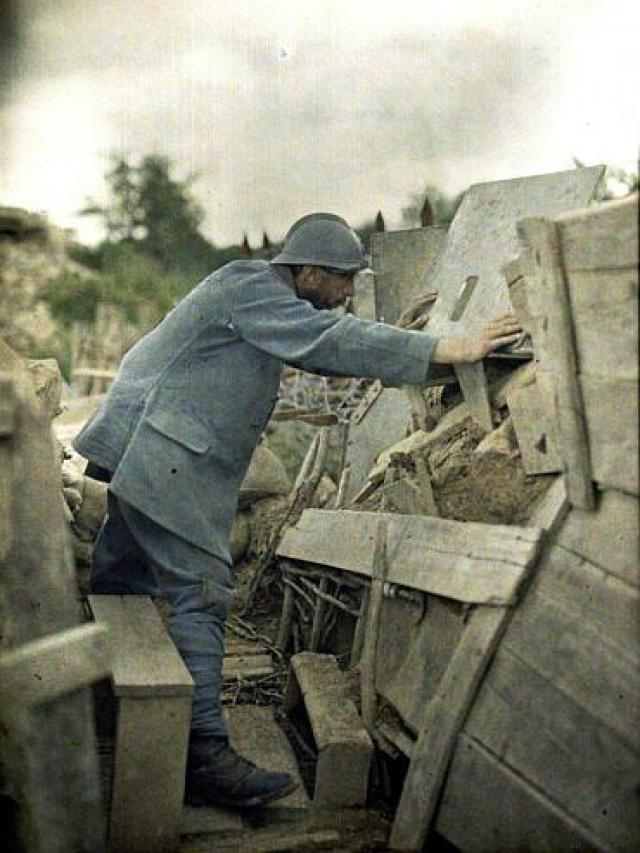
صورة فوتوغرافية ملونة باستخدام تقنية أوتوكروم لوميير لجندي فرنسي يقوم بالاستطلاع في إقليم الراين فرنسا أثناء الحرب العالمية الأولى، 1917.

في 3 مايو 1917 وخلال معركة نيفل أصبح كتيبة الفرنسية الثانية متعبة من القتال في معركة فردان، وقد رفضوا الانصياع للأوامر وقد ظهروا في حالة سكر وبدون أسلحتهم ولم يستطع ضباطهم معاقبة الكتيبة بأكملها ولم تُنفذ على الفور أي تدابير قاسية لمعاقبتهم. في 27 مايو تمرد الجيش الفرنسي وفرَّ عدد من الجنود وبعد فترة تحولت الفرارات الفردية إلى تمرد واسع الانتشار وترك 30,000 جندي خط الجبهة والخنادق الاحتياطية وتراجعوا للوراء. هاجمت قوات الحلفاء الأخرى قوات العدو ولكن معدل الخسائر كان هائلًا. ومع ذلك وبسبب أهمية الواجب الوطني تجاه البلد وظهور الاعتقالات الجماعية والمحاكمات بدأ الجنود بالعودة والدفاع عن خنادقهم.
انتصرت القوات الألمانية والقوات النمساوية المجرية على الحلفاء في معركة كابوريتو (24 أكتوبر –7 نوفمبر 1917) وقد كان لاستخدام الألمان للأسلحة الكيماوية دور كبير في انتصارهم. بعد الهزيمة عقد الحلفاء مؤتمر رابالو بهدف تحسين التعاون العسكري الحلفاء ووضع إستراتيجية موحدة. بينما كانت الجيوش البريطانية والفرنسية في السابق تعمل تحت أوامر منفصلة.
في ديسمبر وقعت دول المركز هدنة مع روسيا وتسببت هذه الهدنة في تحرير عدد كبير من الجنود الألمانيون من الخدمة في الغرب. مع التعزيزات الألمانية وتدفق القوات الأمريكية كانت النتيجة المقررة على الجبهة الغربية. لقد عرفت قوات الحلفاء أنهم لن يتمكنوا من كسب الحرب التي طال أمدها ولكن عقدوا الآمال في النصر في هجوم نهائي وسريع. علاوة على ذلك فقد أصبح قادة دول المركز والحلفاء يخشون بشكل متزايد من الاضطرابات الاجتماعية والثورات في أوروبا، وبالتالي فقد سعى كلا الجانبين بالنصر الحاسم والسريع لهذه الحرب.
في 1917 قام الإمبراطور تشارلز الأول بعمل مفاوضات سرية مع جورج كليمانصو وشقيق زوجته الأمير سيكستوس في بلجيكا كوسيط بدون علم ألمانيا. عارضت إيطاليا المقترحات وبعد فشل المفاوضات السرية اكتشفت ألمانيا عما كان يعمل عليه الإمبراطور وهذا الاكتشاف أدَّى إلى وقوع كارثة دبلوماسية.

### صراع الدولة العثمانية 1917-1918
في عام 1917 بعد معركة غزة الأولى (26 مارس 1917) والثانية (17–19 أبريل 1917) أوقفت القوات الألمانية والعثمانية بعدما تقدمت قوة التجريدة المصرية التي كانت مُستخدمة منذ أغسطس 1916 في معركة رمانة. في نهاية أكتوبر استؤنفت حملة سيناء وفلسطين بعدما قاد الجنرال إدموند ألنبي قواته ضد العثمانيون وهجومه بئر السبع ومن ثم انتصاره في معركة بئر السبع (31 أكتوبر 1917) بعدما اخترقت قوات إدموند بئر السبع وقعت معركة غزة الثالثة (31 أكتوبر - 7 نوفمبر 1917). بعد عدة أسابيع انهزم جيشين من جيوش الدولة العثمانية في معركة قمة جبل المغار (13 نوفمبر 1917)، وفي بداية ديسمبر تم الاستيلاء على القدس بعدما انهزمت القوات العثمانية في معركة القدس (17 نوفمبر – 30 ديسمبر 1917). في تلك الفترة أعفي الجنرال الألماني كريس فون كرسنشتاين من مهامه كقائد للجيش الثامن واستُبدل بسيفات شوبانلي، وبعد عدة أشهر أُعفي قائد الجيش العثماني في فلسطين إريش فون فالكنهاين واستُبدل بأوتو ليمان فون ساندرز.

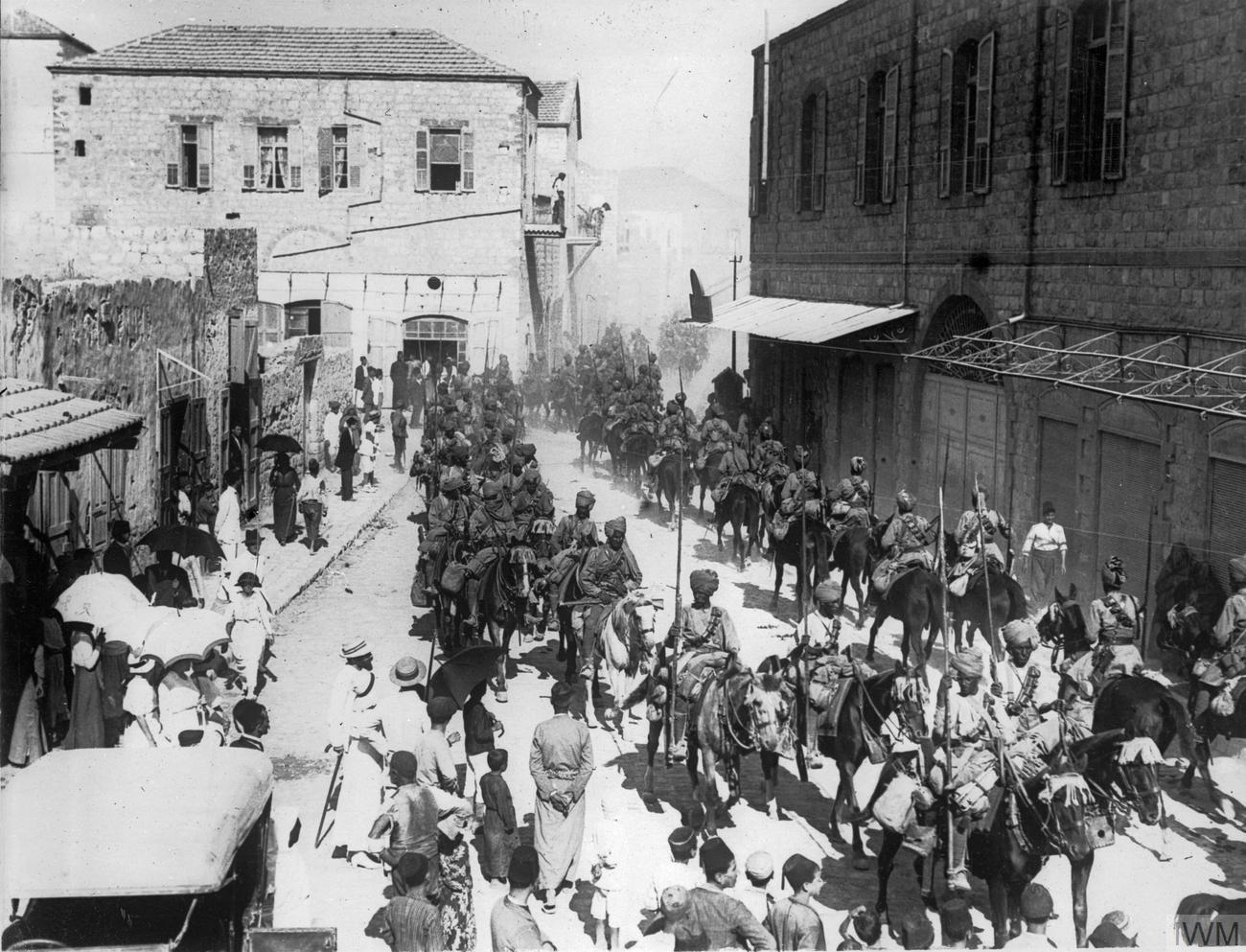
الرماحون الهنود يسيرون عبر حيفا بعد أن تم الاستيلاء عليها

في بداية عام 1918 امتد خط الجبهة إلى وادي الأردن واحتُلت أريحا، واستمر الاحتلال إلى أن وقعت معركة شرق الأردن الأولى (21 مارس – 2 أبريل 1918) ومعركة شرق الأردن الثانية (30 أبريل – 4 مايو 1918) بين القوات البريطانية والقوات العثمانية. في معظم شهر مارس أُرسلت معظم قوات التجريدة المصرية البريطانية وسلاح الفرسان للقتال على الجبهة الغربية بسبب هجوم الربيع، ولكنهم بعد ذلك استُبدلوا بوحدات الجيش الهندي. خلال عدة أشهر من إعادة التنظيم والتدريب في فصل الصيف، عدد من هجمات حملة سيناء وفلسطين نفذت على أجزاء من خط الجبهة العثمانية. وهذا دفع خط الجبهة نحو الشمال إلى مواقع مفيدة استعدادًا للهجوم وللتأقلم مع مشاة الجيش الهندي التي وصلت لهذه الحملة. في منتصف شهر سبتمبر أصبحت القوة المتكاملة جاهزة ومستعدة للقتال في عمليات واسعة النطاق في سيناء وفلسطين.
في سبتمبر 1918 اقتحمت قوات المشاة المصرية المنظمة مع عدد من الفرسان قوات الجيش العثماني في معركة مجدو (19–25 سبتمبر 1918). استطاعت قوات المشاة البريطانية والهندية في خلال يومين كسر خط الجبهة العثمانية واستولت على مقر الجيش العثماني الثامن في معركة طولكرم (19 سبتمبر 1918) وفيها أُلقي القبض على 800 سجين و12 مدفع ميداني. استمر القتال على طول خط الخنادق العثمانية ووقعت معركة تبصر (19–20 سبتمبر 1918) ومعركة وادي عارة (19 سبتمبر 1918)، كذلك تم الاستيلاء على المقر الرئيسي للجيش العثماني السابع في معركة نابلس (19 - 25 سبتمبر 1918) والتي تُعتبر آخر هجوم في حملة سيناء وفلسطين. عبر فيلق الخيالة الصحراوي خط الجبهة التي استولي عليها خلال العمليات المستمرة من قبل قوات المشاة، سلاح الفرسان الأسترالي، الفرسان البريطانيون، الرُّمََاحون الهنود وفرقة الخيالة النيوزيلندية في مرج ابن عامر، وقاموا باحتلال العفولة وبيسان (20 سبتمبر 1918)، احتُلت بيسان بدون أي قتال بين الساعة 16:30 و18:00، أما العفولة فقد دخلوها في الساعة 8:00 وفيها أُلقي القبض على 75 ألماني و300 من قوات الجيش العثماني جنبًا إلى جنب مع عشر قاطرات للسكك الحديدية و50 عربة من عربات السكك الحديدية. والناصرة وجنين (20 سبتمبر 1918) وحيفا في معركة حيفا (23 سبتمبر 1918) على ساحل البحر الأبيض المتوسط ودرعا شرق نهر الأردن على خط سكة حديد الحجاز. أيضًا في بحيرة طبريا احتُلت سمخ بعد معركة سمخ (25 سبتمبر 1918) وطبريا شمال مدينة دمشق. استطاعت تلك القوات في معركة شرق الأردن الثالثة احتلال معابر نهر الأردن، السلط وعمان وزيزا التي كان فيها معظم الجيش العثماني الرابع. في 30 أكتوبر وبينما كان القتال لايزال مستمرًا في شمال مدينة حلب تم التوقيع على هدنة مودروس وبذلك انتهت الأعمال العدائية مع الدولة العثمانية.

### الدخول الأمريكي

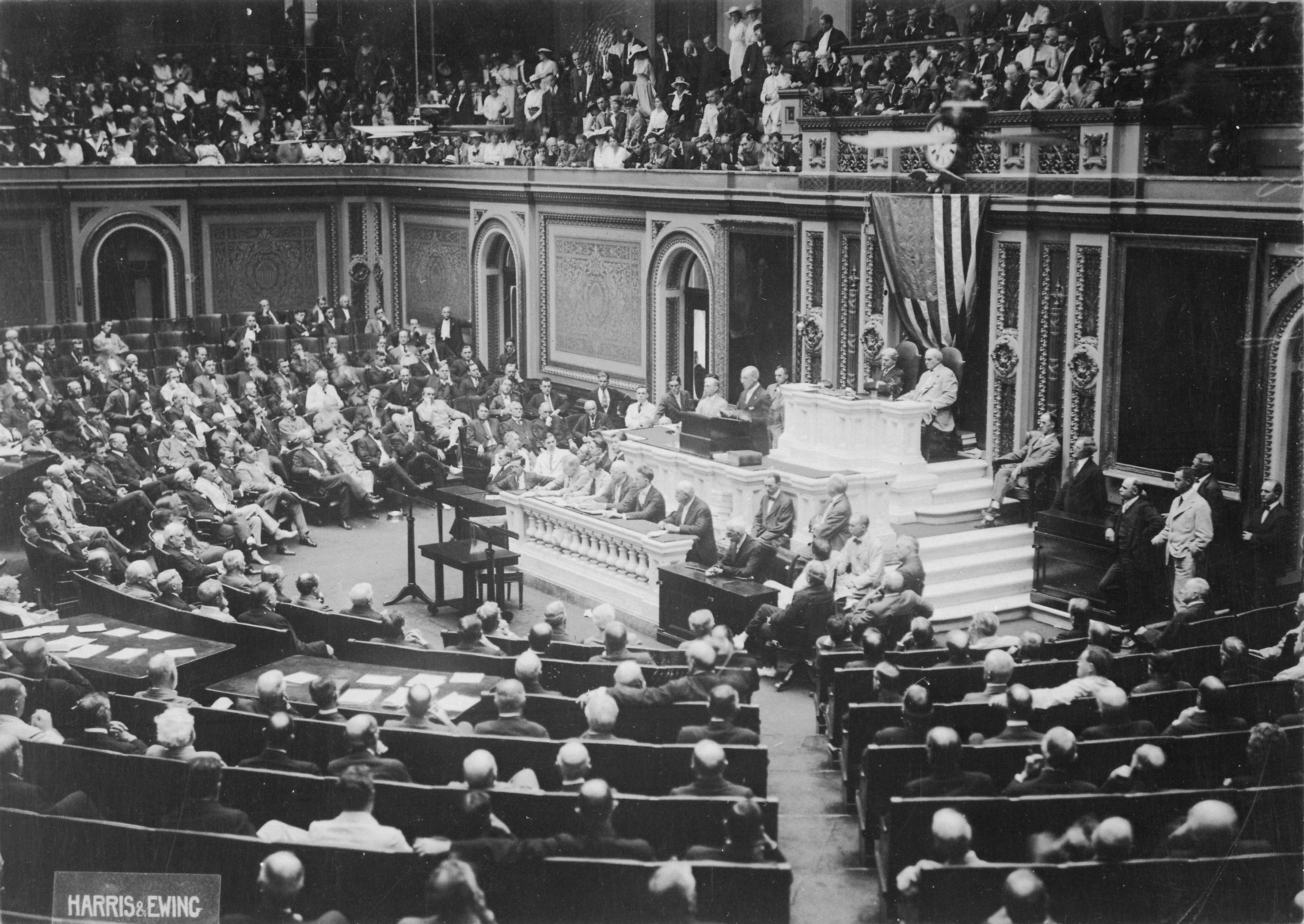
الرئيس الأمريكي ويلسون قبل أن يعلن الكونغرس قطع العلاقات الرسمية مع ألمانيا في 3 فيراير 1917.

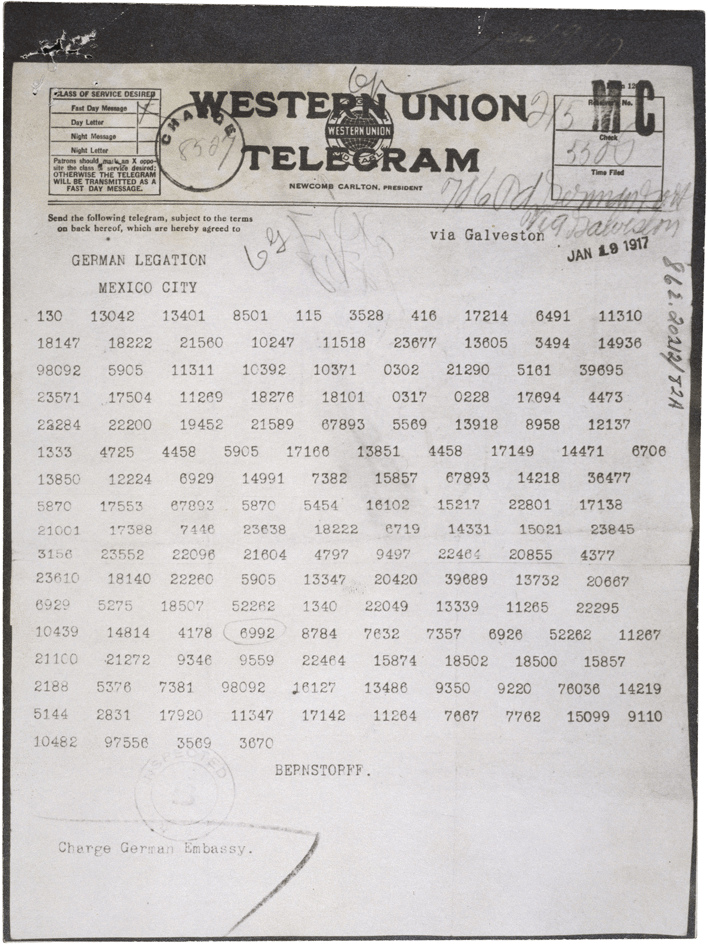
برقية زيمرمان أرسلها آرثر زيمرمان من واشنطن إلى السفير الألماني هانريش فون إيكارد في المكسيك، 19 يناير 1917

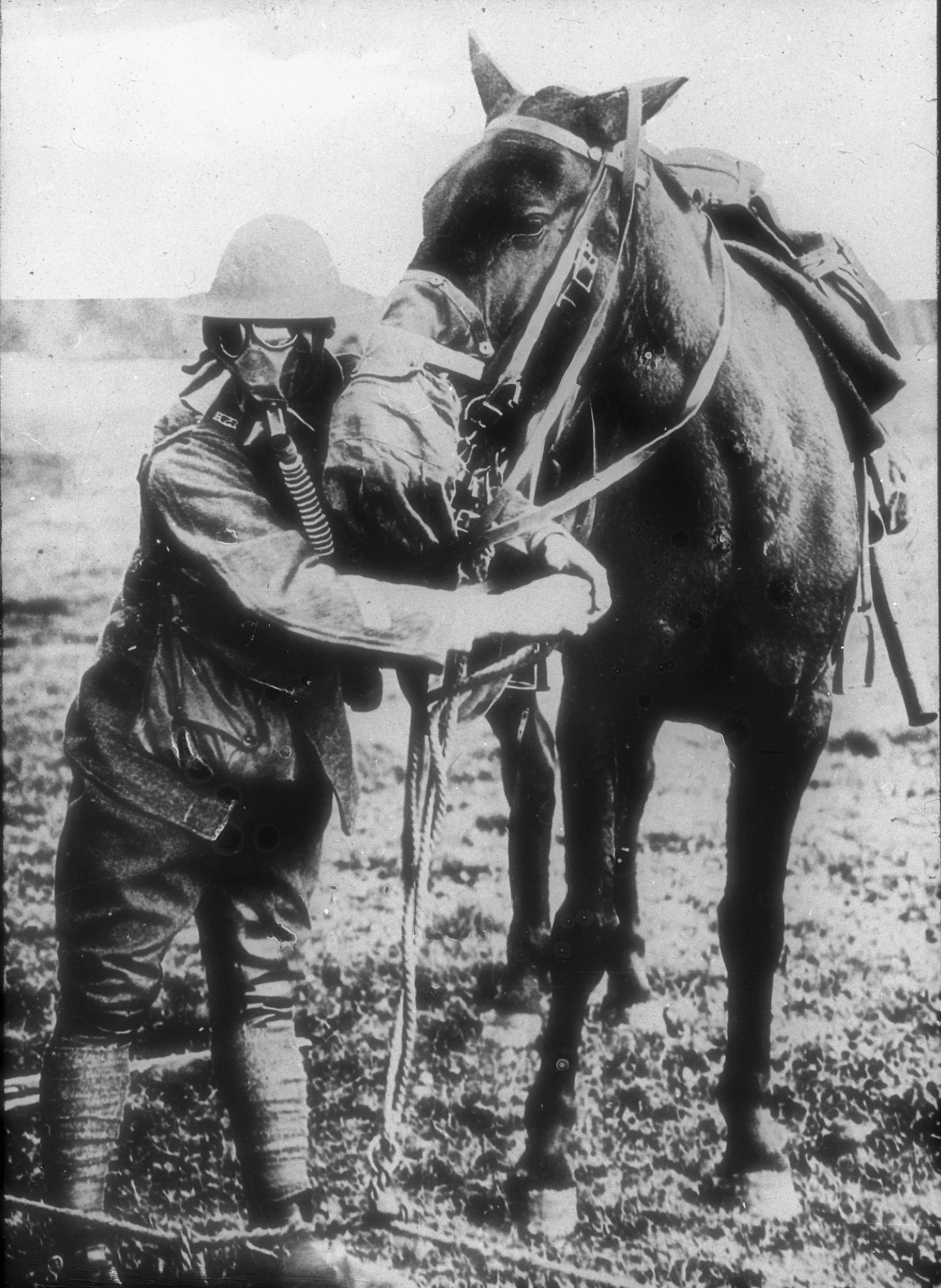
فارس أمريكي مع حصانه يرتديان قناع الغاز، الصورة مابين 1917-1918 أو 1918-1919

عند اندلاع الحرب اتخذت الولايات المتحدة سياسة عدم التدخل لتجنب الصراع وأن تكون وسيط السلام. عندما أغرقت غواصة U-boat الألمانية لوسيتانيا في 7 يونيو 1915 وقتلت 128 أمريكي كان على متنها أعلن الرئيس الأمريكي وودرو ويلسون مطالبته بإنهاء هجمات إغراق سفن الركاب وامتثلت ألمانيا لهذا القرار بأنها لن تهاجم سفن الركاب. لقد حاول ويلسون أن يلعب دور الوسيط ومع ذلك فقد حذَّر تكرارًا أن الولايات المتحدة لن تتسامح مع حرب الغواصات التي تنتهك القانون الدولي. وقد ندَّد الرئيس الأمريكي الأسبق ثيودور روزفلت بهذا الاعتداء الألماني ووصفه «بالقرصنة». كان قد أُعيد انتخاب ويلسون في 1916 وكان الداعمون له قد شددوا على أهمية أن يجعل الولايات المتحدة بعيدة عن هذه الحرب.
في يناير 1917 استأنفت ألمانيا حرب الغواصات وهم مدركين أن هذا من الممكن أن يُدخل الولايات المتحدة إلى الحرب، لذا أرسل وزير الخارجية الألماني برقية زيمرمان إلى المكسيك تقترح فيها أن تكون حليفةً لألمانيا في شنها الحرب على الولايات المتحدة وبالمقابل فإنه ألمانيا ستكون الداعم للمكسيك في حربها على الولايات المتحدة وستساعدها على استرداد أراضيها السابقة: تكساس ونيومكسيكو وأريزونا. ولكن سلك الاستخبارات السرية البريطانية اعترضت هذه البرقية وفكَّت شفرتها وقدمتها إلى السفارة الأمريكية في المملكة المتحدة، ساهم هذا في إعلان الولايات المتحدة الحرب على ألمانيا. بعدها نُشرت البرقية للعامة. دعا ويلسون العناصر المناهضة لهذه الحرب حتى يُنهي كل الحروب عن طريق الفوز والقضاء على سيطرة العسكرية من العالم. وقد جادل الرئيس الأمريكي في أن هذه الحرب مهمة لدرجة أن الولايات المتحدة كان عليها أن يكون لها رأي في مؤتمر السلام. بعد غرق سبعة سفن تجارية تابعة للولايات المتحدة ونشر برقية زيمرمان أعلن الرئيس الأمريكي الحرب على ألمانيا. وقد أعلن الكونغرس الأمريكي هذا في 6 أبريل 1917.
كان الجيش الأمريكي يحتوي على عدد قليل من الجنود ولكن بعد إقرار قانون الخدمة الانتقائي جُند 2.8 مليون رجل، وبحلول صيف عام 1918، تم إرسال 10,000 جندي جديد لفرنسا في كل يوم. أعطى الكونغرس الجنسية الأمريكية للبورتوريكيون عندما جُنِّدوا للحرب العالمية الأولى. كان الألمان قد أخطئوا في حساباتهم حينما ظنوا أن جنود الجيش الأمريكي لن يصلوا إلا بعد أشهر طويلة، وأنه من الممكن أن يوقف وصولهم غواصات U-boat.
أرسلت الولايات المتحدة سفينة حربية إلى سكوبا فلو لتنضم لأسطول مدمرة غراند البريطانية للمساعدة في حراسة القوافل، أيضًا أرسلت عدة أفواج من قوات مشاة البحرية الأمريكية إلى فرنسا. لقد أراد البريطانيون والفرنسيون تعزيزات القوات الأمريكية لمساعدتهم في هذه الحرب وفي سير الإمدادات التي كانت على متن سفن الشحن. رفض الجنرال العسكري جون بيرشنغ فصل قواته لدعم الوحدات الفرنسية والإنجليزية على خطوط القتال وأصر على أن تكون قواته وحدة واحدة منفصلة ومميزة وتتحمل مسئولية منطقة ما، وكإستثناء فقد سمح للقوات الأمريكية ذوي الأصول الأفريقية والبورتوريكيون ذوي الأصول الأفريقية أن يذهبوا مع كتيبة القوات الفرنسية، وقد قاتلوا مع الكتيبة السادسة عشر الفرنسية في معركة شاتو ثيري ومعركة بيلو وود. لقد كان مبدأ قوات المشاة الأمريكية استخدام الهجمات الأمامية في أثناء القتال وهذا هو ما تجاهلته الإمبراطورية البريطانية والقادة الفرنسيين منذ فترة طويلة بسبب خسارتها الكبيرة في الأرواح.

### هجوم الربيع الألماني 1918

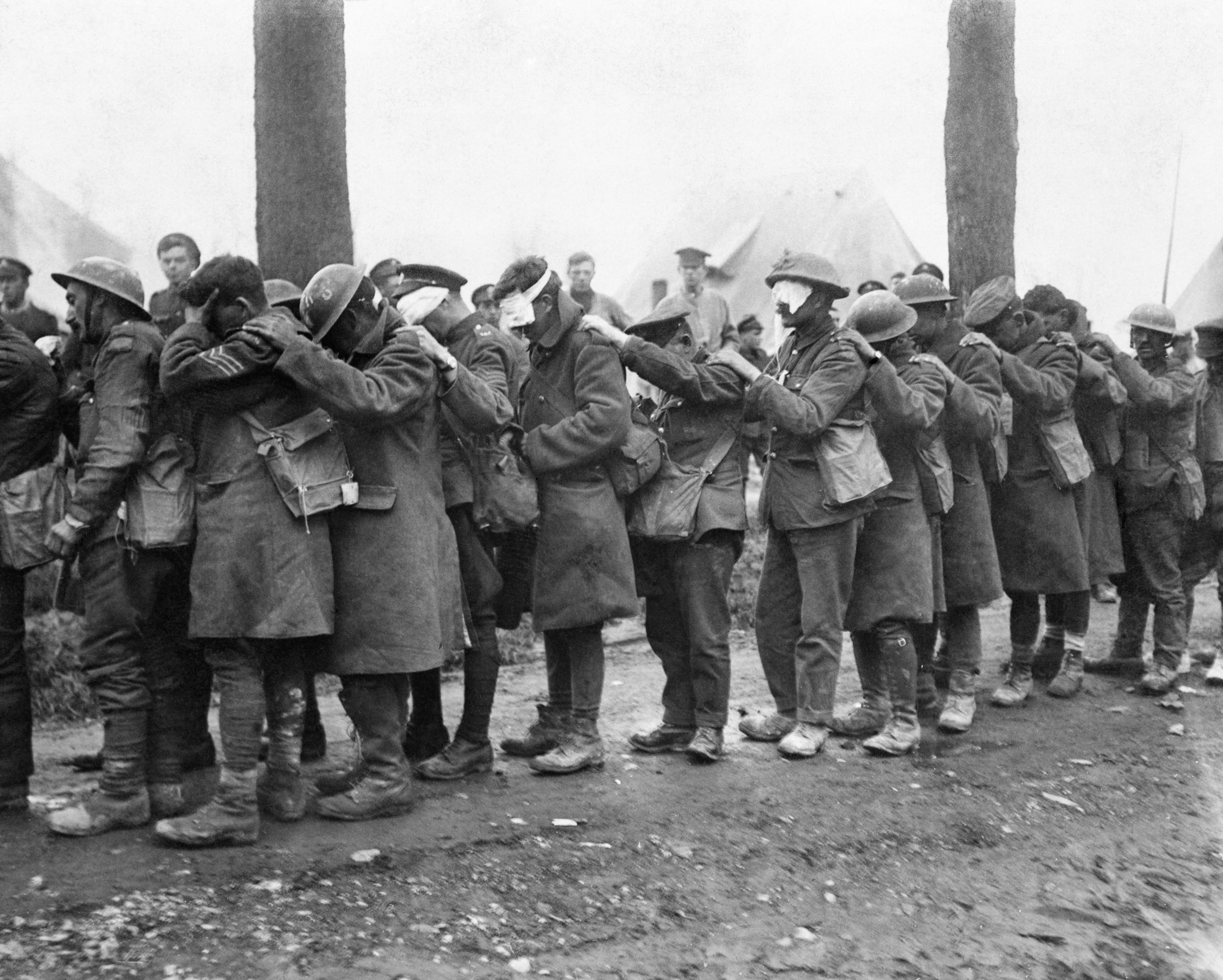
كتيبة القوات الإقليمية البريطانية رقم 55 وقد أعماهم الغاز المسيل للدموع في معركة ليز، 10 أبريل 1918.

رسم الجنرال إريك لودندورف خططًا للهجوم على الجبهة الغربية في 1918:(الاسم الحركي: عملية مايكل). سعى هجوم الربيع تقسيم القوات البريطانية والفرنسية بسلسلة من الخدع والمكر. كانت القيادة الألمانية تأمل في إنهاء حربها قبل وصول القوات الأمريكية التي كان لديها العدد الكبير من الجنود. بدأت العملية في 21 مارس 1918 بهجوم من القوات البريطانية قرب مدينة أميان الفرنسية. حققت القوات الألمانية النجاح على بعد 60 كيلومتر (37 ميل). كانت أميان واحدة من الأهداف الرئيسية لهجوم الربيع الألماني الذي بدأ في 27 مارس. استطاع الجيش الألماني الثاني دفع قوات الجيش البريطاني الخامس الذي خاض سلسلة من الإجراءات الدفاعية إلى الخلف. في 4 أبريل نجح الألمان في احتلال فيلار برودونو الفرنسية ولكن تم استعادتها بعد هجوم مضاد من القوات الأسترالية في تلك الليلة. في أثناء القتال قُصفت مدينة أميان من قبل المدفعية والطائرات الألمانية وقد تسبب هذا في تدمير أكثر من 2000 مبنى. في 8 أغسطس 1918 وقع هجوم مضاد ناجح قام به الحلفاء في معركة أميان، التي كانت المرحلة الافتتاحية لهجوم المائة يوم. في 10 أغسطس أُجبر الجيش الألماني على التراجع عن طريق ممرات أرضية كانت قد احتلتها خلال العملية العسكرية مايكل ومن ثم انسحبت خلف خط هيندنبيرغ، وهذا جعل ألمانيا تطلب الهدنة من الحلفاء، بعدها وُقِّعت هدنة كومبين الأولى التي أنهت الحرب.

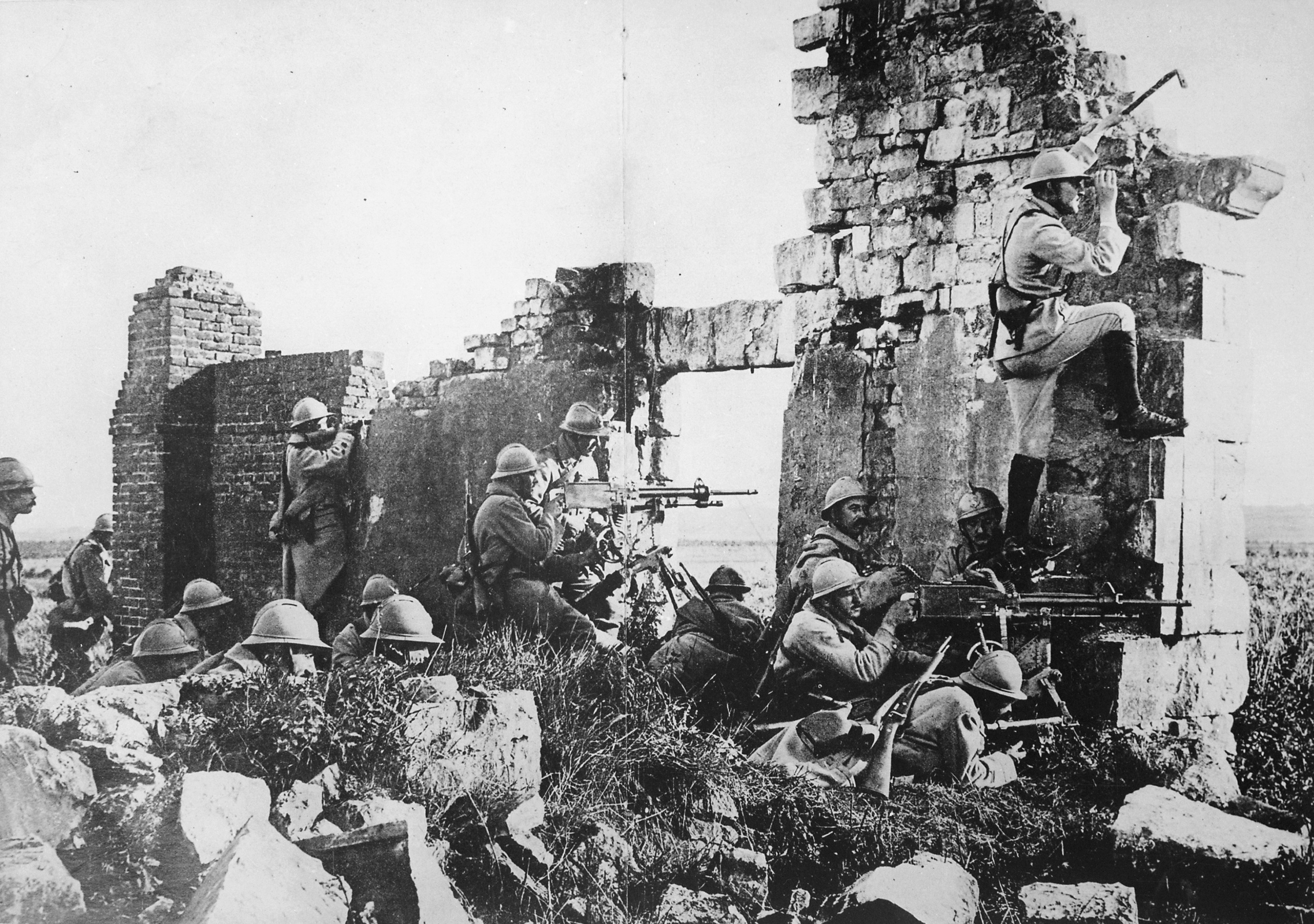
جنود فرنسيون تحت إمرة الجنرال الفرنسي غورو وهم يحملون الرشاشات الآلية بين أنقاض كاتدرائية بالقرب من نهر المارن، 1918.

صورة جوية لجزء من خط هيندنبيرغ في فرنسا، 1920

اختُرقت الخنادق البريطانية والفرنسية باستخدام تكتيكات التسلل والتي تسمى أيضًا باسم تكتيكات هاتيير نسبة إلى الجنرال الألماني أوسكار فون هاتيير من قبل وحدات مدربة تدريبًا خاصًا تسمى بقوات الصدمة الألمانية (بالألمانية: Stoßtruppen). لقد اتسمت هجمات القصف المدفعي بكونها طويلة وتسببت في مقتل العديد. ومع ذلك فقد استخدم إريك لودندورف في هجوم الربيع 1918 المدفعية لفترة وجيزة فقط، وتسللت مجموعات صغيرة من المشاة في الأماكن التي احتوت على حماية ضعيفة من قوات العدو. لقد استطاعوا الألمان بهذه الطريق مهاجمة مقرات القيادة والخدمات اللوجستية وتجاوز نقاط مقاومة شديدة القوة. لقد اعتمد نجاح الجيش الألماني في هذه المعركة على عنصر المفاجأة.
تحركت الجبهة 120 كيلومتر (75 ميل) من باريس. فأطلقت ثلاث مدافع سكك حديدية من صنع كروب 183 قذيفة على العاصمة الباريسية وقد تسبب ذلك في فرار العديد من الباريسيون العاصمة حتى لا يصابوا بأذى، وبسبب النجاح الكبير لهذا الهجوم أعلن القيصر فيلهلم الثاني أن يوم 24 مارس هو عيد وطني. اعتقد العديد من الألمان أن الانتصار بات وشيكًا بعد هذا القتال العنيف ومع ذلك فقد توقف الهجوم بسبب افتقارهم للدبابات الحربية والمدفعيات ذاتية الحركة، وأصبح الوصول إلى خطوط الإمدادات التي كانوا يأخذون منها المؤونة الحربية أطول بكثير بعد هذا التقدم السريع في الأراضي المدمرة.
ألحَّ الجنرال الفرنسي فرديناند فوش بعد وصول القوات الأمريكية أن يستخدموا كبُدلاء فرديون، في حين سعى بيرشينغ أن تستخدم الوحدات الأمريكية كقوة مستقلة. في 5 نوفمبر 1917 تشكل مجلس الحرب الأعلى لقوات الحلفاء في مؤتمر دولونس، وقد عيِّن فوش كقائد لمجلس حرب قوات الحلفاء. لقد احتفظ كلٌّ من جون بيرشنغ، فيليب بيتان ودوغلاس هيج بالسيطرة التكتيكية لجيوشهم؛ تولى فرديناند فوش التنسيق أما القيادات البريطانية والفرنسية والأمريكية فقد كانت تعمل بشكل مستقل إلى حد كبير.
بعد عملية مايكل العسكرية بدأ الألمان بعملية جورجيت ضد موانئ شمال بحر المانش. بعد كسبهم لأقاليم محدودة من ألمانيا أوقف الحلفاء هذه الحملة. ذهب الألمان إلى الجنوب وبدأوا بعملية بلوخر ويورك واندفعوا على نطاق واسع نحو العاصمة باريس. في 15 يوليو بدأت عملية مارن في محاولة لتطويق ريمس وبداية معركة المارن الثانية. في 20 يوليو تراجع الألمان للوراء عبر المارن إلى خط البداية الذي بدأوا منه الهجوم، بعد هذه المعركة لم يتمكن الجيش الألماني من استعادة زمام المبادرة. لقد بلغت خسائر الجيش الألماني من شهر مارس إلى يوليو 270,000 جندي من بينهم جنود من قوات الصدمة الألمانية. في تلك الأثناء كانت الإمبراطورية الألمانية تتداعى بسبب ظهور مسيرات مكررة للحركات المناهضة للحرب وانعدام الروح المعنوية للجيش.

### دول جديدة تحت منطقة الحرب

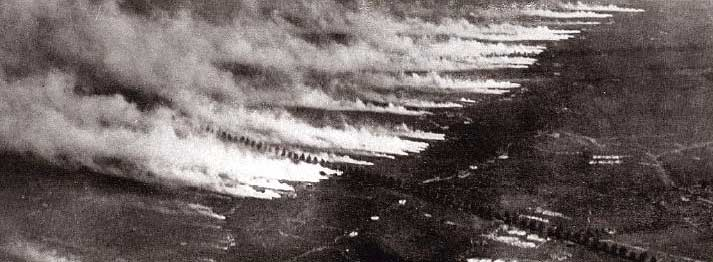
هجوم الغازات عن طريق استخدام إسطوانات الغازات السامة في الحرب العالمية الأولى، 1918

في أواخر ربيع عام 1918 تشكلت ثلاث بلدان جديدة في جنوب القوقاز أعلنت استقلالها عن الإمبراطورية الروسية وهي: جمهورية أرمينيا الأولى (1918-1920) وجمهورية أذربيجان الديمقراطية وجمهورية جورجيا الديموقراطية. تأسست أيضًا اثنتان من الكيانات الصغيرة مثل ديكتاتورية وسط بحر قزوين والحكومة الوطنية المؤقتة لجنوب غرب القوقاز. مع انسحاب الجيوش الروسية من الجبهة القوقازية في شتاء 1917-1918 استعدت الجمهوريات الكبرى للقتال بعد تقدم الجيوش العثمانية الذي بدأ في الأشهر الأولى من عام 1918. واستمر هذا التضامن لفترة وجيزة بعد إنشاء جمهورية جنوب القوقاز الديمقراطية الإتحادية في ربيع 1918 ولكنه إنهار تمامًا في شهر مايو بعد تلقي الجورجيون الحماية من ألمانيا وإبرام أذربيجان معاهدة كانت أقرب إلى تحالف عسكري مع الدولة العثمانية. وتُركت أرمينيا وحدها تكافح لمدة خمسة أشهر ضد تهديد الاحتلال الكامل على يد العثمانيين.

### هجوم المائة يوم
بدأ الهجوم المضاد للحلفاء في 8 أغسطس 1918 ووقعت معركة أميان، وقد شاركت أكثر من 400 دبابة و120,000 من قوات الدومينيون والبريطانية والقوات الفرنسية. وبحلول نهاية اليوم الأول تشكلت فجوة كبيرة مقدارها 15 ميل (24 كم) في الخطوط الألمانية أثناء هذه المعركة، وقد تسبب ذلك في ضعف الروح المعنوية للمدافعين مما جعل الجنرال الألماني إريك لودندورف يقول عن هذا اليوم بأنه «يوم أسود للجيش الألماني». وكان لوندروف على حافة الانهيار والبكاء مما جعل موظفيه القلقين باستدعاء طبيب نفسي له. بعد تقدم الألمان 14 ميلًا (23 كم) ازدادت شدة المقاومة الألمانية وانتهت المعركة في 12 أغسطس.
بدلًا من الاستمرار في معركة أميان الناجحة، تحول انتباه الحلفاء لمكان آخر، فقد أدرك الآن قادة التحالف أن مواصلة الهجوم ضد المقاومة هو مضيعة لحياة الجنود، وأنه من الأفضل التقدم نحو خطوط العدو. عندها بدأوا في شن هجمات سريعة للاستفادة من التقدم الناجح على الجناحين (جناح الجيش) ومن ثم إجبارهم على الفرار عندما يفقدون الدافع في مواصلة القتال عند كل هجوم.
أطلقت قوات الدومينيون والقوات البريطانية المرحلة التالية من الحملة ومنها وقعت معركة ألبرت في 21 أغسطس، وقد اتسع الهجوم بعد انضمام القوات الفرنسية في 26 أغسطس وفي شمال سوم زادت القوات البريطانية الهجوم لـ سبعة أميال أُخرى (11 كم) ومنه وقعت معركة أراس الثانية التي تضمنت معركة سكارب وفي 2 سبتمبر وقعت معركة خط دروكورت كيويانت. وفي الأيام التالية زادت القوات البريطانية عدد جنودها. خلال الأسبوع الأخير من شهر أغسطس كان الضغط على العدو قويَّا على الجبهة بطول 70 ميل (113 كم). وفقًا للحسابات الألمانية، فقد كان كل يوم يُقضى في قتال دامٍ بين الجنود وهذا لم يحدث مع أي عدو مضى، وليالٍ مرت دون نوم عند خطوط القتال."
في مواجهة هذه التطورات أصدرت القيادة العامة الألمانية الأوامر للانسحاب إلى خط هيندينبيرغ في الجنوب. وتنازلوا عن الجبهة دون قتال. ووفقًا لوندورف «كان علينا أن نقر بضرورة الانسحاب من الجبهة بأكملها من نهر سكارب إلى نهر فييل».

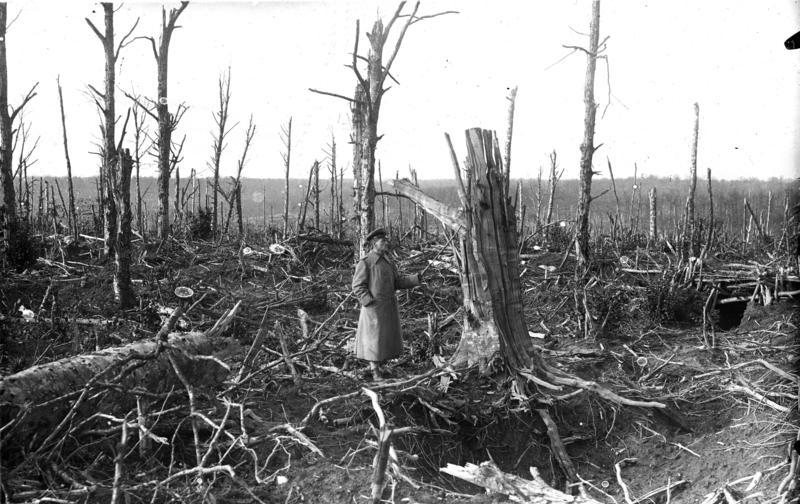
غابة أرجون بعد المعركة

في سبتمبر استطاع الحلفاء التقدم إلى شمال ووسط خط هيندينبيرغ. واصل الألمان القتال القوي وأطلقوا العديد من الهجمات المضادة على المواقع التي خسرها، وقد نجح في معارك قليلة وهناك من ربحها لفترة معينة قبل أن يستولي عليها الحلفاء، وسقطت المدن المتنازع عليها والقرى والمرتفعات والخنادق والبؤر الإستيطانية من خط هيندينبيرغ في أيدي الحلفاء. في 24 سبتمبر جاء هجوم شنته القوات البريطانية والفرنسية على بعد 2 ميل (3.2 كم) من سانت كوينتين. وعاد الألمان إلى خط هيندينبيرغ.
فيما يقرب أربعة أسابيع من بدء القتال من 8 أغسطس تم أخذ أكثر من 100,000 سجين ألماني، 75,000 أخذتهم قوة المشاة البريطانية أما البقية فقد أخذتهم القوات الفرنسية.
في 28 سبتمبر أطلقت القوات الأمريكية والفرنسية هجومًا نهائيَّاً على خط هيندينبيرغ في معركة غابة أرجون، وفي الأسبوع التالي تعاونت الوحدات الأمريكية والفرنسية في التغلغل إلى مقاطعة شامبانيا الفرنسية وبدأت معركة بلانك مونت ريدج مُجبرين الألمان التراجع نحو حدود بلجيكا. في 8 أكتوبر استطاع الفيلق الكندي والجيش البريطاني الأول والثاني اختراق خط هيندنبيرغ ووقعت معركة كامبري الثانية.

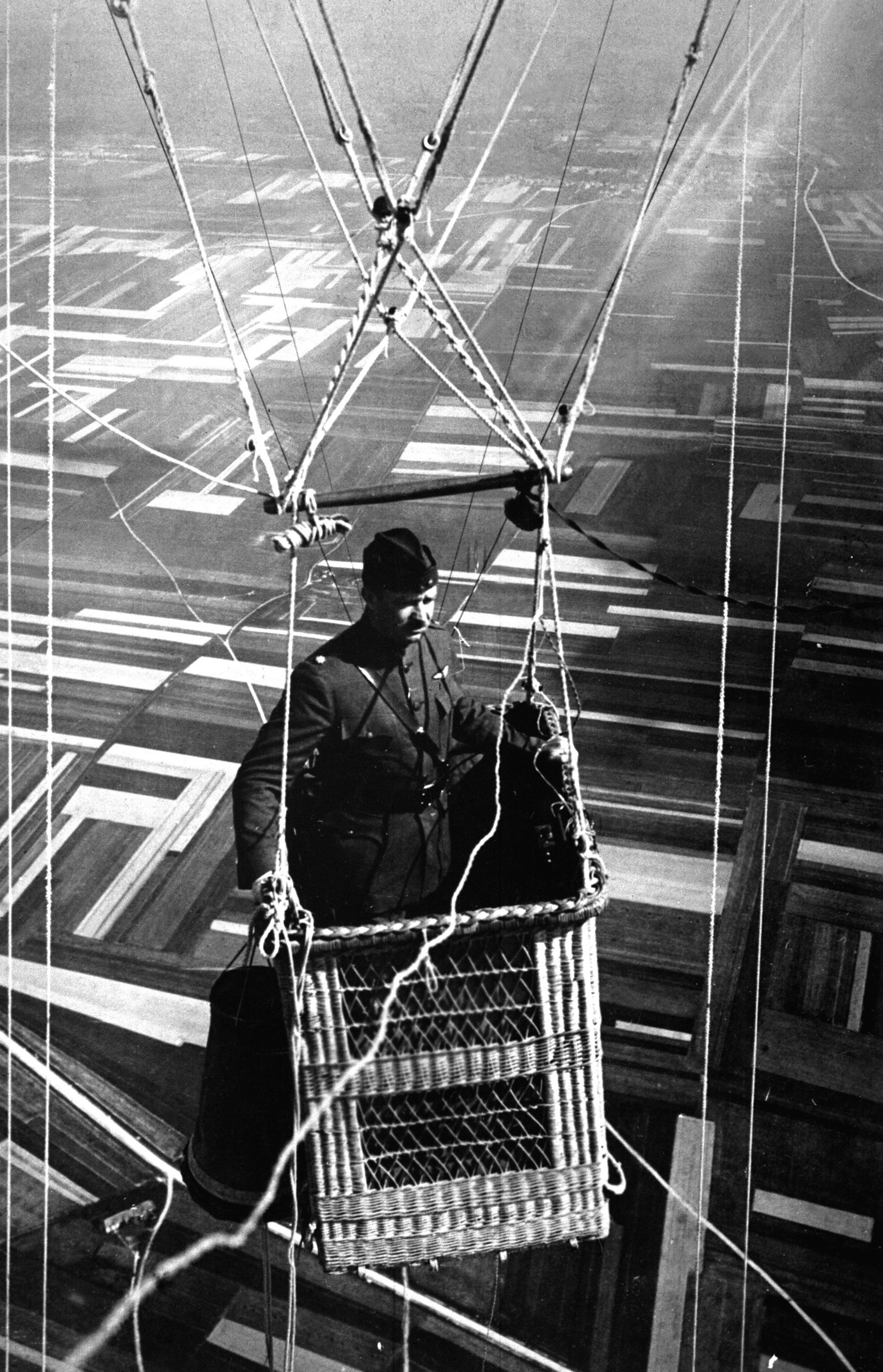
رائد أمريكي يقود منطاد استطلاع بالقرب من الجبهة 1918.

في 29 سبتمبر هاجمت قوى المركز وسط خط هيندينبيرغ، هاجم الجيش البريطاني الرابع بقيادة فيلق الأسترالية قوات العدو في معركة مونت سانت كوينتين بينما هاجمت القوات الفرنسية حصون العدو خارج سانت كوينتين (في أثناء معركة سانت كوينتين كانال. في 5 أكتوبر استطاع الحلفاء كسر كافة دفاعات العدو في الجبهة 19 ميل (31 كم) على طول خط هيندينبيرغ).
عندما وقَّعت بلغاريا هدنة منفصلة في 29 سبتمبر كان إريك لودندورف تحت ضغط كبير لعدة أشهر وعلى وشك الانهيار، فقد كان من الواضح أن ألمانيا لم تعد قادرة على شن دفاع ناجح.

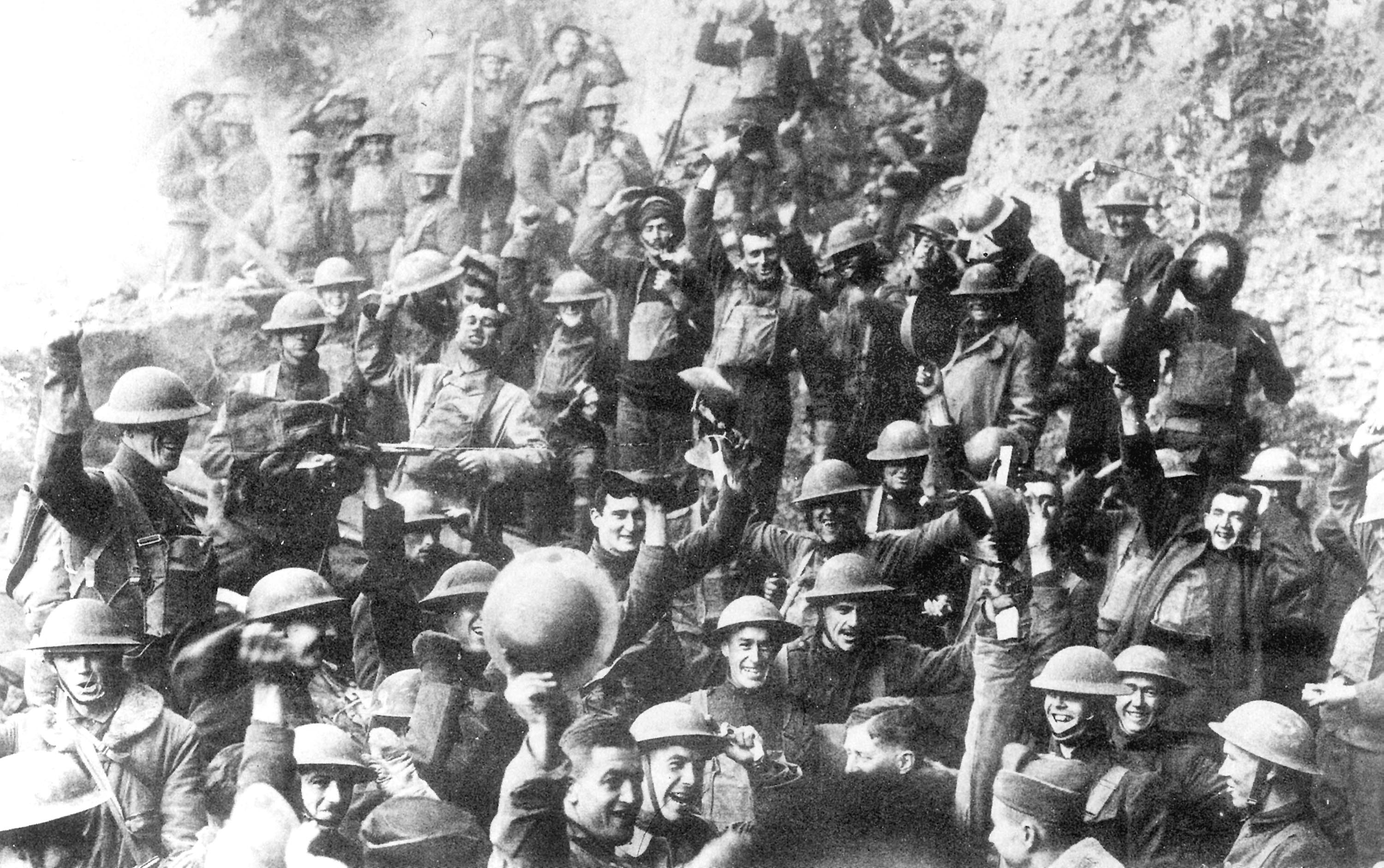
جنود الفوج 64 الأمريكي يحتفلون بنبأ الهدنة في 11 نوفمبر 1918.

في تلك الأثناء انتشر خبر الهزيمة العسكرية لألمانيا في جميع أنحاء القوات المسلحة الألمانية. وانتشر التمرد بينهم. الأدميرال راينهارد شير وإريك لودندورف قررا إطلاق المحاولة الأخيرة لاستعادة «شجاعة» البحرية الألمانية، وهما على معرفة بأن الأمير ماكسيميليان سيعترض على هذا قرَّر لوندروف عدم إطلاعه على هذا القرار. ومع ذلك فقد وصلت جملة «اعتداء وشيك» للبحارة في كيل. رفض العديد منهم أن يكون جزءًا من هجوم البحرية الألمانية واعتقدوا أن هذا انتحارًا لذا تمردوا ولكن ألقي القبض عليهم. بعدها قال لوندروف بأن اللوم يقع عليه في اتخاذ هذا القرار، ففصله القيصر عن منصبه في 26 أكتوبر. في انهيار البلقان يعني أن ألمانيا كانت على وشك أن تفقد الإمدادات الرئيسية من النفط والمواد الغذائية. خاصًة وأنها استخدمت كافة احتياطها حتى مع استمرار وصول القوات الأمريكية في معدل 10,000 جندي لكل يوم. زودت الولايات المتحدة الحلفاء أكثر من 80٪ من النفط خلال الحرب وهذا يعني أنه لايوجد نقص في الإمدادات يمكن أن يؤثر على جهود الحلفاء.
مع تداعي العسكرية الألمانية وفقدان الثقة في القيصر تقدم الألمان لطلب السلام. الأمير ماكسيميليان تولى مسئولية الحكومة الجديدة كمستشار ألمانيا للتفاوض مع الحلفاء. بدأت المفاوضات مع الرئيس الأمريكي ويلسون في الحال على أمل أنه سيقدم لألمانيا شروطًا أفضل من البريطانيين والفرنسيين. طالب ويلسون بالملكية الدستورية والرقابة البرلمانية على الجيش الألماني. في يوم 9 نوفمبر أعلن مستشار الحزب الديمقراطي الإجتماعي الألماني فيليب شايدمان أن ألمانيا ستصبح جمهورية ومع ذلك فلم تكن هناك أية مقاومة لهذا القرار. أزيلت جميع السلطات الممنوحة والتحكم في أمور الدولة التي كانت تحت إمرة القيصر والملوك وكل من له هذه السلطة بالوراثة. وبذلك انتهت إمبراطورية ألمانيا وظهرت ألمانيا جديدة: جمهورية فايمار.

### الهدنة والتنازلات

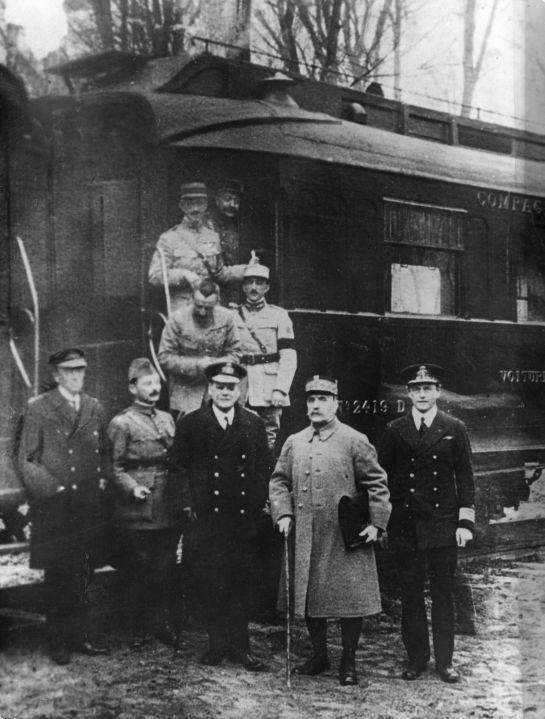
الماريشال فرديناند فوش الثاني من اليمين، أُخذت هذه الصورة خارج مقطورة القطار التي شهدت توقيع الهدنة في كومبيين بعد الموافقة على الهدنة التي أنهت الحرب هناك.

انهارت القوى المركزية بسرعة وكانت بلغاريا أول من وقعت على الهدنة في 29 سبتمبر 1918 في سالونيك في 30 أكتوبر استسلمت الدولة العثمانية في مودروس ووقَّعت بعدها هدنة مودروس منهيةً بذلك مسرح أحداث الشرق الأوسط خلال الحرب العالمية الأولى.
في 24 أكتوبر بدأ الإيطاليون حملة لاسترداد الأراضي التي فقدت بعد معركة كابوريتو ومعركة فيتوريو فينيتو التي وضعت نهاية للجيش النمساوي المجري باعتبارها قوة قتالية فعالة. تسبب هجوم المائة يوم في تفكك الإمبراطورية النمساوية المجرية. خلال الأسبوع الأخير من شهر أكتوبر أعلن الاستقلال في بودابست، وبراغ، وزغرب. في 29 أكتوبر طلبت السلطات الإمبريالية من إيطاليا الهدنة ولكن الإيطاليون واصلوا التقدم ليصلوا إلى ترينتو، أوديني، وترييستي. في 3 نوفمبر أرسلت القوات النمساوية الهنغارية العلم الأبيض لطلب الهدنة. أُرسلت الشروط في برقية لسلطات الحلفاء في باريس، وبعد ذلك أُبلغ القائد النمساوي أنهم قبلوا هذه الشروط. وتم التوقيع على الهدنة مع الحلفاء في فيلا جوتسي بمدينة بادوفا الإيطالية باستسلام الإمبراطورية النمساوية المجرية لإيطاليا. وقعت كلَّاً من النمسا والمجر هدنة منفصلة بعد الإطاحة بملكية هابسبورغ. بعد اندلاع ثورة نوفمبر في ألمانيا أُعلنت قيام الجمهورية في 9 نوفمبر وفرَّ القيصر الألماني إلى هولندا.
في 7 نوفمبر انتشرت شائعة بين المدنيين والجنود تُفيد بأن الحرب أوشكت على الانتهاء، وأدى هذا إلى الاحتفالات الصاخبة ولاسيَّما في الولايات المتحدة، وعندما تبين أنها خاطئة أو تضليلية كانت خيبة الأمل قاسية، ومزق المُحتفلون المُحبطون في تايمز سكوير بمدينة نيويورك الصُّحف التي أعلنت عن الوضع الحقيقي وخرَّبوا واجهات المحال التجارية في الجوار.
في 11 نوفمبر 1918 الساعة 5:00 فجراً وقعت ألمانيا هدنة كومبين مع الحلفاء داخل إحدى مركبات السكك الحديدية في كومبيين. وفي الساعة 11:00 - «الساعة الحادية عشرة من اليوم الحادي عشر من الشهر الحادي عشر»- دخل وقف إطلاق النار حيز التنفيذ. خلال ست ساعات من التوقيع على الهدنة بدأت معارضة الجيوش الموجودة على الجبهة الغربية على الانسحاب من مواقعهم، واستمر القتال على طول مناطق كثيرة في الجبهة لأن القادة أرادوا الإستيلاء على الأراضي قبل انتهاء الحرب. واستمر القتال إلى أن قام قناص ألماني بإطلاق النار على الجندي الكندي جورج لورانس برايس في الساعة 10:57 وبعد دقيقة من إصابته توفي في 10:58. لقد أصابه القناص إصابة قاتلة ومباشرة في قلبه. وقٌتل الجندي الأمريكي هنري غانثر قبل 60 ثانية من أن تصبح الهدنة حيز التنفيذ، في حين أن القوات الألمانية الذين كانوا على علم بأن الهدنة كانت على وشك التنفيذ خلال دقيقة واحدة قاموا بالتلويح لغانثر بأن لايطلق النار ولكنه استمر بالتقدم وأطلق طلقة أو طلقتين وبعدما اقترب من الرشاشات الآلية أُطلق عليه النار وتوفي في الحال. وهو آخر جندي أمريكي يٌقتل في الحرب العالمية الأولى. أما آخر جندي بريطاني يُقتل في هذه الحرب فهو جورج إدوين إليسون وقد دفن في قبر مواجه لقبر أول جندي بريطاني يُقتل في الحرب العالمية الأولى جون بار (عمره 15-16).
كان قادة الوحدات على كلا الجانبين قد تلقوا أنباءً عن الهدنة الحقيقية في صباح اليوم الحادي عشر من شهر نوفمبر. وذكر في وقت لاحق النقيب هاري ترومان قائد سرية مدفعية الحرس لمدفعية الميدان، أنه تلقى أوامر بحجب الأخبار عن رجاله حتى تحين اللحظة الفعلية لوقف إطلاق النار. وأطلقت مدفعية سريته نيرانها الأخيرة قبل حلول الساعة الحادية عشرة بخمس عشرة دقيقة. واصلت بعض الوحدات إطلاق النار حتى الدقيقة الأخيرة، وأصدر المتحمسون من كبار الضباط من الحلفاء أوامرَ صارمةً بملاحقة العدو بقوة حتى تحين الساعة الحادية عشرة. كما فات بعض الوحدات المعزولة نبأ وقف إطلاق النار بشكل كامل، فاشتبكوا في قتال شرس، ولم يكن لدى قادتهم أي اتصال مع مؤخرة الجيش أو أي فرصة لقراءة الرسائل التي تصل. فواصلت هجومها العسكري ضد أعدائها حتى عندما سكتت المدافع في معظم جبهاتها.

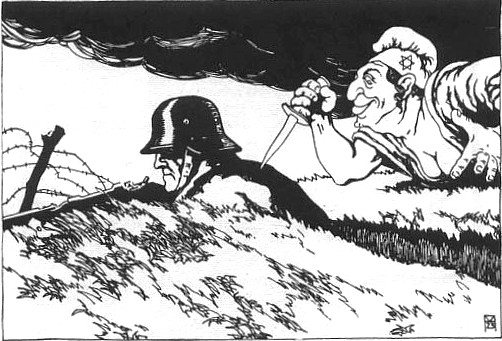
رسم كاريكاتوري في بطاقة بريد نمساوية من سنة 1919 تظهر فيها يهودية وهي تطعن جندي ألماني من الخلف بخنجر.

هكذا توقف القتال بطريقة غير مؤكدة، ولكن صمت المدافع عند الساعة الحادية عشرة في صبيحة يوم الاثنين كان إشارةً لجميع الجنود على طرفي المنطقة المُحايدة ليرفعوا رؤوسهم من الخنادق، مؤقتًا أولًا، ثم بثقة أكبر. وتحرك الكثير منهم على امتداد الأرض القاحلة التي تفصل الجانبين ليقابلوا أعداءهم السابقين وليتقاسموا المؤن والسجائر. وتلقى أحيانًا الألمان الذين أرادوا إظهار الود واستجداء السجائر استقبالًا عدائيًا، فقد لاحظ أحد مراسلي جريدة «ساتوردي ايفنينغ بوست» الوحدات الأمريكية وهي تطلب من الألمان المُغادرة على الفور، وفي أكثر الأحيان تقابل الطرفان بشكل سلمي إن لم يكن بحذر. كما قايض الجنود الأمريكيون -المولعون بجمع التذكارات- السجائر والشوكولاته بمسدسات الجيش الألماني.
في نوفمبر من نفس العام قام الحلفاء بإعداد الإمدادات من الرجال والعتاد العسكري لجيوشهم لأنهم كانوا على وشك الهجوم على ألمانيا. ولكن في وقت الهدنة لم تعبر أي قوة من قوات الحلفاء حدود ألمانيا؛ كانت الجبهة الغربية لا تزال تبعد نحو 450 ميل (720 كم) من برلين وتراجعت جيوش القيصر من ساحة المعركة إلى الخلف بعد تلقي الأوامر الجديدة. كل هذه العوامل مكنت هيندينبيرغ وغيره من كبار القادة الألمان من نشر القصة التي تقول إن الجيش الألماني لم يهزم حقًا في هذه الحرب. لقد أدت نهاية هذه الحرب بمعاهدة في ظهور أسطورة الطعنة في الظهر في ألمانيا، وذلك لأن القادة الألمان الذي عقدوا الصلح مع الحلفاء في 11 نوفمبر 1918 قد خانوا الجيش بتوقيعهم تلك المعاهدة. ومن هذه الأسطورة تعزى هزيمة ألمانيا في الحرب ليس بسبب عدم قدرة الجيش على مواصلة القتال (مع أن مايقرب من مليون جندي كانوا يعانون وباء إنفلونزا 1918 وعدم قدرتهم للقتال)، ولكن بسبب التخريب المتعمد لجهود الجنود في هذه الحرب، لا سيما المواطنين الألمان غير الوطنيين لبلدهم مثل اليهود والاشتراكيين والبلاشفة وجمهورية فايمار. كان لدى الحلفاء ثروة كبيرة لينفقوا منها في هذه الحرب. فقد قدِّر إنفاقهم في هذه الحرب بالدولار (بفيمة الدولار عامَ 1913) 58 مليار دولار بينما أنفقت دول المركز 25 مليار دولار. ومن بين دول الحلفاء أنفقت بريطانيا وحدها 21 مليارًا، أما الولايات المتحدة فقد أنفقت 17 مليار دولار. ومن بين دول المركز أنفقت الإمبراطورية الألمانية 20 مليار دولار في الحرب العالمية الأولى.

### ردود الفعل على الهدنة
نزل المدنيون في المدن الكبرى والقرى الصغيرة الممتدة من فرنسا إلى الساحل الغربي للولايات المتحدة مرورًا بأستراليا ونيوزيلندا إلى الشوارع احتفالًا بالهدنة. كما تمتع أطفال المدارس في كل مكان بعطلة. وكان سكان باريس قد تلقوا إشارة مُبكرة بشأن انتهاء الحرب. وفي المساء الذي سبق الهدنة، أصدرت الشرطة الأوامر بإزالة الطلاء الأزرق -الذي كان يُستخدم للتمويه ضد الهجمات الجوية- عن مصابيح شوارع المدنية.
في لندن دُقت أجراس ساعة بيغ بين لأول مرة منذ صيف 1914 كما ملأت الجماهير المبتهجة ميدان ترافلجار لإقامة احتفال صاخب دام ثلاثة أيام. أما في أمريكا فقد بدأ الاحتفال الأمريكي على الساحل الشرقي في وقت مُبكر من الصباح. حيث أضاءت السلطات تمثال الحرية لأول مرة منذ دخول الحرب. وعلى الساحل الغربي وصل نبأ الهدنة الوشيكة قرابة منتصف الليل. كما أمر الصناعي هنري فورد مصانعه بالتوقف عن الإنتاج الحربي فورًا والبدء بإنتاج الجرارات التي ستدعو الحاجة إليها في اقتصاد زمن السلم.
في ألمانيا وصلت أنباء الهدنة إلى السكان اللذين كانوا في حالة عقلية مكتئبة ومضطربة. فقد اعترفت الحكومة بالهزيمة، ووجدت البلاد في خضم ثورة سياسية قائمة. وأشعل تمرد البحارة في أسطول أعالي البحار الاضطرابات السياسية في صفوف الجيش والسكان المدنيين على السواء.

رحَّب بعض الجنود المقاتلين على الجبهة الغربية بوصول ساعة الهدنة بتلاوة صلوات الشكر التي اكتنفها الإرهاق والشعور بالرَّاحة، ورحَّب آخرون بها بهتافات النصر. ولكن الهدوء كان أول ما لاحظه الجميع: فقد توقفت نيران المدفعية التي أعطت الحرب الكثير من طابعها الرهيب. وتذكر أحد المجندين من سلاح المدفعية هذه اللحظات قائلًا: 
| الحرب العالمية الأولى | حينئذ سكن كُلُّ شيء. ولم يكن هناك أي صوت يُسمع. لقد كان ذلك الشعور الأغرب في حياتي | الحرب العالمية الأولى |

 وأشار بالمثل ضابط أمريكي كان قد قاد وحدة مدفعية: 
| الحرب العالمية الأولى | كان الصمت ثقيل الوطأة، وكان له رنينٌ في الأذن | الحرب العالمية الأولى |

. وفي المساء فجَّرت القوات الألمانية كميات كبيرة من القنابل المضيئة والصواريخ، ودمَّروا الإمدادات الحربية التي لم يستطيعوا حملها إلى الوطن ولم يرغبوا تسليمها إلى الحُلفاء، مُحتفلين بذلك بنهاية الحرب إلى حد ما.

## نتائج الحرب

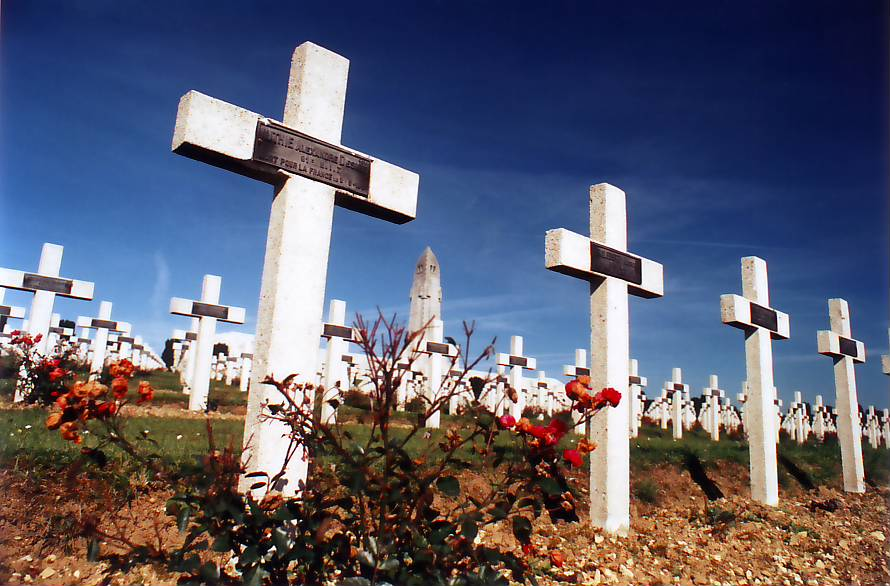
المقبرة العسكرية الفرنسية في (Douaumont ossuary) التي تحتوي على بقايا أكثر من 130,000 جندي غير معروف الهوية.

لم توجد حرب سابقة قامت بتغيير الخريطة السياسية لأوروبا حتى ظهرت هذه الحرب. فقد اختفت الإمبراطوريات الثلاثة: الألمانية والنمساوية المجرية والروسية وأخيرًا الدولة العثمانية. واستعادت العديد من الدول استقلالها وتشكلت دول جديدة أخرى. لقد وقعت السلالات الأربع الحاكمة جنبًا إلى جنب مع الأرستقراطيات الملحقة بها، سلالة آل هوهنتسولرن وهابسبورغ وآل رومانوف وآل عثمان. تضررت بلجيكا وصربيا وفرنسا كثيرًا جدًا بضحايا الجنود الذين وصل عددهم 1.4 مليون جندي. دون حسبان الخسائر الأخرى. قال الفرنسيون إن فرنسيًا واحدًا كان يُقتل كلَّ دقيقةٍ خلال الفترة الواقعة بين نشوب الحرب في أغسطس 1914 إلى فبراير 1918. وتأثر بالمثل الرايخ الألماني والإمبراطورية الروسية.
اختل التوازن الاجتماعي بين الذكور والإناث؛ لقد كان معظم القتلى والجرحى خلال الحرب من الرجال ومن الشباب بصفة خاصة، بينما كانت خسائر النساء قليلة جدًا والجدير بالذكر بأن الغالبية العُظمى من ضحايا الحرب كانوا من مواليد الربع الأخير من القرن 19. كان طبيعيًا أن تهبط نسبة المواليد خلال فترة الحرب لافتراق الأزواج عن زوجاتهم، وبعد الحرب ارتفعت هذه النسبة بسرعة كبيرة مما أثر على الحركة التعليمية واليد العاملة فيما بعد، فبالنسبة للتعليم واجهت المدارس عام 1930 نقصًا في عدد التلاميذ الذين أعمارهم بين 11-15 سنة، أما من ناحية اليد العاملة فقد وضعت السلطات الفرنسية خطتها لبناء خط ماجينو الدفاعي على أساس أن ينتهي العمل في هذا المشروع عام 1935 لأن المجندين للجيش سينقص عددهم إلى نصف العدد المطلوب في كل سنة خلال الفترة بين 1934-1939.

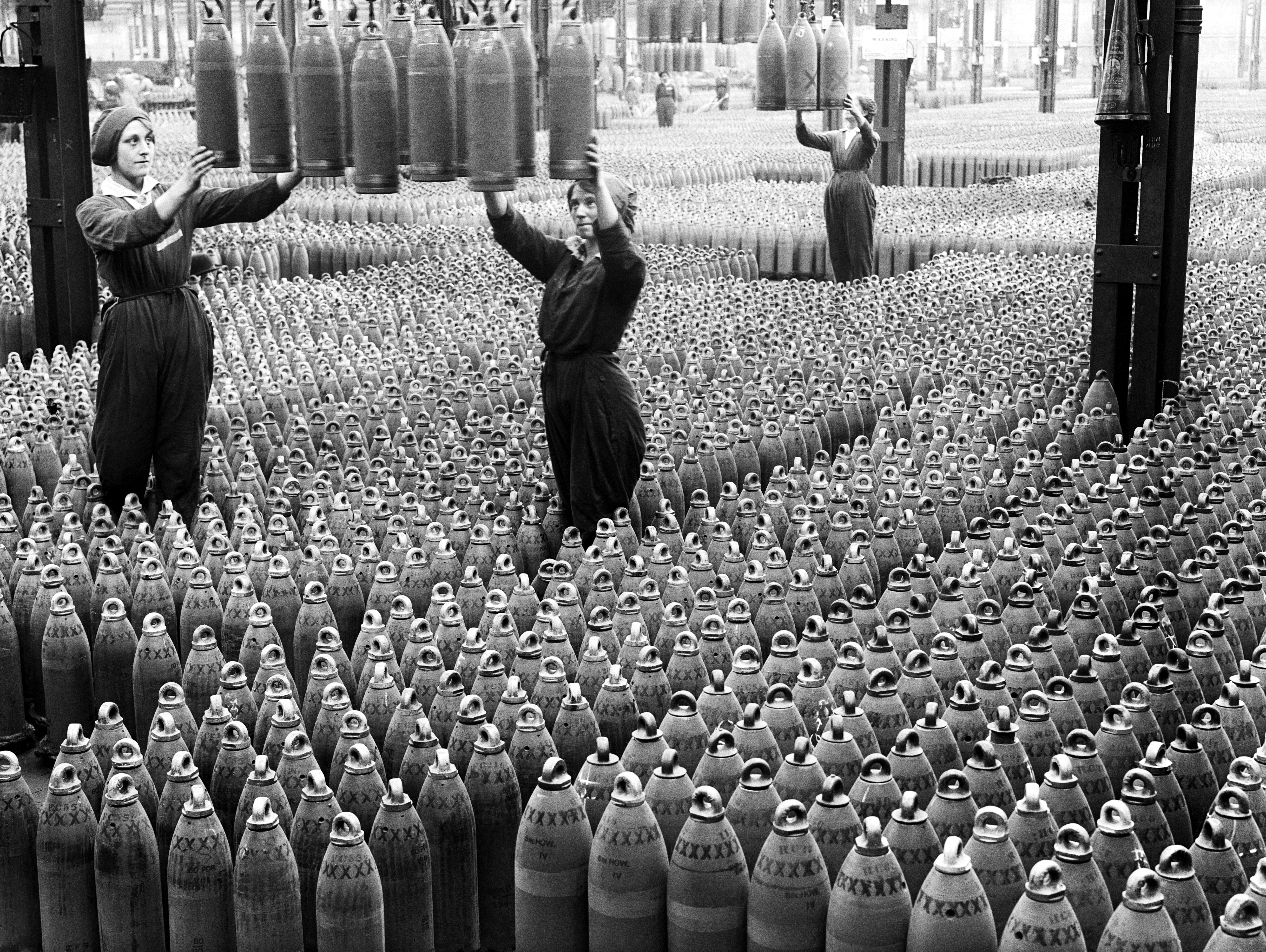
نساء يعملن في مصنع للقنابل في نوتنغهام، 1917

في بعض الدول فقدت الطبقات الاجتماعية الرفيعة أعدادًا من شبانها بشكل مذهل. فقد قدم الشبَّان المتعلمون من الطبقات العُليا في المجتمع عددًا غير متكافئ من الضباط المقاتلين على الأرض. وقدّم الشبان الذين جاؤوا من نخبة الجامعات البريطانية مثل أوكسفورد وكمبريدج -والذين لم يستطيعوا النجاة من الحرب- دليلًا مروِّعًا على ذلك التعميم. لقد فقد الطلبة 31 بالمئة من أعضاء هيئة التدريس الذين التحقوا حديثًا بجامعة أوكسفورد في عام 1913، كما كان الحال بالنسبة لإحدى المدارس الثانوية الفرنسية والتي فقدت 26 من أصل 27 من طلبتها الذين كانوا على وشك التخرج عشية عيد ميلاد 1914، والعضو الوحيد الذي بقي حيًا كان قد أُعفي عن الخدمة العسكرية بسبب مرض ألمَّ به.
أثرت الحرب في سرعة منح المرأة الكثير من حقوقها في وقت مبكر عمَّا كان متوقعًا، فقد كانت المرأة تحصل على حقوقها ببطئ قبل وخلال الحرب. أما بعدها فقد كان هناك ميل واضح من جانب الحكومات لرفع كثير من القيود السياسية والاجتماعية التي كانت مفروضة عليها. ففي بريطانيا تطلبت الحرب بذل كافة الجهود وحشد كل الطاقات من أجل النصر، وحيث أن الجيوش استوعبت ملايين من الشباب أسرعت المرأة إلى أن تحل محله في الأعمال المدنية مثل العمل في المصانع والمتاجر وفي دواوين الحكومة والشركات وفي المستشفيات والمدارس، ومنهن من تطوعن للعمل العسكري. وبذلك تكوت المرأة قد وقفت جنبًا إلى جنب مع الرجل في الكفاح فحق لها أن تحصل على حق الانتخاب ما إن تبلغ الثلاثين من عمرها.
قدرت خسائر الحرب العالمية الأولى بـ 8,538,315 قتيل، و21 مليون جريح، و7 مليون أسير ومفقود، وقد أتت خسائر روسيا في رأس قائمة الخسائر البشرية تلتها خسائر كل من ألمانيا والنمسا وفرنسا وبريطانيا وإيطاليا والولايات المتحدة الأمريكية. أما أهم الخسائر المادية فقد وقعت في الأراضي التي دارت فيها المعارك حيث أتلفت المحاصيل الزراعية وقضي على المواشي ودمرت مئات آلاف المنازل وآلاف المصانع إضافة إلى الأضرار التي لحقت بالسكك الحديدية ومناجم الفحم التي غمرها هذا الطرف أو ذاك بالماء لمنع استغلالها من قبل العدو. ولذلك كان على الدول المتحاربة في مرحلة السلام إعادة بناء ما دمرته الحرب وتحويل الصناعات الحربية إلى صناعات مدنية. لكن قلة الأموال واليد العاملة التي قضت عليها الحرب عرقلت إلى حد كبير عملية إعادة الاعمار المرجوة.

### الخسائر البشرية والمادية

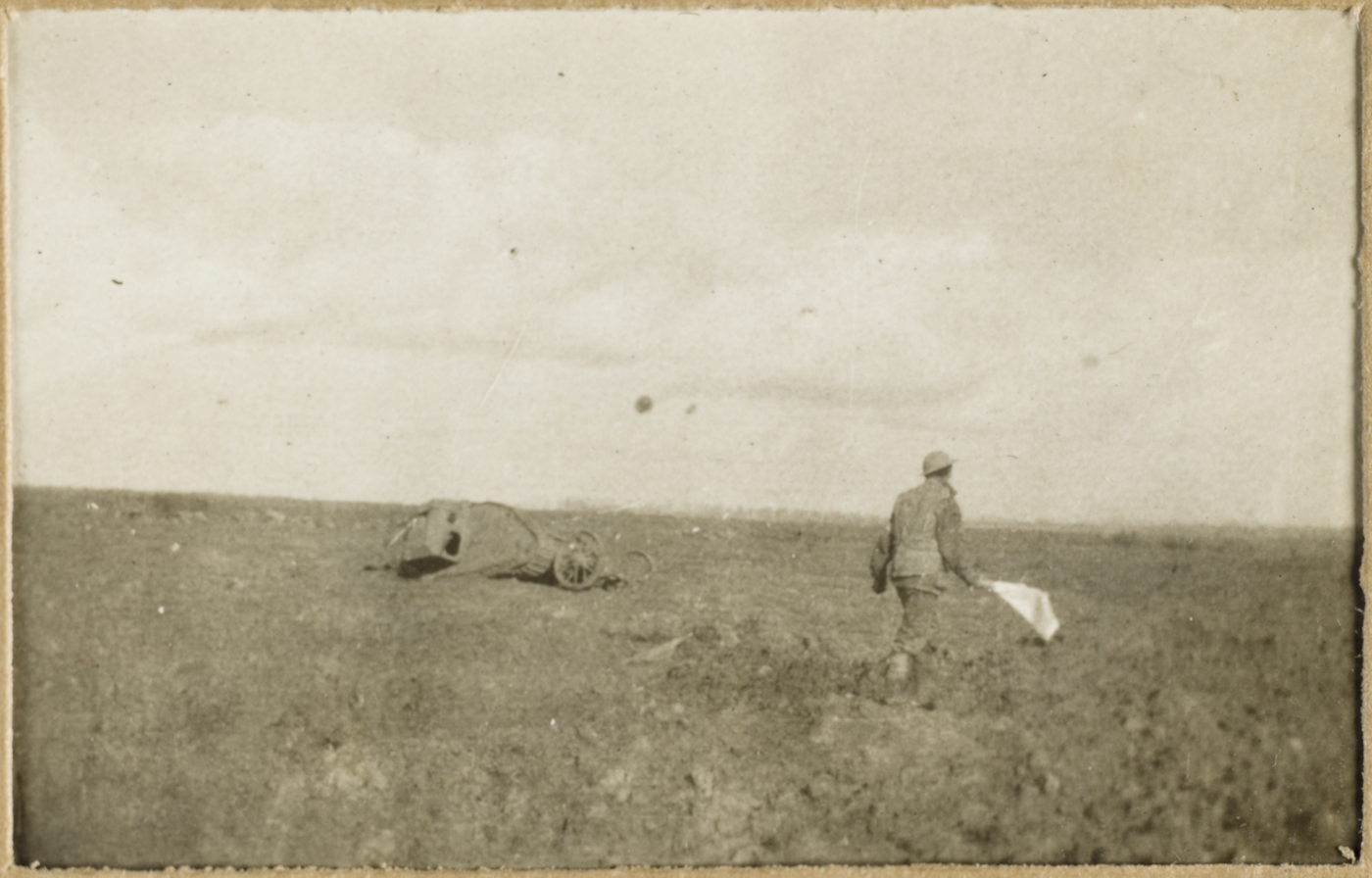
جندي أسترالي يبحث عن الجنود المصابين في الجبهة الغربية تحت حماية الراية البيضاء التي يحملها، 1916

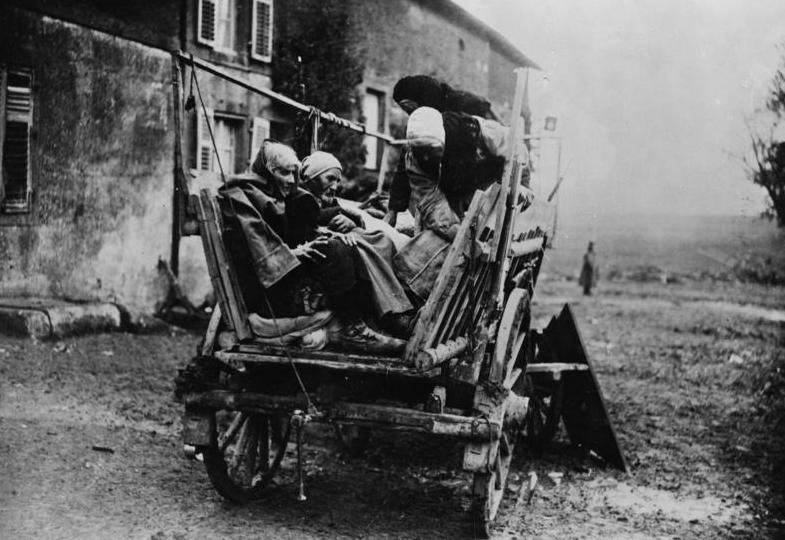
مدنيين في الجبهة الغربية، 1914 أو 1918

هناك عدة إحصائيات مختلفة تذكر أعداد القتلى التي كلفت الحرب الدول المتحاربة تضحيات كبيرة في الأرواح.
كانت خسائر روسيا في الأرواح هي الأكثر فداحًة إذ بلغت أكثر من مليونين، وخسرت ألمانيا أقل من مليونين بقليل، وفقدت المملكة الثنائية مليونًا وربع المليون، وأمَّا بريطانيا وإمبراطوريتها ففقدت حوالي المليون، وزادت فرنسا وإمبراطوريتها عنها بنصف مليونٍ، أما الولايات المتحدة فخسرت 115 ألفًا جزء كبير منهم كان بسبب وباء الإنفلونزا الإسبانية التي انتشرت في أوروبا بعد الهدنة.
خسائر الدول في الحرب العالمية الأولى (وفقاً لوزارة الحرب الأمريكية) بلغت أكثر من 37 مليون جندي بينهم أكثر من ثمانية ملايين قتيل.
| الدولة                         | القتلى والوفيات | الجرحى     | الأسرى والمفقودون | إجمالي الخسائر |
| ------------------------------ | --------------- | ---------- | ----------------- | -------------- |
| الإمبراطورية الألمانية         | 1,773,700       | 4,216,058  | 1,152,800         | 7,142,558      |
| الإمبراطورية الروسية           | 1,700,000       | 4,950,000  | 2,500,000         | 9,150,000      |
| فرنسا                          | 1,357,800       | 4,266,000  | 537,000           | 6,160,800      |
| الإمبراطورية النمساوية المجرية | 1,200,000       | 3,620,000  | 2,200,000         | 7,020,000      |
| دول الكومنولث                  | 908,371         | 2,090,212  | 191,652           | 3,190,235      |
| إيطاليا                        | 650,000         | 947,000    | 600,000           | 2,197,000      |
| رومانيا                        | 335,706         | 120,000    | 80,000            | 535,706        |
| الدولة العثمانية               | 325,000         | 400,000    | 250,000           | 975,000        |
| الولايات المتحدة               | 126,000         | 234,300    | 4,500             | 364,800        |
| بلغاريا                        | 87,500          | 152,390    | 27,029            | 266,919        |
| مملكة صربيا                    | 45,000          | 133,148    | 152,958           | 331,106        |
| بلجيكا                         | 13,716          | 44,686     | 34,659            | 93,061         |
| البرتغال                       | 7,222           | 13,751     | 12,318            | 33,291         |
| اليونان                        | 5,000           | 21,000     | 1,000             | 27,000         |
| مونتينغرو                      | 3,000           | 10,000     | 7,000             | 20,000         |
| الإمبراطورية اليابانية         | 300             | 907        | 3                 | 1,210          |
| إجمالي خسائر دول الحلفاء       | 5,152,115       | 12,831,004 | 4,121,090         | 22,104,209     |
| إجمالي خسائر دول المركز        | 3,386,200       | 8,388,448  | 3,629,829         | 15,404,477     |
| المجموع                        | 8,538,315       | 21,219,452 | 7,750,919         | 37,508,686     |

إذا نظرنا إلى عدد سكان الدولة العثمانية قبل انهيارها، فإن مجموع خسائر الدولة العثمانية قد وصل بشكل تقريبي إلى 25٪ من عدد السكان، وهو مايقرب من 5 ملايين نسمة من أصل 51 مليونًا من عدد السكان. ولتحديد أكثر دقة فقد أعطى تعداد عام 1914 أن عدد السكان 20,975345 منهم 15,044846 كانوا مسلمون ملي، 187,073 هم يهود ملي، و186,152 لا يتبعون أي مجموعة، أما البقية والذين وصل عددهم إلى 5,557,274 فهم متشاركون مع عدد من المجموعات (في نظام ملي).
من بين 5 ملايين شخص كان هناك 771,844 قتلى من الجنود العسكريين الذين قتلوا بسبب المعارك وأسباب أخرى.
| نظام ملي    | نظام ملي | قبل الحرب                  | قبل الحرب  | مدنيين    | عسكريين           | بعد الحرب                  | بعد الحرب          | بعد الحرب               | بعد الحرب |
| ----------- | -------- | -------------------------- | ---------- | --------- | ----------------- | -------------------------- | ------------------ | ----------------------- | --------- |
|             | %        | التعداد الرسمي في عام 1914 | مصادر أُخرى |           |                   | العسكريين المفقودين        | المدنيين المفقودين | المجموع الكلي للمفقودين | الناجون   |
| أرمن        | 16.1%    |                            |            |           |                   |                            |                    | غير معروف               |           |
| يونانيون    | 19.4%    |                            |            |           |                   |                            |                    |                         |           |
| يهود        | .9%      | 187,073                    |            |           |                   |                            |                    |                         |           |
| آشوريون     | 3%       |                            |            |           |                   |                            |                    |                         |           |
| آخرون       | .9%      | 186,152                    |            |           |                   |                            |                    |                         |           |
| مسلمون      | 59.7%    | 12,522,280                 |            | 9,876,580 | 2,800,000 (18.6%) | 507,152 (5.1% من مجموعتهم) |                    |                         |           |
| المجموع:ملي | 100%     | 20,975,345                 |            |           |                   | 507,152 (2.4% من مجموعتهم) | 4,492,848          | 5,000,000               |           |

### النهاية الرسمية للحرب

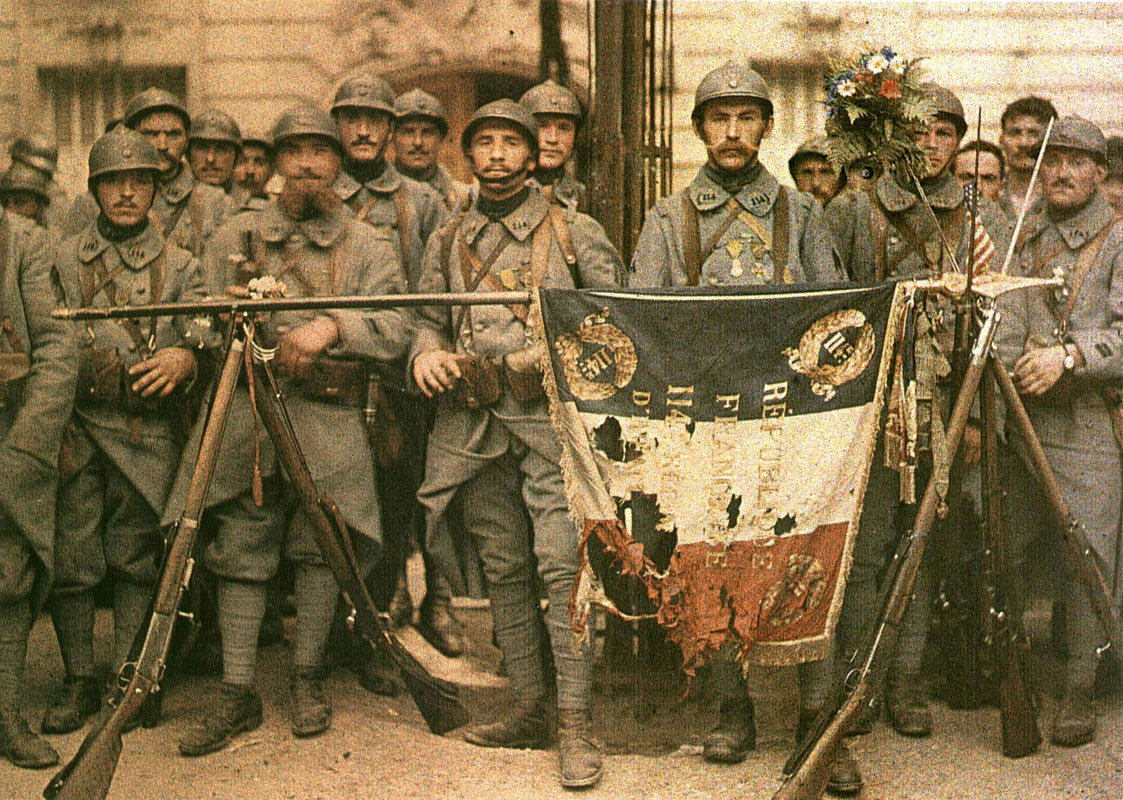
فرقة المشاة الفرنسية رقم 114 في باريس، 14 يوليو 1917

اختيرت باريس لتكون مقرًا لمؤتمر الصلح وكان لهذا الاختيار دلالات سياسية؛ أولها أنه كانت هناك دعوات إلى اتخاذ جنيف مقرًا لمؤتمر الصلح على اعتبار أن سويسرا دولة محايدة، ولكن الرئيس الأمريكي ويلسون كان يفضل باريس التي كانت تعج بالقوات الأمريكية، السبب الثاني هو أن فرنسا بين الدول المتحالفة هي الأكثر خسارةً في الأرواح وفي حجم التخريب الذي تعرضت له مناجم ومصانع ومدن شمال فرنسا بسبب التدمير الذي كان يتم على يد القوات الألمانية وهي تنسحب من موقع لآخر، فهي بذلك أحق بأن يُعقد فيها المؤتمر. كذلك وجود المؤتمر في باريس يجعل كلمة الشعب الفرنسي مسموعة بقوة أكبر داخل أروقة المؤتمر. وانعقد أول مؤتمر للصلح في 18 يناير 1919 وفي 28 يونيو 1919 تم التوقيع على معاهدة فرساي مع الألمان وقد كانت الذكرى الخامسة على حادثة سراييفو. وبعد ذلك وقعت معاهدات الصلح مع كل من المجر وتركيا ولم تستكمل الولايات المتحدة معاهدتها المنفردة مع ألمانيا إلا في 25 أغسطس 1921، ومع تركيا لم توضع معاهدة سيفر موضع التنفيذ أبدًا، واستعيض بها معاهدة لوزان المعقودة في يوليو 1923 التي دخلت حيز التنفيذ في أغسطس 1924.
في أعقاب الحرب العالمية الأولى قاتل اليونان ضد القوميين الأتراك في الحرب التركية اليونانية بقيادة مصطفى كمال أتاتورك وقد أسفرت هذه الحرب عن إتفاقية التبادل السكاني بين اليونان وتركيا التي ضُمّنت في معاهدة لوزان. ووفقًا لمصادر أخرى قُتل آلاف اليونانيين البنطيين في تلك الفترة.
ومع ذلك رفضت الولايات المتحدة التصديق على معاهدة فرساي وكان السبب الرئيس في رفضها أن عصبة الأمم هي من أنشأ هذه المعاهدة، فقد رأت أن النظام التأسيسي للعصبة هو محاولة من الدول الأوروبية الاستعمارية الكبرى للاستئثار بغنائم الحرب العالمية الأولى، ولم تنهِ الولايات الأمريكية مشاركتها في الحرب رسميًّا إلا بعد التوقيع على قرار نوكس بورتر في 2 يوليو 1921 من قبل الرئيس الأمريكي وارن جي. هاردينغ.

### معاهدات السلام والحدود الوطنية

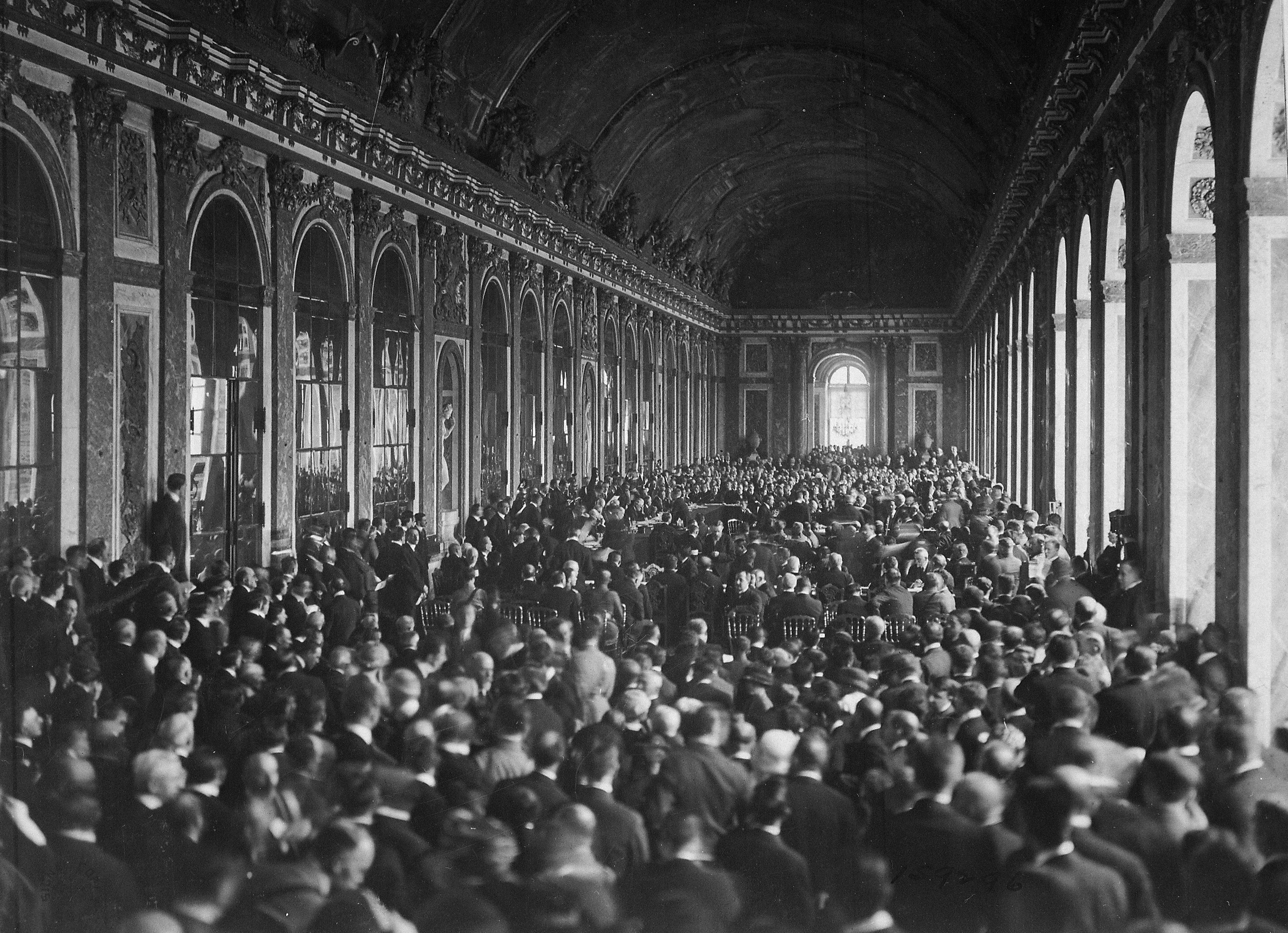
مراسم التوقيع على معاهدة فرساي، 28 يونيو 1919.

بعد الحرب فرض مؤتمر باريس للسلام سلسلة من معاهدات السلام بين دول المركز حتى تُنهي الحرب بشكل رسمي. حينما وافقت ألمانيا على توقيع الهدنة في 11 نوفمبر 1918 كان على أساس مبادئ ويلسون الأربعة عشر واعتقدت ألمانيا حينها أن القرارات التي ستصدر في مؤتمر السلام ستكون على أساس هذه المبادئ ولكن هذا لم يحصل مطلقًا. وكان أول اجتماع لعصبة الأمم في 28 يونيو 1919. أُجبرت ألمانيا على الرغم من احتجاجاتها الشديدة لأن تعترف بالذنب لبدئها الحرب في عام 1914 وبالتالي فهي مسؤولة عن التعويضات الضخمة التي عليها أن تدفعها لدول الحلفاء المتضررة والمواطنين بسبب العدوان الألماني. عُرف هذا الشرط لاحقًا عند الألمان بشرط ذنب الحرب. لقد شعرت الغالبية العظمى من الألمان بالمهانة والاستياء حول هذه النقطة، وبعد ذلك أصبحت هذه النقطة قضية النازيين أثناء حملتهم الكبرى في عقد العشرينات. لقد شعر الألمان أنه تم التعامل معهم ظلمًا بسبب ما سموه بـ«إملاء فرساي» الذي تلقوه. يقول الكاتب الألماني المنتمي للحزب النازي فيليبالاد شولز «إن المعاهدة وضعت ألمانيا في ظل العقوبات القانونية محرومة من القوة العسكرية ودمِّرت اقتصاديًا وأُذلَّت سياسيًا»

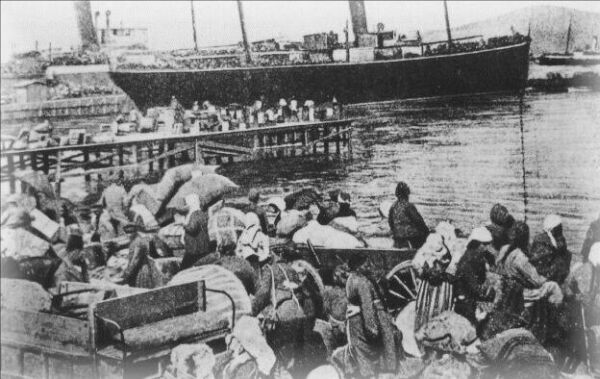
لاجئون يونانيون من سميرنا (إزمير) هاربون من مذابح اليونانيين البونتيك في اليونان، 1922.

وحتى تُرغم ألمانيا على دفع التعويضات تقرر احتلال أراضي الراين لحين تسديدها. إضافةً لألمانيا ضُمّنت بنود مماثلة في المعاهدات التي وقعتها بقية قوى دول المركز مثل معاهدة سان جرمان مع النمسا ومعاهدة تريانون مع المجر، لقد وقعت مملكة المجر على معاهدة تريانون عام 1920 في نهاية الحرب بين دول الوفاق (وهي واحدة من دول الإمبراطورية النمساوية المجرية). ومعاهدة نايي مع بلغاريا ومعاهدة سيفر مع تركيا ولكن عُدِّلت بمعاهدة لوزان. مع أن ألمانيا غابت عن مؤتمر الصلح إلا أن معاهدة فرساي فُرضت فرضًا على الجمهورية الألمانية الجديدة وهذا أعطى للقيادات الألمانية فيما بعد الفرصة للتنصل من معاهدة لم يكن لألمانيا رأي في إعدادها.
ولمنع ألمانيا من معاودة الانتقام وإبقاء قواتها العسكرية ضعيفة فُرض عليها ألا يزيد عدد جيشها عن مائة ألف مقاتل يجمعون بالتطوع ومنع التجنيد الإجباري، وأن لاتستخدم الدبابات أو الطائرات الحربية وتسليم أسطولها الحربي إضافةً إلى أن لايزيد أسطولها الحربي في المستقبل عن ست قطع لاتزيد حمولتها عن عشرة آلاف طن وعدد محدود من القطع الصغيرة الحربية، وأخيرًا تدمير القاعدة البحرية الألمانية في هليجولاند حتى لاتستعيد قوتها. كانت مشكلة التعويض من أعقد ما جادلت فيه فرنسا وبريطانيا وبلغ التهور في المطالبة عندما وضع خبراء المال تقريرًا يطالبون ألمانيا بدفع 24 مليون جنيه إسترليني مؤكدين قدرتها على ذلك وقد ردَّ الاقتصادي البريطاني الكبير جون مينارد كينز بأن قدرات ألمانيا لاتتعدى ألفي مليون فقط. في الوقت نفسه كانت الدول المتحررة من الحكم الألماني تنظر للمعاهدة بأنها كالاعتراف بالأخطاء المرتكبة ضد الدول الصغيرة.

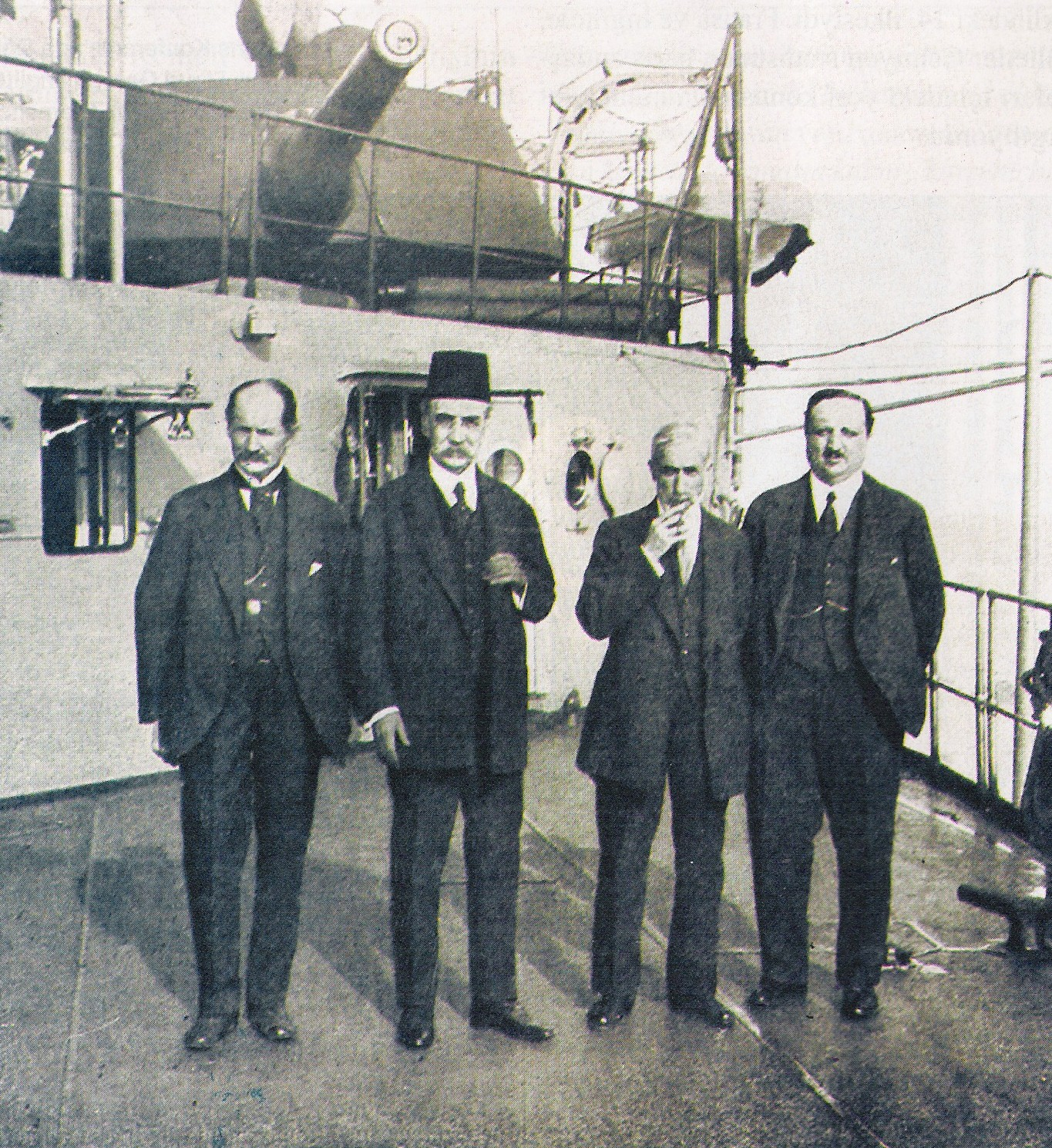
رضا توفيق (في أقصى اليسار) مع ثلاثة من الموقعين على معاهدة سيفر: الصدر الأعظم العثماني داماد فريد باشا (مرتديًا الطربوش)، وزير التعليم العثماني بغدتلي محمد هادي باشا، والسفير رشاد هاليس على ظهر إحدى السفن الحربية لقوات التحالف التي كانت تقودهم إلى مؤتمر باريس للسلام 1919م

كانت الدعوة إلى استقلال القوميات يعني تفكك الإمبراطورية النمساوية المجرية. كان أول الانقسامات هو انفصال النمسا عن المجر ومن ثم ظهور مملكة يوغوسلافيا (1918-1941) وتشيكوسلوفاكيا (1918–1992). واتسعت مملكة رومانيا على حساب جاراتها المجر وروسيا والنمسا، فقد تحولت ترانسيلفانيا من حكم المجر إلى رومانيا الكبرى أما من روسيا فقد أخذت منها بيسارابيا في أبريل من عام 1918، ومن النمسا أخذت بوكوفينا. وتنازلت النمسا لمملكة إيطاليا عن تريستا، إيستريا، التيرول وممر برنر الإستراتيجي.
هكذا فقدت النمسا مناطق شاسعة من إمبراطوريتها في معاهدة سان جرمان. خسرت الإمبراطورية الروسية بعد أن انسحبت من الحرب في عام 1917 بسبب الثورة البلشفية الكثير من الأراضي في الحدود الغربية للدول المستقلة حديثًا مثل إستونيا، وفنلندا، ولاتفيا، وليتوانيا وبولندا.
تفككت الدولة العثمانية وأصبحت قاصرة على تركيا بعد أن احتلت الجيوش البريطانية العراق حتى الموصل والشام حتى حلب. وسيطرت قوات الحلفاء على المضايق وأعادت إغلاقها في وجه السفن الحربية على نسق ما طبق منذ 1841، وفرضت على تركيا معاهدة سيفر في أغسطس 1920 وبمقتضاها تنازلت الدولة العثمانية لليونان عن كل ما لديها في أوروبا فيما عدا القسطنطينية ومنطقة صغيرة على طول المضايق وبحر مرمرة. كذلك استقلت أرمينيا من حكم الدولة العثمانية، وتولت اليونان التي حصلت من تركيا على بحر إيجة أمر الإشراف على منطقة إزمير وماحولها ووضعت منطقة أضاليا تحت الإشراف الإيطالي كما وضعت سوريا ولبنان تحت الإنتداب الفرنسي، والعراق وفلسطين وشرق الأردن تحت الانتداب الإنجليزي.
أوكلت قوات الحلفاء مهمة القضاء على الدولة العثمانية للقوات اليونانية، فقامت الأخيرة بشن هجوم عام في 22 حزيران 1920 ومنه احتلت مناطق مهمة في الأناضول وتراقيا، وقد أعطى هذا الاحتلال الذريعة لفرض معاهدة سيفر على السلطان العثماني.
وقع على معاهدة سيفر السلطان العثماني محمد السادس، بينما رفضتها الحركة الوطنية التركية بزعامة مصطفى كمال ورفضت التفريط في شبر من الأراضي التركية. أعاد تكوين القوات التركية واستعاد إزمير في 9 يوليو 1922 وطرد اليونانيين من ساحل آسيا الصغرى، كما تمكن من استعادة تراقيا في 11 أكتوبر. وظل وراء الفرنسيين والإيطاليين حتى تخلوا عما كان تحت يدهم من الأراضي التركية، تم التوصل إلى معاهدة لوزان في 24 يوليو 1923 التي أنهت الحرب مع تركيا وحددت الحدود مع بلغاريا واليونان، ودعت إلى تحديد للحدود التركية - العراقية، والتركية - السورية، كذلك أعلنت تركيا تنازلها عن سيادتها على البلاد العربية. وبالمقابل وافق الحلفاء على إلغاء الامتيازات الأجنبية. في نفس اليوم وقع ميثاق المضايق الذي يضمن حرية المرور فيها في زمن السلم والحرب.

### اتفاقية سايكس بيكو

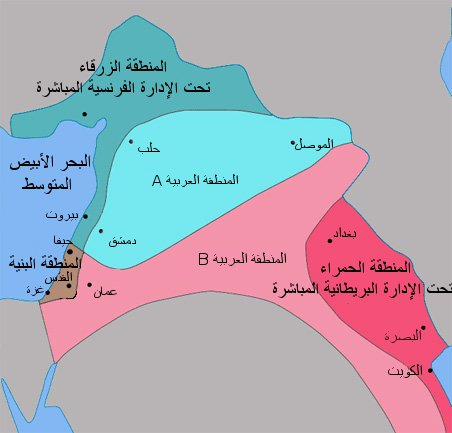
تقسيم المشرق بين المحتلين حسب اتفاقية سايكس بيكو.

حينما تحالف العرب مع الحلفاء كانوا قد اعتقدوا أنهم سوف يحصلون على استقلال بلادهم كما وعدتهم بريطانيا وحُلفائها، ولكنهم فوجئوا بأن اتفاقًا سريًا قد تم ضدهم وهو اتفاق سايكس - بيكو. وقعت هذه الإتفاقية بين حكومتا فرنسا وبريطانيا.
لم تحاول الدولة العثمانية خلال تاريخها الطويل صبغ الشعوب المختلفة التي دخلت في تبعيتها بالصبغة العثمانية وصهرها في بوتقة واحدة لعدة عوامل وهي سطحية الحكم العثماني الذي أهمل توثيق الروابط مع الولايات المفتوحة ما حال بين الحكم العثماني وتغلغله في حياة الشعوب التي تألفت منها الدولة. العامل الثاني هو الاستعلاء الذي كان من الصفات البارزة للعثمانيين على مختلف طبقاتهم، وقد بلغ استعلاؤهم حدًا إلى ترفعهم عن مخاطبة أباطرة أوروبا وملوكها بألقابهم، وقد ظلَّ العثمانيون لمدة طويلة يرفضون تعيين سفراء لهم في الدول الأوربية، وبقي الأمر على ذلك حتى عهد السلطان محمود الثاني. كذلك نتج عن استعلائهم عدم تزاوجهم مع سكان البلاد المفتوحة. دفعت هذه السلبية العثمانية شعوب البلاد العربية للمحافظة على لغتها ولم تستخدم اللغة التركية إلا في الدوائر الحكومية. أما العامل الثالث فهو الجمود، فبعد الفتوحات التي حققها العثمانيون خلال تاريخهم الطويل لم يتماشَى العثمانيون مع التطور الحديث الذي طرأ في أوروبا وعدُّوا هذا من عمل الأعداء، وزين لهم التعصب والجهل أن التشبه بالأوروبيين كفر. كل ذلك تسبب في انعدام الوحدة الحضارية.
رغم سياسته الإسلامية فقد حظي السلطان عبد الحميد بكراهية بعض سكان الدولة العثمانية الذين اتبعوا الفكر الغربي، ومع أنه قد أعلن الدستور في 31 أغسطس 1876 واجتمع أول برلمان عثماني في عهده في مارس 1877 إلا أنه سرعان ما ألغاه في فبراير 1878 ونكل بالأحرار الذين أوصلوه إلى السلطة وعلى رأسهم مدحت باشا الذي نُفي في عام 1881 إلى الطائف. لذا بدأت حركة فكرية نتج عنها حركة قومية تدعو لاستقلال العرب وانفضاضهم على الخلافة، وبدأت الجمعيات السرية المناهضة لسياسة السلطان عبد الحميد نشاطها وبخاصة في لبنان التي تأسس فيها جمعية بيروت السرية 1875 بأعضاء مسيحين ولكن سرعان ما انضم إليها بعض المسلمين.
حينما دخلت بريطانيا في اتفاقيتها مع العرب وتعاقدت معهم خلال مراسلات حسين - مكماهون كان شرط حسين بن علي في مراسلاته السرية استقلال الدول العربية عن الدولة العثمانية في حال انضمامهم للحرب، وقد وعدتهم بريطانيا بذلك، ولكن كان هناك اتفاق سري بين فرنسا وبريطانيا قاما به فرانسوا جورج بيكو مع المندوب البريطاني مارك سايكس بخصوص اقتسام الهلال الخصيب وأراضٍ أخرى تابعة للدولة العثمانية إذا ما انتهت الحرب لصالح الحلفاء. واشترك في تلك الاتفاقية روسيا حينما طلب قنصل روسيا منهما السفر إلى بطرسبيرغ لعرض المشروع على الحكومة الروسية ومن هناك ابتدأت المفاوضات في منتصف شهر مارس 1916، وقد وافقت الحكومتان البريطانية والفرنسية على مطلب روسيا الخاص في اتفاقية الآستانة (1915) وهو أن تكون إسطنبول والمضايق من نصيبها بعد انتهاء الحرب.

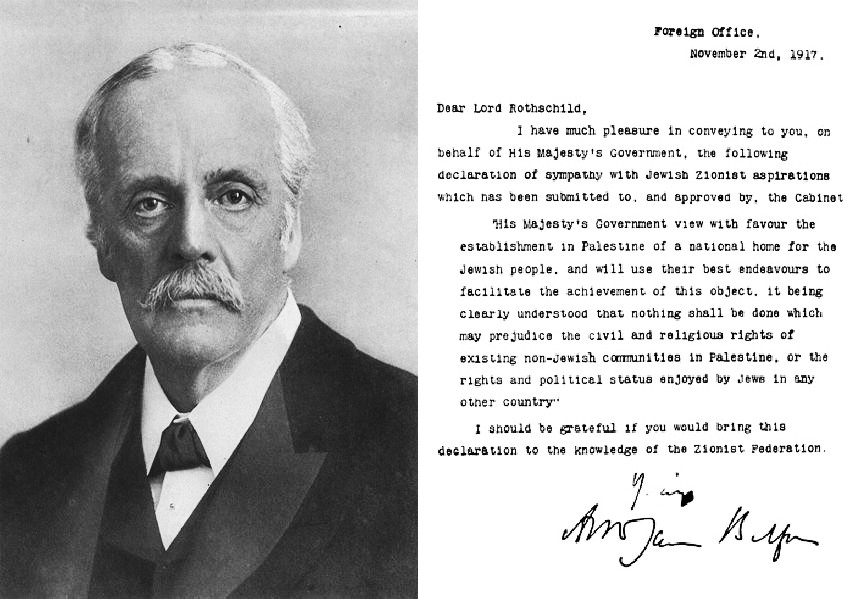
صورة لآرثر جيمس بلفور مع تصريحه

ظلت هذه الاتفاقية سرِّية إلى أن نشرها البلاشفة الروس في جريدتا إوفيستيا وبرافدا في 23 نوفمبر 1917 عند اندلاع الثورة البلشفية بعد العثور على نصوص الاتفاقيات في سجلات وزارة الخارجية الروسية. بعد نشرها بعث جمال باشا في 12 ديسمبر 1917 برسالتين إحداهما للأمير فيصل والثانية إلى جعفر العسكري عارضًا فيها عقد صلح عثماني - عربي. نجحت الحكومة البريطانية في إقناع الشريف حسين بن علي بأن العثمانيين يحاولون نشر الخلاف بين العرب والحلفاء، فصدق الشريف حسين هذا ووضع ثقته في وعود الحكومة البريطانية وحلفائها.

### وعد بلفور
اتجهت الصهيونية قبل الحرب العالمية الأولى إلى تركيز جهودها نحو بريطانيا بسبب شعور زُعماء الصهيونية بتراخي فرنسا في تأييد حركتهم. وكانت الصهيونية تتخذ من برلين قبل الحرب مركزًا لنشاط اللجان التنفيذية التي قررت المؤتمرات الصهيونية تشكيلها، وازداد نشاطها بعد بدء الحرب العالمية الأولى، فقد أدركوا أن هذه فرصتهم الثمينة التي لا تعوض لاستغلالها في تحقيق هدفهم في إنشاء الوطن القوي لليهود في فلسطين. رغم أن المؤتمر الصهيوني الحادي عشر عام 1913 قد قرَّر وقوف الصهيونية على حياد بين المعسكرين المتنازعين في أوروبا فقد كثَّفت جهودها في بداية الحرب وبدأت تعمل في كل اتجاه، محاولة كسب أحد الأطراف لتبني مخططاتها، مقابل تقديم المساعدة الممكنة لهذا الطرف المستجيب، وأخذت تراقب سير الأحداث عن طريق مراكزها، لاختيار أفضل الطرفين للتحالف معه، ومن أجل ذلك وزَّع زُعماء الصهيونية أنفسهم على دول المعسكرين المتحاربين إلى جانب الولايات المتحدة التي لم تدخل الحرب بعد.
كانت بريطانيا في ذلك الوقت على وعيٍ بحركة اليقظة العربية في بلاد الشام ضد الحكم العثماني، فعملت على الاستفادة منها بقطعها الوعود الزائفة لزعماء الحركة العربية، وكان اتجاه بريطانيا نحو الحركة العربية عاملًا قويًا في تركيز الجهود الصهيونية نحو بريطانيا. لأن فلسطين امتداد طبيعي لمصر التي كانت خاضعة للنفوذ البريطاني آنذاك، وبسبب التقاء الأهداف الصهيونية مع الإستراتيجية البريطانية في المنطقة العربية، أدرك حاييم وايزمان ذلك وبدأ نشاطه وراء الشخصيات البريطانية ذات النفوذ بمساعدة صديقه سكوت رئيس تحرير جريدة المانشستر جارديان، فقد تعرف عن طريقه على هربرت صمويل الذي كان آنذاك أحد أعضاء الحكومة البريطانية، ولويد جورج الذي استعان بوايزمان في إنتاج مادة الأسيتون أثناء توليه رئاسة لجنة التموين. كانت هذه المادة تُستعمل كمذيب للبارود، فلا يطلق دخانًا وكانت بريطانيا تُعاني من عجز في إنتاج هذه المادة وبدون توفرها فسيكون من الضروري إحداث تغييرات واسعة في بنادق البحرية، وقد زاد نجاح وايزمان في إنتاج هذه المادة من قدرة لدى المسئولين البريطانيين، وقد كان لإتصالات وايزمان أثر كبير على هؤلاء المسئولين، يتجلى في تصريحاتهم التي أخذت تُؤكد وتُحبذ فكرة إنشاء دولة يهودية حاجزة Jewish Buffer State في فلسطين.

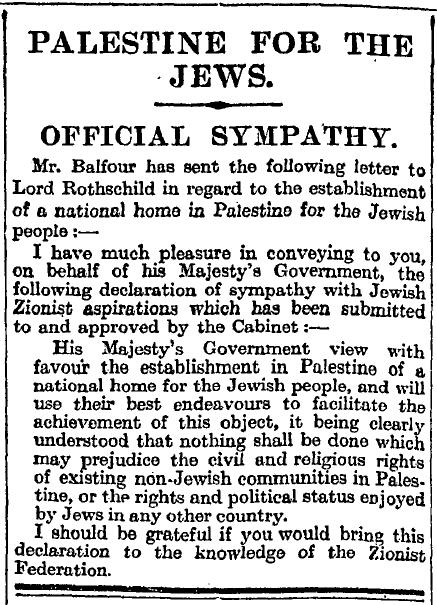
تصريح بلفور وقد نُشر في جريدة The Times، في 9 نوفمبر 1917

في 2 نوفمبر 1917 أُرسل خطاب من أرثر يلفور وزير الخارجية البريطاني ومنه يُعزى اسم وعد بلفور إلى رئيس المنظمة الصهيونية اللورد روتشيلد ينص على:
| الحرب العالمية الأولى | عزيزي اللورد روتشيلد: «يسرني جدًا أن أُبلغكم بالنيابة عن حكومة جلالة الملك التصريح التالي الذي ينطوي على العطف على أماني اليهود الصهيونية وقد عُرِضَ على الوزارة وأقرَّته: إنَّ حكومة جلالة الملك تنظر بعين العطف إلى تأسيس وطن قومي للشعب اليهودي في فلسطين، وستبذل جهدها لتسهيل تحقيق هذه الغاية، على أن يُفهم جليًا أنه لن يُؤتى بعمل من شأنه الإخلال بالحقوق المدنية والدينية التي تتمتع بها الطوائف الغير يهودية المقيمة في فلسطين، ولا بالحقوق أو الوضع السياسي الذي يتمتع به اليهود في البلاد الأخرى». «وسأكون شاكرًا لو تكرمتم بإحاطة الاتحاد الصهيوني علمًا بهذا التصريح». المخلص أرثر جيمس بلفور | الحرب العالمية الأولى |

بعد أسبوع من التصريح نُشر في الصحافة في 9 نوفمبر سارعت أجهزة الدعاية الألمانية والدولة العثمانية، وهما الجانبان المُعاديان للحُلفاء في كشف التواطئ البريطاني - الصهيوني، إلى جانب أن جريدة المقطم التي كانت تُصدر في القاهرة، سارعت بنشر التصريح مرتين في يومي (10 و12 نوفمبر عام 1917)، كما أقام اليهود في بعض المدن المصرية احتفالات بمناسبة إعلان التصريح، وبذلك استطاعت أنباء التصريح أن تنتشر بين الأوساط العربية، وبين عرب فلسطين.
أعرب العرب عن استنكارهم لتصريح بلفور في شهر نوفمبر أثناء موكب بمناسبة ذكرى احتلال بريطانيا لمدينة يافا. احتجت جمعية المسيحين- المسلمين على إنشاء دولة صهيونية «وحملت لافتات بيضاء وزرقاء تحتوي كلاهما على مثلثات في الوسط»، وقد لفتوا بذلك انتباه السلطات بشأن العواقب الوخيمة من أي تداعيات سياسية ناتجة عن هذا التصريح. أرسلت مرة أُخرى جمعية المسيحين- المسلمين مذكرة التماس طويلة إلى الحاكم العسكري احتجاجًا في تشكيل دولة صهيونية.

### الوطن العربي تحت الانتداب

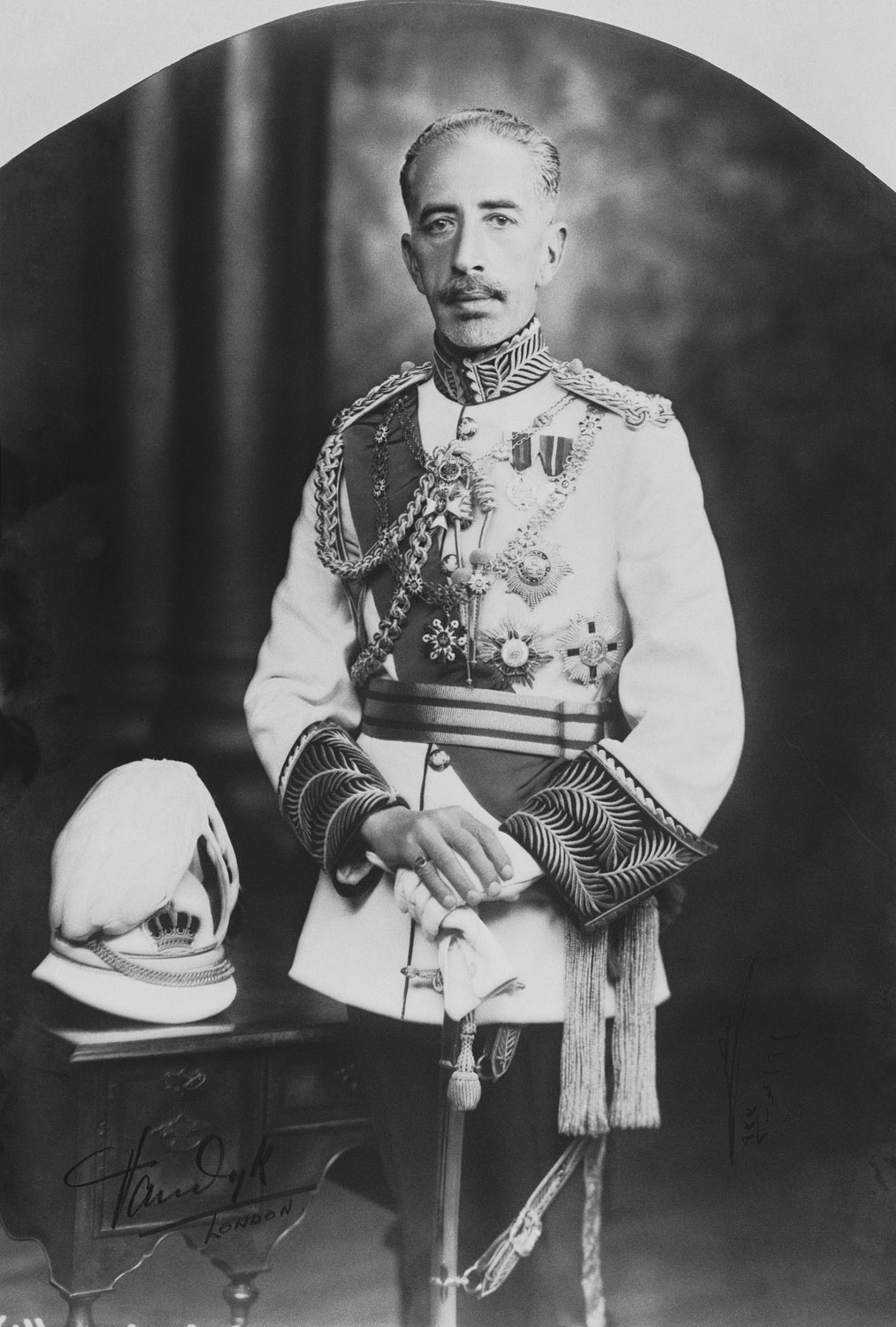
فيصل الأول

قام العرب، وبخاصة أقطابهم المقيمون في القاهرة، على إثر إتفاقية سايكس - بيكو وتصريح بلفور بمطالبة بريطانيا بتحديد سياستها، وكان رد الحكومة البريطانية عليهم مُطمئنًا ومؤكدًا لهم الاعتراف للعرب بالسيادة والاستقلال. وعادت بريطانيا وفرنسا في 7 نوفمبر 1918 أي قبل انتهاء الحرب بأيام تؤكدان في تصريح مشترك أنَّ هدفهما هو تحرير الشعوب الخاضعة للدولة العثمانية تحريرًا تامًا وإقامة حكومات حرَّة مستقلة يختارها المواطنون بملء إرادتهم.
عندما عُقد مؤتمر الصلح كلَّف الشريف حسين ابنه فيصل لتمثيل العرب في المؤتمر، وسافر على ظهر الطرَّاد البريطاني دوق غلوسستر إلى مرسيليا فوصلها في 26 نوفمبر 1918، فاستقبلته الحكومة الفرنسية كزائر كبير ليس له صفة الممثل السياسي أو المندوب الرسمي لحكومة معينة، وكان هذا التصرف يعني أن الحكومة الفرنسية لم تشأ أن تفترض للعرب حقوقًا في مؤتمر الصلح، وبعد أن اعتُرف به كممثل لحكومة الحجاز، فُوجئ أن مؤتمر الصلح قد وضع حق تقرير مصير الشعوب العربية.

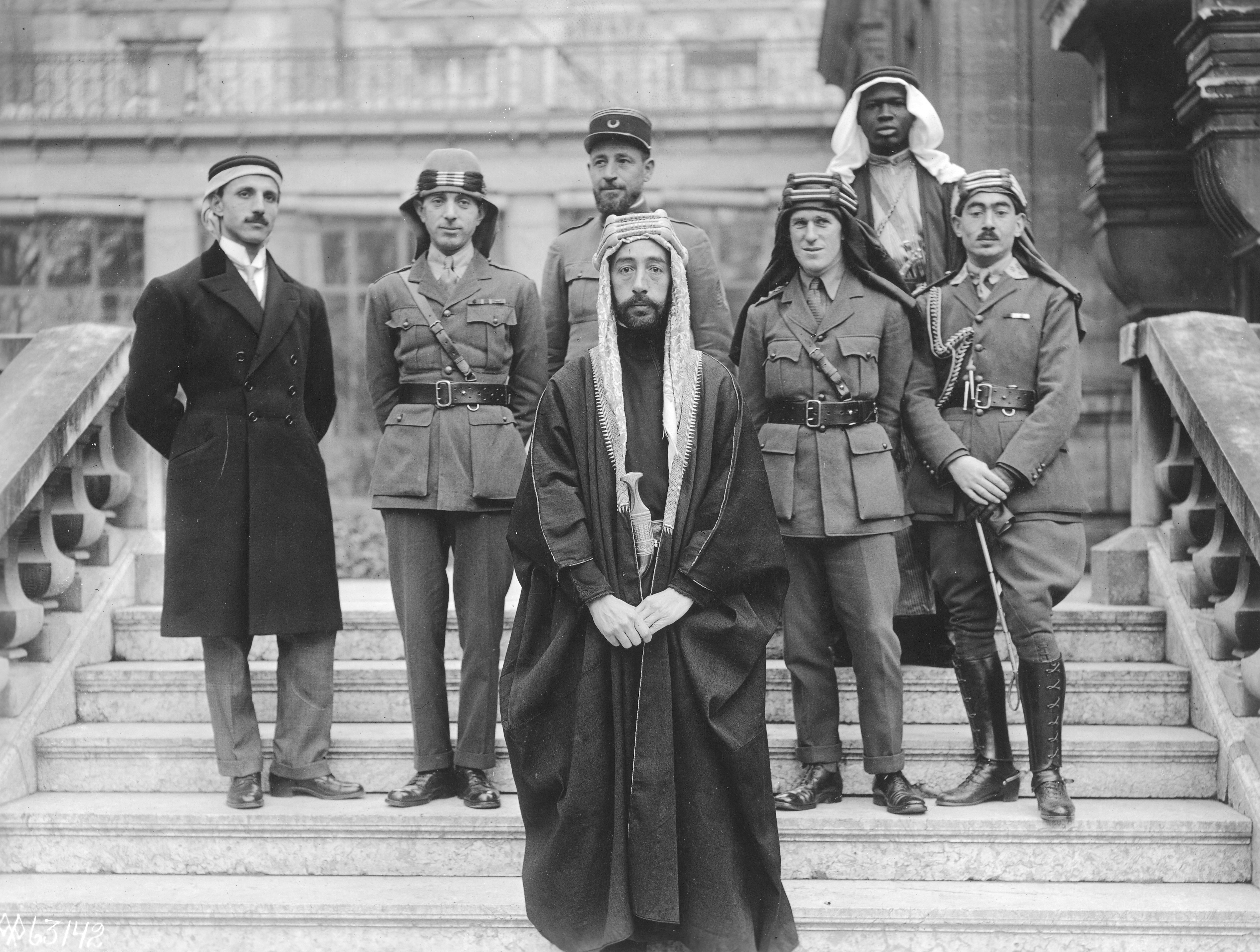
الأمير فيصل خلال مؤتمر باريس للسلام عام 1919، من اليسار لليمين؛ رستم حيدر، نوري السعيد، الأمير فيصل في الأمام، القائد الفرنسي روزاريو بيساني (خلفه)، لورنس العرب، مساعد الأمير فيصل (غير معروف الاسم) والقائد العسكري تحسين قادري.

حضر فيصل حفل افتتاح مؤتمر الصلح في 18 يناير 1919، وفي 29 يناير قدم للمؤتمر مذكرة بالقضية العربية، وفي 6 فبراير 1919 عُرضت القضية ودافع فيصل عن حق العرب في الاستقلال واقترح إيفاد لجنة تحقيق لاستفتاء الشعوب العربية في تقرير مصيرها، وقد لاقى هذا الاقتراح تأييدًا من الرئيس الأمريكي ويلسون فعين ممثلان لحكومته هنري كينغ وتشارلس كرين، كذلك فعل لويد جورج رئيس وزراء بريطانيا عيَّن هنري مكامهون وهارت الخبير في شؤون الأوسط والأدنى، ثم عاد لويد جورج وأعلن امتناع بريطانيا عن إرسال أعضاء إلى اللجنة، بسبب الضغط الصهيوني، أما فرنسا فقد رفضت الاشتراك في اللجنة إلا إذا اشتملت العراق وفلسطين، أما إيطاليا فقد أعلنت انسحابها من اللجنة لأنه لا توجد لها مصلحة في الشرق، وبذلك تكونت لجنة كينغ - كرين الأمريكية. وصلت اللجنة إلى يافا وكان تقريرها هو صورة صادقة عن مشاعر الأهالي في سورية والعراق. ولكن تقرير اللجنة لم يُتح له أن يكون موضع نظر الحلفاء واهتمامهم، وطغت عليه الأطماع البريطانية، والفرنسية، والصهيونية.
اجتمع المؤتمر السوري العام في 7 مارس 1920 وأصدر عدة قرارات:
1. الاعتراف باستقلال سورية بحدودها الطبيعية كدولة سيادة وتنصيب الأمير فيصل ملكًا عليها، والاعتراف باستقلال العراق.
2. رفض اتفاقية سايكس بيكو، وتصريح بلفور، وكل مشروع يُرمى إليه تقسيم سورية، وإنشاء دولة يهودية في فلسطين.
3. رفض الوصاية السياسية التي ينطوي عليها نظام الانتداب المُقترح وقبول المعونة الأجنبية لمدة محدودة، بشرط ألَّا تتعارض مع الاستقلال والوحدة، وتُفضل معونة الولايات المتحدة على سواها، فإن لم تكن فمعونة بريطانيا.
4. رفض معونة فرنسا مهمًا كان شكلها.[333]

قُوبلت هذه القرارات في الأوساط العربية بموجة من الحماس، وفي 8 مارس 1920 تُوِّج فيصل ملكًا على سوريا، فأغضبت هذه القرارات الحلفاء، وبخاصة أن جيوش فرنسا التي كانت تحتل السواحل السورية كانت تتقدم في كل لحظة إلى الداخل، ولذا اجتمع المجلس الأعلى للحلفاء في مؤتمر سان ريمو في 25 أبريل وأُعلن فيه وضع العراق تحت الانتداب البريطاني، وضع فلسطين تحت الانتداب البريطاني مع تنفيذ تصريح بلفور والقرار الأخير هو وضع سوريا ولبنان تحت الانتداب الفرنسي كدولتين مُنفصلتين. وكانت قرارات الحُلفاء مُخيبةٌ لآمال العرب، وبداية لمرحلة الصراع المستمر بين الحُلفاء والعرب في كل قطر من أقطار الأمة العربية المنقسمة عن الدولة العثمانية، بعد الحرب العالمية الأولى.

### الهويات الوطنية

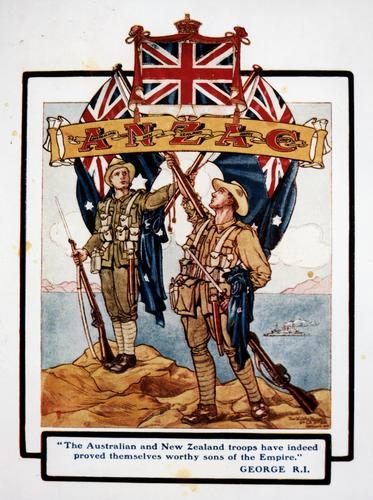
رسم للفيلق الأسترالي النيوزيلندي بعد قتالهم العدو في معركة غاليبولي

أصبحت بولندا مستقلة بعد أكثر قرن. وأصبحت مملكة صربيا وسلالتها الحاكمة الأساس الداعم والحاكم لمملكة يوغسلافيا التي كونت فيما بعد دول جديدة جمعت مملكة بوهيميا مع أجزاء من مملكة المجر وهذه الدول الجديدة هي يوغوسلافيا وتشيكوسلوفاكيا. أصبحت روسيا الاتحاد السوفيتي المكون من فنلندا، ليتوانيا، إستونيا ولاتفيا. اسُتبدلت الدولة العثمانية بتركيا وعدد من البلدان في الشرق الأوسط.
في الإمبراطورية البريطانية أطلقت الحرب العنان للقوميات الجديدة، استطاعت أستراليا ونيوزيلندا الانتصار في معركة جاليبولي (25 أبريل 1915 – 9 يناير 1916) وكانت هذه أول حرب كبيرة تخوضها الدول التي تأسست حديثًا وكانت المرة الأولى التي حاربت القوات الأسترالية كقوة أسترالية وليست تابعة لبريطانيا وبسبب ذلك احتُفل بذكرى فيلق الجيش الأسترالي والنيوزيلندي (ANZAC).
قاتلت الكتيبة الكندية لأول مرة كقوة منفصلة في معركة فيمي ريدج. دخلت كندا الحرب كدومينيون، وهي دولة مستقلة من الإمبراطورية البريطانية،
عندما أعلنت بريطانيا الحرب في عام 1914 كان الدومينيون مشاركين هم أيضًا في هذه الحرب وكنتيجة لذلك فقد وقَّع كلًا من كندا، نيوزيلندا، أستراليا وجنوب أفريقيا على معاهدة فرساي توقيعًا منفصلًا عن الآخر.
بسبب الضغط الذي قام به حاييم وايزمان على الحكومة البريطانية والخشية من أن اليهود الأمريكيين من شأنهم أن يشجعوا الولايات المتحدة الأمريكية بأن تدعم ألمانيا في وعد بلفور عام 1917 صادقت الحكومة البريطانية على إنشاء وطن قومي لليهود في فلسطين. لقد خدم أكثر من 1,172,000 جندي يهودي في قوات الحلفاء ودول المركز في الحرب العالمية الأولى، بما في ذلك 275,000 جندي يهودي في الإمبراطورية النمساوية المجرية و 450,000 في روسيا القيصرية.
نتج عن الحرب العالمية الأولى بدء النزاع الفلسطيني الإسرائيلي (القضية الفلسطينية). قبل نهاية الحرب حافظت الدولة العثمانية على مستوى متواضع من السلام والاستقرار في جميع أنحاء الشرق الأوسط ولكن بعد سقوطها بدأت الصراعات تظهر في البلدان التي كانت تحت حكمها. وبدأت البلدان المنتصرة في هذه الحرب ترسم حدودها السياسية بعد سقوط الدولة العثمانية، حتى أنه كانت في بعض الأحيان قد رسمت حدودها السياسية بعد مشاورة سريعة للمقيمين المحليين. في كثير من الحالات أصبحت الهوية الوطنية مشكلة من الصعب حلها في القرن 21. كان تفكك الدولة العثمانية في نهاية الحرب العالمية الأولى مساهمًا محوريًا في تشكل الوضع السياسي الحديث للشرق الأوسط والصراع العربي الإسرائيلي. إضافًة لنهاية الحكم العثماني ولَّد نزاعات أقل شهرة من الحدود السياسية مثل المياه والموارد الطبيعية الأخرى.

### الآثار الصحية
كان لهذه الحرب نتائج عميقة في صحة القوات العسكرية، فمن بين 60 مليون من الأفراد العسكريين الأوروبيين الذين تم حشدهم من 1914 إلى 1918 قتل منهم 8 مليون جندي و7 مليون أصبح عاجزًا و15 مليون أُصيبوا بإصابات خطيرة. خسرت ألمانيا 15.1٪ منهم وفقدت امبراطورية النمسا والمجر 17.1٪ أما فرنسا فقد خسرت 10.5٪. كان عدد القتلى في ألمانيا من المدنيين 474,000 وهو أعلى مما كان عليه في زمن السلم ويرجع السبب في نقص الغذاء وسوء التغذية التي تجعل الجسم لا يقاوم الأمراض. بحلول نهاية الحرب قتلت المجاعة ما يقرب من 100,000 شخص في لبنان. وأفضل تقديرات لعدد القتلى من المجاعة الروسية لعام 1921 التي وقعت في روسيا هو ما بين 5 ملايين و10 ملايين شخص. في عام 1922 كان هناك ما بين 4.5 مليون و7 ملايين طفل مشرد في روسيا نتيجة ما يقرب عقد من الدمار الذي خلفته الحرب العالمية الأولى والحرب الأهلية الروسية، إضافًة إلى المجاعة من 1920-1922. فرَّ العديد من الروس المعادين للسوفييت البلاد بعد الثورة؛ في عقد 1930 كانت مدينة هاربن التي تقع شمال الصين تحتوي على 100,000 الروس الذين فرَّوا من بلادهم. وآلاف أخرى منهم هاجروا إلى فرنسا، بريطانيا والولايات المتحدة.
في أستراليا كانت آثار الحرب على الاقتصاد واضحة، وقد كتب رئيس الوزراء الأسترالي ويليام هيوز إلى رئيس الوزراء البريطاني، ديفيد لويد جورج، «لقد أكدت لنا أنك لاتستطيع الحصول على شروط أفضل، وأنا آسف لذلك كثيرًا وآمل أن يكون هناك طريقة أخرى حتى نتفق بشأن مطالب التعويض المناسبة مع التضحيات الهائلة التي قُدمت من قبل الإمبراطورية البريطانية وحلفائها». حصلت أستراليا على تعويض لها بعد مشاركتها في الحرب 5,571,720₤ ولكن كانت التكلفة الحقيقة لأستراليا في مشاركتها الحرب هو 376,993,052₤ ومع حلول منتصف عقد 1930 كانت معاشات الإعادة للوطن ومكافئات التقاعد من الحرب 831,280,947₤. حوالي 416,000 من الجنود الأستراليين الذين خدموا في الحرب العالمية الأولى قُتل حوالي 60,000 جندي أسترالي وبلغ عدد الجرحى منهم 152,000.
زادت الأمراض في تلك الظروف الفوضوية للحرب. ففي عام 1914 استطاع القمل الناقل لوباء التيفوس قتل 200,000 شخص في صربيا. من عام 1918 إلى 1922 كان لدى روسيا 25 مليون إصابة و3 ملايين حالة وفاة بسبب وباء التيفوس. في حين أن روسيا كانت قبل الحرب العالمية الأولى لديها حوالي 3.5 مليون شخص مصاب بالملاريا، وفي عام 1923 أصبح الشعب الروسي يعاني أكثر من 13 مليون حالة. بالإضافة إلى ذلك انتشر وباء الإنفلونزا الإسبانية بشكل رئيسي في جميع أنحاء العالم وقتلت 50 مليون شخص على الأقل.
حاولت القوات الأمريكية في أوروبا التعامل مع الإنفلونزا الإسبانية ومع الضغط الذي أحدثته على النظام الطبي، ففي إحدى المستشفيات العسكرية الواقعة بالقرب من غابات أرجون، كان لديها العديد من المصابين على وشك الموت. وقد ارتفع مُعدل وفيات الالتهاب الرئوي إلى 80%. كما ظهرت آثار الإنفلونزا بشكل مذهل على متن السفن الحاملة للجنود الأمريكيين عبر المحيط الأطلسي. وعندما رست سفينة لوياثان في ميناء بريست في 7 أكتوبر، كانت تحمل مائتي قتيل ومُحتضر من فوج النخبة السابع والخمسين. وقد تذمَّر الأطباء والممرضون على جانبي المحيط الأطلسي عجزهم عن مُعالجة المرض بفعالية، ويظهر مشهد الجنود الأقوياء وهم يتساقطون أرضًا ويموتون في غضون يومين في الكثير من المرويات. ازداد كذلك التذمر في نقص الأسرة ونقص التوابيت.

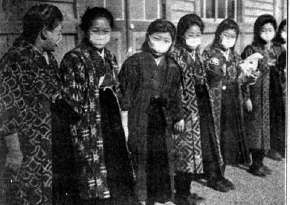
طالبات يابانيات مرتديات الأقنعة على وجوههن أثناء الإنفلونزا الإسبانية، طوكيو، فبراير 1919

ساعدت الحقول التي كانت مسرح العديد من المعارك - وهي حقول حُرثت طوال قرون بروث الحيوانات - في التسبب بجروح مُعدية جديدة على الخبرات الطبية المتوفرة في ذلك الوقت. وقد واجه الأطباء على كلا الجانبين مشكلة ترميم الأعضاء أو استبدالها إذا اقتضت الضرورة مثل الوجوه الممزقة والأطراف المشلولة. كما توجب على الأطباء التكيف مع الأعداد الغير مسبوقة من المرضى في أعقاب المعارك الكبرى على الجبهة الغربية، معرضين أنفسهم في كثير من الأحيان بوابل من نيران العدو، وأحيانًا كانوا عُرضًة للخطر في مراكز الإسعاف القريبة من الجبهة.
كان على الجنود الذين فقدوا أبصارهم وبُترت أطرافهم أن يقوموا بالتغييرات الأكثر جذرية في حياتهم، ولكن الجنود المكفوفين شكَّلوا نسبة قليلة من أولئك الذين تعافوا من جراحهم، فعادةً ماقتلت الإصابات في الرأس الضحية وبنهاية الحرب كان لدى ألمانيا أقل من ثلاثة آلاف من محارب مكفوف. كما خاض أولئك الذين فقدوا أحد أطرافهم تجربة بتر إحدى الساقين بدرجة كبيرة. ولاقى مثل هذه الخسارة ستة جنود من كل مائة جندي ألماني جريح والبالغ عددهم مايقرب خمسة وأربعين ألف، وعانى 3% أي زهاء واحد وعشرون ألفًا من فقدان إحدى الذراعين، غير أن فقدان الساقين معًا كان أقل شيوعًا، وفقدان كلتا الذراعين كان أمرًا نادرًا جدًا (فقط اثنان من كل عشرة آلاف جريح). ونتيجة لذلك إزداد الطلب على خدمات المتخصصين في طب العظام الذين كانوا قلَّة قبل الحرب بشكل لم يسبق له مثيل.

## التكنولوجيا

### الحرب البرية

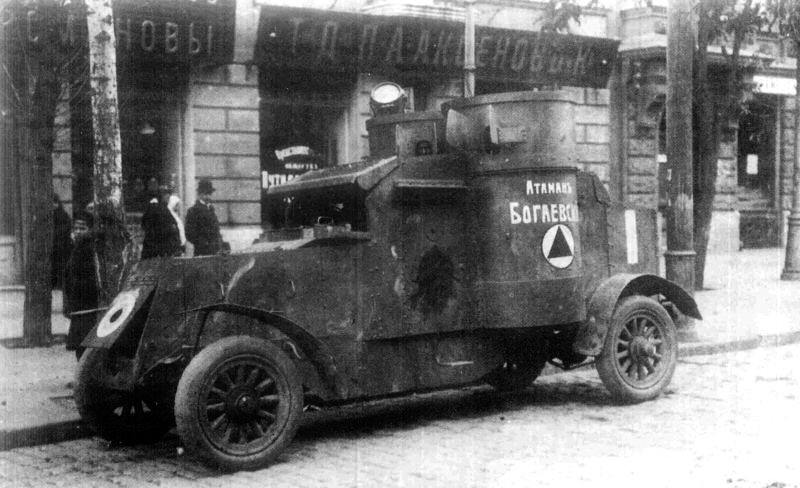
سيارة روسية مصفحة، 1919.

بدأت الحرب العالمية الأولى باعتبارها صراع تكنولوجيا القرن 20 وتكتيكات القرن 19، وكانت حتمية سقوط الضحايا كبيرة ولكن مع نهاية عام 1917 استفاد الجنود الذين بلغ عددهم الملايين من التقنيات الجديدة مثل الهاتف اللاسلكي، السيارات المصفَّحة والدبابات والطائرات.
إزداد القتال كثيرًا في حرب الخنادق، التي فيها مات المئات من الجنود في كل مساحة أرض كانوا قد اكتسبوها في أرض المعركة. وقعت العديد من أعنف المعارك على وجه التاريخ خلال الحرب العالمية الأولى، مثل كامبريه، جاليبولي، فردان، السوم، المارن وباشنديل. استخدم الألمان عملية هابر في تثبيت النيتروجين ليوفروا لقواتهم الإمدادات الثابتة من البارود بسبب الحصار البحري البريطاني المفروض عليهم.
- الخوذات: كانت المدفعية هي المسؤولة الكبرى في زيادة عدد الضحايا[374] وقد استهلكت كميات كبيرة من المتفجرات لهذا. كانت الإصابات في الرأس الناجمة عن قذائف منفجرة في الخنادق قد كثرت وهذا أجبر الدول المقاتلة على تطوير الخوذة. في 1915 أصدر الفرنسيون خوذة أدريان وقد كانت أول خوذة معدنية،[375][376] وبعض الجنود الأمريكيين في فرنسا.[377] تبعتها مباشرة خوذة تُسمى Brodie helmet وقد ارتداها جنود الإمبراطورية البريطانية والولايات المتحدة، وفي عام 1916 طوَّر الألمان خوذة Stahlhelm وقد كانت ثقيلة جدًا للاستخدام عمومًا.[378] إضافًة للخوذات فقد صُنعت معاطف الخنادق.

في بداية الحرب العالمية الأولى كان لدى الجيش الألماني وفرة من الأسلحة الثقيلة والذخائر، أما بريطانيا وفرنسا فوجدتا نفسيهما في موقف هشّ تمثل في «أزمة القذائف» في مطلع العام 1915. ففي معركة باشنديل واجه رجال المدفعية البريطانية قيودًا شديدة بشأن عدد القذائف التي يُسمح لهم بإطلاقها في اليوم الواحد، ومع ذلك بحلول السنة الثانية من الحرب توافرت كميات هائلة من قذائف المدفعية للمتحاربين على خط القتال.
- الغازات السامة: كان للاستخدام الواسع للأسلحة الكيميائية سمة مميزة في هذه الحرب، فقد اسُتخدمت غازات سامة وهي غاز الخردل، الكلور والفوسجين. كان للغازات السامة أثر بسيط في عدد الضحايا الذين قُتلوا بسببها،[380] تعرض الجنود الذين كانوا يشغلون الخنادق للإعاقة المؤقتة بواسطة الغاز المسيِّل للدموع. لقد قتلت غازات الكلورين والفوسجين ضحاياها بتعطيل أنسجة الجهاز التنفسي.[381] وكتدابير للوقاية من تأثير هذه الغازات صممت بسرعة الأقنعة الواقية من الغازات لحماية الجنود منها. بسبب التأثير الكبير للحرب الكيماوية والقصف الاستراتيجي للمدن فقد تم حظر استخدامهما في اتفاقيتا لاهاي 1899 و1907.[382] مع أن تأثير الاتفاقيتين كان محدودًا إلا أنهما استطاعتا لفت انتباه الناس إلى هذه الأمور.[383]

من المفارقات العجيبة أنه قبل أكثر من شهر من الهجوم بالغاز على إيبر، قضى ثلاثة ألمان وأُصيب خمسون بهذا السلاح. فقد كان حمل اسطوانات الغاز -التي تزن الواحدة منها مائتي رطل- إلى خطوط المواجهة أمرًا مُثيرًا للانتباه مما استدعى قيام الحلفاء بقصف تلك الاسطوانات في مناسبات مُختلفة. أصابت إحدى القذائف بعض الاسطوانات ما جعل الألمان أول من أُصيبوا بالغاز على الجبهة الغربية.
مرَّ رقيب من كتيبة نورثمبرلاند بمركز إسعاف به عشرات من الجنود المتسممين بالغاز ووصفهم بقوله: 
| الحرب العالمية الأولى | كان لونهم أسود وأخضر وأزرق، وكيف كانت ألسنتهم مُتدلية للخارج وعيونهم محدقة... كان بعضهم يسعل زبدًا أخضر اللون من رئاتهم. | الحرب العالمية الأولى |

- المدافع: كانت ألمانيا متقدمة بفارق كبير على الحلفاء في استخدام النيران غير المباشرة الثقيلة. عمل الجيش الألماني على استخدام مدفع هاوتزر من عيار 150 ملم (6 بوصة)، و210 ملم (8 بوصة) عام 1914ن بينما كانت أسلحة الجيوش البريطانية والفرنسية من عيار 75 ملم (3 بوصة)، و105 ملم (4 بوصة). كان لدى البريطانيين مدفع هاوتزر عيار 152 ملم (6 بوصة) ولكن حجمه ثقيل ويجب نقله بالعربة إلى ميادين القتال ومن ثم تجميعه. أعطى الألمان البنادق للنمسا من عيار 305 ملم (12 بوصة)، و 420 ملم (17 بوصة)، في بداية الحرب كان لديهم المخزون الوافر من الكوادر المختلفة مثل قاذفة اللغم، والتي كانت مناسبة بشكل مثالي لحرب الخنادق.[385]

- الألغام: في عام 1914 تراجع القادة العسكريون الألمان كلما أمكن إلى الأراضي المرتفعة. وبالتالي أصبحت لقواتهم ميزة الإشراف على خطوط أعدائهم. ولكن تلك الفائدة صاحبها خطر مميت، فقد واجه الجنود الألمان المتحصنون في قطاعات مرتفعة من الجهة الغربية وبشكل مُخيف إمكانية قيام العدو بالحفر ونصب الألغام مباشرة تحت مواقعهم. وعندما كانت هذه التجويفات تُملأ بالمتفجرات ويتم تفجيرها، فإنها كانت تقتل أولئك الجنود المتمرسين وتشوههم وتصيبهم بالذهول. ولم يكُن بمقدور جنود الحلفاء الذين حفروا تحت المواقع الألمانية التنفس بسهولة لأن العدو اتَّخذ إجراءات مضادة قاتلة، فقد حفر الألمان أنفاق ألغام خاصة بهم لاعتراض الخنادق البريطانية ولم يكن أحيانًا يفصل بين تلك الأنفاق المتحاربة سوى بضعة أقدام.[386]
- قاذفات اللهب: استخدم الألمان قاذفات اللهب كسلاح جديد في الحرب، وبعد ذلك تبعتهم القوات الأخرى في استخدام هذا السلاح. مع أن القيمة التكتيكية لهذا السلاح قليلة إلا أن قاذف اللهب كان قويًا لأنه كان يتسبب في إرهاب جنود العدو في أرض المعركة. لقد كان سلاحًا خطيرًا ومع ذلك فقد كان وزنه ثقيلاً مما يجعل مُستخدمه عرضة للخطر.
- الدبابات: ظهرت دبابة مارك-1 للخدمة في شهر أغسطس من عام 1917، واستُعملت لأول مرة في صباح 15 سبتمبر 1917 خلال معركة فليرز كورسيليت كجزء من معركة السوم.[387] بالنسبة إلى القوات الألمانية جاءت السنوات الأخيرة من الحرب بعدو جديد مخيف إلى ساحة القتال والتي عُرفت باسمها الرمزي «الدبابة» وهي تهز الأرض بعنف في ساحة المعركة. وعلى الرغم من أن عددًا قليلًا من الدبابات الألمانية قد شاركت في هجوم الربيع الألماني عام 1918 إلا أن ألمانيا لم تستطع زيادة مواردها بما يسمح لجيشها بالاستثمار كثيرًا في مثل هذا السلاح. كانت دبابات الحرب العالمية الأولى تنقصها القوة والسرعة قياساً بتلك التي ظهرت بعد عقدين من الزمن، ومع ذلك فقد كانت الدبابات سلاحًا لم تستطع الرشاشات ولا الخنادق ولا الأسلاك الشائكة إيقافها وهذا ترك تأثيرًا عميقًا في نفسية العدو. فقد ذكر أحد الجنود الألمان الذين واجهوا هذه الدبابات في معركة كامبريه في شهر نوفمبر 1917 بكل صراحة ووضوح قائلًا: «كان الواحد منَّا يحدِّق ويحدِّق وكأنما شُلَّت أطرافه». فقد بدت هذه الدبابات بطيئة إلا أنها كانت أشبه بوحش يستحيل إيقافه. «صرخ أحد الجنود من داخل الخنادق: الشيطان قادم، فانتشرت هذه الكلمة على طول الجبهة كسرعة النار في الهشيم».[388] بسبب ذلك السلاح الجديد ظهرت الحرب المدرعة.

### البحرية
استخدم الألمان غواصات U-boat في بداية الحرب بالتناوب بين حرب الغواصات المقيدة وغير المقيدة في المحيط الأطلسي. وقد قامت بحرية إمبراطورية ألمانيا بحرمان الجزر البريطانية من الإمدادات الحيوية. كان لوفاة البحَّارة التجار البريطانيين وحصانة غواصات U-boat التي بدا وكأنها لاتُقهر كل ذلك قد أدَّى ذلك إلى زيادة التطوير التقني في عام 1916، فاستُخدم الهيدروفون (سونار صوت مائي، 1917)، ومناطيد المراقبة كأسلحة مضادة لغواصات U-boat.

### الطيران

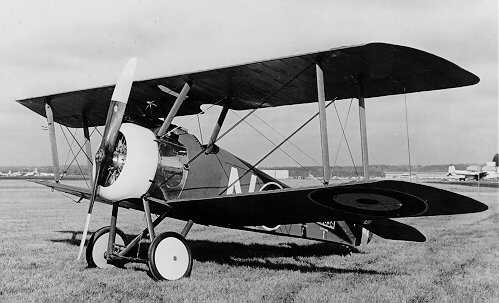
سلاح الجو الملكي Sopwith Camel. في أبريل 1917، كان متوسط العمر المتوقع للطيَّارة البريطانية على الجبهة الغربية 93 ساعة طيران.

بدأت الحرب الجوية بطائرات صغيرة وهشَّة يقودها عدد قليل من الملَّاحين الذين تعلموا الطيران حديثًا. وأثبتت الطائرات قيمتها بسرعة من خلال المهمات الاستطلاعية التي قامت بها وكذلك الأمر في توجيه نيران المدفعية. وبدأ الطيَّارون الهجوم والقصف ضد قوات العدو البريَّة. في عام 1916 قاتلت أساطيل جوية كبيرة بغية السيطرة على المجال الجوي فوق ميادين القتال مثل تلك التي وقعت في معركة فردان. وضرب الألمان مثالًا سرعان ما اتبعته دول مُحاربة أخرى، تمثل في مهاجمة المدن خلف خطوط العدو بالطائرات المقاتلة، وبنهاية الحرب استخدمت القوات الجوية آلافًا من الطائرات الكبيرة المتطورة فنيًا. وفاقت أعداد الطيَّارين كل التوقعات، ففي أغسطس من عام 1914 كان لدى هيئة الطيران الملكية البريطانية (RFC) وخدمة النقل الجوي البحرية الملكية الموازية (RNAS) ألفان من الضباط والجنود مقسمين بينهما. وفي أبريل 1918 دُمجت الوحدتان العسكريتان في قوة واحدة وهي القوة الجوية الملكية. وفي فترة الهدنة تفاخرت القوة الجوية البريطانية بوجود أربعة عشر ألف طيَّار مدرب معزَّزين بأكثر من مئتين وخمسين ألف جندي من الجنسين.
في 23 أكتوبر 1911 استُخدمت الطائرات الثابتة الجناحين عسكريًا لأول مرة في ليبيا أثناء الحرب العثمانية الإيطالية للاستطلاع، وسرعان ما تبع ذلك إسقاط القنابل منها وفي السنة التي بعدها تم استخدامها للتصوير الجوي للمنطقة لمعرفة تحركات العدو. وبحلول عام 1914، كانت فائدتها العسكرية واضحة. كانت تُستخدم في البداية للمهمات الاستطلاعية وللهجوم الأرضي. ومن أجل إسقاط طائرات العدو طُوِّرت الدفاعات الجوية والطائرات المُقاتلة. اخترع الألمان والبريطانيون قاذفات القنابل الإستراتيجية، كما استعمل الألمان منطاد زبلين مع قاذفة القنابل. مع قرب نهاية الحرب 1918 استُخدمت لأول مرة حاملات الطائرات.

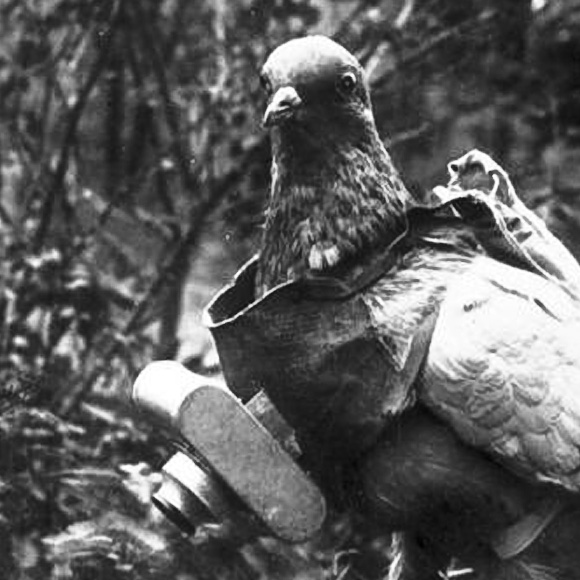
حمام زاجل وهو يحمل كاميرا ألمانية مُصغرة، يُعتقد أنها أُخذت في أثناء الحرب العالمية الأولى

كان منطاد الاستطلاع يحلق فوق الخنادق للاستطلاع وللإبلاغ عن تحركات العدو وتوجيه المدفعية نحوهم. كان المنطاد يحمل طاقمًا مكونًا من جنديين مجهزين بمظلتين للهبوط (parachutes)، في حالة إذا كان هناك هجوم جوي عليهما من العدو، يستطيعان الهبوط بالمظلة إلى بر الأمان. في ذلك الوقت، كانت المظلات ثقيلة جدَّا عند استخدامها من قبل الطيارين، والمظلات ذات التصميم الأصغر لم يتم تطويرها حتى نهاية الحرب. لقد عارض استخدامها القادة البريطانيون لأنهم قلقوا من أنها تُعزز الجبن عند الجنود أثناء القتال في المعارك.
كانت المناطيد أهداف هامة لطائرات العدو لكونها منصات مراقبة لتحركاتهم. وللدفاع عن أنفسهم ضد الهجوم الجوي من العدو كان منطاد الاستطلاع محمي بشدة عن طريق المدافع المضادة للطائرات وكذلك فإن الطائرات التابعة لها كانت تحرسها من أي هجوم جوي من قبل قوات العدو. لقد استُخدمت أسلحة غير اعتيادية لإسقاط المناطيد مثل الصواريخ. وبالتالي فقد ساهم منطاد الاستطلاع في تطوير القتال الجوي بين جميع أنواع الطائرات. أيضًا تسبب ذلك في جمود القتال في الخنادق لأنه كان من المستحيل نقل أعداد كبيرة من المقاتلين دون أن يتم الكشف عنهم. أجرى الألمان غارات جوية على إنجلترا خلال عامي 1915 و 1916 باستخدام المناطيد آملين في ذلك تدمير معنويات البريطانيين ولتوجيه الطائرات من الخطوط الأمامية. كانت النتيجة هو ظهور حالات الذعر بين المواطنين وقد أدَّى ذلك إلى تسريب عدة أسراب من المقاتلين من فرنسا.
كان الغرض الأساسي من الطائرات في حرب الخنادق الاستطلاع ومراقبة المدفعية. وكان الاستطلاع الجوِّي له دور كبير جدًا في فضح حركات العدو، وقد نتج عن ذلك جمود القتال في الخنادق بسبب تلك الطائرات. أُستخدم الحمام الزاجل كذلك في المراقبة الجوية العسكرية في الحرب العالمية الأولى وقد عُرفت هذه بحمام التصوير الفوتوغرافي، يحمل فيها الحمام كاميرا مصغَّرة بمؤقت. استُخدمت في معركة فردان، وبعد أن أثبتت فائدتها استُخدمت على نطاق أوسع في معركة السوم. ولكن بعد انتهاء الحرب، ذكر تحقيق وزارة الحرب لمخترع هذه الفكرة خوليوس نيوبرونر بأن استخدام الحمام في التصوير الجوي لم تكن له قيمة عسكرية.

## جرائم الحرب

### حوادث بارالونغ

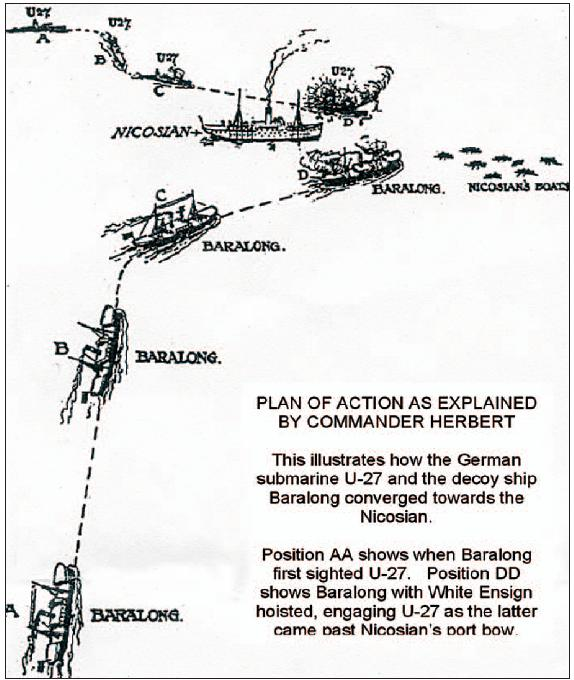
مخطط سير حادثة بارالونغ، 19 أغسطس 1915

في 19 أغسطس 1915 غرقت الغواصة الألمانية U-27 من قبل السفينة الحربية البريطانية HMS Baralong، وقد أُعدم جميع الألمان الناجين من الغواصة من قبل طاقم السفينة البريطانية بارالونغ بناءً على أوامر من الملازم غودفري هربرت ربَّان السفينة الحربية. أُرسل ذلك التقرير إلى وسائل الإعلام من قبل المواطنين الأمريكيين اللذين كانوا على متن Nicosia وهي سفينة شحن بريطانية محمَّلة بالإمدادات الحربية التي تم إيقافها من قبل U-27 قبل دقائق من وقوع الحادث.
في 24 سبتمبر، دمَّرت بارالونغ السفينة الألمانية U-41 التي كانت تعمل على إغراق سفينة شحن Urbino وفقًا لما قاله قائد الغواصة كارل جويتز. استمرت بارالونغ في رفع العلم الأمريكي بعد إطلاق النار على U-41 ثم قامت بالاصطدام بقارب النجاة الذي كان يحمل الناجين من الغواصة الألمانية لإغراقه.

### إتش إم إتش إس اندوفري كاسيل
في 27 يونيو 1918 تعرضت سفينة المستشفى الكندي HMHS Llandovery Castle للنسف من قبل الغواصة الألمانية إس إم يو-86 منتهكًة بذلك القانون الدولي، وقد نجا من هذه الحادثة 24 من أصل 258 من الطاقم الطبي من الأطباء والممرضات والمرضى وطاقم السفينة. وقد قال الناجين أن غواصة من فئة يو بوت قد ظهرت من أسفل وبدأت بإطلاق النار على قوارب النجاة. اتُّهم قبطان غواصة اليو بوت Helmut Patzig بارتكاب جرائم الحرب بعد انتهاء الحرب ولكنه هرب إلى غدانسك التي كانت خارج اختصاص المحاكم الألمانية.

### الأسلحة الكيميائية في الحرب
استخدمت الغازات السامة كسلاح من قبل قوات الإمبراطورية الألمانية في 31 يناير 1915 في معركة بوليمو، واستخدمها بعد ذلك جميع القوات المتحاربة خلال الحرب العالمية الأولى. وتشير التقديرات إلى أن الأسلحة الكيميائية التي استخدمها كلا الجانبين طوال فترة الحرب ألحقت خسائر مقدارها 1.3 مليون. فقد خسر البريطانيون أكثر من 180,000 إصابة بسبب الأسلحة الكيميائية خلال الحرب. أما الخسائر الأمريكية فقد وصلت خسائرها إلى الثُلث بسبب الغازات الأخرى وغاز الخردل، بينما خسر الجيش الروسي ما يقرب من 500,000 إصابة بسبب الأسلحة الكيميائية في الحرب العالمية الأولى. كان في استخدام الأسلحة الكيميائية انتهاك مباشر لاتفاقيتا لاهاي بشأن الغازات السامة اللتان تحظران استخدامها.
لم تقتصر الغازات السامَّة على المُقاتلين بل وصلت أيضًا للمدنيين في المدن بسبب أن الرياح كانت تنقلها إليهم. وكان من النادر أن يكون للمدنيين جهاز إنذار يُنذرهم عن هذه الغازات، إضافة إلى أنظمة الإنذار السيئة لم يستطع المدنيين الحصول على أقنعة غاز فعَّالة تقيهم منها. تشير التقديرات إلى أن عدد الضحايا من المدنيين بسبب الغازات السامة قد وصلوا من 100,000 إلى 260,000 في هذه الحرب جنبًا إلى جنب مع الآلاف من الضحايا العسكريين، جميعهم ماتوا بسببها، لقد تسبب الغازات السامة في إصابتهم بتقرح في الرئتين، تلف الجلد وضرر الدماغ في السنوات التي تلت انتهاء الحرب. عرف كثير من القادة العسكريين على كلا الجانبين أن مثل هذه الأسلحة من شأنها أن تسبب ضررًا كبيرًا للمدنيين بسبب الرياح التي تنقل الغازات السامة إلى البلدات القريبة ولكن مع ذلك فقد واصلوا إستخدامها طوال فترة الحرب.
كتب المشير البريطاني السير دوغلاس هيج في مذكراته:
.

### الإبادة الجماعية والتطهير العرقي

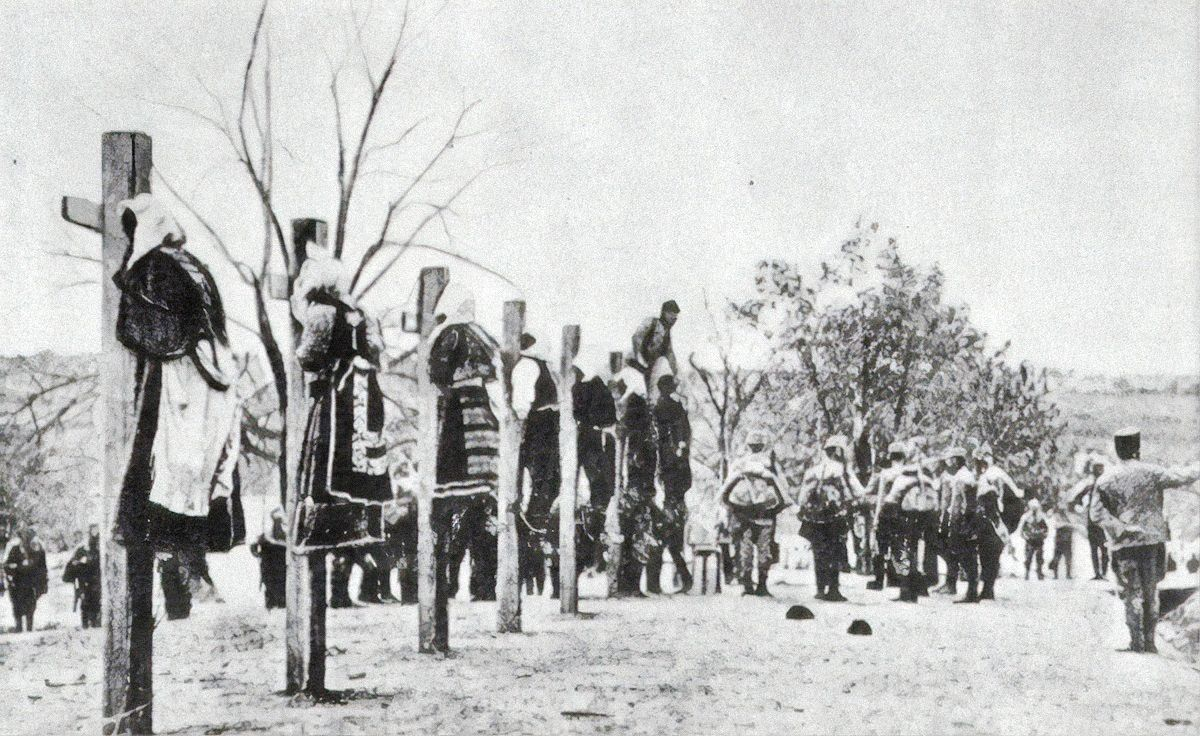
جنود من القوات النمساوية المجرية وقد أعدموا نساءً ورجالًا صربيين، 1916.

التطهير العرقي الذي قامت به الدولة العثمانية ضد الأرمن بما في ذلك الترحيل الجماعي والإعدام خلال السنوات الأخيرة من الدولة العثمانية يعتبر إبادة جماعية. كان الشعب الأرمني بالنسبة للدولة العثمانية هو العدو لأنه اختار الجانب الروسي في بداية الحرب العالمية الأولى. في بداية عام 1915، انضم عدد من الأرمن للقوات الروسية، فاستخدمت الدولة العثمانية هذا كذريعة في إصدارها لقانون الترحيل. خوَّل هذا القانون للأرمن بالرحيل من المقاطعات الشرقية للدولة العثمانية إلى سورية بين الأعوام 1915 و1917. العدد الدقيق للوفيات غير معروف لذا هم من 250,000 إلى 1.5 مليون قتيل أرمني. بينما قدَّرت الرابطة الدولية لعلماء الإبادة الجماعية بأن عددهم أكثر من مليون. رفضت الحكومة التركية الاعتراف بهذه المذبحة بحجة أن أولئك الذين لقوا حتفهم كانوا ضحايا القتال العرقي والمجاعة أو بسبب مرض أثناء الحرب العالمية الأولى. وهناك مجموعات عرقيات أخرى لقيت حتفها مثل السريان واليونانيين، وينظر بعض العلماء في هذه الأحداث بأنها جزء من نفس سلسلة الإبادة.

### الإمبراطورية الروسية
انتشر الاضطراب الاجتماعي والعنف (البوغروم) على نطاق واسع أثناء الثورة الروسية عام 1917 والحرب الأهلية الروسية التي تلت الحرب العالمية الأولى، فقد تسببت الأخيرة بأكثر من 2,000 مجزرة في الإمبراطورية الروسية السابقة وقد كان أكثرها في أوكرانيا. ويقدَّر بأن 60,000 إلى 200,000 من اليهود المدنيين قد قتلوا في تلك المجازر.

### اغتصاب بلجيكا

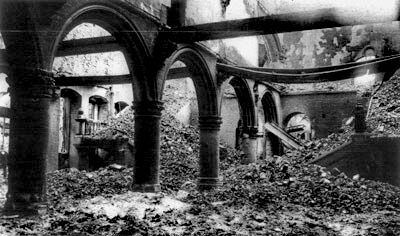
دمار مكتبة جامعة كاثوليك لوفان الذي خُلِّف بعد الحريق الذي أصابها في عام 1914

عامل الغزاة الألمان أي مقاومة - مثل تخريب خطوط السكك الحديدية - بأنها غير قانونية وغير أخلاقية. فأطلقوا النار على المجرمين وحرقوا المباني للانتقام. بالإضافة إلى ذلك، فإنهم قد مالوا للشك في أن معظم المدنيين هم قوات غير نظامية وسوف يقومون بحرب عصابات، ووفقًا لذلك فقد أخذوا الرهائن وقتلوا السكان المدنيين، وأحرقوا المنازل في شرق ووسط بلجيكا، في مدينة أراسكوت (156 قتيل)، دينانت (674 قتيل)، أندين (211 قتيل) وسامبرفيل (383 قتيل). وقد كان من بين الضحايا أطفال ونساء.
بين شهري أغسطس ونوفمبر أعدم الجيش الألماني أكثر من 6,500 شخص من المدنيين الفرنسيين والبلجيكيين، كان عادة بشكل إطلاق نار عشوائي بأوامر من ضباط ألمان ذو رُتب عسكرية متدنية. في 25 أغسطس 1914 دمَّر الجيش الألماني مابين 15,000 إلى 20,000 من المباني وكان أشهر ما دُمِّر مكتبة الجامعة في لوفان فقد أحرقوها بالبنزين وأحرقوا معها 300,000 من الكتب والمخطوطات من القرون الوسطى التي كانت موجودة فيها، وتسببوا بمقتل 248 شخص. وبسبب تلك الإعتداءات والقتل زاد عدد اللاجئين الذين وصل عددهم إلى أكثر من مليون شخص. شُحن الآلاف من العمَّال إلى ألمانيا للعمل في المصانع، وبسبب كل ماحدث انتشرت دعاية بريطانية عن اغتصاب بلجيكا (The Rape of Belgium) وقد جذب ذلك اهتمام الولايات المتحدة، بينما قال المتحدث الرسمي في برلين إن ماقاموا به هو أمر مشروع وضروري بسبب تهديد القوات الغير نظامية من المدنيين؛ مثل تلك العصابات التي كانت موجودة في فرنسا عام 1870. أسهبت بريطانيا في تقاريرها عن هذا الوضع ونشرتها داخل المنازل والولايات المتحدة، وقد كان لهذه التقارير الدور الرئيسي في حلِّ الدعم لألمانيا.

## تجارب الجنود
في بداية الحرب كان الجنود البريطانيين هم أشخاص متطوعين للخدمة ولكن بعد ذلك ومع استمرار الحرب تمَّ تجنيدهم إجباريًا. بعدما عاد الجنود الباقين على قيد الحياة من قدامى المحاربين إلى ديارهم، كان كثيرًا ما ناقشوا تجاربهم في هذه الحرب فيما بينهم وشكَّلوا «مجموعات المحاربين القدامى».

### أسرى الحرب

سجناء ألمان في مُعسكر سجن فرنسي خلال الجزء الأخير من الحرب، 1917 - 1919.

أثناء الحرب استسلم حوالي ثمانية ملايين من الرجال ووُضعوا في معسكرات لأسرى الحرب. لقد تعهدت جميع الدول بتنفيذ اتفاقيتا لاهاي بشأن المعاملة العادلة لأسرى الحرب. وعمومًا فقد كانت معدلات الحياة في معسكرات أسرى الحرب أعلى بكثير من أقرانهم في الجبهة. كان حول المعسكر أسلاك شائكة بطول ثلاثة أمتار وكانت الأسلاك متباعدة خمسة عشر سنتيمترات، وعمود خشبي في كل ثلاثة أمتار وبجانب الأسلاك الشائكة كل خمسين سنتيمتر لتُشكل بذلك شبكة لايمكن عبورها. في عام 1915 سُجن الأسرى من الضباط في مُخيمات خاصة بهم، وبحلول أكتوبر عام 1918 وصل عدد معسكرات الضباط إلى 73 مُعسكر.

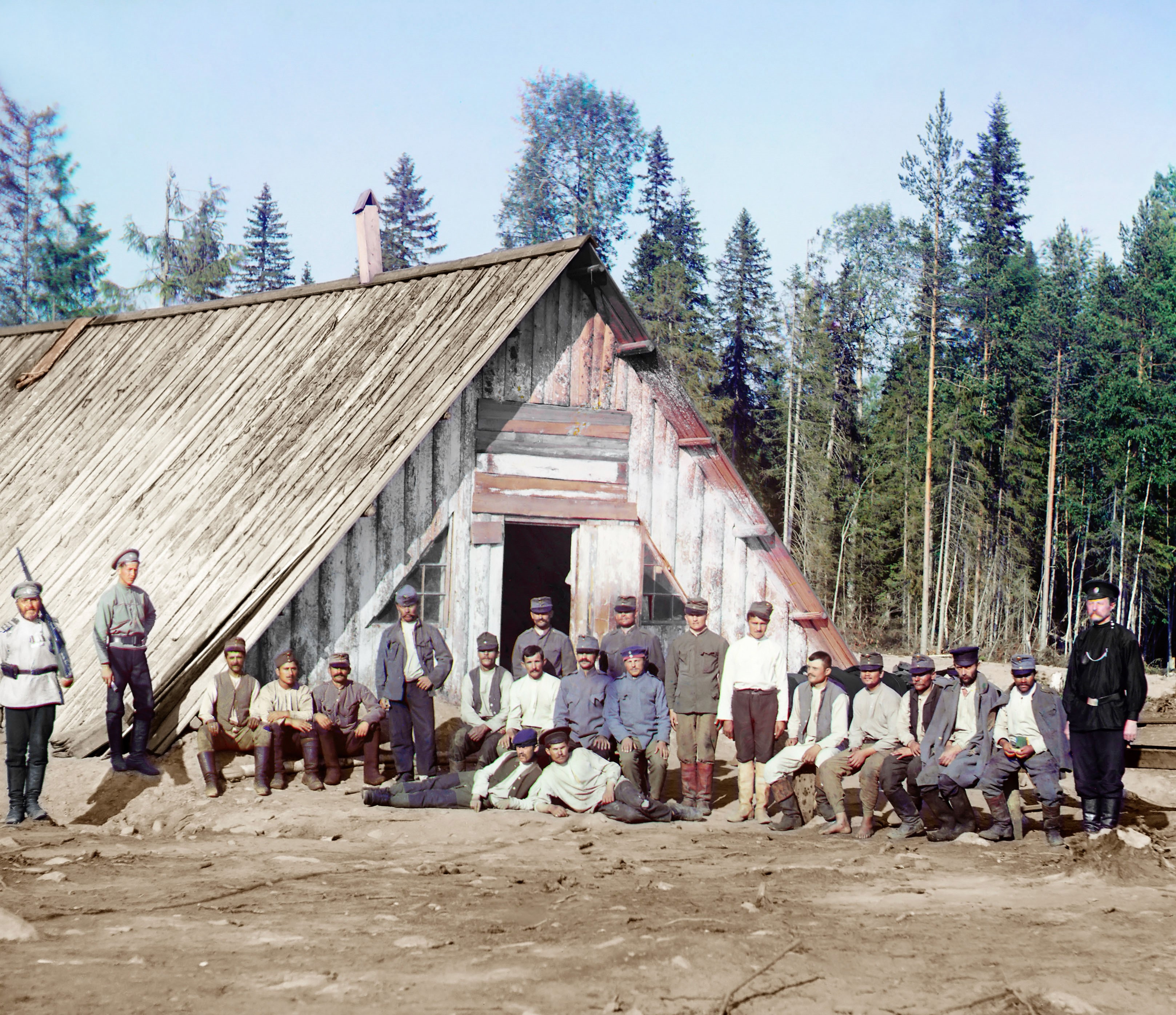
سجناء نمساويين مجريين في معسكر لأسرى الحرب في روسيا، 1915

بلغ عدد الجنود الألمان المسجونين إلى أكثر بقليل من سبعة ملايين. بينما وصل عدد الجنود الأسرى من قوات الحلفاء اللذين قُبض عليهم الألمان إلى حوالي 2,400,000،
في حصار موبيج استسلم 40,000 جندي فرنسي، وفي معركة غاليسيا أخذ الروس مابين 100,000 إلى 120,000 من الرهائن النمساويين. في هجوم بروسيلوف استسلم مابين 325,000 إلى 417,000 من الجنود الألمان والنمساويين للقوات الروسية. في معركة تاننبرغ استسلم 92,000 من الجنود الروس للقوات المنتصرة. عندما تم حصار كاوناس في عام 1915 أصبح 20,000 من الجنود الروس سُجناء. وفي معركة كانت بالقرب من Przasnysz (فبراير– مارس 1915) استسلم 14,000 من الألمان إلى الروس. في معركة المارن الأولى استسلم 12,000 ألماني إلى قوات الحُلفاء. 25–31% هي خسارة الروس (من المُعتقلين، الجرحى والقتلى) كان عدد سجنائها كالتالي؛ 32% عند النمسا والمجر، 26% لإيطاليا، 12% لفرنسا، 9% لألمانيا و7% لبريطانيا. بلغ مجموع سُجناء دول الحُلفاء 1.4 مليون سجين. ذكرت بعض الأبحاث أن عدد السُجناء الروس كان 2,417,000 رجل، ومن دول المركز حوالي 3.3 مليون رجل، كانوا قد استسلموا للقوات الروسية.

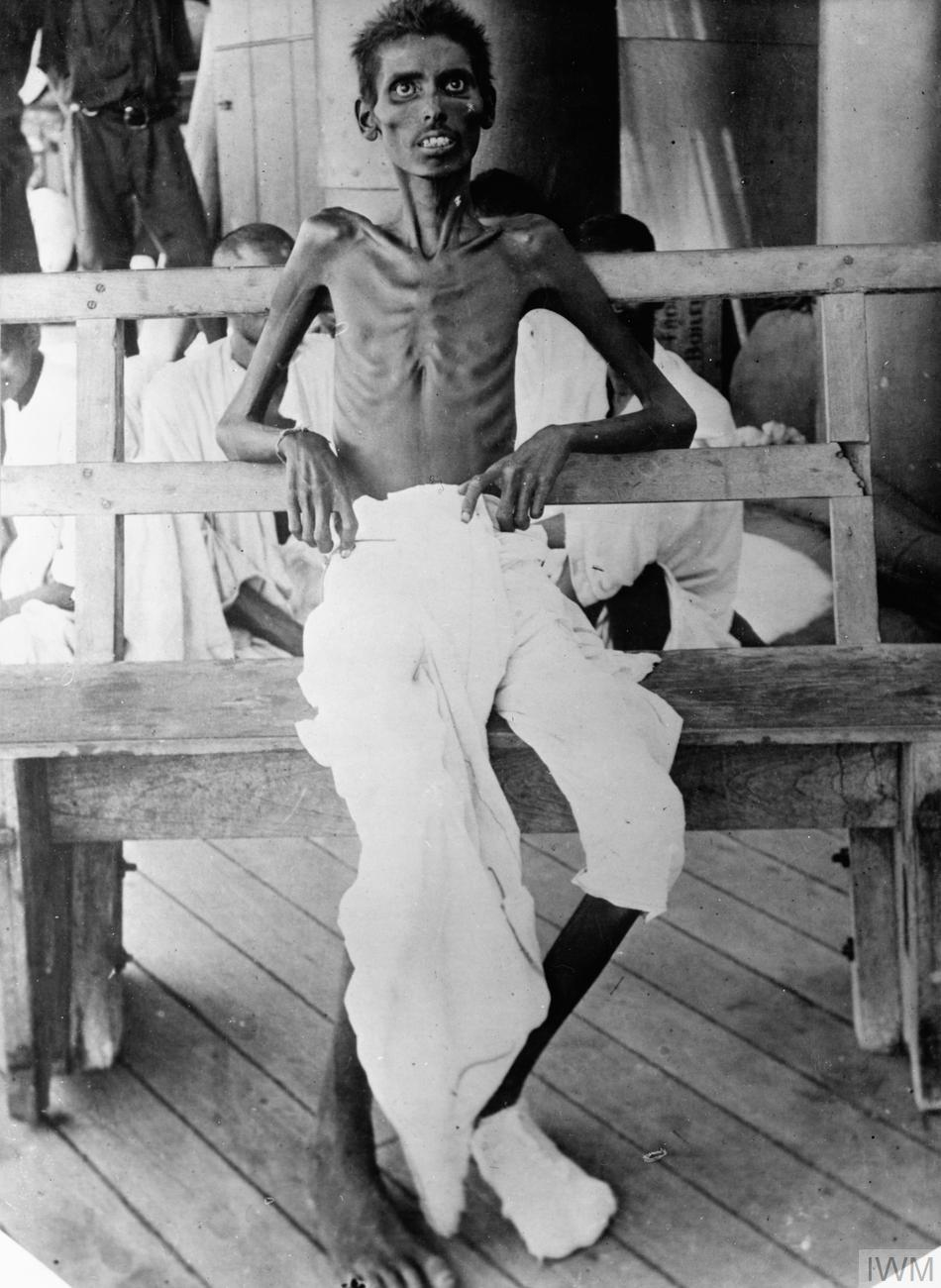
هندي مصاب بالهُزال تابع للقوات البريطانية وهو أحد الناجين من حصار الكوت.

كان في قبضة ألمانيا 2.5 مليون سجين وروسيا كان لديها 2.2–2.9 مليون سجين، بينما كان لدى بريطانيا وفرنسا 720,000 سجين. كان مُعظم السُجناء قد أُلقي القبض عليهم أثناء الهُدنة. أمَّا الولايات المتحدة ففي قبضتها 48,000 سجين. كانت هناك لحظات خطيرة يتلقَّاها الجنود المستسلمين وهو إطلاق الرصاص عليهم حتى بعد استسلامهم. كانت الظُروف مُرضية لسجناء المُعسكر (وهي أفضل بكثير من ظروف السجناء في الحرب العالمية الثانية) بسبب جهود اللجنة الدولية للصليب الأحمر وعمليات التفتيش التي تقوم بها الدول المُحايدة للمُعسكرات. ومع ذلك فقد كانت الظروف مروعة في روسيا؛ فقد كان الموت جوعًا شائع بين السجناء والمدنيين، مات حوالي 15–20% من السجناء في روسيا (بعض التقارير الأخرى تقول 2.5% هو نسبة موتى السجناء بسبب المجاعة). وفي دول المركز حكم على 8% من السجناء الروس بالسجن المؤبد. أما في ألمانيا فقد كان الطعام نادر ومات 5% من السجناء.
عاملت الدولة العثمانية الأسرى في كثير من الأحيان معاملةً سيئة، كان 11,800 من جنود الإمبراطورية البريطانية مُعظمهم من الهنود اللذين تم أسرهم في شهر أبريل 1916 بعد حصار الكوت في بلاد الرافدين، مات منهم 4,250 في معسكرات الأسر. مع أن العديد منهم كانوا في حالة سيئة حينما أُسروا إلا أن الضباط العُثمانيين قد أجبروهم على المسير 1,100 كيلومتر (684 ميل) إلى الأناضول. وقد قال أحد الناجين منهم: «كنَّا نسير جنبًا إلى جنب كالبهائم، ولانتوقف إلا للموت». بعد ذلك أُجبر الناجين منهم على العمل في بناء خط سكة حديدية من خلال جبال طوروس.
في حين أن سجناء الحُلفاء لدى دول المركز قد أُرسلوا إلى منازلهم بعد انتهاء الأعمال العدائية، إلا أنه لم يُمنح سجناء دول المركز لدى الحُلفاء وروسيا نفس هذه المعاملة، فقد أُجبر العديد منهم على العمل القسري؛ مثل العمل في فرنسا إلى عام 1920. ولم يُفرج عنهم إلا بعد اتصالات عديدة قام بها الصليب الأحمر للمجلس الأعلى لقوات الحُلفاء. بقي السُجناء الألمان مسجونون في روسيا إلى عام 1924.

### المراسلين الحربيين

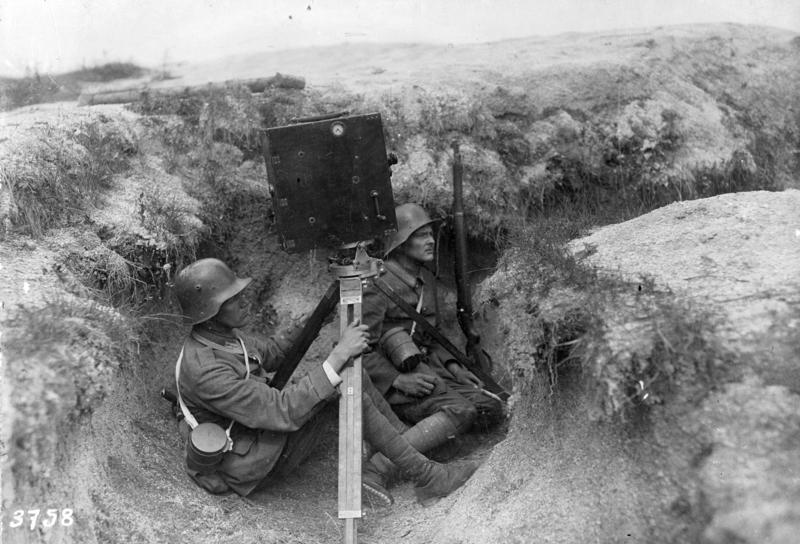
طاقم تصوير ألماني يسجل الحدث الحربي، 1917.

تأثَّرت التغطية الإعلامية للحرب بسبب القيود المفروضة من قبل المراقبين والرقابة الصارمة التي يحصل عليها المراسلين الإعلاميين. لقد أثار هذا التساؤل حول الدور الذي تلعبه وسائل الإعلام في اختيار أخبار مثل أخبار هذه الصراعات.

### الأطباء العسكريون
كانت جميع الدول المتحاربة بحاجة ماسة إلى الأطباء على الجبهة، لهذا قامت الحكومات بسحب أعداد كبيرة من الأطباء العاملين في القطاع المدني إلى القطاع العسكري. تمَّ تعبئة أكثر من نصف الأطباء في الجزر البريطانية (14 ألف طبيب من أصل ما مجموعه 25 ألف). وفي ألمانيا قامت الحكومة باستدعاء عدد أكبر من الأطباء للخدمة: زهاء 80٪ من أطباء ألمانيا البالغ عددهم 33 ألف طبيب تم استدعاؤهم للخدمة العسكرية.
عرَّض الطب العسكري حياة الأطباء إلى الخطر في لحظات القتال. فقد واجه الضباط الطبيون اللذين عُين، ا كجراحين القصف المدفعي وقنابل الغاز والهجمات الجوية التي واجهها الجنود على خط الجبهة. في وقت مبكر من عام 1915 قتلت غازات القنابل الألمانية وشوهت الأطباء البريطانيين وزملائهم المتطوعين الأمريكيين في مخيمات القواعد العسكرية على طول بحر المانش. وفي العامين الأخيرين للحرب، وضعت الغارات الجوية الألمانية المكثفة على الخطوط الدفاعية البارزة في إيبر والمناطق الخلفية مثل قاعدة إتابل حياة الكوادر الطبية في خطر دائم. ففي 30 مارس 1918 ضربت القنابل الألمانية المستشفى الكندي الثابت في دولان مما أدى لمقتل فريق طبي كامل مكون من طبيبين وثلاث ممرضات. وقد قُتل 800 طبيب عسكري ألماني خلال الحرب، وزهاء ألف من نظرائهم البريطانيين. ونتجت معظم هذه الوفيات عن عمل الأطباء في خطوط الجبهة.

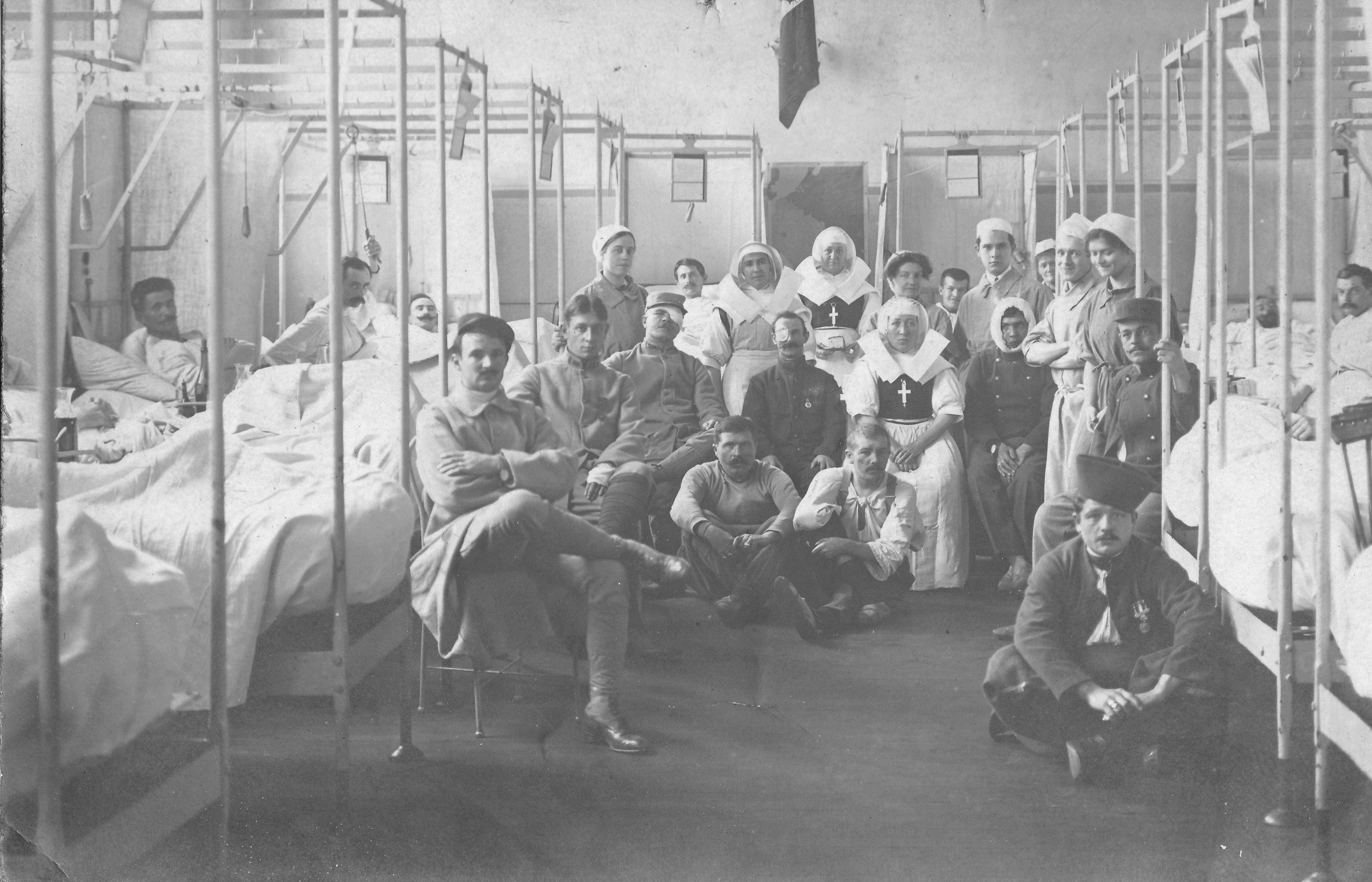
مستشفى عسكري فرنسي خلال الحرب العالمية الأولى

أدى الحصار الذي فرضه الحلفاء والضغوطات الاقتصادية اللاحقة على ألمانيا، سلسلة خاصة من المصاعب بالنسبة إلى الأطباء الألمان. إذ تطلب العلاج الفعَّال لضحايا الغنغرينا الغازية تغييرًا كاملًا للملابس والمعدات، ولكن ذلك كان مستحيلًا في كثير من الأحيان. وبحلول عام 1918 لم يكن لدى الأطباء سوى ضمادات ورق كريبي رقيقة لتغطية الجروح. وبدلًا من القطن الطبي لم يكن هناك سوى نوع من ورق السليولوز الذي وصفه أحد الأطباء العسكريين بالقول 
كما أن القفازات الجراحية لم تعد مُتاحة، وحتى الصابون شحَّ وجوده. وكان على الجراح أن يُخاطر بحياته في معالجة جرح ملوث متسخ عندما يفرك يديه بالصابون الرملي، (خليط من ثلاثة أجزاء رمل مقابل جزء صابون)، قبل العملية وبعدها. وعندما اجتاحت القوات الألمانية المواقع البريطانية في ربيع 1918، أُصيب الأطباء بالذهول عندما وجدوا صناديق مكدَّسة من مواد الإسعاف، وآلافًا من الضمادات والقطن الطبي الأصلي وكميات كبيرة من الشاش الطبي.
كما أعاق نقص سيارات الإسعاف إجلاء الجرحى الأمريكيين أثناء معركة ميوز ومعركة غابة أرجون. كانت السلطات الطبيَّة قد أخطرت عندما قدَّرت المسافة التي يستوجب على المصابين الأمريكيين قطعها بما لا يزيد عن عشرين ميلًا. بمجرد بدء المعركة احتاج الكثير من الجنود الأمريكيين المصابين إلى وسيلة نقل عاجلة لحملهم إلى أماكن أكثر بُعدًا. مما استوجب الدفة بالحافلات السياحية الفرنسية لسدِّ الفجوة.

## التأييد والمعارضة للحرب

### التأييد
في البلقان، أيَّد السياسي اليوغوسلافي أنتي ترومبيك الحرب العالمية الأولى رغبًة منه في تحرير يوغوسلافيا من حكم الإمبراطورية النمساوية المجرية لإنشاء دولة يوغوسلافية مستقلة. أُنشئت اللجنة اليوغوسلافية بقيادة ترومبيك في 30 أبريل 1915 في باريس ولكن بعد فترة قصيرة نقلت مقرها إلى لندن. في أبريل 1918 اجتمع مجلس روما للقوميات المضطهدة من بينهم ممثلين من تشيكوسلوفاكيا، الطليان، بولنديون، ترانسيلفانيا ويوغوسلافيا في حث الحلفاء ليدعموا لهم حق تقرير المصير للشعوب المقيمة في الإمبراطورية النمساوية المجرية.
في الشرق الأوسط، ارتفعت القومية العربية في الأراضي العثمانية ردًا على صعود القومية التركية خلال الحرب، فقد أيَّد زعماء القوميات العربية هذه الحرب ودعوا إلى إقامة دولة عربية. في عام 1916 بدأت الثورة العربية الكبرى في الأراضي التي كانت تُسيطر عليها الدولة العثمانية في الشرق الأوسط في محاولة لتحقيق الاستقلال. الحزب الليبرالي الإيطالي تحت قيادة باولو بوسيللي روَّج التدخل بجانب الحلفاء في هذه الحرب، وقد استخدم جمعية دانتي أليغييري لتعزيز القومية الإيطالية.
كان هناك عدد من الأحزاب الاشتراكية التي أيَّدت الحرب عندما بدأت في أغسطس 1914. ولكن الاشتراكيين الأوروبيين قد انقسموا مع مبدأ صراع الطبقات الاجتماعية الذي عُقد من قبل الاشتراكيين المتطرفين مثل الماركسيين ومذهب النقابية. حالما بدأت الحرب دعمت القوميات في كلًا من: النمسا، بريطانيا، فرنسا، ألمانيا وروسيا الاشتراكية، تدخل بلدانهم في هذه الحرب. انقسم الاشتراكيين الإيطاليين بين دعم الحرب ومعارضتها؛ كانت بعضهم مؤيد بشدة للدخول في الحرب من بينهم بينيتو موسوليني وليونايدا بسولاتي. ولكن الحزب الاشتراكي الإيطالي قرر مُعارضة الحرب بعد مقتل متظاهرين مناهضين للحرب، وكنتيجة لذلك بدأ إضراب عام لمدة أسبوع في إيطاليا وقد أُطلق على هذا الإضراب بالأسبوع الأحمر (Red Week).
أُثيرت القومية الإيطالية قبل اندلاع الحرب، وكانت قوية في بدايتها بسبب الدعم القوي من مجموعة متنوعة من الفصائل السياسية. كان غابرييل دانونزيو واحدًا من أنصار القومية الإيطالية البارزين المؤيدين للحرب اللذين روجوا لحركة إيطاليا ايريدينتا وساعد في التأثير على الشعب الإيطالي ليدعموا التدخل في الحرب. تخلص الحزب الاشتراكي الإيطالي من أعضاء القومية الإيطالية المؤيدين للحرب وكان من بين اللذين تم التخلص منهم موسوليني. كان موسوليني من مذهب النقابية الذي أيَّد الحرب على أساس حق المطالبة على المناطق الإيطالية التي كانت من ضمن الإمبراطورية النمساوية المجرية، استطاع موسوليني بسبب قوميته الكبيرة من جمع الأموال من شركة التسلح Ansaldo وشركات أخرى ليُنشئ صحيفة Il Popolo d'Italia وكان الغرض منها إقناع الاشتراكيين والثوريين بدعم دخول إيطاليا للحرب.

### المعارضة

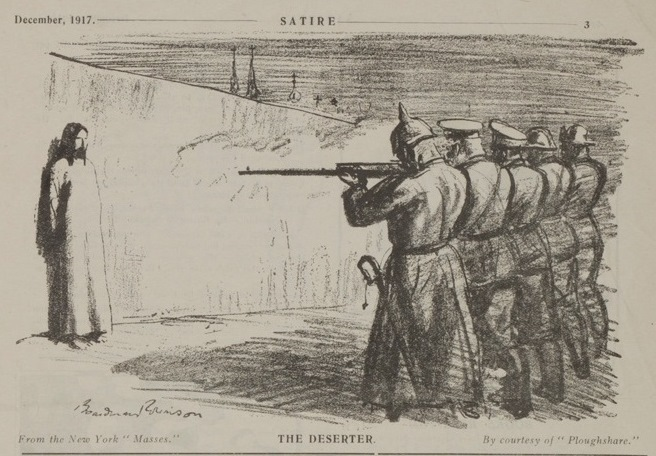
الفار من الجندية، كرتون معارض للحرب يصوّر يسوع مواجهاً الإعدام بالرصاص على يد جنود من خمس دول أوروبية.

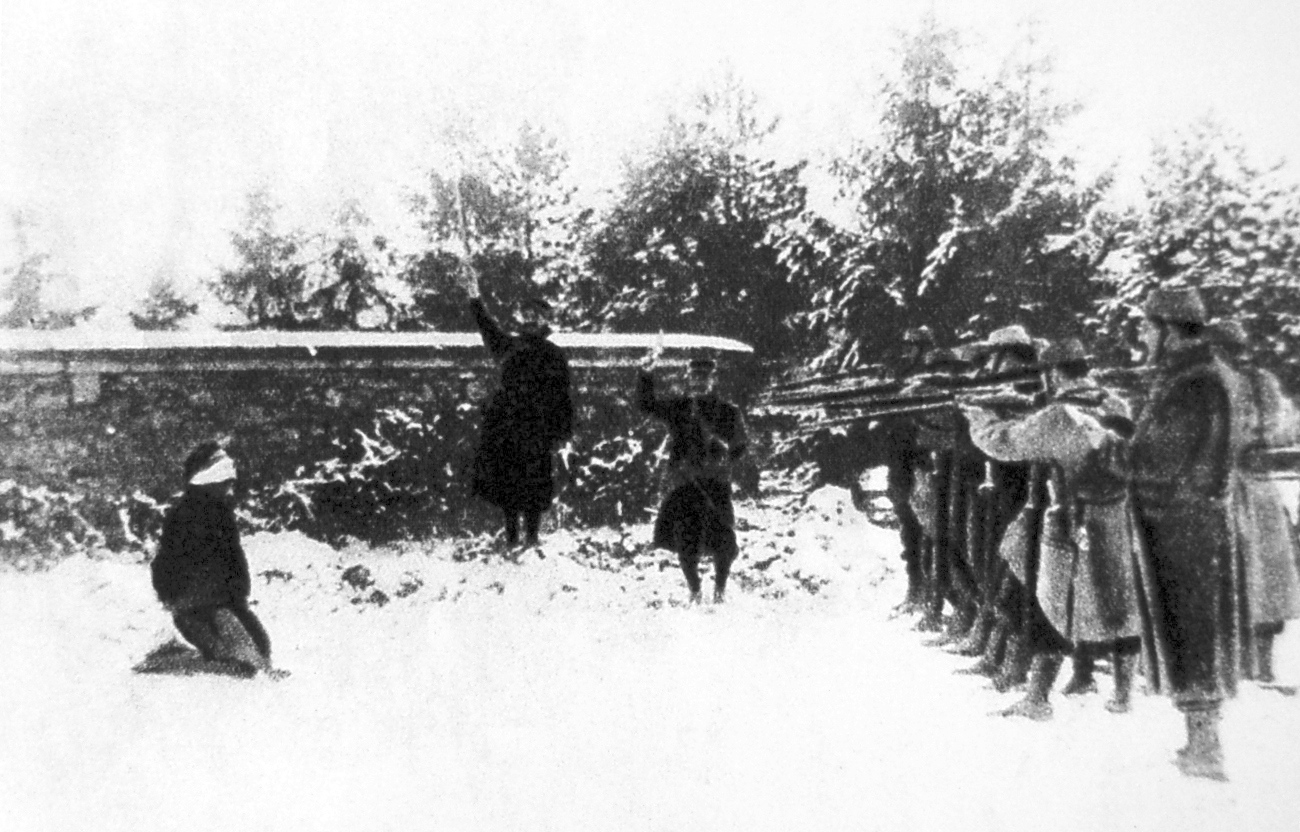
إعدام جندي في فردان في فترة التَّمرد، 1915 أو 1917.

إنتُخب بندكت الخامس عشر ليكون البابا في أقل من ثلاثة أشهر في الحرب العالمية الأولى، جاعلًا تركيزه على الحرب ونتائجتها من أولوياته التي عليه أن يهتم بها، وكان هذا الاهتمام متناقضًا مع سلفه بيوس العاشر. تضمنت معاهدة لندن التي تم توقيعها في عام 1915 بين إيطاليا والحلف الثلاثي شروطًا سرية، حيث اتفق الحلفاء مع إيطاليا بتجاهل تحركات السلام البابوي التي يقوم بها بندكت الخامس عشر تجاه دول المركز. وبالتالي، تم تجاهل منشور السلام المقترح من قبل بندكت الخامس عشر الذي احتوى على سبع نقاط للسلام أصدرها في 1 أغسطس 1917، وقد رفضتها جميع الأطراف باستثناء النمسا والمجر.

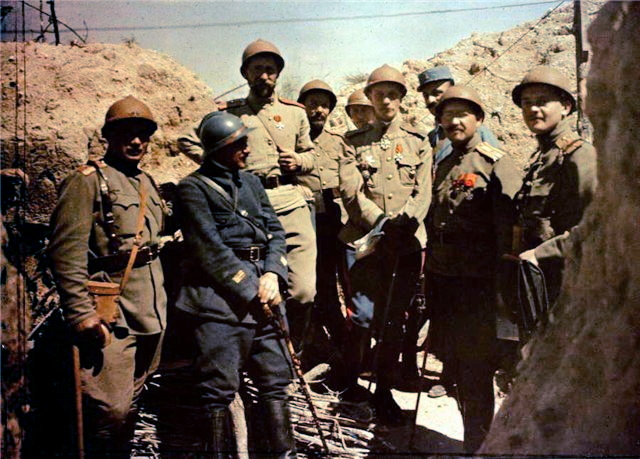
الجنرال الروسي نيكولاي لوكفيتزكي، صيف عام 1916

سجنت العديد من البلدان المفكرين اللذين شاركوا في نشاطات سلمية ضد هذا الصراع من بينهم يوجين فيكتور دبس في الولايات المتحدة وبيرتراند راسل في بريطانيا. في الولايات المتحدة أُصدر قانون التجسس لعام 1917 وقانون التحريض جاعلًا من ذلك جريمة فدرالية في أي معارضة للتجنيد العسكري أو الإدلاء بأي تصريحات يُعتبر «خائن» للبلاد. أُزيلت جميع المنشورات التي تنتقد الحكومة من التداول عن طريق مراقبة المطبوعات.

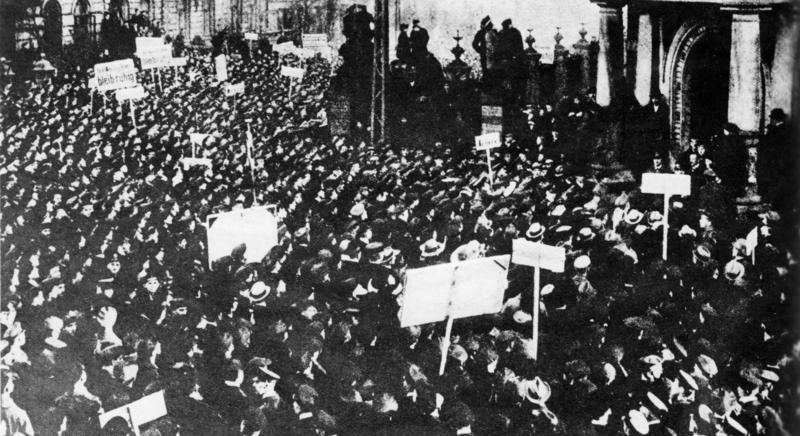
الثورة الألمانية، مدينة كيل 1918.

عارض العديد من القوميين التدخل في الحرب خاصة داخل الدول التي كان القوميين معادين لها. مع أن الغالبية العُظمى من الشعب الإيرلندي وافق على المشاركة في الحرب في عامي 1914 و 1915 كانت هناك أقلية متقدمة من القوميون الإيرلنديون اللذين عارضوا بشدة المشاركة في الحرب. بدأت الحرب في ظل أزمة الحكم الذاتي في أيرلندا التي عادت إلى الظهور في عام 1912، في يوليو 1914 كانت هناك احتمالية كبيرة لاندلاع حرب أهلية في أيرلندا. فقد سعى القوميون والماركسيون الأيرلنديون متابعة استقلال أيرلندا وقد بلغت الأزمة ذروتها في ثورة عيد الفصح في عام 1916 عندما أرسلت ألمانيا 20,000 من البنادق إلى أيرلندا لإثارة الاضطرابات في بريطانيا. بسبب هذه الثورة وضعت الحكومة البريطانية أيرلندا تحت الحكم العرفي. أُعدم 15 قائدًا من أصل 16 بالرصاص من قبل السلطات البريطانية تحت قانون الحكم العُرفي. غالبًا ما استُشهد هذا الإعدام باعتباره السبب في تصعيد الرأي العام في أيرلندا بعد فشل التمرد.
جاءت مُعارضة من نوع آخر وهم الرافضين للخدمة العسكرية -بعضهم كان اشتراكيًا وبعضهم كان من المتدينين- الذين رفضوا القتال. في بريطانيا 16,000 من الناس قد طلبوا رفض الخدمة العسكرية. كان من بين الرافضين أبرز نُشطاء السلام ستيفن هوبهاوس الذي رفض الخدمة العسكرية والخدمة المدنية البديلة.
بدأت ثورة آسيا الوسطى في صيف عام 1916 عندما استثنت حكومة الإمبراطورية الروسية المسلمين من الخدمة العسكرية.
في شهر مايو من عام 1917، في مدينة ميلان نظمت وشاركت الثورات البلشفية في أعمال شغب تدعو لوضع حد للحرب، وقد تمكنت من إغلاق المصانع ووقف وسائل النقل العام. أُجبر الجيش الإيطالي على دخول مدينة ميلان مع الدبابات والرشاشات لمواجهة البلاشفة واللاسلطويين اللذين قاتلوا بعنف حتى 23 مايو بعدما سيطر الجيش على المدينة. قُتل 50 شخصًا من بينهم ثلاثة من الجنود الإيطاليين واعتُقل أكثر من 800 شخص.
في سبتمبر 1917، بدأت قوة المشاة الروسية في فرنسا بالتساؤل في سبب قتالهم من أجل الفرنسيين، نتيجة لذلك بدأ تمرُّد الجنود.

### التجنيد

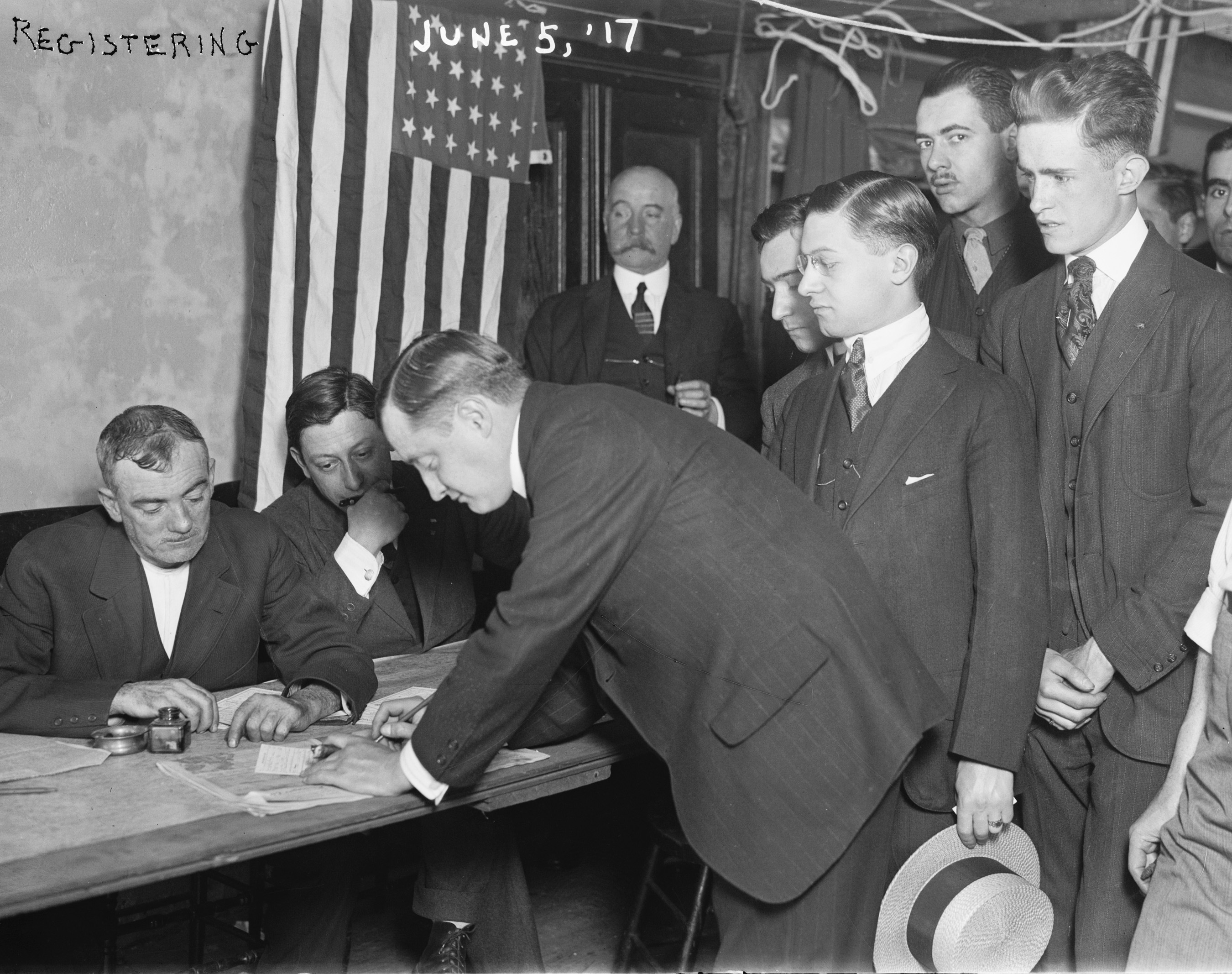
شُبان يقومون بالتسجيل للتجنيد، مدينة نيويورك، 5 يونيو 1917.

وقعت أزمة التجنيد في كندا عندما وضع روبرت بوردن الخدمة العسكرية الإجبارية من خلال قانون الخدمة العسكرية في كندا، رغم اعتراض مواطني مقاطعة كيبك الناطقين بالفرنسية. أدى ذلك إلى اندلاع فجوة سياسية بين الفرنسيين الكنديين الذين كانوا يؤمنون أن الولاء الحقيقي يجب أن يكون لكندا وليس للإمبراطورية البريطانية، بينما كان رأى أعضاء الأغلبية الناطقة باللغة الإنجليزية في المدن الكندية الأخرى بأنه من الواجب عليهم أداء الخدمة العسكرية لبريطانيا وكندا في هذه الحرب. من أصل حوالي 625,000 من الكنديين اللذين خدموا في العسكرية قُتل منهم 60,000 وأُصيب 173,000.
أدى التجنيد في بريطانيا إلى استدعاء كل رجل لائق بدنياً للخدمة العسكرية، أظهرت النتائج أن 6 من أصل 10 ملايين رجل كان لائق يتمتع بلياقة بدنية. قُتل 750,000 جندي بينما وصل عدد المصابين إلى 1,700,000 جندي. كان أغلب اللذين قُتلوا صغاراً في السن أو لم يتزوجوا بعد. خسرت 160,000 من الزوجات أزواجهن اللذين خدموا في العسكرية و 300,000 من الأطفال قد فقدوا آبائهم.

### الجنود الصغار
كانت الصور لجنود صغيرين مقتولين موجودة في كل مكان وفي أي معركة مثل الجبهة الشرقية. ففي روسيا كان بالكاد هناك مدرسة أو بلدة لم يخرج منها الأطفال للخدمة العسكرية. إضافًة إلى الفتيات والأولاد الروس اللذين كانت أعمارهم مابين 16 و17 فقد كان من بين الجنود الصغار أطفال كانت أعمارهم 11 و12 سنة قد انضموا للخدمة العسكرية أو التمريض.
وفقاً للاعتقاد الشائع فإن أصغر جندي لقوات الحُلفاء كان يُدعى جون كوندون من إيرلندا، وكان عمره عندما التحق للخدمة العسكرية 12 عاماً. في عام 1915 ذهب جون لينضم إلى الفوج الإيرلندي الملكي في فلاندرز، وفي 24 مايو قُتل بسبب الغازات السامة التي استخدمتها القوات الألمانية بالقرب من إيبر وكان عُمره 14 عاماً. تحقيقات أُجريت عام 2002 تقول أن جون كان عمره 18 عامًا. خلال معركة جوتلاند أُصيب البريطاني جون كوتلاند على متن السفينة الحربية HMS Chester حينما تعرضت للقذائف الألمانية، ومع إصابته فقد استمر بإطلاق النار على الألمان إلى أن مات بسبب إصابته، وقد كان عُمره 16 سنة وأربعة أشهر. في عام 1915 عُثر على 23,000 من الأطفال الصربيين مقتولين في شتاء عام 1915 القارص. طلب قادة صربيا الأطفال الصغار بمغادرة البلاد حتى لا يقبض عليهم الألمان والنمساويون والبلغاريون. كانت أعمار هؤلاء الجنود الصغار تتراوح ما بين 12 و18 سنة ولم يستطع الأغلبية منهم تحمل الطقس البارد والجوع ومشقة الرحيل بسبب الهجمات المستمرة من قبل المغيرين الألبان. نسبة 15% من الجنود الألمان المتطوعين كانوا طلَّأبًا ومتخرجون من الثانوية العامة.
فيكتور سيلفتر المولود في عام 1900، قال في آخر مقابلة له عام 1978 عن وضع تلقيه الأوامر لقتل الجندي الصغير الذي فرَّ من الجندية: «عندما كُنت أصوِّب إليه كانت الدموع تنزل إلى خدَّي بينما كان الضحية يحاول فك قيده المربوط على الكرسي للفرار، أطلقت النار وعندما زال دخان البندقية كنَّا مرعوبين من رؤية النتيجة، لقد أُصيب الرجل وهو على الكرسي المربوط فيه ولم يمت، فجاء ضابط وتقدم للأمام ليُنهي هذا الوضع فوضع المسدس على صدغ الرجل. لم يبكي الجندي الصغير سوى مرةٍ واحدة وصرخ بكلمة واحدة «أمِّي». لم يكن ذلك الجندي الفَّار أكبر مني وقد قيل لنا في وقت لاحق أنه كان يُعاني من صدمة نفسية بسبب القذائف. شاركت في وقت لاحق بعملية إعدام لأربعة آخرين».

## الإرث

### الذكرى

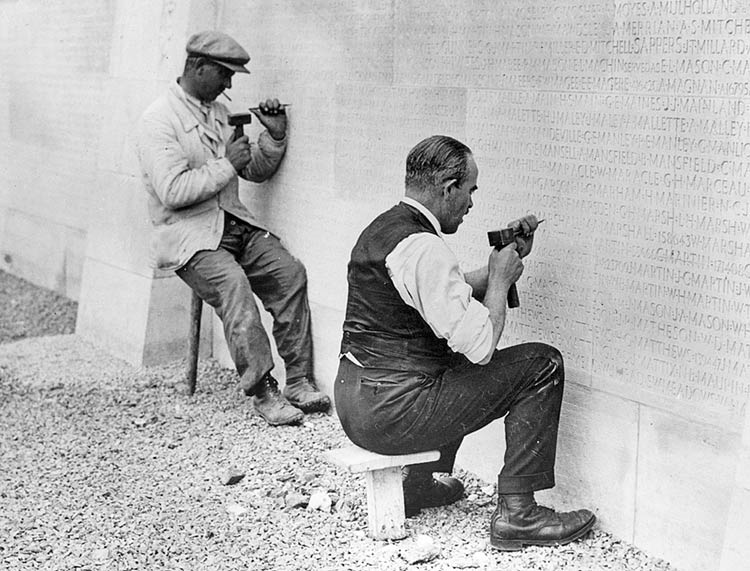
رجلان ينحتان أسماء الجنود اللذين لاقوا حتفهم في نصب فيمي الوطني التذكاري بكندا

في 3 مايو 1915 خلال معركة إيبر الثانية التي وقعت في منطقة الفلاندرز في بلجيكا قُتل الملازم ألكسيس هيلمر. كتب صديقه الطبيب جون ماكريه قصيدة حربية حملت عنوان في حقول الفلاندرز أمام قبره كتحية لأولئك اللذين لقوا حتفهم في هذه الحرب. وقد نُشرت قصيدته فيما بعد في مجلة Punch في 8 ديسمبر 1915، ولاتزال تُتلى حتى الزمن الحالي في يوم الهدنة ويوم الذكرى.
في عام 1916 كانت الأمهات اللواتي يودعن قطارات القوات المُغادرة إلى ساحة القتال غالبًا ما يرتدين ملابس الحداد على من فقدن في أوقات سابقة. في يناير من نفس العام ذكر مراسل صحيفة نيويورك تايمز في ألمانيا أن الزائرين لمنازل برلين عادةً ماكانوا يُصادفون إحدى الأمهات الثكالى، والتي كانت غالبًا ماكانت تُقدم لهم صورًا للعديد من أبنائها بدءًا من الأصغر مُعلِّقةً على كل صورة منها بالقول: «لقد سقط». كما وجد الجنود الأمريكيون اللذين وصلوا إلى فرنسا أن القُرى الريفية التي تدربوا فيها مليئة بالأرامل والأمهات الثُكالى وجميعهن كنَّ يرتدين الملابس السوداء.

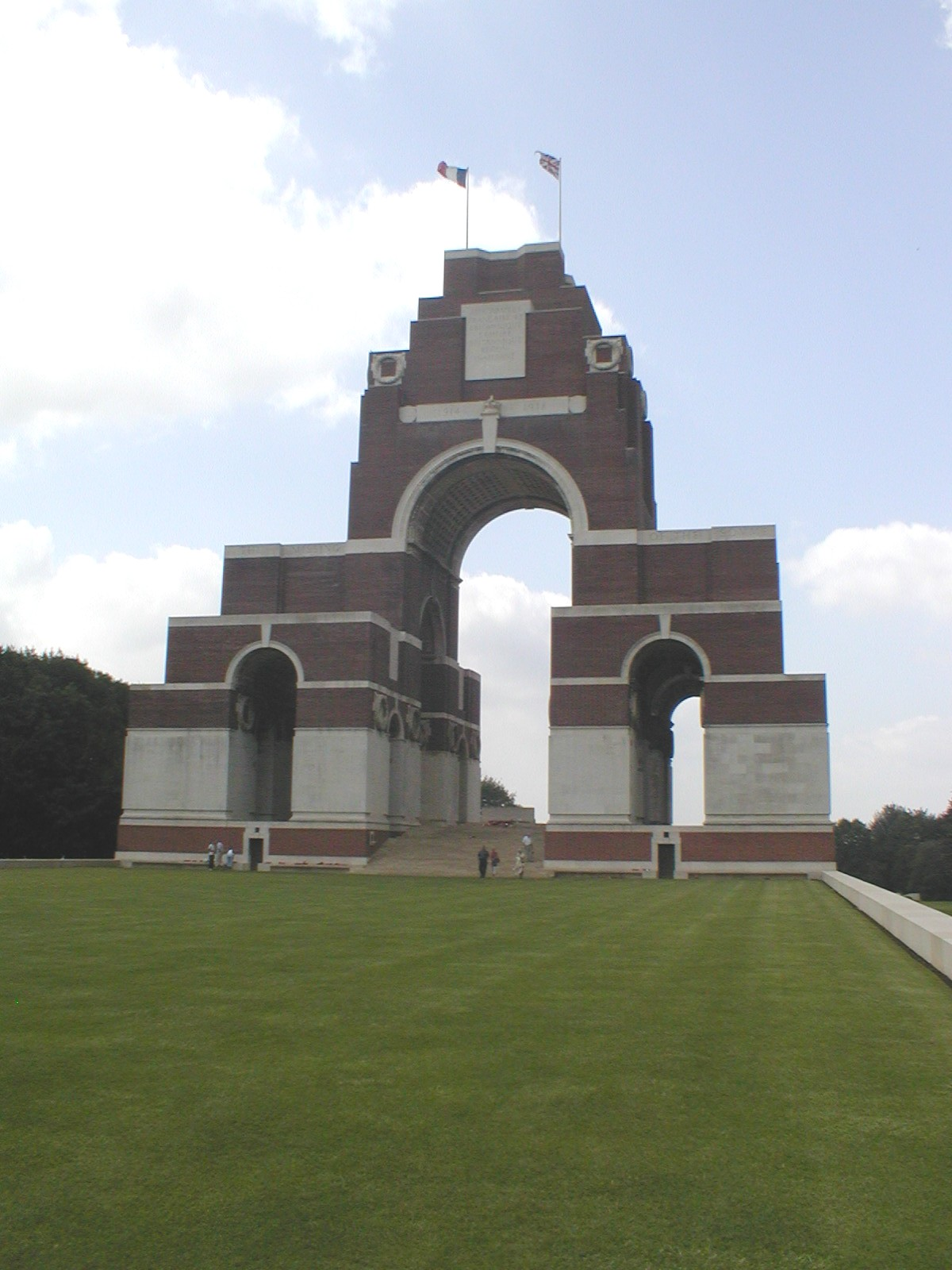
نصب إدوارد ليوتنز وفيه نُقشت أسماء 73 ألف جندي مفقود في معركة السوم

في فرنسا رفضت الحكومة النداء بالسماح للعائلات باستعادة رفات أحبائهم لتدفن في مقابر مجتمعاتهم المحلية. في الوقت الحاضر دُفنت معظم الجثث في قبور بالقرب من مواقع القتال. ولكن بعض العائلات رفضت قبول مثل هذا القرار وتعاقدت مع شركات خاصة للبحث عن رُفات أبنائهم واستخراجها. كما ظهر التوتو بين الكنيسة والدولة في فرنسا بقوة كبيرة لأن المقابر كانت عبارة عن مؤسسات حكومية. وفي سبتمبر 1920 سمح القرار النهائي للعائلات الفرنسية بالمطالبة برفات أبنائهم وإعادتها لدفنها في مجتمعاتهم المحلية. وتحملت الحكومة التكاليف التي تطلبها ذلك الأمر، وبلغ عدد الجثث التي نُقلت إلى مواطنها بهذه الطريقة زهاء 300 ألف جثة. وبخلاف فرنسا قررت بريطانيا دفن جميع الجثث على الجبهة، أما ألمانيا فكانت خياراتها قليلة في مسألة التعامل مع قتلاها في الحرب. فقد رقد القتلى في مواقع الدفن في كل من بلجيكا وفرنسا، وتلقت الحكومة الألمانية التي أُنشئت بعد الحرب مُكرهة رخصة فقط لبناء نُصب تذكارية لهم.

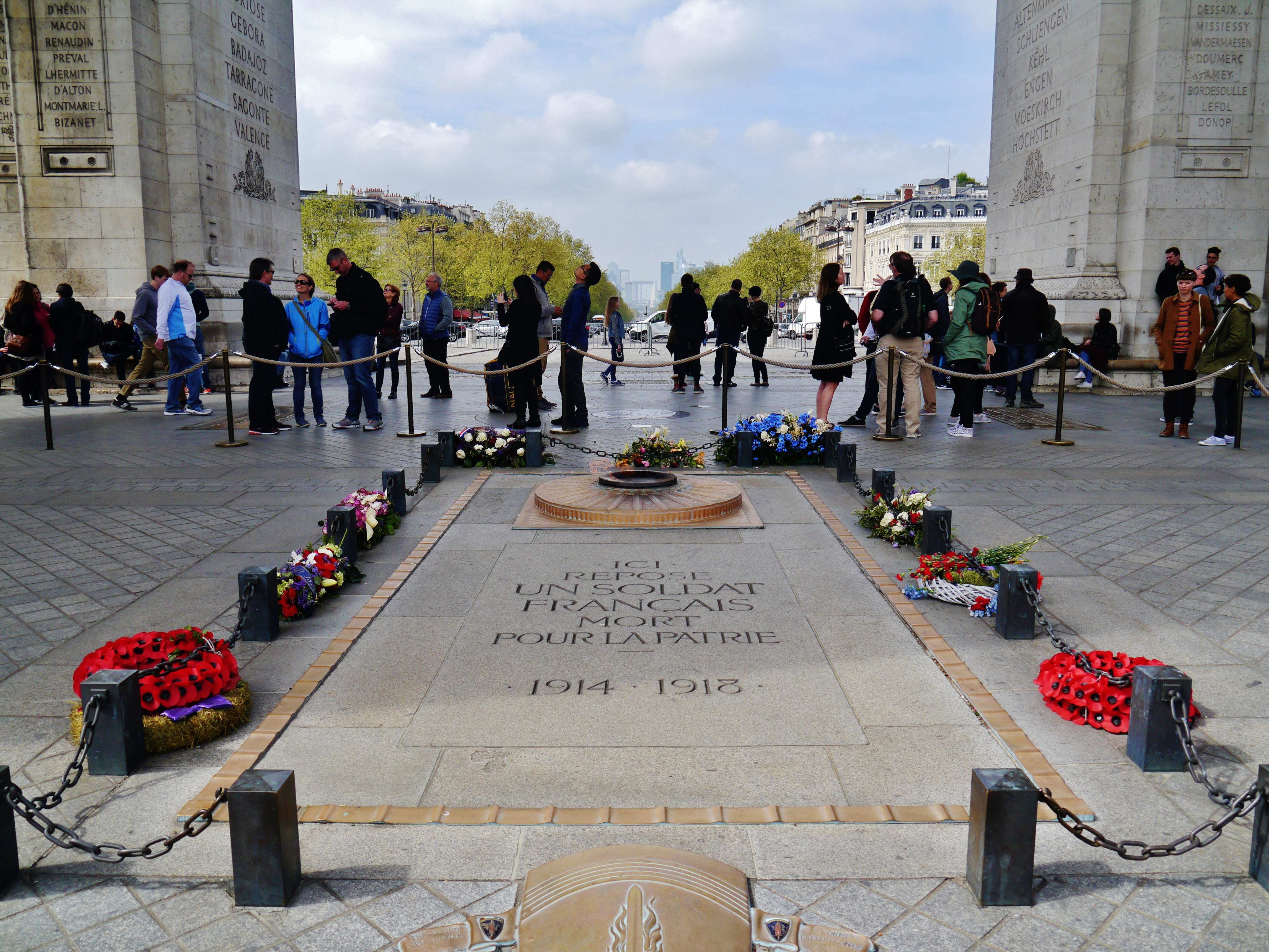
ضريح الجندي المجهول تحت قوس النصر

بدأ جميع المتحاربين على الجبهة الغربية العمل بطريقة غير مسبوقة لإحياء ذكرى اللذين سقطوا في المعارك. وأصبحت القبور الفردية في مقبرة عسكرية والموسومة بما يحدد هوية رفات القتلى هي النمط المرغوب فيه. وحصل الكثير من الجنود على مثل هذه القبور في فرنسا وبلجيكا. ومثَّل إقامة نصب تذكاري أولئك الجنود اللذين لم تستعد رفاتهم تحديًا مختلفًا. وكان اختيار قبر الجندي المجهول في فترة مابعد الحرب ليتم تكريمه كممثل عن أولـئك الجنود اللذين فُقدوا في الحرب هو أحد الحلول لتلك المسألة. وبحلول يوم الهدنة عام 1920 اختار البريطانيون والفرنسيون جنديهم المجهول. ووضعت فرنسا النصب في باريس تحت قوس النصر، أما بريطانيا فوضعته في دير وستمنستر. وتبعتهما الولايات المتحدة واضعًة جنديها المجهول في مقبرة أرلينغتون قرب العاصمة. بالإضافة إلى ذلك أقامت الحكومات والمنظمات الخاصة أنصابًا تذكارية بالقرب من ساحات المعارك نُقشت عليها أسماء الجنود المفقودين. وسجل نصب إدوارد ليوتنز المشهور للذين فُقدوا في معركة السوم في منطقة ثيبفال أسماء 73 ألف جندي. وفي منطقة فردان الفرنسية قامت إحدى المنظمات الخاصة بجمع رُفات أولئك اللذين لم يكن ممكنًا تحديد هوياتهم في صندوق كبير مخصص لعظام الموتى.
خصصت حكومة المملكة المتحدة ميزانية كبيرة لإحياء ذكرى الحرب خلال الفترة من عام 2014 إلى 2018، تحت قيادة متحف الحرب الإمبراطوري.

### الذاكرة الثقافية
|                                                                         |  |  |
| اليمين: جون ماكريه كاتب قصيدة في حقول الفلاندرز. اليسار: سيغفريد ساسون. |  |  |

الحرب العالمية الأولى كان لها تأثير دائم على الذاكرة الاجتماعية. ينظر إليها العديد من البريطانيين بأنها نهاية حقبة استقرار العهد الفيكتوري، بينما عبَّرت عنها العديد من الدول الأوروبية بأنها نقطة التحول. فسَّر المؤرخ صموئيل هاينز هذه الحرب:
لقد أصبح هذا التصور هو الأكثر شيوعًا للحرب العالمية الأولى. دام تأثيرها لتتجسد في الفن، السينما، الشعر وفي وقت لاحق نُشرت كقصص. لقد رسم الفنانين مثل بول وجون ناش، كريستوفر نيفنسون وهنري تونك النظرة السلبية للنزاع في هذه الحرب.
من الروايات الحربية المشهورة المتعلقة بهذه الحرب هي وداعًا للسلاح للروائي إرنست همينغوي عام 1929.

### في السينما
- كل شيء هادىء على الجبهة الغربية، فيلم أمريكي أُنتج عام 1930.
- الرقيب يورك، فيلم أمريكي أُنتج عام 1941.
- دروب المجد، فيلم أمريكي أُنتج عام 1957.
- لورنس العرب، فيلم بريطاني أُنتج عام 1962.
- الملكة الإفريقية، فيلم بريطاني- أمريكي أُنتج عام 1951.
- غاليبولي، فيلم أمريكي أُنتج عام 1981.
- بارون أحمر، فيلم ألماني بريطاني أمريكي أُنتج عام 2008.
- حصان حرب، فيلم أمريكي أُنتج عام 2011.
- ميلاد مجيد، فيلم فرنسي أُنتج عام 2005.
- الصراخ في وجه الشيطان، فيلم بريطاني أُنتج عام 1976.

### الصدمة الاجتماعية

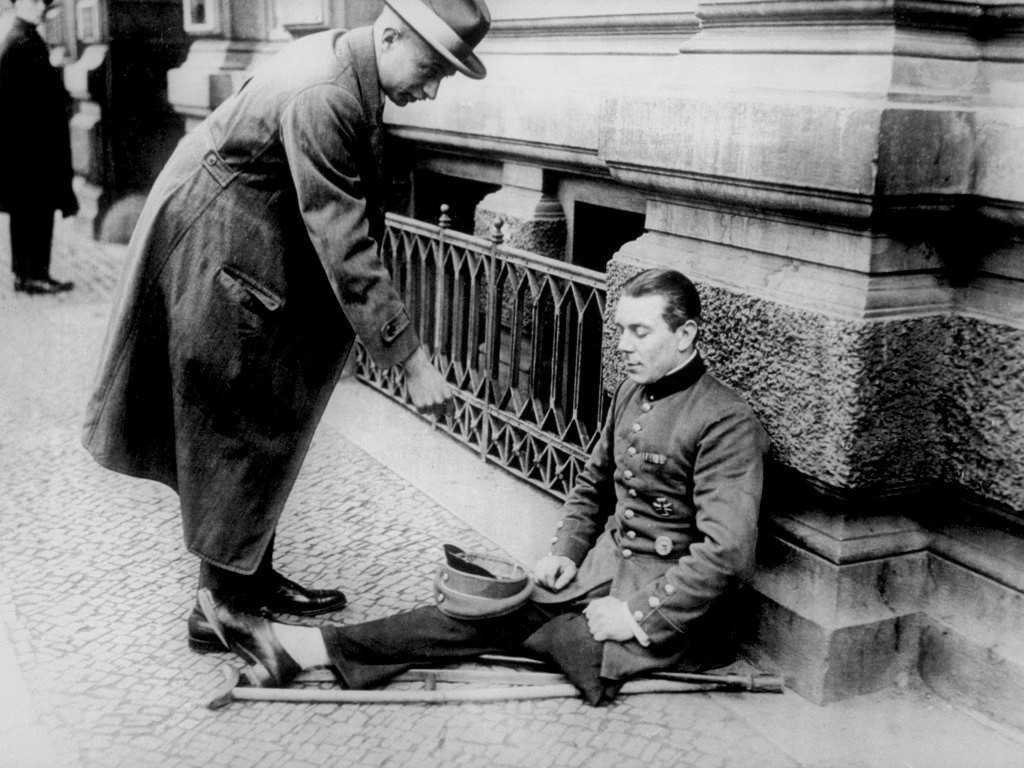
رجل من قُدامى المحاربين الذين بُترت أقدامهم بسبب الحرب يتسول في شوارع برلين، 1923

الصدمة الاجتماعية الناجمة عن معدلات غير مسبوقة من الإصابات تجلت بطرق مختلفة، وأصبحت موضوع النقاشات التاريخية. أدَّت التجارب الناجمة عن الحرب إلى الصدمة الاجتماعية التي تشاركت فيها العديد من الدول المشاركة. لقد دُمِّر التفاؤل لتلك الحُقبة الجميلة Belle Époque، واللذين شاركوا في الحرب أصبح جيلهم جيل ضائع. لسنوات لاحقة نعى الناس القتلى، المفقودين والأعداد الكبيرة للمعوقين التي تسببت الحرب لهم بهذا. عانى العديد من الجنود من صدمة شديدة مثل صدمة القتال (وهو وهن عصبي نفسي له علاقة باضطراب ما بعد الصدمة). عاد العديد من الجنود إلى منازلهم ولكن لم يكن تأثرهم قويًا لأحداث الحرب.

### استياء في ألمانيا
قويت الحركات الشيوعية والفاشية في أنحاء أوروبا. وكانت أكثر المشاعر وضوحًا في المناطق المتضررة بسبب قسوة الحرب. لقد كان أدولف هتلر قادرًا على كسب الألمان إلى جانبه من خلال الاستفادة من موضوع استياء ألمانيا لمعاهدة فرساي المثيرة للجدل. كانت الحرب العالمية الثانية هي جزء من استمرار الصراع على السلطة التي لم يستطع الألمان الحصول على مرادهم منها في الحرب العالمية الأولى.

### آراء في الولايات المتحدة

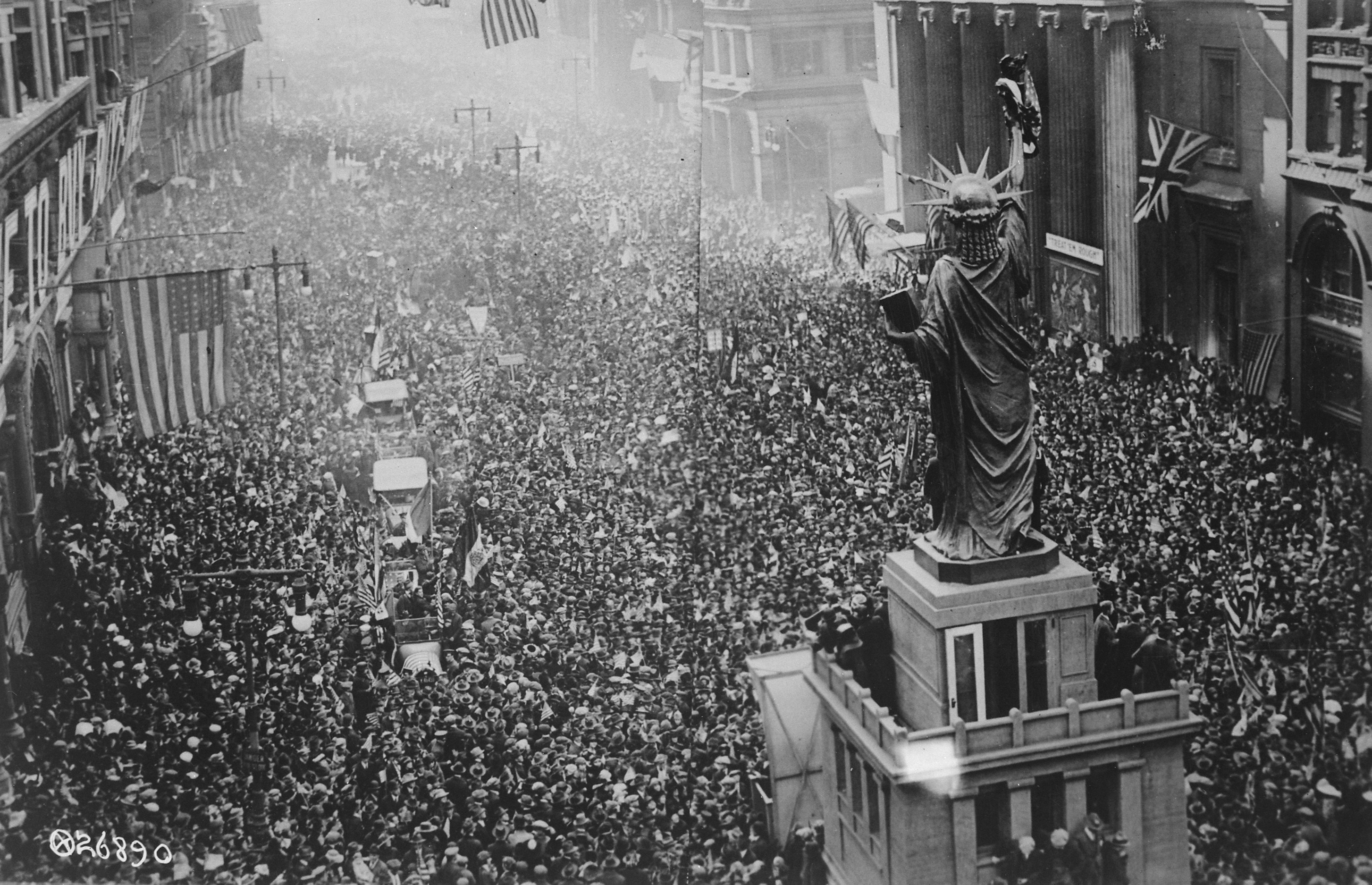
احتفالات إعلان الهدنة، فيلادلفيا 11 نوفمبر 1918.

أصبحت إدارة الرئيس ويلسون لا تحظى بشعبية لدى المواطنين في الولايات المتحدة بسبب التدخل الأمريكي في الحرب، وقد انعكس ذلك في رفض مجلس الشيوخ الأمريكي على معاهدة فرساي والعضوية في عصبة الأمم. في عصر ما بين الحربين العالميتين، أجمع الأغلبية في أن تدخل الولايات المتحدة للحربين كان خاطئ، وأقرَّ الكونغرس قانونًا يعمل على المحافظة على حياد الولايات المتحدة في أي صراع مستقبلي. في حين أظهر استطلاع للرأي لعام 1937 وأيضًا في بداية الحرب العالمية الثانية أن 60٪ من الناس يعتبرون أن التدخل الأمريكي في الحرب العالمية الأولى خاطئ بينما عارض هذا القول 28%. ولكن في الفترة ما بين معركة فرنسا والهجوم على بيرل هاربر تغير الرأي العام كثيرًا، فلأول مرة اعتبر الأغلبية أن الحرب كانت خاطئة.

### الآثار الاقتصادية

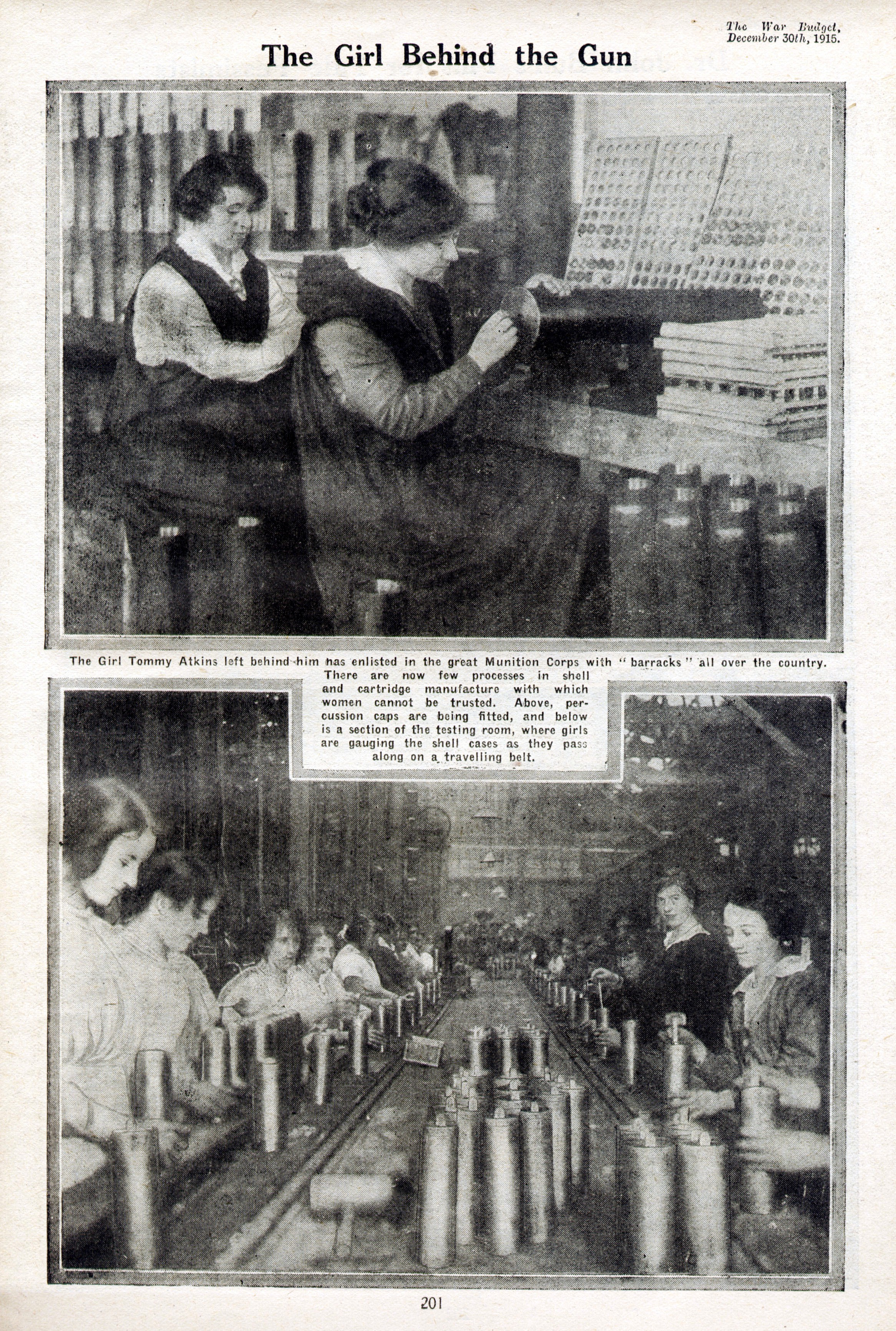
ملصق إعلاني للعاملات، 1915.

كان النقص الشديد الذي مُنيت به الشعوب المقاتلة في عدد الشباب العامل الذي سقط الملايين منهم في ميادين الحرب، بينما كانت أوروبا حينذاك في حاجة إلى المزيد من الأيدي العاملة لإصلاح ما تخرب من الأراضي الزراعية، وما تهدم من معامل ومصانع بل ومن مدن سوى بعضها في الأرض خاصة في فرنسا. وحيث أن أعدادًا ضخمة من سفن النقل التجاري قد أُغرقت خلال الحرب، وأن طرق المواصلات التي دارت حولها معارك الحرب كانت مُخربة، فقد واجهت أوروبا مشاكل معقدة لاستيراد حاجاتها من الخارج. بل أن عملية الاستيراد الضرورية كانت هي نفسها تواجه مشكلات مالية معقدة، إذ استنفذت الدول المقاتلة معظم رصيدها من الذهب في سد حاجاتها العسكرية. واضطرها ذلك إلى إصدار أوراق نقد سببت هي الأخرى انخفاضًا في قيمة العملة. وقد أدت هذه الظروف الاقتصادية إلى أن تتجه الدول الأوروبية بصفة خاصة إلى اتباع سياسية (الاكتفاء الذاتي). وسياسة الاكتفاء الذاتي تؤدي إلى التقليل من حجم التجارة الدولية الأمر الذي أسهم في تعميق الأزمة الاقتصادية العالمية في عام 1929.
ازداد الناتج المحلي في جميع الدول، متجاوزًا 50% من الناتج المحلي في كلًا من ألمانيا وفرنسا إضافة إلى قُرب بريطانيا من هذه النسبة. ولكي تدفع بريطانيا ثمن مشترياتها للولايات المتحدة قامت بالاستثمار في خطوط السكك الحديدية الأمريكية ومن ثم بدأت تقترض الأموال كثيرًا من وول ستريت. كان الرئيس الأمريكي ويلسون على وشك وقف القروض في أواخر عام 1916 ولكن الحكومة الفيدرالية للولايات المتحدة سمحت لدول الحُلفاء بالاقتراض. في عام 1919 طالبت الولايات المتحدة بسداد القروض. كان السداد مُجزَّأ وقد كانت الأموال التي قاموا بالتسديد منها هي من التعويضات الألمانية التي حصلوا عليها، وكانت هذه التعويضات التي حصلوا عليها من ألمانيا بدعم من القروض الأمريكية إلى ألمانيا. في عام 1931 انهار هذا النظام الدائري ولم تُسدد القروض. في عام 1934 أصبحت بريطانيا مدينة لأمريكا 4.4 مليون دولار وهي ديون الحرب العالمية الأولى.
ظهرت العواقب الاقتصادية الكليَّة والجزئية بسبب الحرب. لقد تغيرت الأُسر بسبب رحيل العديد من الرجال، فقد كان لغيابهم أو وفاتهم السبب في اضطرار النساء العمل في الأماكن التي كان الرجال فيها بأعدادٍ لم يسبق لها مثيل من قبل. لقد كانت المصانع تحتاج إلى بديل للرجال اللذين ذهبوا للخدمة العسكرية في الحرب. وقد ساعد ذلك النساء في نضالهن للمطالبة بحق التصويت للمرأة.
اتجهت بريطانيا إلى مستعمراتها للمساعدة في الحصول على المواد الأساسية التي أصبح من الصعب الحصول عليها بسبب الحرب. وقد طُلب من العالم الجيولوجي ألبرت إيرنست كيتسون أن يبحث عن المعادن الثمينة في مستعمراتها بأفريقيا، وقد اكتشف كيتسون عن حقل من المنغنيز المستخدم في إنتاج الذخائر في منطقة غولد كوست (الآن هذه المنطقة أصبحت غانا). في أغسطس 1914، أصدرت الحكومة البريطانية عفوًا عامَّا لجميع السجناء الذين كانوا في السجن بسبب أنشطتهم التي تدعو لحق التصويت.
كان لشرط ذنْب الحرب المثير للجدل الذي وُضع في معاهدة فرساي ينص أن ألمانيا تتحمل مسؤولة كل الخسائر والأضرار التي تعرضت لها دول الحلفاء وشركائها ومواطنيها بسبب أضرار الحرب التي تسببت بها. وقد صِيغ على هذا النحو على أساس قانوني لتعويضات الحرب العالمية الأولى، ومن نفس الشرط وضع بند عن التعديلات اللازمة للدول المتضررة، ومع ذلك لم يُذكر شرط ذنب الحرب في معاهدة النمسا والمجر.
من أجل أن تدفع ألمانيا التكاليف الكبيرة للحرب العالمية الأولى قامت بتحويل عُملتها إلى معيار الذهب. على عكس فرنسا التي فرضت دفع أول ضريبة الدخل للحرب. القيصر الألماني فيلهلم الثاني ومجلس برلمان الامبراطورية الألمانية قاموا بتمويل الحرب بالكامل عن طريق الاقتراض، وقد انتُقد هذا القرار من قبل الخبراء الماليين مثل هيلمار شاخت حتى قبل اندلاع التضخم الاقتصادي.

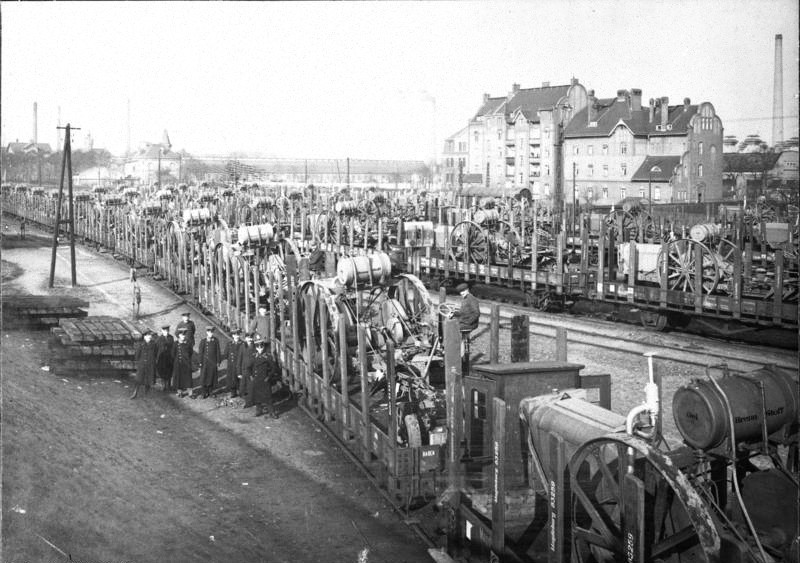
قطارات مُحملة بالآلات لتسليمها كتعويضات عينية

في عام 1921 وُضع مجموع التعويض للدول المتضررة وهو 132 مليار مارك ذهبي ألماني. ومع ذلك فقد كان الخبير الاقتصادي للحلفاء على معرفة أن ألمانيا لن تستطيع أن تدفع مثل هذا المبلغ كتعويض. لقد قُسِّم هذا المبلغ في ثلاث تصنيفات بشكل وهمي ومُتعمد كان وظيفته الأساسية تضليل الرأي العام. وبالتالي 50 مليون مارك (12.5 مليون دولار) يُمثل تقييم دول الحلفاء الفعلي في قدرة ألمانيا على الدفع. وهذا أيضًا يمثل مجموع التعويضات التي ستدفعها ألمانيا الذي لابد لها أن تدفعه. علاوة على ذلك فإن هذا المبلغ كان يُمكن أن يُدفع نقدًا أو كعينات (مثل الفحم والأخشاب والأصباغ الكيميائية..إلخ)، بالإضافة إلى ذلك، فإن بعض الأراضي التي فقدتها ألمانيا في معاهدة فرساي كان لها الفضل في جبر التعويض كأعمال أُخرى مثل المساعدة في استعادة مكتبة لوفان في بلجيكا. في شهر يونيو من عام 1921 دُفع أول دين مُستحق.
في عام 1931 علِّق دفع التعويض من قبل المجتمع الدولي، بسبب أن ألمانيا قد دفعت ما يعادل 20.598 مليون مارك ذهبي ألماني كتعويض. مع صعود شعبية أدولف هتلر أُلغيت جميع السندات والقروض التي صدرت وأخرجت خلال عقدي 1920 و 1930 في وقت مبكر. يقول الصُّحفي ديفيد أندلمان «رفض الدفع لايجعل الاتفاق لاغٍ أو باطل، لأن السندات والاتفاق لايزال موجودًا». وتبعًا للحرب العالمية الثانية وافقت ألمانيا على استئناف الدفع للأموال المقترضة في اتفاقية لندن للديون الخارجية لألمانيا في عام 1953. في أكتوبر 2010 دفعت ألمانيا الدفعة النهائية لهذه السندات.

## معرض الصور

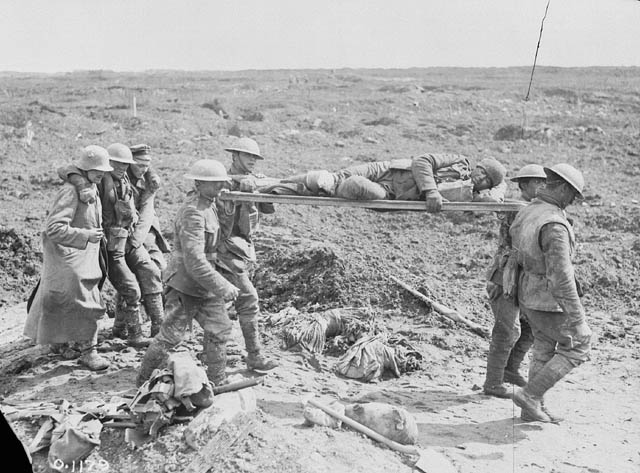
حمالة ناقلة يحملها جنود كنديون وفوقها أسير ألماني مصاب في معركة فيمي ريدج، أبريل 1917.
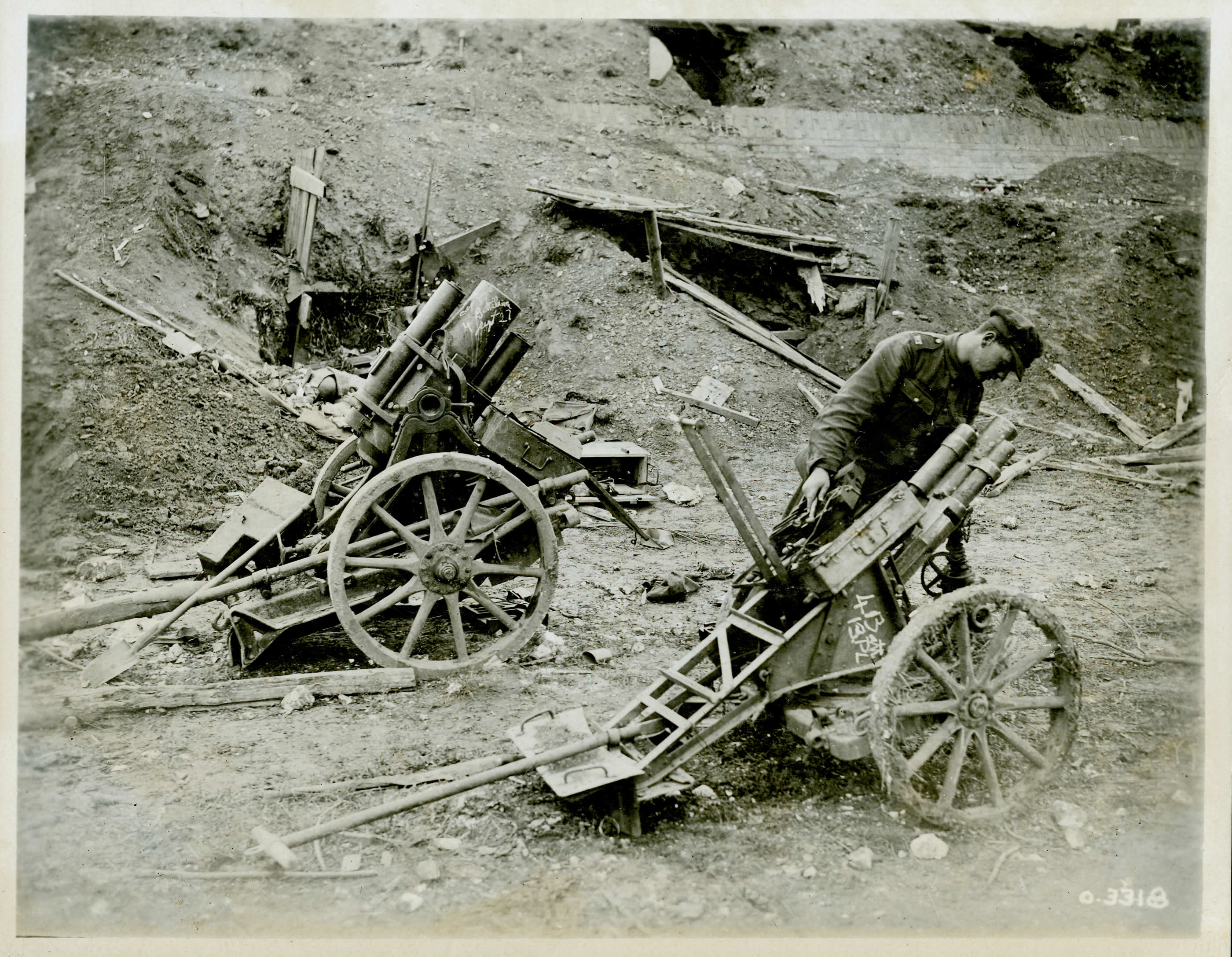
قذائف هاون ألمانية بعد الاستيلاء عليها في معركة كانال دو نور، 27 سبتمبر 1918.
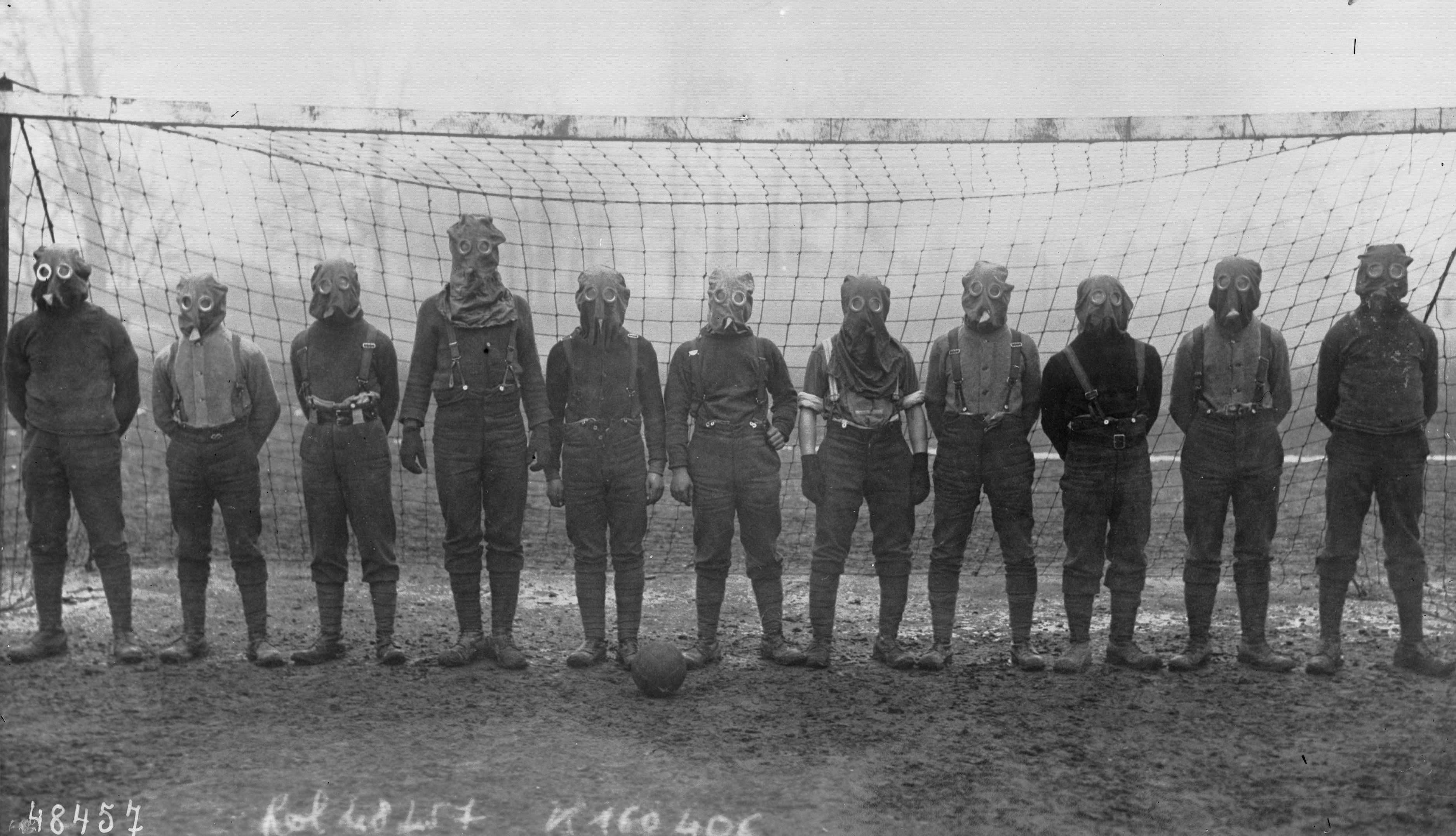
فريق كرة قدم من الجنود البريطانيون وهم مرتدون لأقنعة الغازات السامة، 1916.
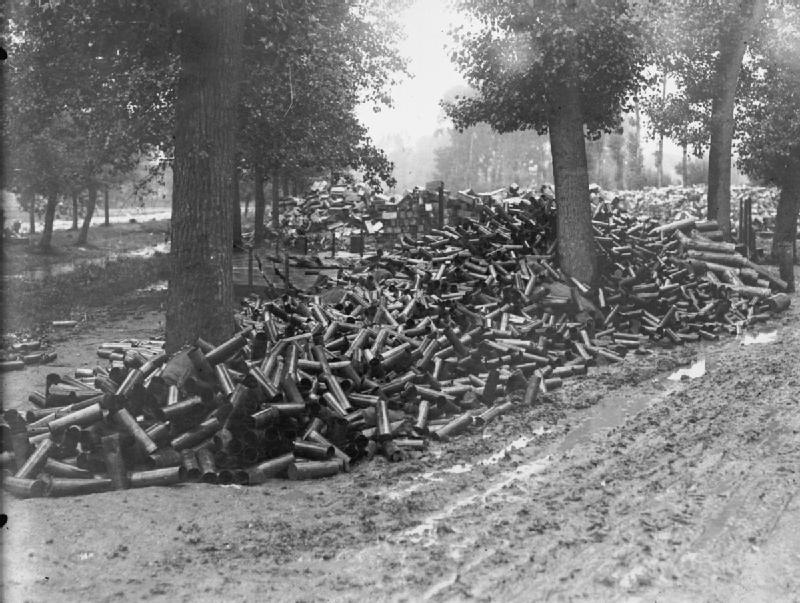
بقايا القذائف المستعملة التي استُخدمت في معركة السوم، يوليو 1916.
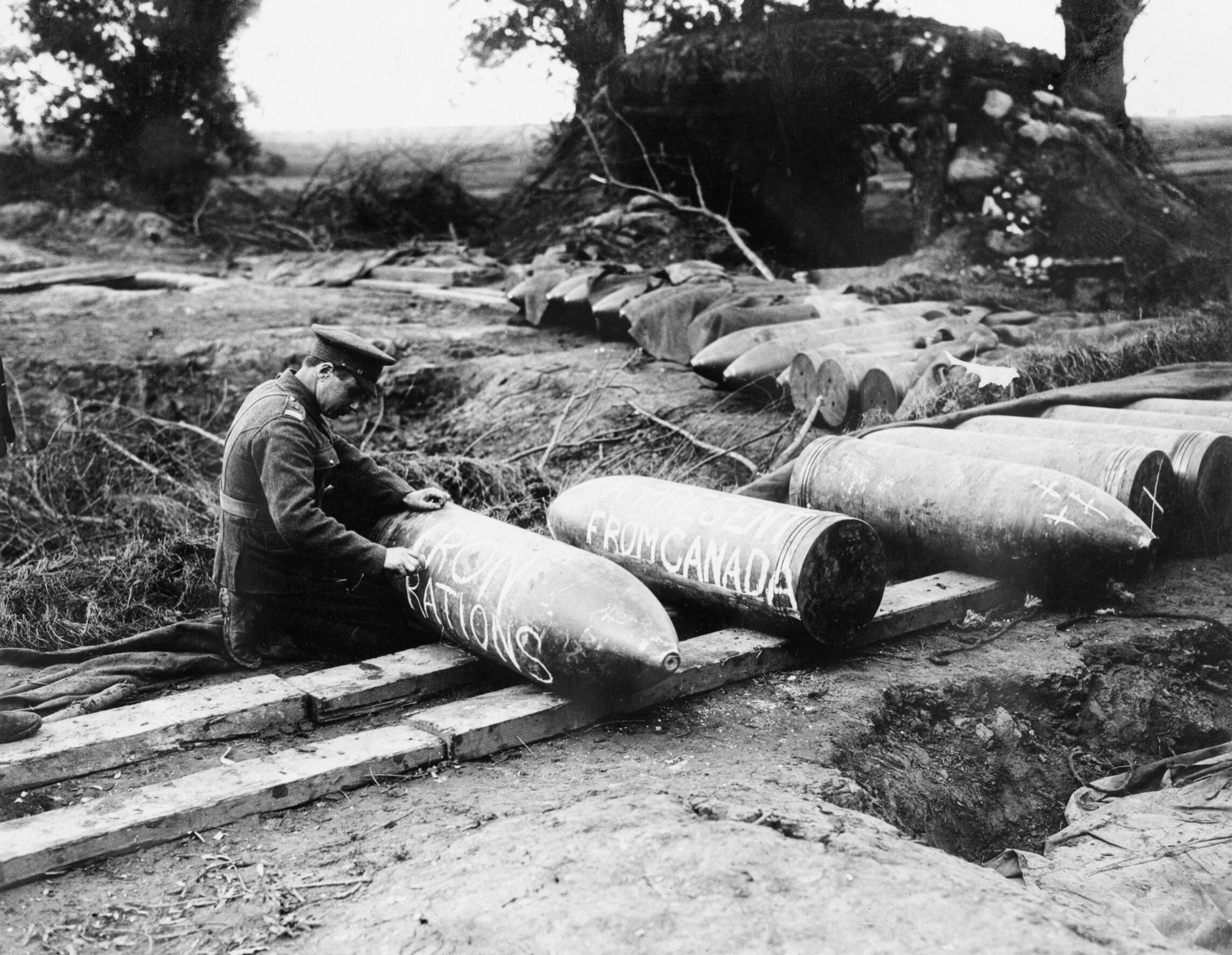
قاذف مدفعية كندي يكتب رسائل على القذيفة، معركة السوم، سبتمبر 1916.
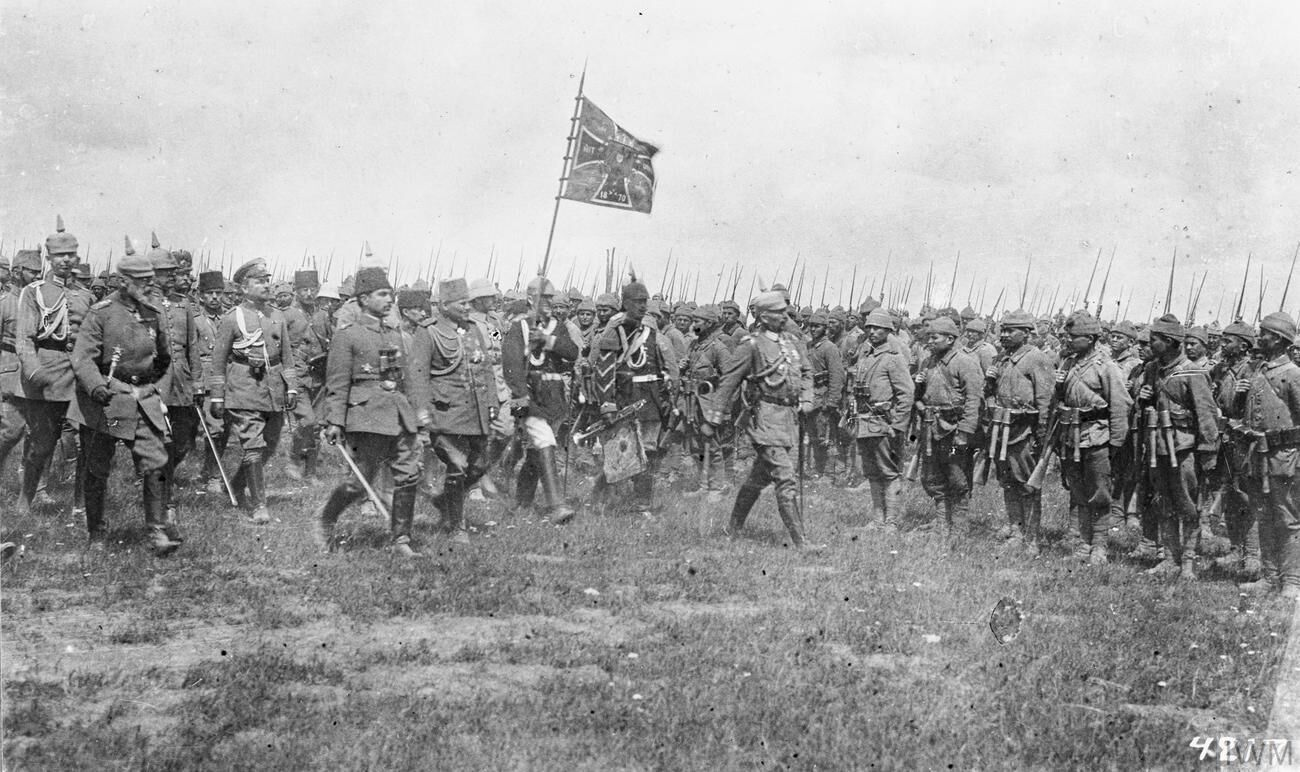
الإمبراطور الألماني فيلهلم الثاني وهو يتفقد الجيش العثماني في شرق غاليسيا، بولندا.
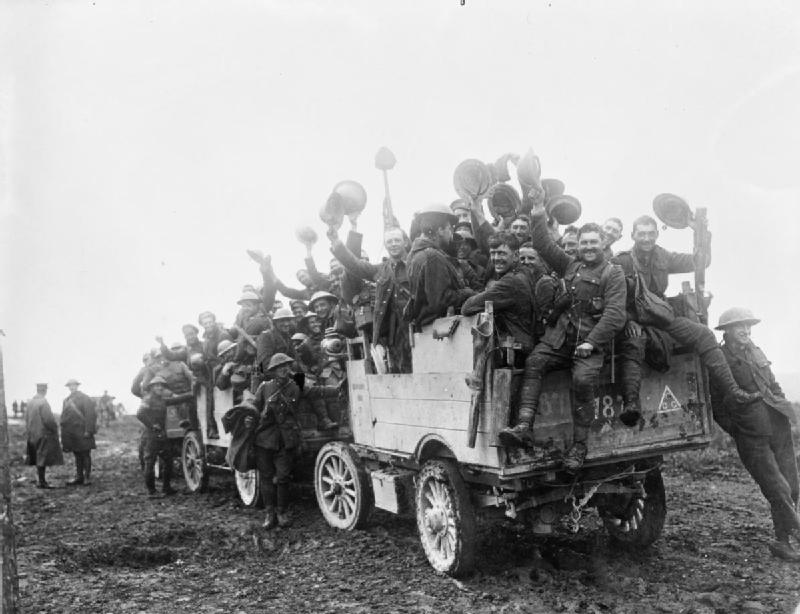
القوات الكندية وهي تعود من معركة فليرز كورسيليت في السوم، سبتمبر 1916.
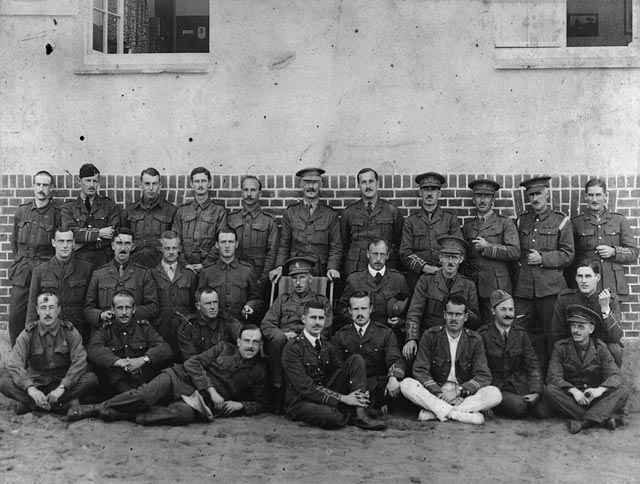
سجناء كنديون في ألمانيا، 1917.
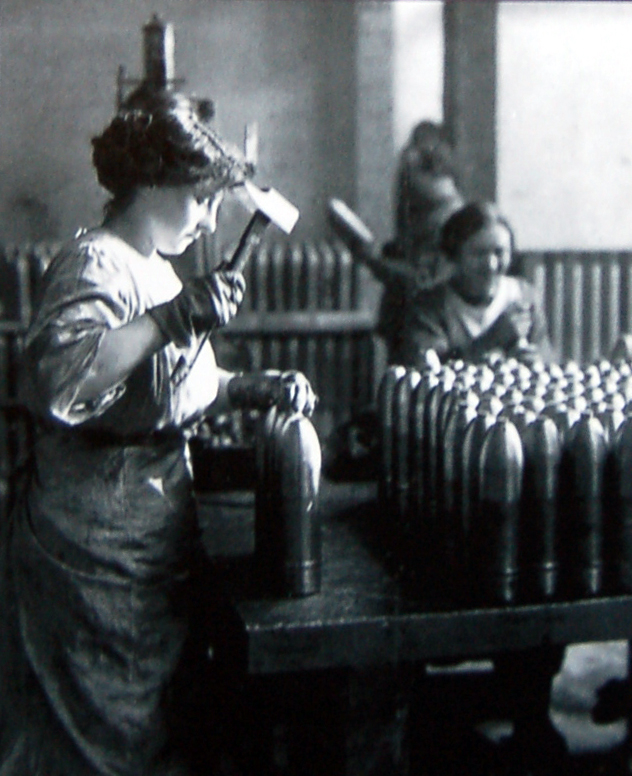
نساء يعملن في مصنع القنابل، (1915-1916).
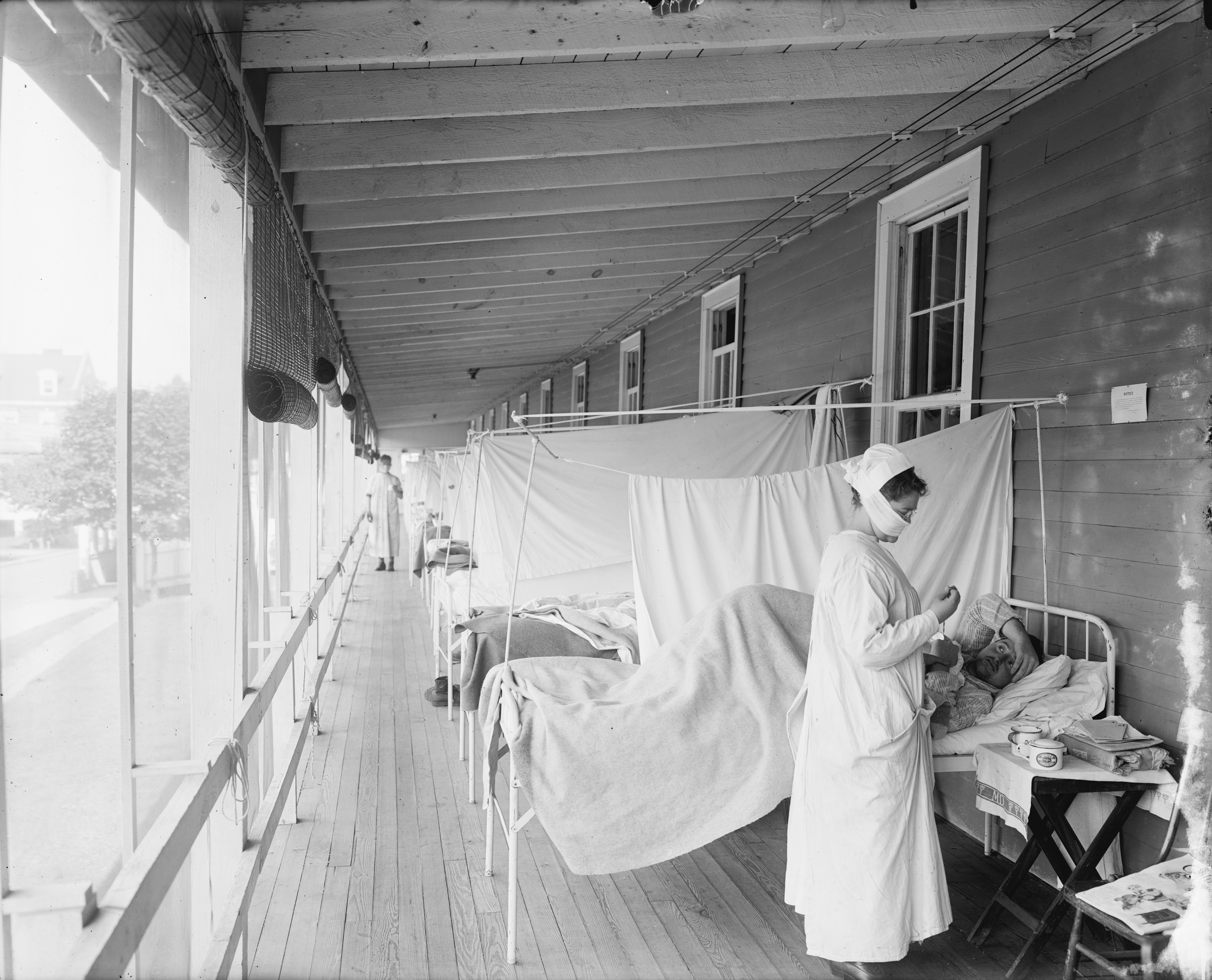
الإنفلونزا الإسبانية في العاصمة واشنطن، الولايات المتحدة. 1918-1919.
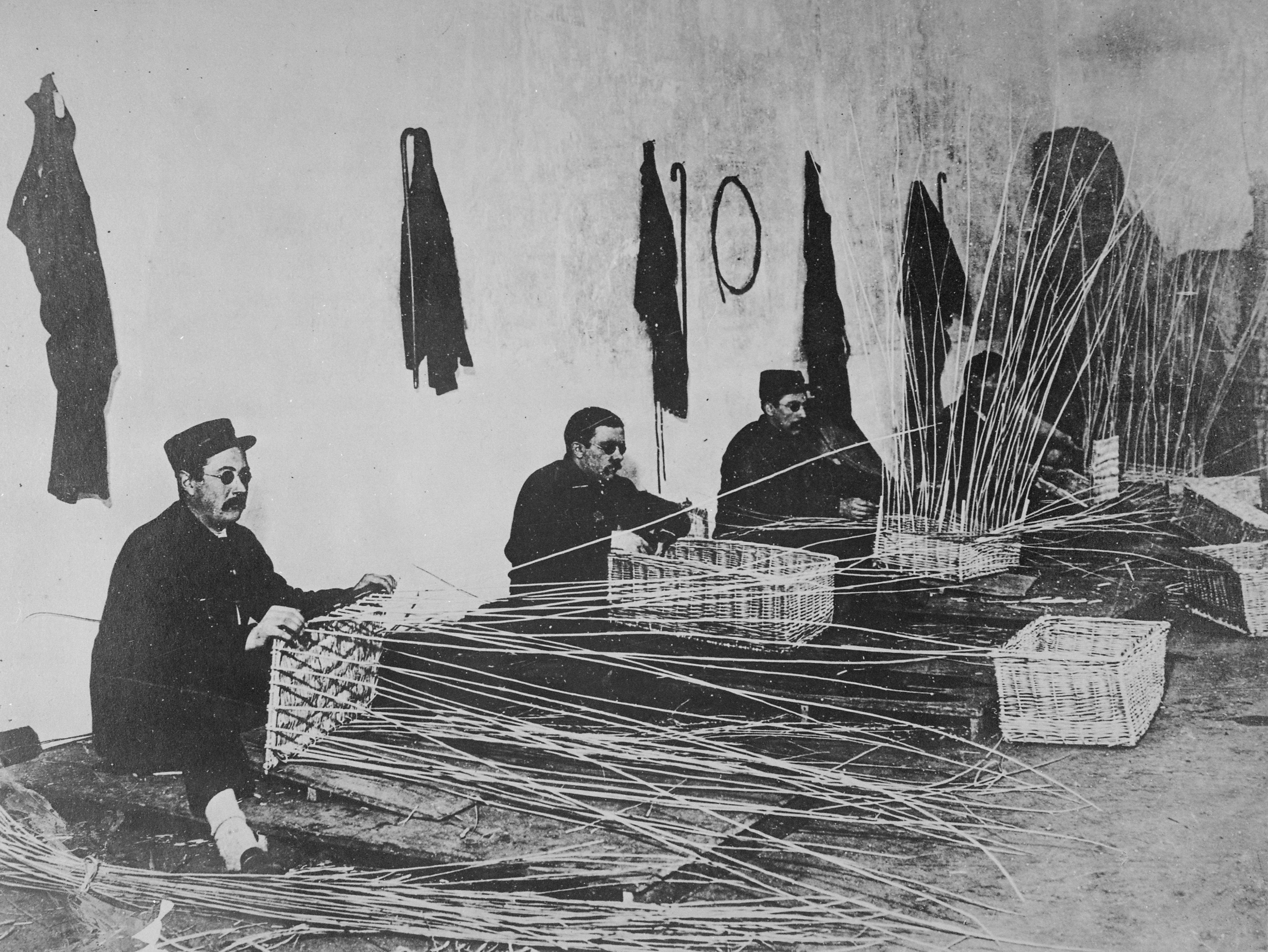
إعادة تهيئة جنود فرنسيين- فقدوا بصرهم بسبب الحرب - في كيفية صنع السلال، 1917 أو 1919.
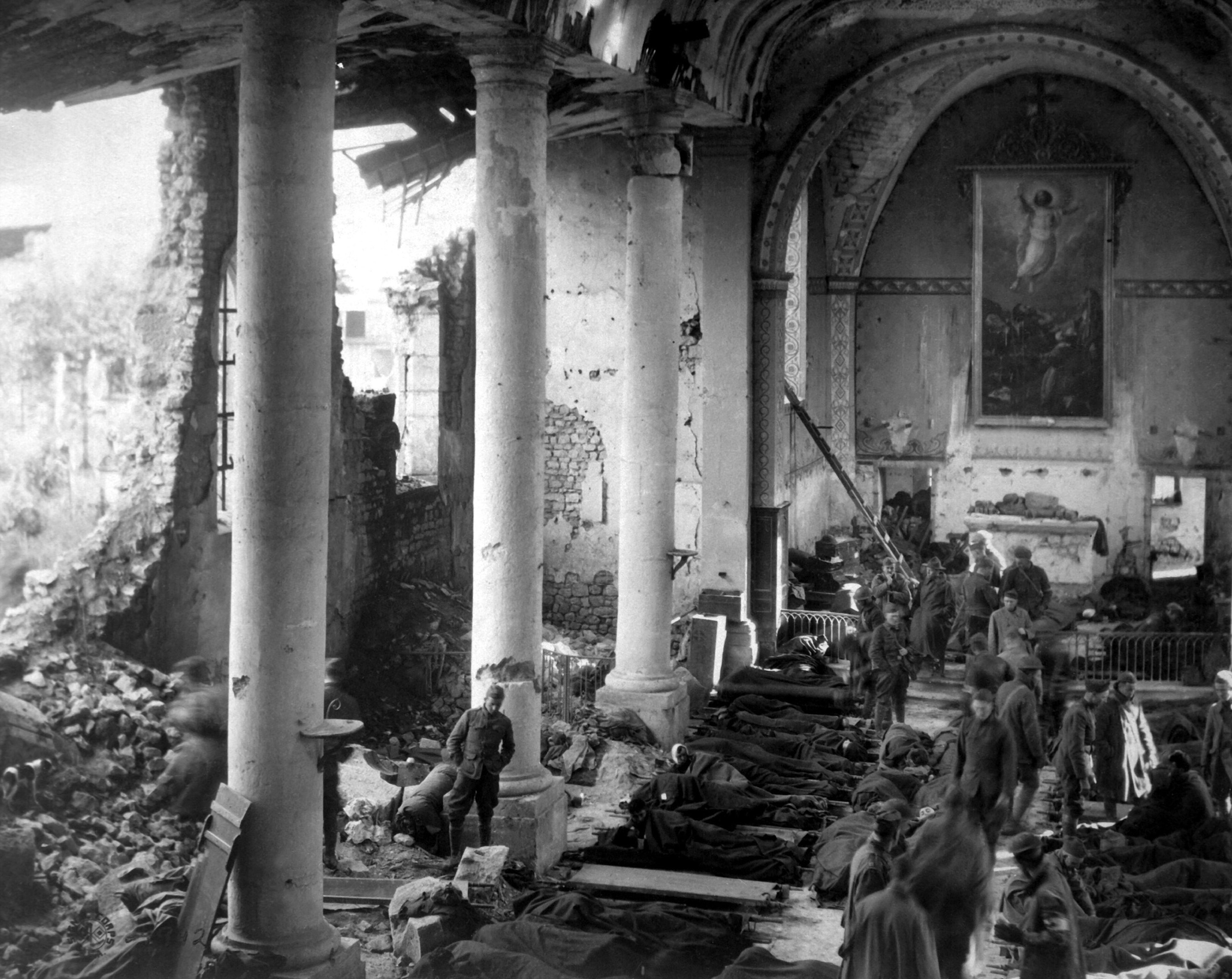
جنود أمريكيون مصابون يعالجون في كنيسة نوفيلي بفرنسا، 20 سبتمبر 1918
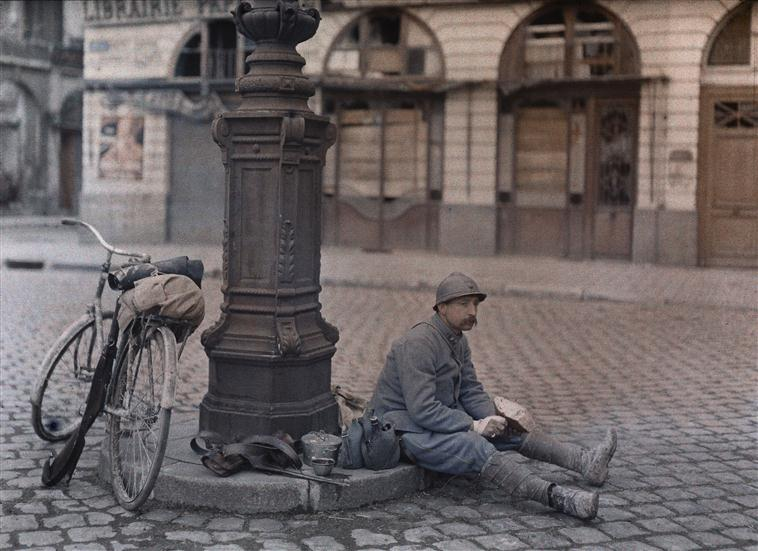
جندي فرنسي في ساحة مدينة ريمس خلال الحرب العالمية الأولى، 1 أبريل 1917
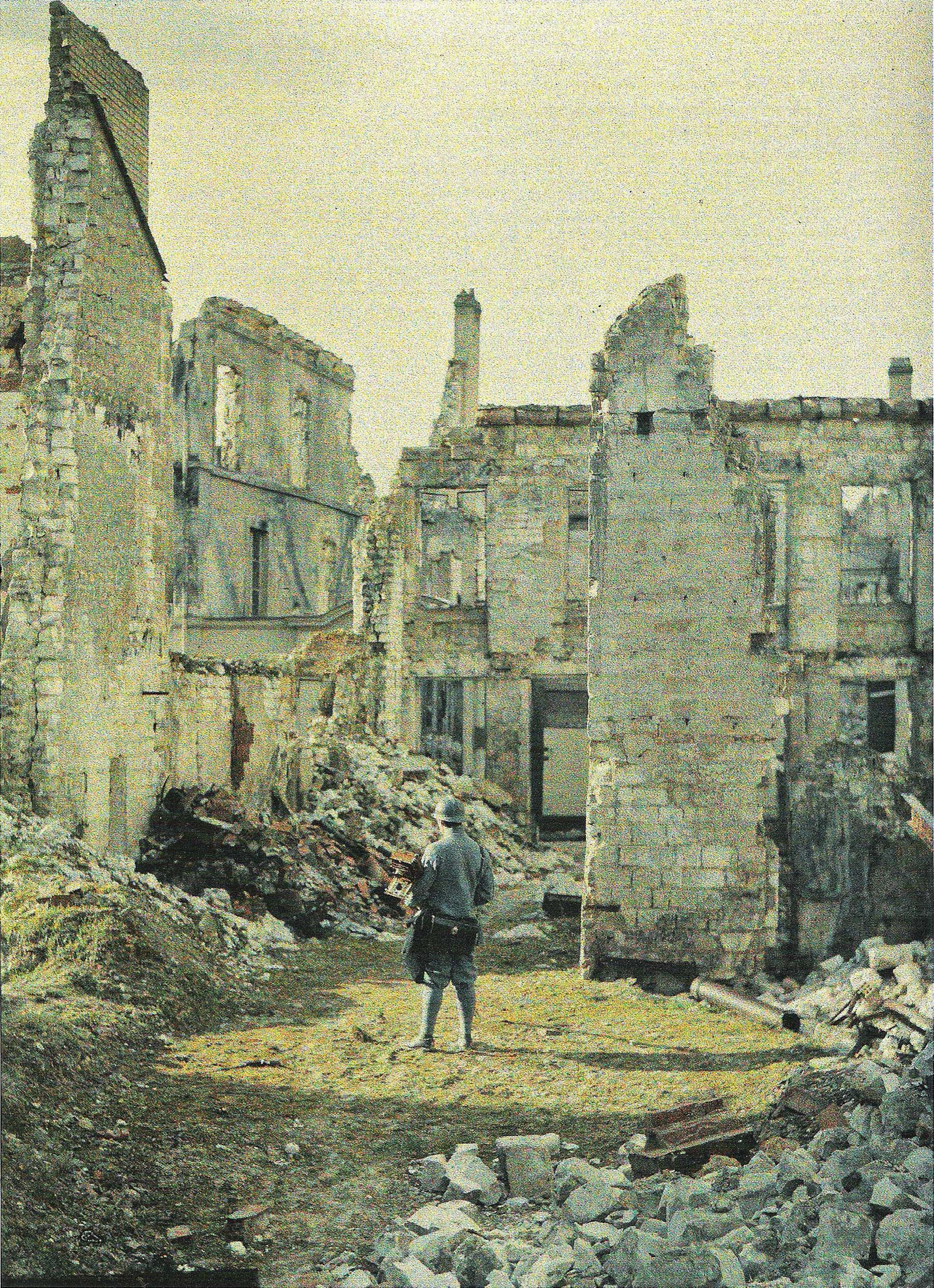
أنقاض مصنع في مدينة ريمس، 1917
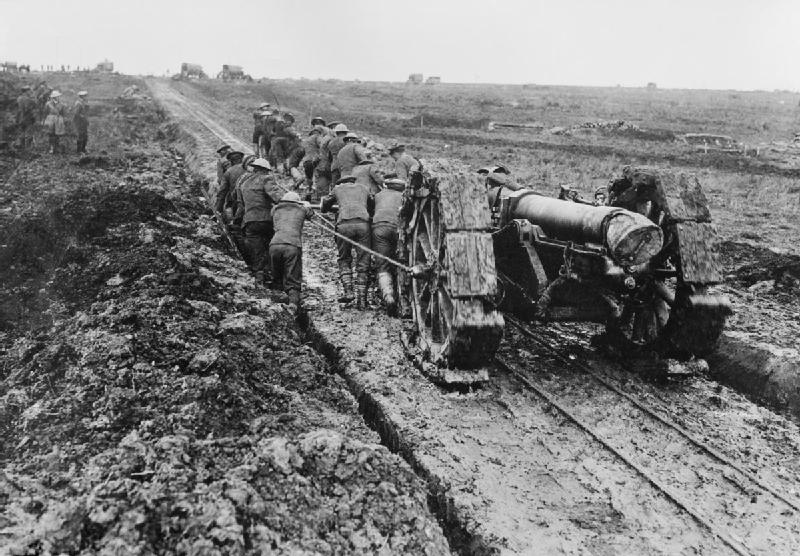
قاذفة قنابل هوراتز ذو عيار 6 بوصة يجرها جنود فوق الوحل في معركة السوم، سبتمبر 1916.
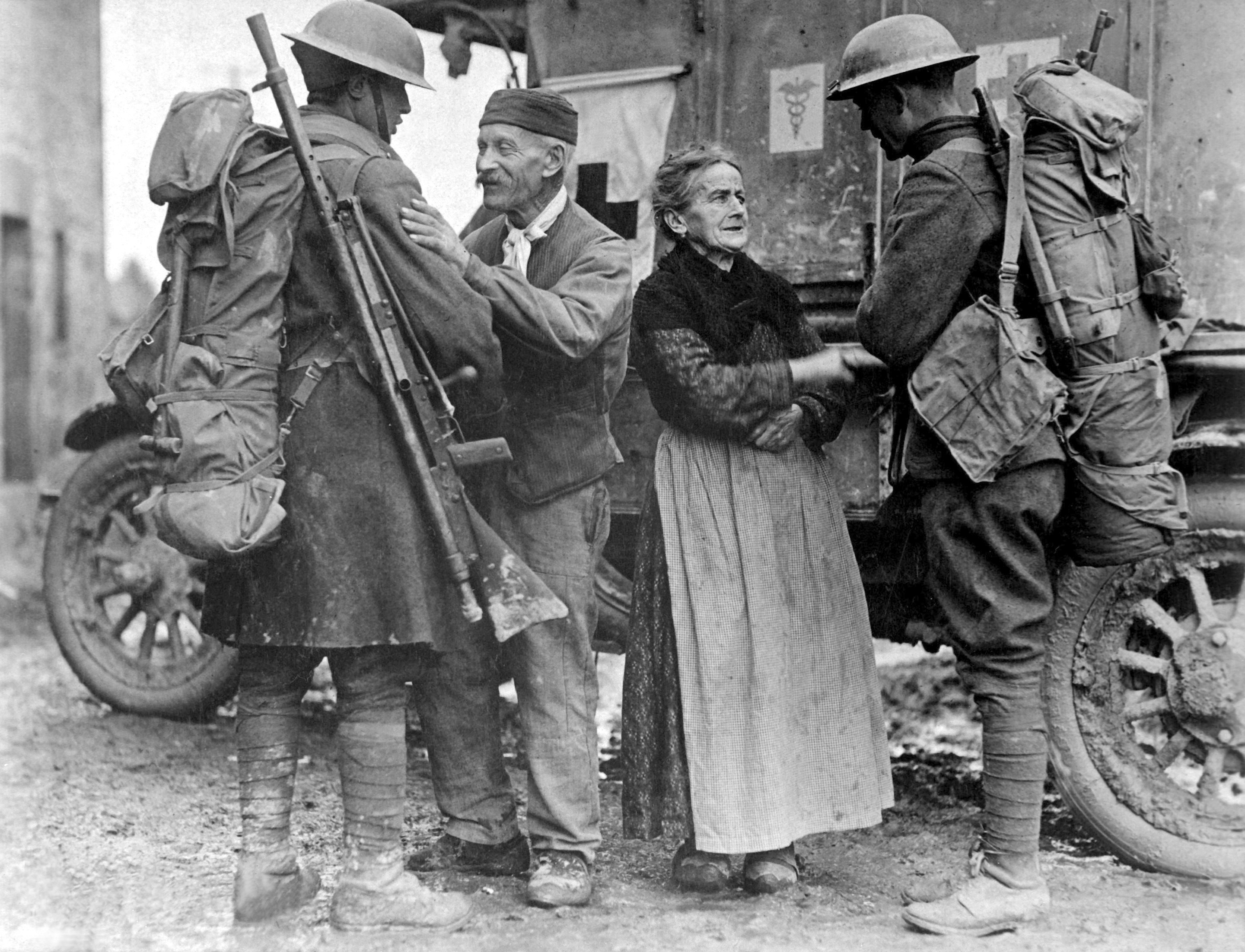
زوجان فرنسيان مسنَّان في إحدى المدن الفرنسية المُحتلة من قبل القوات الألمانية لمدة أربع سنوات يرحبان بجنديين أمريكيين، 6 نوفمبر 1918
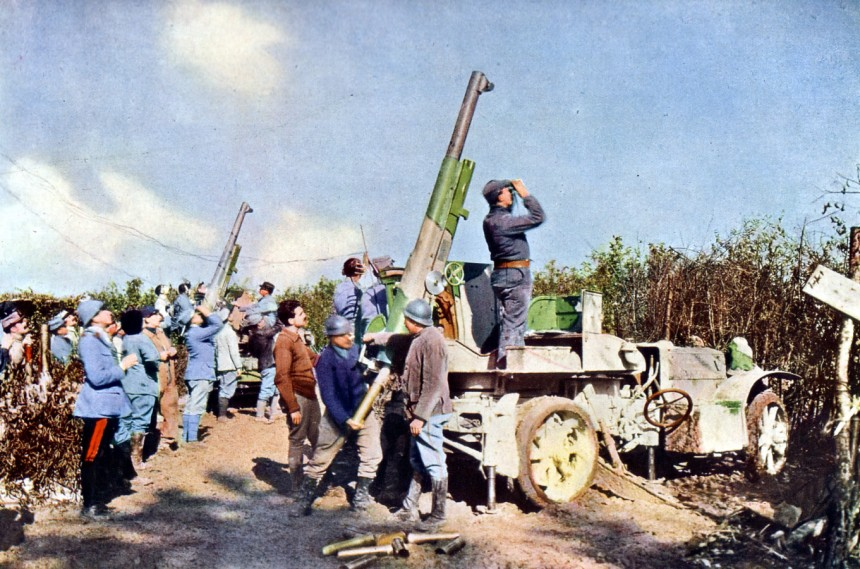
قوات الجيش الفرنسي خلف المدافع المضادة للطائرات في معركة فردان، 1916
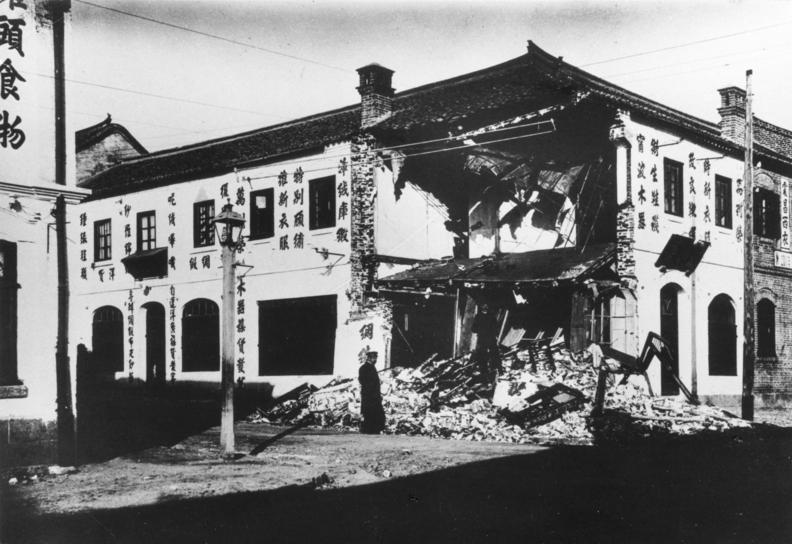
مبنى مدمر في تسينغتاو الصين، نوفمبر 1914

## وسائط
- قوات الحلفاء تقصف مواقع خطوط الجيش الألماني.
- دبابات القوات الفرنسية البريطانية في الحرب العالمية الأولى.